# Cronologia dell'Europa orientale dopo la Grande Guerra
Verso la conclusione e fin dopo la prima guerra mondiale (periodo interbellico) notevoli sconvolgimenti e piccole guerre travagliarono l'Europa orientale, tra cui la guerra civile russa.

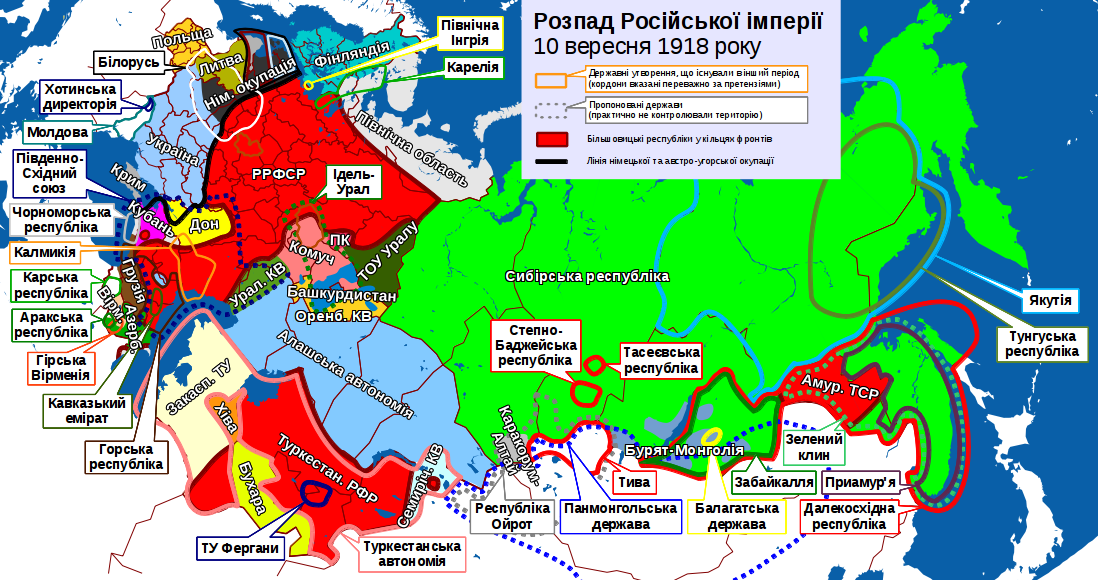
La dissoluzione dell'Impero russo e la guerra civile

(Winston Churchill)

## 1918 (dall'11 novembre)
Stati nel mondo
- 11 novembre - Armistizio di Compiègne, la Germania si arrende - nasce la Dolchstoßlegende, mentre in Austria-Ungheria Carlo I rifiuta di abdicare
- 11 novembre - Il Consiglio provvisorio nazionale della Lettonia è riconosciuto dalla Gran Bretagna come unico governo legittimo della Lettonia e invitato alla futura conferenza di Pace di Parigi - i bolscevichi dell'Iskolat sono perciò esclusi
- 11-14 novembre - I bolscevichi partendo da Vologda tentano di riconquistare la Regione del Nord avanzando lungo il fiume Dvina settentrionale, ma vengono fermati sulla Vaga dai soldati della missione internazionale nella battaglia di Tulgas (chiamata "battaglia dell'armistizio" in relazione al termine della prima guerra mondiale)
- 12 novembre -  A Vienna il nuovo cancelliere provvisorio austriaco Karl Renner proclama la nascita della Repubblica dell'Austria tedesca ("Republik Deutschösterreicht") nella prospettiva di unione alla Germania ("pangermanismo") per la quale il 15 invia un telegramma al presidente americano Wilson
- 12 novembre - Il sindaco tedesco di Poznań viene sostituito da uno polacco
- 12 novembre - La delegazione russa in Svizzera guidata da Jan Antonovič Berzin e Ivan Abramovič Zalkind (ivi presente da maggio, unico Paese ad averne una oltre alla Svezia) viene espulsa, provocando gravi scontri di protesta nel Paese (Sciopero generale svizzero del 1918, guidato da Robert Grimm)
- 13 novembre - In virtù dell'armistizio di Mudros del 30 ottobre inizia l'occupazione di Costantinopoli (che secondo gli accordi del 1915, ora non più validi, avrebbe dovuto andare alla Russia) e viene sciolto l'esercito ottomano - il 17 francesi e volontari della Legione armena sbarcano in Cilicia trovandovi la resistenza da parte dei Giovani Turchi: inizia la guerra franco-turca
- 13 novembre - L'Ungheria firma a Belgrado l'armistizio con l'Intesa; la Romania non riconosce l'armistizio e continua l'avanzata, venendo perciò in contrasto con i suoi ex alleati dell'Intesa; dal 12 al 20 la Romania occupa i valichi montani sui Carpazi orientali che gli erano stati tolti col trattato di Bucarest, a partire da quello di Gyergyótölgyes, nonché la Dobrugia settentrionale
- 13 novembre - Il governo della RSFS russa dichiara nullo il trattato di Brest-Litovsk ossia la sua resa alla Germania; questo atto determina l'avvio della sua offensiva verso ovest, con la creazione apposita dell'Esercito Occidentale (al posto delle "forze di cortina") con sede a Smolensk che il 17 inizia ad avanzare seguendo la ritirata tedesca nell'oblast' Occidentale ("operazione Vistola") per prendere il controllo sul territorio abbandonato dall'esercito tedesco in ritirata dall'Ober Ost al fine di recuperare i territori perduti dall'Impero russo durante la prima guerra mondiale (Privislinskij Kraj) e stabilire repubbliche sovietiche in quei territori, ma si trova a dover affrontare vari gruppi di auto-difesa e milizie locali dalla Bielorussia, Lituania, Polonia e Ucraina; il 25 la controparte cioè la Germania rinuncia al trattato di Brest-Litovsk e di conseguenza alla potestà sui paesi occupati, mettendo così effettivamente a rischio l'indipendenza dei vari stati nei confronti della Russia bolscevica; tra il 15 e il 25 le milizie contro-rivoluzionarie bielorusse contrattaccano i bolscevichi e avanzano nelle regioni di Smolensk e Kaluga prendendo Gžatsk e Medyn', ma dal 25 sono ricacciate indietro; in Germania è fondato il Stahlhelm, Bund der Frontsoldaten del Landwehr
L'annullamento del trattato di Brest-Litovsk elimina anche le condizioni economiche e sociali ad esso sottoposte: nel corso di novembre-dicembre il governo di Lenin emette parossisticamente uno dietro l'altro una serie di arditi decreti socio-economici già previsti ma finora impediti dalla Germania

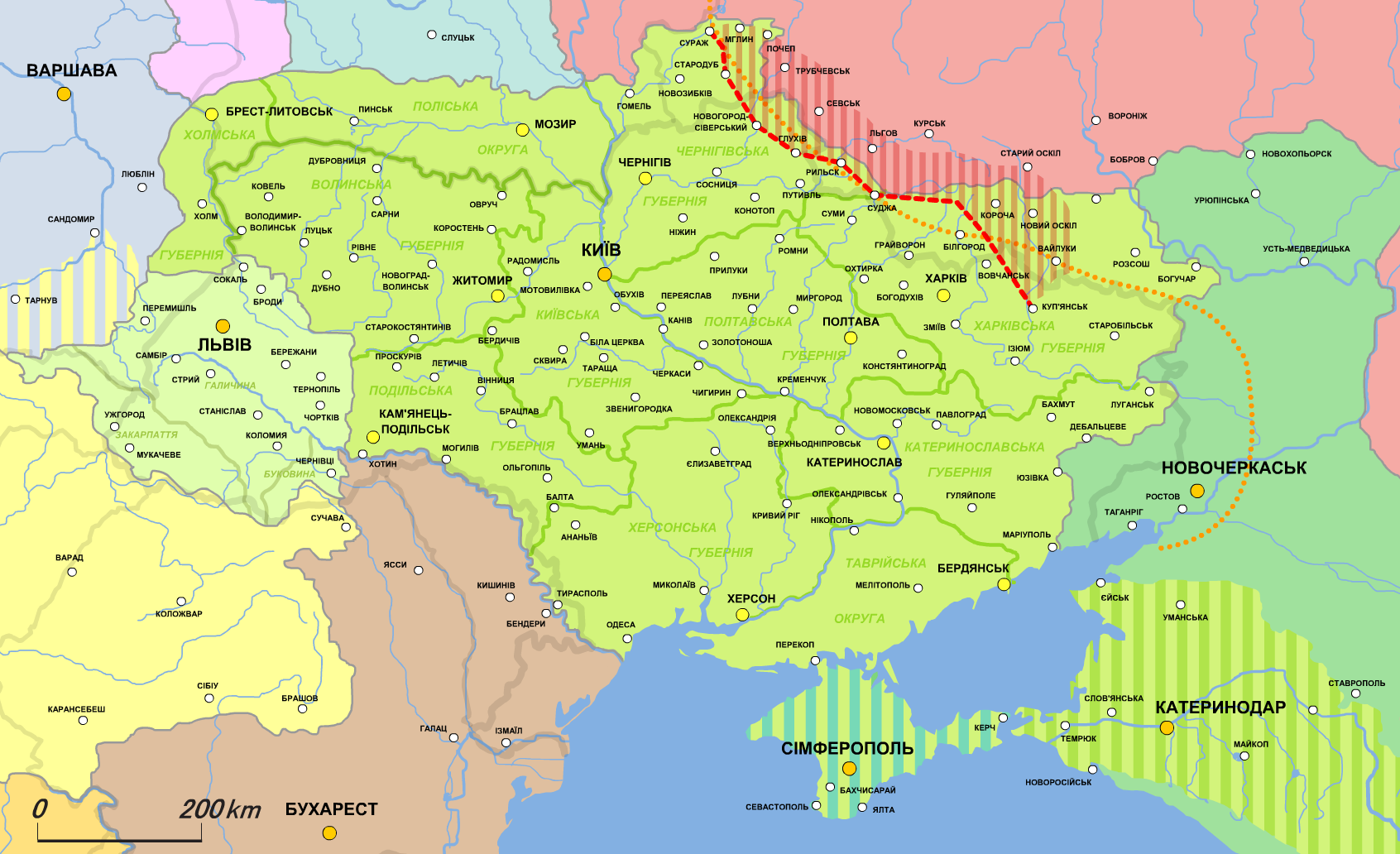
L'Ucraina alla fine del 1918

- 14 novembre - I tedeschi iniziano lo sgombero dall'Ucraina: "Rivoluzione ucraina", nei territori evacuati i democratici ucraini di Volodymyr Kyrylovič Vynnyčenko e Symon Petljura (entrambi del Partito socialdemocratico ucraino erede dal 1905 del Partito rivoluzionario ucraino) fondano il Direttorato in opposizione al reazionario governo filo-tedesco dell'Atamanato che segue i tedeschi nella ritirata; il vuoto lasciato nella regione a nord del mar d'Azov (Berdjans'k, Juzovka, Aleksandrovsk, Ekaterinoslav) viene colmato dalla fazione anarchica di Machno che vi fonda il Territorio Libero (o Repubblica di Guljapole) dopo avervi condotto la guerriglia contro i tedeschi fin dall'estate; l'atamano Nikifor Aleksandrovič Grigor'ev dal suo feudo di Elisavetgrad crea l'Armata Verde che si allea a Vynnyčenko insieme al quale nel corso del mese di dicembre riesce a prendere il controllo di Nikolaev, Cherson, Očakov e Alečki; nel Donbass il vuoto invece è presto colmato dai cosacchi del filo-tedesco Krasnov che già occupavano tutta la fascia contornante il bordo del limite orientale dell'occupazione tedesca, ma in conseguenza della sconfitta della Germania Krasnov è costretto a riconoscere l'autorità suprema del filo-Intesa Anton Denikin e cedergli il suo esercito che viene sgomberato da Caricyn, affidato al generale Pavel Rafailovič Bermondt-Avalov (appena liberato dal lager tedesco di Salzwedel), e inviato via mare nel Ducato Baltico Unito (dove è già presente un esercito di Rodzjanko) incaricato di subentrare all'esercito tedesco (che sta sgomberando anche da lì) per riprendere il controllo russo in quei territori e prevenire un eventuale attacco da parte dei bolscevichi; l'"Unione Don-Caucaso" di Krasnov è abolita, e i filo-russi unionisti finalmente liberi dai tedeschi chiamano Denikin proponendo l'unificazione dell'Ucraina allo Stato russo (mentre i seguaci del nostalgico zarista Pavlo Petrovyč Skoropads'kyj sono propensi ad affidarsi per questo scopo ai bolscevichi); intanto l'intero territorio sgomberato dai tedeschi è preda all'anarchia con pogrom e jacquerie diffuse
- 14 novembre - Dopo che il 12 è caduto il filo-sovietico Governo provvisorio popolare del socialista Daszyński, il Consiglio di Reggenza della Polonia si scioglie e trasferisce l'autorità al socialista anti-sovietico Józef Piłsudski (appena liberato dalla prigionia) come Capo di Stato
- 14 novembre - Venuta meno la questione bellica che finora aveva dilaniato i rapporti tra le due correnti del marxismo russo, i menscevichi si schierano coi bolscevichi (per cui da ora non si può più parlare di soli "bolscevichi" per definire i seguaci del governo di Lenin)
- 15 novembre - Cade il governo filo-tedesco e filo-bolscevico di Sulkiewicz in Crimea, che viene sostituito dal menscevico Solomon Samoilovič Krym
- 15 novembre - Nel corso dell'attacco a Stavropol' muore il generale bianco Mikhaïl Drozdovskij
- 15 novembre - In seguito alla rottura dei rapporti tra Romania e Intesa (che non intende rispettare il Trattato di Bucarest del 1916 in quanto invalidato dalla pace separata del 7 maggio) dopo l'armistizio di Belgrado la parte di Banato rimasta libera (quella a est di quello che poi diventerà il definitivo confine serbo-romeno ancor oggi vigente), sciolta la Repubblica del Banato, viene occupata dalle truppe serbe e francesi; la parte occidentale che tra il 10 e il 13 è già stata occupata da essi, in assenza di precise indicazioni, viene dal Regno di Serbia trattenuta indefinitamente
- 16 novembre - Viene proclamata la Repubblica Democratica di Ungheria, Mihály Károlyi (già primo ministro dal 1º novembre, ruolo cui viene ora sostituito da Dénes Berinkey) diventa presidente al posto del reggente (dal 27 ottobre) Giuseppe Augusto d'Asburgo-Lorena; in conseguenza di ciò, il 17 forze serbe e italiane possono entrare a Fiume
- 16 novembre - Presso Olëkminsk sono giustiziati i capi dei bolscevichi siberiani (tra i quali Nikolaj Nikolaevič Jakovlev)
- 16-23 novembre - Si svolge la conferenza di Iași (città nella quale avevano continuato ad aver sede i contingenti francese e russo del fronte romeno di Anatolij Kel'čevskij anche dopo la resa della Romania) per stabilire le modalità di intervento dell'Intesa nei territori dell'ex Impero russo sgomberati dai tedeschi; il 29 il governo romeno ritorna a Bucarest, ed il 10 dicembre conferma l'annessione della Bessarabia alla Romania; i delegati poi vanno ad Odessa ad attendere vanamente lo sbarco francese, finché il 6 dicembre si dileguano
- 17 novembre - I britannici ritornano a Baku (che diviene la capitale della Repubblica Democratica Azera) e a Krasnovodsk sgomberate dagli ottomani; a fine mese i britannici installano una loro flotta nel mar Caspio; nella Repubblica delle Montagne del Caucaso Settentrionale il "governo Gorskoe" chiede che truppe ottomane volontarie rimangano nel paese in funzione anti-russa (sia bolscevica che bianca), per cui scoppia una ribellione tra musulmani, cosacchi, e menscevichi filo-georgiano-armeni; nuovo presidente è Abdul Basir Haji Mustafayev
- metà novembre - In seguito alla fine delle ostilità della guerra mondiale, la legione Ceca e la 5ª divisione fucilieri polacca si ritirano dal conflitto civile russo e pur restando in loco iniziano lo sgombero dalla Siberia attraverso Vladivostok (tuttavia gli ultimi riusciranno a partire solo nel settembre 1920)
- 18 novembre - Mentre i menscevichi hanno cambiato campo volontariamente il 14 togliendo così il loro sostegno ai bianchi, venuta a mancare anche la protezione militare della Legione Ceca (dal 28 ottobre freneticamente occupata solo a cercare di partire per la neo-nata Cecoslovacchia) ai social-rivoluzionari siberiani, e nella errata convinzione (finora universalmente diffusa tra i bianchi) che il governo di Lenin si reggesse solo grazie alla protezione militare tedesca ora venuta meno, un colpo di Stato attuato dalla cricca del "Centrosibir" (ovvero i ministri del vecchio reazionario Governo provvisorio siberiano di Vologodskij: Michailov, Georgij Hins, Nikolaj Petrov, Georgij Gustavovič Telberg, ecc) fa cadere il Governo provvisorio panrusso (nato il 3 ad opera del "Direttorio di Ufa" di Avksent'ev) ed instaura la dittatura personale di Aleksandr Vasil'evič Kolčak (ministro della guerra del Governo provvisorio panrusso, uno dei pochi militari nostalgici zaristi ad aver aderito ai bianchi anziché ai bolscevichi - ma la vera eminenza grigia del golpe è il reazionario ministro delle finanze Ivan Michailov) sullo Stato russo arrestando il social-rivoluzionario Avksent'ev (mentre il fedele reazionario Vologodskij è lasciato al suo posto di Presidente del Consiglio) e gli altri membri di governo della sua "Unione di rinascita della Russia" che viene fatta sciogliere ed i suoi membri (che poi aderiranno al "Centro Nazionale"), prima arrestati anche loro, e poi il 20 messi su un treno diretto in Cina - Boldyrev (deposto comandante dell'esercito) va in Giappone; il PSR scompare per la seconda volta; il generale Janin dice che si tratta di un golpe filo-britannico organizzato dall'attaché Alfred Knox; rifiutano di riconoscere l'autorità di Kolčak anche le filo-giapponesi truppe cosacche di Transbajkalia, Amur e Ussuri, e le autorità del Primor'e (le quali comunque non avevano riconosciuto nemmeno i governi bianchi precedenti); il 21 come primo atto il dittatore Kolčak a nome del nuovo Stato russo annuncia il riconoscimento del debito estero dell'ex Impero zarista che era stato annullato da Lenin il 3 febbraio; proclama anche la restituzione (cosa che il Komuč non ha mai avuto intenzione di fare) ai precedenti proprietari delle imprese e delle terre espropriate dai bolscevichi durante i mesi di loro governo - secondo molti autori il colpo di Stato del 18 novembre è la vera ragione della sopravvivenza del regime bolscevico alla caduta della Germania, avendo esso fatto spostare la linea mediana del consenso dai bianchi ai rossi

- 18 novembre - In Polonia si svolgono le elezioni per il Sejm (Camera dei deputati). Dopo aver brevemente riaffidato l'incarico a Daszyński, Piłsudski scioglie il Governo provvisorio popolare e nomina Primo ministro Jędrzej Moraczewski che il 20 si svela a Varsavia: il "Comitato Nazionale polacco" di Dmowski ora insediato a Cracovia e riconosciuto dal 1917 dalle potenze dell'Intesa come legittimo governo della Polonia si vede così escluso dal potere
- 18 novembre -  Giorno della proclamazione della Repubblica di Lettonia, dopo che il 17 Consiglio provvisorio nazionale della Lettonia (creato il 29 novembre 1917) di Voldemārs Zāmuēls ed il blocco democratico ("Demokratiskais Bloks") si fondono nel Consiglio del Popolo della Lettonia (Tautas Padome) che il 18 a Jelgava dichiara l'indipendenza dei territori abitati da lettoni dal Ducato Baltico Unito e diventa Repubblica di Lettonia; Primo ministro è Kārlis Ulmanis (lo sarà fino al 18 giugno 1921) dell'Unione degli Agricoltori della Lettonia. Il 30 novembre il Consiglio del Popolo della Lettonia cede la sua autorità al Governo provvisorio lettone; il 26 la Germania riconosce l'indipendenza, ma è obbligata ai sensi dell'armistizio di Compiègne in difesa del territorio lettone contro un attacco da qualunque altra parte arrivi (principalmente la Russia bolscevica). Storicamente vi è incertezza se considerare come data di indipendenza della Lettonia il 18 novembre 1918 oppure il 2 dicembre 1917 o il 30 gennaio 1918
- 18 novembre - I bolscevichi del Comitato militare rivoluzionario ucraino iniziano la conquista del paese prendendo Jampil' e Chutir-Mychajlivs'kyj e il 20 Ryl'sk, poi entro fine novembre Sudža e Hluchiv e i villaggi Černec'ka, Bohorods'ke, Korživka, Starodub, e una serie di altre località della provincia di Černihiv e di Hluchiv.
- 19 novembre - Le unità cosacche filo-tedesche di Krasnov in soccorso di Skoropads'kyj entrano a Luhans'k e prendono il controllo del distretto di Slov"janoserbs'k; entro il 3 dicembre i cosacchi entrano a Debal'cevo, Donec'k e Mariupol'.
- 19 novembre - Nel Ducato Baltico Unito le forze di occupazione tedesche consegnano l'autorità al Governo provvisorio estone; in conseguenza di ciò il 22 le truppe regolari tedesche di Max Hoffmann ed estoni di Aleksander Tõnisson sono attaccate a Narva dall'Armata Rossa che il 25 prende Pskov: inizia la guerra d'indipendenza estone; il 28 il Ducato (dopo la defezione dei territori lettoni del 18 composto ora solo dall'ex Governatorato dell'Estonia e dalla metà settentrionale dell'ex Governatorato della Livonia) diventa Repubblica d'Estonia;  il 29 i bolscevichi estoni nei territori occupati dall'Armata Rossa fondano la Comunità dei lavoratori estoni come Repubblica sovietica estone, il 7 dicembre riconosciuta dalla RSFS russa come legittimo governo dell'Estonia indipendente - il 6 dicembre l'esercito russo della Regione del Nord di Rodzjanko viene fuso nell'esercito estone
- 21 novembre - Nella RSFS russa al Narkomprod ("Commissariato del popolo per i rifornimenti alimentari", creato nel dicembre 1917, nel 1948 verrà rinominato in Gossnab) di Cjurupa è affidato il monopolio del commercio
- 21 novembre - Il Direttorato rifonda la Repubblica Popolare Ucraina, che entro metà dicembre controlla tutta l'Ucraina eccetto il Donbass e Zaporižžja; sciolto dai bolscevichi russi il vecchio governo indipendentista della Repubblica Sovietica Ucraina ("in esilio" a Mosca dal 18 maggio) allo scopo di riorganizzarne uno nuovo in una prospettiva ora non più di mera alleanza tra stati indipendenti ma di unione federativa alla RSFS russa: il 28 viene fondato a Kursk il "governo provvisorio degli operai e dei contadini di Ucraina" di Georgij Leonidovič Pjatakov poi spostato a Sudža, dal 27 dicembre a Belgorod, e dal 3 gennaio a Charkiv
- 21 novembre - Kazinka e Tuguluk (Territorio di Stavropol') prese dai bianchi
- 21 novembre - Inizia il lungo assedio polacco a Leopoli, e la capitale della Repubblica Nazionale dell'Ucraina Occidentale è trasferita a Ternopil'
- 22 novembre - Re Günther Victor dello Schwarzburg-Rudolstadt è l'ultimo monarca tedesco ad abdicare
- 22 novembre - L'assemblea nazionale della Repubblica dell'Austria tedesca rivendica ufficialmente la sovranità su tutti i territori a maggioranza tedesca dell'ex regno asburgico
- 23 novembre - I bolscevichi del Turkestan creano l'"Esercito contadino di Fergana" per combattere i ribelli Basmachi che controllano il Pamir
- 23 novembre - A Tomsk si tiene il II congresso dei bolscevichi siberiani
- 23 novembre - Trockij emana un'amnistia per i 75.000 ex ufficiali dell'esercito zarista (da settembre oltre 8.000 di loro sono entrati in carcere in virtù del terrore rosso) subordinata ad arruolamento nell'Armata Rossa (ma la maggior parte di loro già sono arruolati) - Stalin, Frunze, Sergej Gusev, Michail Nikolaevič Tuchačevskij, e Kliment Efremovič Vorošilov (la "cricca" anti-trockista nell'esercito sorta a ottobre nota come "opposizione militare") sono contrari
- 24 novembre - Béla Kun fonda il Partito Comunista Ungherese
- 24-25 novembre - A Novi Sad una grande assemblea proclama l'unificazione del Banato, della Bačka e della Baranya con il Regno di Serbia. Contemporaneamente la parte orientale della Sirmia proclama lo scorporo dallo Stato degli Sloveni, Croati e Serbi (cui si era unita l'intera Sirmia il 29 ottobre) e l'unificazione al Regno di Serbia
- 25 novembre - In Germania Rudolf von Sebottendorff (adottato, nato ebreo) a nome della Società Thule accusa per la prima volta gli ebrei della sconfitta tedesca
- 26 novembre - In Posnania a Ostrów Wielkopolski si scioglie e ritorna sotto controllo tedesco la secessionista filo-polacca Repubblica di Ostrów dichiaratasi indipendente dalla Germania il 10
- 27 novembre - Con la sentenza al processo ai suoi leader per i fatti del 6 luglio, il PSR di sinistra scompare definitivamente dalla scena (Proš Prošyan, condannato in contumacia, muore il 16 dicembre di tifo)
- 27 novembre - In Russia abolito il decreto del 14 giugno che aveva instaurato la "dittatura del proletariato": è emanato il nuovo concetto di "democrazia sovietica" in contrapposizione alla "democrazia borghese": è riaperto l'ingresso nei soviet ad altri partiti - di conseguenza nel PSR si forma la Delegazione di Ufa (composta dagli "esuli" siberiani Vladimir Kazimirovič Volskij, Nikolaj Ivanovič Rakitnikov, Kost Stepanovič Burevoy, Iosif Samoilovič Dashevskij, Boris Nikolaevič Černenkov, Nikolay Vladimirovič Svyatitskij) guidata da Volskij (ex presidente del governo del Comitato dei Membri dell'Assemblea Costituente, Komuč), con lo scopo di riappacificarsi coi bolscevichi; aderiscono al PC russo i membri del defunto PSR di sinistra scampati al "terrore rosso" ed al successivo processo di novembre - il 2 dicembre il Partito Comunista Rivoluzionario (fondato il 28 settembre dal vecchio Mark Andreevič Natanson) al suo II congresso si scioglie e i suoi membri confluiscono nel PC russo, per cui Natanson viene anche ammesso come membro al Comitato esecutivo centrale panrusso dei Soviet (Vcik) e al suo Presidium
- 28 novembre - In Bulgaria Teodor Teodorov (del Partito Popolare Bulgaro) sostituisce Aleksandăr Malinov (che lo era dal 21 giugno) a Primo ministro
- 28 novembre - Essendosi reso possibile in seguito alla resa tedesca il passaggio navale nel mar Baltico, inizia la campagna britannica nel mar Baltico; il 9 dicembre la flotta giunge a Liepāja, il 18 a Riga, il 31 a Tallinn.
- 28 novembre - Inizia lo sgombero dei tedeschi dall'area attorno alla repubblica partigiana Rudobel'skaja: a fine dicembre la sacca viene riannessa alla RSFS russa
- 29 novembre - Ekaterinburg ripresa dall'Armata Rossa - in reazione viene lanciata l'operazione Perm', la prevista offensiva di Kolčak verso gli Urali: in previsione dell'apertura del terzo fronte a nord verso cui è già in viaggio una flotta al comando del generale Evgenij Karlovič Miller, il piano di Kolčac prevede tre grandi offensive per riunire i tre fronti: Gajda a nord, Chanžin al centro e i cosacchi di Dutov a sud; l'atamano Boris Annenkov invece partendo da Alaş-qala (Semipalatinsk) inizia un'offensiva verso il Semireč'e (che era stato ripreso dai sovietici del Turkestan a settembre) e contro la "rivolta di Čerkasy"; fino aprile Andreevka è assediata
- 30 novembre - Nella RSFS russa istituito il Consiglio della difesa, dei lavoratori, e dei contadini, come commissione del Sovnarkom col ruolo di pianificare l'economia e gestire la militarizzazione del lavoro (analogo dell'italiano CIPE); è presieduto da Lenin in quanto capo del Sovnarkom; esso viene a ricoprire ora anche a livello statale il medesimo ruolo finora rivestito da dicembre 1917 solo a livello regionale dai Sovnarchoz
- dicembre - Pubblicata l'opera di Lenin La rivoluzione proletaria e il rinnegato Kautsky, risposta al pamphlet polemico Die Diktatur des Proletariats pubblicato da Karl Kautsky qualche mese prima
- dicembre - Vaclav Vorovskij è espulso dalla Svezia, dove si trovava da gennaio incaricato da Trockij del tentativo di prepararvi la rivoluzione in Europa (allora per poter trattare la pace coi Soviet di quei paesi in virtù dell'Internazionalismo proletario); anche Norvegia e Danimarca rompono le relazioni diplomatiche con la RSFS russa
- dicembre - Le truppe armene entrano a Karaklis e Alessandropoli sgomberate dagli ottomani

La formazione della Romania: Oltenia, Muntenia, Moldova (territori originari); Bessarabia (dal 9 aprile 1918); Transilvania (dal dicembre 1918); Bucovina (dal 13 gennaio 1919); Maramureș (dal 22 gennaio 1919); Crișana (dall'aprile 1919); Banato (dal 3 agosto 1919); Dobrugia (occupata dalla Bulgaria dal 1916 al novembre 1918)

- 1º dicembre - Giornata della Grande Unione: dopo che il 25 novembre l'esercito romeno ha raggiunto Târgu Mureș ed il 29 Alba Iulia, in questa città la popolazione locale dichiara l'Unione della Transilvania alla Romania ("Dichiarazione di Alba Iulia"); davanti all'avanzata dell'esercito romeno oltre la linea di demarcazione stabilita all'armistizio, le città ad est dei monti Apuseni si arrendono senza opporre alcuna resistenza: Brașov (7 dicembre), Sibiu (12 dicembre), Cluj (24 dicembre)
- 1º dicembre -  Dall'unione dello Stato degli Sloveni, Croati e Serbi al Regno di Serbia e al Regno del Montenegro, nasce il Regno dei Serbi, Croati e Sloveni (che diventerà in seguito Regno di Jugoslavia); la Bulgaria rifiuta di aderirvi e conferma la sua indipendenza, mentre l'Albania è ancora occupata dalle potenze dell'Intesa; contestualmente nella Bosnia già aggregata allo stato effettivamente croato si scioglie il governo secessionista filo-serbo insediato a Banja Luka
- 1º dicembre -  Il Governatorato del Caucaso sud-occidentale sgomberato dagli ottomani si proclama indipendente come Repubblica del Caucaso sud-occidentale per non venire annesso dagli stati cristiani confinanti Georgia o Armenia
- 1º-4 dicembre - Si svolge una rivolta anti-bolscevica nella regione di Vologda e Čerepovec
- 3 dicembre - Ufa ripresa dall'Armata Rossa - il bolscevico siberiano Boris Šumjackij chiede invano a Lenin la formazione di un "fronte unico democratico-repubblicano" con i membri del Komuč ed i menscevichi (che si sono schierati a favore dei bolscevichi già dal 1914)
- 4 dicembre - La Repubblica Sovietica del Caucaso settentrionale viene eliminata dai cosacchi del Terek (che da giugno con fasi alterne tentavano di rovesciarla) e dall'Armata dei Volontari del Caucaso (coordinati dal comando generale delle forze armate della Russia meridionale) ed annessa al "Governo provvisorio della Russia meridionale"; Akulov con i bolscevichi nordcaucasici va in esilio a Caricyn (l'11 gennaio 1919 il suo governo viene sciolto), termina così la seconda campagna del Kuban' con la conquista di tutta la steppa ciscaucasica tra il Nero e il Caspio; nel conflitto di Soči contro i georgiani il Governo provvisorio della Russia meridionale subentra così ai bolscevichi abcasi intendendo non solo trattenere per sé i territori da essi scorporati alla Georgia a marzo, ma di riconquistare tutti i territori secessi dalla Russia a partire dal 1917; il 5 la Repubblica Popolare del Kuban' viene dichiarata sciolta da Denikin e i suoi territori annessi al "Governo provvisorio della Russia meridionale" di cui Ekaterinodar diviene il capoluogo; anche il bacino del Don ed il territorio ucraino con Crimea e Bessarabia viene dichiarato parte del Governo provvisorio della Russia meridionale; nella Transcaspia queste "annessioni" provocano una crisi governativa tra liberali (unionisti) e radicali (federalisti)
- 5 dicembre - L'Intesa stabilisce che il confine tra la Polonia e la Cecoslovacchia debba passare lungo l'ex confine amministrativo tra le terre ungherese e austriaca dell'Austria-Ungheria. Ostile all'incorporazione alla Polonia, nella Galizia ex austriaca si scorpora da essa la piccola Repubblica di Lemko-Rusyn, desiderosa di unirsi alla Russia oppure, dal 20 aprile 1919, come compromesso, alla Cecoslovacchia
- 5-7 dicembre - L'esercito tedesco inizia lo sgombero dalla Lettonia (dichiaratasi indipendente dal 18 novembre), che (come è già accaduto all'Estonia) contemporaneamente a est è attaccata dall'Armata Rossa; il 7 su richiesta del governo lettone di Kārlis Ulmanis viene fondato l'Esercito territoriale del Baltico ("Baltische Landeswehr"), esercito mercenario della Curlandia e Livonia, cui aderiscono soprattutto reduci tedeschi, sotto il comando del generale Rüdiger von der Goltz (già comandante della missione tedesca in Finlandia): inizia la guerra d'indipendenza lettone; l'Armata Rossa il 9 prende Dünaburg (Daugavpils), il 10 Alūksne, il 18 Valka, il 22 Valmiera, il 23 Cēsis, e il 30 Sigulda;  il 17 viene fondata la Repubblica Socialista Sovietica Lettone (dalla RSFS russa riconosciuta il 22 come governo ufficiale della Lettonia indipendente) guidata da Pēteris Stučka come Presidente del Sovnarkom lettone
- 6 dicembre - A Kiel tentativo fallito di insurrezione contro il governo di Ebert da parte della Volksmarinedivision al comando di Heinrich Dorrenbach, causato dal mancato pagamento degli stipendi
- 7 dicembre - Kolčak a nome del nuovo Stato russo chiede all'Intesa (che non ha mai riconosciuto il governo bolscevico) di poter partecipare al previsto congresso di Parigi come potenza vincitrice; l'Intesa decide di rinviare l'analisi della posizione russa a quando sarà terminata la guerra civile; il 16 in contrasto con Kolčak (i francesi sostengono i governi social-rivoluzionari) il generale Janin si dimette da capo della missione internazionale siberiana
- 7-26 dicembre - Rivolta anti-bolscevica nel Semireč'e meridionale con epicentro Belovodskoe
- 7-31 dicembre - Breve guerra georgiano-armena per la spartizione dei territori sgomberati dall'esercito ottomano (Governatorato del Caucaso sud-occidentale, Lori, Giavachezia, Marneuli); questi ultimi sono assegnati alla Georgia, mentre Lori viene temporaneamente co-governata (tale resterà fino al Trattato di Mosca del 16 marzo 1921 tra Turchia e RSFS russa); la neonata Repubblica dell'ex Governatorato del Caucaso sud-occidentale vede a rischio la sua indipendenza
- 10 dicembre - In Germania viene sciolto il Partito Tedesco della Patria nato nel settembre 1917 per sostenere la dittatura di Ludendorff
- 11 dicembre - In Posnania la lingua polacca e l'insegnamento in polacco ritornano nelle scuole
- 11 dicembre - Viktor Dvorčák proclama a Košice la nascita della filo-ungherese Repubblica popolare slovacca nella parte orientale della Slovacchia (ancora occupata dall'esercito ungherese)
- 13 dicembre - Nikolaev, sgomberata dai tedeschi, è presa dall'Armata Verde dell'atamano Grigor'ev
- 14 dicembre - Fondata la Freiwillige Landesjägerkorps, precursore dei freikorps
- 14 dicembre - Federico Carlo d'Assia-Kassel filo-tedesco Re di Finlandia abdica, la reggenza viene affidata a Carl Gustaf Emil Mannerheim
- 14 dicembre - Kiev, evacuata dai tedeschi, è presa dal Direttorato, lo Stato Ucraino dell'Atamanato è sconfitto e abolito - sfuma il progetto di Skoropads'kyj di riunificazione alla RSFS russa
- 15 dicembre - Il governo polacco rompe le relazioni diplomatiche con la Germania
- 16 dicembre - In Germania il Cancelliere Ebert indice fino al 20 il I Congresso Nazionale dei Soviet degli operai e dei soldati, durante il quale stabilisce per il 19 gennaio 1919 le elezioni per una Assemblea Costituente, inimicandosi così il movimento dei Soviet (spartachisti) che chiedeva l'instaurazione di una Repubblica Sovietica sul modello russo - per questo Ebert verrà definito dalla sinistra "social-traditore e boia del proletariato"
- 16 dicembre - Dalla fusione del partito Socialdemocrazia del Regno di Polonia e Lituania con l'ala sinistra del Partito Socialista Polacco nasce il Partito Comunista dei Lavoratori di Polonia (nel 1925 assumerà la denominazione di Partito Comunista di Polonia - nel 1929 sarà messo fuori legge dal regime del maresciallo Piłsudski)
- 16 dicembre - Man mano che i tedeschi sgomberano dall'Ober Ost, anche la Lituania ad est viene attaccata dall'Armata Rossa come già accaduto ad Estonia e Lettonia; i bolscevichi lituani da Dünaburg/Daugavpils (Lettonia sud-orientale, presa l'8 dai fucilieri lettoni dell'Armata Rossa, unità creata il 13 aprile da Jukums Vācietis) proclamano la Repubblica Socialista Sovietica Lituana (dalla RSFS russa riconosciuta il 22 come governo ufficiale della Lituania indipendente), a cui reagisce un esercito nazionalista lituano, supportato dal 31 (dopo che gli ultimi regolari tedeschi lasciano Vilnius) dai volontari tedeschi dell'Esercito territoriale del Baltico fondato il 7 in Lettonia; inizia la guerra lituano-sovietica e la guerra d'indipendenza lituana; il 22 l'Armata Rossa prende Zarasai e Švenčionys - secondo la storiografia sovietica già a Vilnius l'8 dicembre prende il potere un governo sovietico guidato da Vincas Mickevičius-Kapsukas che avrebbe anche tenuto delle elezioni, tuttavia secondo la maggior parte degli storici ciò è solo frutto dell'agiografia sovietica, essendo poco probabile la formazione di tale governo senza un previo supporto di occupazione dell'Armata Rossa determinante in tale frangente; a conferma di ciò il dato di fatto che in realtà il governo sovietico lituano fino al 1920 ha avuto sede "in esilio" a Daugavpils (Lettonia)
- 17 dicembre - L'apertura al passaggio navale nel mar Nero resa possibile dopo la resa ottomana consente l'avvio della spedizione alleata in Ucraina, dove, a seguito dello sgombero tedesco concluso il 16, truppe francesi (alle quali sono aggregate unità greche, serbe, e polacche) sbarcano ad Odessa condotte da Albert Charles Jules Borius aggiungendosi al contingente franco-russo-rumeno proveniente dalla Bessarabia per prevenirne l'occupazione da parte delle fazioni che si stanno progressivamente spartendo il territorio ucraino; il 25 la missione di Jean François Charles Amet sbarca a Sebastopoli - missioni britanniche sbarcano a Novorossisk e a Batumi - americane nell'Armenia turca ("Armenia wilsoniana")
- 18 dicembre - In Estonia l'Armata Rossa prende Valga e il 24 Tartu e Tapa arrivando a 34 km da Tallinn
- 21 dicembre -  Approfittando dello sgombero tedesco, dal bolscevico "governo dei lavoratori provvisori e dei contadini di Ucraina" viene ricostituito un governo sovietico, stavolta unitarista alla RSFS russa, la Repubblica Socialista Sovietica Ucraina (fondazione ufficiale il 10 marzo 1919), che subito si scaglia contro le armate ucraine e contro i bianchi di Denikin, nonché contro francesi e Armata Verde; ambigui invece i suoi rapporti con l'Armata Nera
- 22 dicembre - Breve rivolta bolscevica e menscevica a Omsk contro la dittatura di Kolčak (secondo alcuni storici organizzata in realtà dal comandante dell'esercito Ivanov-Rinov che aveva un conto in sospeso con Kolčak e voleva prenderne il posto a capo dello Stato russo), subito domata; Kolčak ne approfitta per aumentare il suo potere sostituendo Ivanov-Rinov con il fedele generale ceco Radola Gajda; le armate di Kolčak entrano a Kungur ed il 24 a Perm' provocando sgomento a Mosca che credeva di aver ormai allontanato il pericolo; nei territori riconquistati Kolčak impedisce la rifondazione della Repubblica di Transbolaqia il cui territorio dichiara annesso allo Stato russo, e in Baschiria fa sostituire il governatore Bikbov con il fedele Abdullah Kamaletdinovič Adigamov
- 22 dicembre - L'esercito ungherese riprende il controllo della parte orientale della Rutenia, che l'8 novembre aveva dichiarato l'indipendenza come Repubblica huzula nella prospettiva di unione alla Repubblica Nazionale dell'Ucraina Occidentale; il 24 la parte occidentale della Rutenia di etnia slava (Užhorod, Berehove, Ugocsa, Vynohradiv, Maramureș) si dichiara indipendente dall'Ungheria come Repubblica Ruska Krajina, con capitale Mukačevo e presidente Don Avgustin Vološin
- 24 dicembre - "Natale di sangue di Ebert": dopo che il 23 i marinai rivoltosi di Kiel (Volksmarinedivision, trasferita a Berlino dopo la loro fallita rivolta del 6) hanno occupato la Cancelleria del Reich ed arrestato il Consiglio dei Commissari del Popolo tenendo in ostaggio Otto Wells, truppe agli ordini del Cancelliere Ebert (riuscito a fuggire a Kassel) li attaccano ma vengono respinte, e, benché la rivolta dei marinai non avesse motivi politici (esigevano solamente il pagamento degli stipendi), le truppe governative sconfitte dai marinai rivoltosi si scagliano per rivalsa contro gli spartachisti (che non hanno alcuna connessione con la rivolta dei marinai essendosi limitati ad esprimergli solidarietà morale), per cui il 29 l'USPD esce dal governo, e nonostante ciò il 30 dalla scissione della sua fazione spartachista viene fondato il Partito Comunista di Germania (KPD) - i reparti responsabili dell'attacco agli spartachisti sono sciolti, ed i loro appartenenti congedati dall'esercito vanno a costituire il nucleo fondativo dei freikorps
- 24 dicembre - Gli anarchici di Machno compiono un pogrom a Trudoliubovka
- 25 dicembre - Il congresso di Durazzo crea il governo albanese, guidato dal Primo ministro Turhan Pasha Përmeti
- 26 dicembre - Navi sovietiche bombardano Tallinn; il 31 vi giunge una squadra navale britannica, che fino all'autunno 1919 tiene imbottigliata la flotta Rossa del Baltico a Kronštadt
- 27 dicembre - Ignacy Paderewski a Poznań dà il via alla Sollevazione della Grande Polonia (Posnania). Si forma l'Organizzazione Militare Polacca. Il 30 falliscono i colloqui di pace con la Germania, che si rifiuta di prendersi la responsabilità degli scontri. È guerra di fatto tra Germania e la secessionista "Grande Polonia"; il 31 Ostrów Wielkopolski (già secessionista dal 10 al 26 novembre) è ripresa dai polacchi
- 29 dicembre - L'esercito cecoslovacco occupa Košice: la filo-ungherese Repubblica popolare slovacca nata l'11 cessa di esistere
- 30 dicembre - I britannici sbarcano a Batumi nell'ex Governatorato del Caucaso sud-occidentale (sgomberato dagli ottomani il 1º dicembre, ora Repubblica del Caucaso sud-occidentale) per prevenirne la sua invasione occupandola in attesa di deciderne l'assegnazione

## 1919
Stati nel mondo
- gennaio - Alcuni membri della delegazione di Ufa (creata il 27 novembre 1918) tornano a Mosca per negoziare con il governo sovietico la cessazione della lotta dei socialisti-rivoluzionari contro di esso
- 1º gennaio - Miller da navi britanniche sbarca ad Arcangelo con un contingente di russi bianchi da poco liberati dai campi di concentramento tedeschi; suo scopo è condurre le operazioni nella regione del nord della quale il 15 si autoproclama governatore dopo il voltafaccia pro-bolscevico dei menscevichi; dopo aver raccolto le pur esigue forze anti-sovietiche locali, e preso contatto con l'ammiraglio Kolčak, diventa comandante delle Armate bianche sul fronte settentrionale fondando l'esercito della Regione del Nord (da non confondere con quello di Rodzjanko ora assorbito da quello estone o con quello di Bermondt-Avalov in Lituania e Lettonia)
- 1º gennaio - L'esercito cecoslovacco prende possesso di Prešporok (già Presburgo, sarà rinominata Bratislava il 27 marzo), che dopo la formazione della Cecoslovacchia gli abitanti di etnia tedesca e ungherese avevano autoproclamato "Città libera"; il 4 febbraio viene nominata capoluogo della regione slovacca; il 14 agosto la Cecoslovacchia prende possesso arbitrariamente anche del territorio posto al di là del Danubio (Petržalka) togliendolo all'Ungheria
- 1º gennaio - Ternopil' presa dai polacchi, la capitale della Repubblica Nazionale dell'Ucraina Occidentale è trasferita a Stanyslaviv
- 2 gennaio -  Dopo lo sgombero tedesco dal territorio, la Repubblica Popolare Bielorussa è dal 23 dicembre 1918 attaccata ad est dai russi sovietici che l'annettono all'oblast' Occidentale, ai cui territori bielorussi il 2 gennaio viene ri-concessa l'indipendenza come Repubblica Socialista Sovietica Bielorussa (solo zone di Minsk e Hrodna, mentre quelle di Vicebsk, Mahileŭ, e Smolensk il 16 gennaio sciolto l'oblast' Occidentale sono annesse alla Russia); il 31 dicembre 1918 è stato fondato il suo Partito Comunista
- 2 gennaio - Davanti l'avanzata sovietica i legionari del comitato dei cittadini polacchi ("Samoobrona") prendono il controllo di Vilnius (lasciata dall'esercito tedesco il 31 dicembre 1918) per prevenirne la consegna volontaria ai sovietici decisa dal Consiglio di Lituania, che si ritira a Kaunas sotto loro protezione; il 5 la città viene comunque presa dall'Armata Rossa, ed il 31 vi si tiene un congresso di rappresentanti dei comitati rivoluzionari della Lituania sovietica
- 3 gennaio - Ammutinamento a Folkestone: i soldati britannici, appena tornati dalla Francia, si rifiutano di reimbarcarsi per la Russia
- 3 gennaio - Inizia l'offensiva dell'Armata dei Volontari contro gli ultimi residui bolscevichi nel Caucaso settentrionale
- 3 gennaio - I sovietici ucraini prendono Charkiv e vi insediano il loro governo; l'8 raggiungono il fiume Kalitva nero e il 10 prendono Starobil's'k, il 12 Černihiv, il 18 Poltava

L'offensiva sovietica in Lituania e Lettonia; si notino le ridotte dimensioni della nuova RSS Bielorussa

- 4 gennaio - Allo scopo di impedire le elezioni per l'Assemblea Costituente indette per il 19, inizia la "rivolta spartachista" con scioperi e sommosse a Berlino portati avanti dalla Lega Spartachista del KPD

Marzo 1919: le forze unite tedesche e lettoni lanciano un attacco riconquistando la Curlandia

- 4 gennaio - L'Armata Rossa prende Riga; il 5 il governo provvisorio lettone e l'Esercito territoriale del Baltico si ritirano da Jelgava a Liepāja sotto l'avanzata sovietica; il 15 gennaio a Riga, il I Congresso dell'autorità erede dell'Iskolat proclama il potere sovietico in Lettonia. Più a sud il 5 l'Armata Rossa prende Vilnius e Minsk, ma in Estonia il 7 l'avanzata sovietica è fermata ed il 18 gli estoni riprendono Narva, il governo della Comunità dei lavoratori estoni si sposta in esilio a Pskov
- 4-5 gennaio - Fallito colpo di Stato in Polonia ad opera del Partito Nazional-Democratico (che in maggio diventerà Unione Popolare Nazionale), espressione del filo-Intesa "Comitato nazionale polacco", contro il governo del socialista anti-Intesa Piłsudski; il 16 gennaio Ignacy Paderewski (dell'antitedesco "Comitato nazionale polacco" e capopopolo della "sollevazione della Grande Polonia") è nominato da Piłsudski a capo del governo al posto di Moraczewski, venendo così a formarsi una coalizione di compromesso tra filo-Intesa ed anti-Intesa che esaurirà il suo scopo a dicembre con l'affidamento del governo al neutrale Leopold Skulski. Il 26 si tengono le elezioni parlamentari in Polonia del 1919 (boicottate dai comunisti)
- 5 gennaio - Il Comitato antisemita per la pace di Anton Drexler diventa Partito Tedesco dei Lavoratori (futuro partito nazionalsocialista)
- 5 gennaio - Nel conflitto austro-sloveno in Carinzia, dopo una controffensiva austriaca che porta alla riconquista di Arnoldstein, ad un'avanzata nel Rosental e alla ripresa di Ferlach, le parti si incontrano a Graz per trattare un armistizio, firmato il 13 febbraio
- 6 gennaio - In risposta alle pressioni tese alla formazione di un nuovo governo di coalizione coi partiti socialisti e menscevichi, Lenin risponde seccamente che la Costituzione della RSFS russa non lo consente
- 7 gennaio - Rivolta a Cettigne contro l'unificazione del Montenegro al Regno dei Serbi, Croati e Sloveni

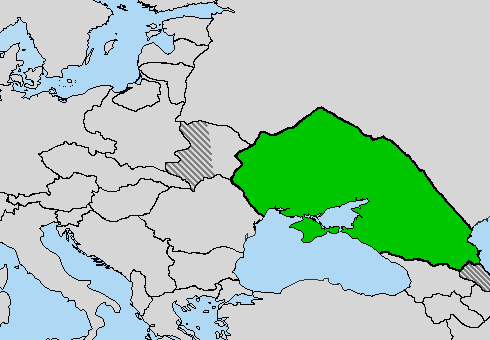
Territori approssimativi dello Stato della Russia meridionale al suo apogeo (novembre 1919) - comprende anche la Transcaspia non visibile nella cartina

- 8 gennaio - In seguito alla fondazione dello "Stato della Russia meridionale" da parte del Governo provvisorio della Russia meridionale, l'"Unione Don-Caucaso" di Krasnov è sciolta ed i territori annessi alla nuova entità unionista; capoluogo è Ekaterinodar e governatore è l'unionista Denikin; l'Armata dei Volontari prende il nome di Forze Armate della Russia meridionale (VSYUR) sotto il comando generale di Denikin e l'esercito del Don entra a farne parte; ad essa si unisce il 22 la transcaspiana Armata del Turkestan (dallo scioglimento dell'"Unione del Turkestan contro il bolscevismo") dopo essere stata sconfitta dai sovietici una loro rivolta iniziata a Tashkent il 18 gennaio ("rivolta di Osipov"), ora dotata di forze britanniche del feldmaresciallo George Milne giunto a Krasnovodsk il 21
- 8 gennaio -  La regione di Kőrösmező (Rutenia orientale, che non è stata compresa nella Repubblica Ruska Krajina, ma è ancora territorio dell'Ungheria) ora rimasta tagliata fuori dal territorio ungherese in seguito all'avanzata romena nell'est dell'Ungheria, ancora intenzionata ad unirsi alla Repubblica Nazionale dell'Ucraina Occidentale (dopo il precedente effimero tentativo intercorso tra l'8 novembre ed il 22 dicembre 1918) ora posticipando la richiesta di unificazione dato lo stato di guerra di quella con la Polonia, si dichiara nuovamente indipendente dall'Ungheria come Repubblica huzula; tra l'11-13 nell'ambito della guerra polacco-ucraina, togliendola alla Repubblica Nazionale dell'Ucraina Occidentale la Romania (alleata alla Polonia) occupa la Bucovina, mentre dal versante opposto la capitale della Rutenia Užhorod viene occupata il 12 dalle truppe cecoslovacche allo scopo di impedirne la presa di possesso da parte dei romeni (sebbene non ci sia uno stato di guerra aperta tra Romania e Cecoslovacchia, quest'ultima agisce competitivamente alla Romania concordemente all'Intesa con la quale la Romania è ormai in rotta); da est il 16 entrano in Rutenia anche le truppe della Repubblica Nazionale dell'Ucraina Occidentale. Il 14 Dopo aver preso tutta la Transilvania, per contrastare l'avanzata cecoslovacca e ucraina in Rutenia l'esercito romeno avanza ora verso nord e prende Baia Mare; il 18 raggiunge il confine orientale della Repubblica huzula prendendo Sighetu Marmației alla Repubblica Ruska Krajina fermandosi solo il 22 in seguito ad un ultimatum dell'Intesa con lo spostamento di contingenti francesi dalla Bessarabia alla Rutenia a supporto dell'esercito cecoslovacco; l'avanzata delle truppe romene nell'Ungheria orientale si ferma così alla nuova linea di demarcazione imposta loro dal congresso di Parigi
- 9 gennaio - Il progressista governo ucraino del direttorato autorizza le autonomie nazionali delle minoranze etniche
- 9-15 gennaio - Le forze polacche irregolari di Dowbor-Musnicki ottengono il controllo della maggior parte della Posnania; inizia la polonizzazione dell'amministrazione pubblica; il 9 aerei della "Grande Polonia" bombardano Francoforte sull'Oder; il 25 vengono interrotte tutte le comunicazioni tra la Posnania e la Germania
- 10 gennaio - Fondata la Repubblica Sovietica di Brema di Johann Knief, fino al 4 febbraio quando sarà soppressa nel sangue dai freikorps
- 11 gennaio - Nella RSFS Russa emesso un nuovo decreto sulle espropriazioni: gli approvvigionamenti annonari vengono stabiliti su ripartizione territoriale - il 14 febbraio emanata nuova legge fondiaria tesa alla collettivizzazione sul lungo periodo - il 27 febbraio il sistema annonario (finora affidato a diversi organismi) è posto interamente sotto l'autorità del solo Narkomprod - il decreto svuota di potere i sindacati, per cui il sindacalista Solomon Lozovskij (già espulso dal POSDR bolscevico a gennaio 1918) protesta energicamente, venendo redarguito - a dicembre viene riammesso nel nuovo PC russo e non metterà mai più in discussione pubblicamente la linea del partito

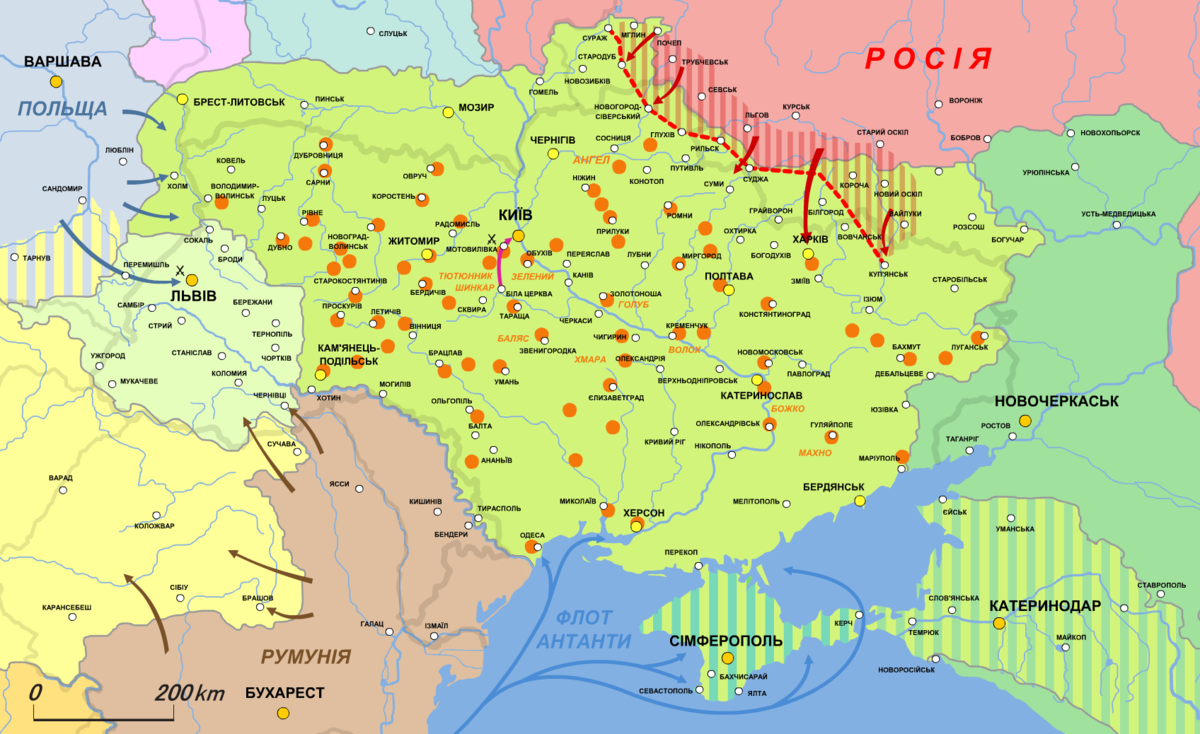
L'Ucraina all'inizio della seconda fase della guerra ucraino-sovietica

- 12 gennaio - L'Armata Rossa lancia un'offensiva partendo da Kup"jans'k verso Luhans'k e il Donbass; il 14 occupano Starobil's'k ed entrano nel Donbass settentrionale, dopo aver preso Logvinovo, Popasna, Kramators'k, Slov"jans'k e arrivando a 12 km da Bachmut. Il 16 prendono Bilovods'k, e si stanziano lungo la linea Lozova-Synel'nykove, avvicinandosi alle unità di Denikin. Il 15 Krasnov prende Novochopërsk, ma il 17 è costretto ad iniziare il ritiro dalla linea Abramovka-Koleno, e dal 18 inizia ufficialmente l'offensiva dell'Armata Rossa sull'Ucraina (seconda fase della guerra ucraino-sovietica) mentre il paese è in preda a jacquerie e alla guerra tra fazioni per spartirsi il terreno lasciato dai tedeschi - il 16 Christian Georgievič Rakovskij diventa Presidente del Consiglio dei commissari del popolo della RSS Ucraina (ed il 29 del CEC del suo Soviet) al posto di Pjatakov
- 15 gennaio - In Germania la "rivolta spartachista" iniziata il 4 è repressa nel sangue ad opera dei freikorps con l'assassinio di Rosa Luxemburg e Karl Liebknecht
- 16 gennaio - A causa dell'ulteriore ingigantirsi del partito e quindi del lavoro organizzativo da svolgere, nel PC russo viene creato l'Orgburo ("ufficio organizzativo") del CC, con scopi intermedi tra la Segreteria (smaltire le "scartoffie") e il Politburo; composto su elezione dal plenum del CC, suoi primi membri eletti sono Jakov Sverdlov (che de facto aveva rivestito finora il ruolo ora affidato al nuovo organismo), Michail Vladimirskij, Nikolaj Krestinskij
- 18 gennaio - Si apre la conferenza di pace di Parigi
- 19 gennaio - Si svolgono le Elezioni federali tedesche del 1919 dalle quali risulta vincitore il Partito Socialdemocratico di Germania (SPD) col 37,9% dei voti
- 19 gennaio - L'operazione Perm' subisce un arresto ed il 28 è dichiarata terminata - inizia la controffensiva dell'Armata Rossa per riprendere Orenburg, Perm', e Kungur
- 20 gennaio - L'Armata Rossa avanza nel Donbass occupando Kostjantynivka e Bachmut e il giorno seguente attacca verso il Don partendo da Lugansk, il 21 prende Urjupinsk ed inizia a ritenere realistico puntare sul fronte di Caricyn. Contemporaneamente Denikin lancia un'offensiva dal Donbass verso l'area dei ribelli di Nestor Machno, prendendo Polohy e attaccando la sua sede Huljajpole con feroci battaglie che durano diversi giorni, durante i quali il villaggio passa più volte di mano in mano. Le Guardie Nere di Machno sono costrette a ritirarsi a Hajčul, dopo di che il fronte tra i due si stabilizza
- 20 gennaio - La capitale della secessionista Repubblica delle Montagne del Caucaso Settentrionale Pjatigorsk è presa dalle Forze armate della Russia meridionale; la capitale è spostata a Vladikavkaz, che però, dopo l'importante città di Groznyj il 26, il 31 è anch'essa presa e annessa allo Stato della Russia meridionale, dopodiché la capitale è spostata a Nazran' e il Paese si dichiara uno Stato islamico istituendo la sciaria e proclamando il jihād
- 22 gennaio - Marija Spiridonova è di nuovo arrestata dalla Čeka - ciò da lo spunto a Kamenev per aprire un dibattito critico sullo strapotere della Čeka (ora composta di 37.000 uomini), il cui operato viene strenuamente difeso dal suo direttore Dzeržinskij, e sul suo utilizzo della psichiatria a fini politici
- 22 gennaio - La Repubblica Popolare Ucraina (Ucraina ex russa) e ciò che resta della Repubblica Nazionale dell'Ucraina Occidentale (Ucraina ex austriaca, che dal 21 reclama anche l'intera Rutenia ex ungherese) si uniscono formalmente con l'"atto Zluky" firmato a Fastiv il 1º dicembre 1918 (ma resteranno nei fatti due entità statali distinte fino alla loro definitiva incorporazione l'una dalla RSFS Russa e l'altra dalla Polonia); a tale unione si aggiunge anche la piccola Repubblica huzula; il 23 gli ucraini della Bucovina si rivoltano agli occupanti romeni (rivolta di Chotyn)
- 23 gennaio - In Cecoslovacchia viene sciolto il Consiglio nazionale slovacco
- 23 gennaio - Nell'ambito della guerra polacco-ucraina la Repubblica di Komańcza è occupata dalla Polonia, entrando con ciò in contrasto con la Cecoslovacchia che, già in rotta a causa dell'alleanza di questa con la Romania, approfitta dell'incidente per tentare di prendere l'intera Slesia di Teschen che era stata occupata dai polacchi il 31 ottobre e che la successiva cessione di una piccola porzione non aveva soddisfatto le aspettative cecoslovacche, per cui inizia la breve guerra polacco-cecoslovacca: tra il 28-30 i due eserciti si combattono presso Skoczów senza risultati determinanti; il 31 Prešov è tolta agli ungheresi e annessa alla Cecoslovacchia
- 23 gennaio - L'Esercito del Don di Krasnov contrattacca partendo dalla linea Nikitovka-Lihoy-Millerovo-Debal'cevo, venendo però respinto e subendo una grave sconfitta nell'operazione Voronež-Povorino lungo il Fronte di Caricyn; l'Armata Rossa avanza nell'Ucraina settentrionale costringendo Denikin ad abbandonare il piano di offensiva sul Volga a Caricyn dovendo perciò trasferire da Stavropol' al Donbass alcuni reparti, sotto il comando del generale Vladimir Maj-Maevskij col compito di mantenere la linea Mariupol'-Donec'k-Bachmut-Luhans'k per difendere il Donbass e la Crimea (il cui governo dopo la ritirata dei tedeschi ora è caduto sotto il controllo di un governo menscevico) ed impedire all'Armata Rossa di accedere al Caucaso settentrionale nella parte posteriore; i rinforzi iniziano ad arrivare il 25 col compito di mantenere la linea Mariupol'-Donec'k-Bachmut-Luhans'k, che avviano un'offensiva su Luhans'k il 27-28 gennaio, aprendo la lotta per il Donbass
- 24 gennaio - Nella RSFS russa introdotte misure di "decosacchizzazione" con deportazioni di intere popolazioni
- 25 gennaio - I turchi abbandonano Kars, che viene ripresa dagli armeni (già entrati dal 15)
- 25 gennaio - Nella regione del nord il fronte internazionale e dei bianchi di Miller è rotto nella battaglia di Šenkursk (19-25 gennaio); l'avanzata sovietica viene fermata il 27 presso Kotlas da dove inizia la battaglia di Vystavka
- 25 gennaio - Alla conferenza di Parigi la proposta di creare la Società delle Nazioni è approvata; il 29 aprile l'assemblea plenaria della conferenza ne approva lo statuto; il 18 giugno esso è firmato dalle Potenze
- 26 gennaio - I britannici di Frederick Eastfield Laughton dalla Persia occupano il territorio della Repubblica di Aras
- 27 gennaio - L'Armata Rossa prende Ekaterinoslav e il 31 lancia una nuova offensiva incuneandosi tra le unità di Krasnov e Denikin, intorno a Debal'cevo, con due settimane di combattimenti pesanti con attacchi e contrattacchi
- 27 gennaio - Domenica di sangue di Marburgo: i soldati sloveni sparano sulla folla di tedeschi
- 27 gennaio - Sotto attacco dei bianchi, Grigorij Konstantinovič Ordžonikidze crea il Comitato rivoluzionario del Terek, il cui territorio sarà conquistato dai bianchi nel corso di febbraio
- 28 gennaio - A Pietrogrado giustiziato dai bolscevichi il Granduca Dmitrij Konstantinovič Romanov
- 28 gennaio - A Chabarovsk breve rivolta cosacca guidata dal cadetto Esaul Epov contro l'atamano Ivan Pavlovič Kalmykov (il 10 maggio durante un'altra breve rivolta lo dichiareranno mentalmente pazzo)
- 29 gennaio - Riconoscimento reciproco tra Polonia e Georgia che manterranno sempre buoni rapporti in funzione ostile ai russi sia bianchi che rossi

Gennaio-marzo 1919: la Lettonia sotto il tallone sovietico

- 31 gennaio - I sovietici sono scacciati dal sud dell'Estonia a seguito della battaglia di Paju (presso Tõlliste), mentre la maggior parte della Lettonia è sotto il controllo dell'Armata Rossa; l'esercito lettone controlla ora solo la zona di Liepāja grazie al supporto dell'Esercito territoriale del Baltico
- 31 gennaio - I francesi partiti da Odessa con una marcia prendono Cherson e il 3 febbraio Nikolaev all'Armata Verde che da questo momento avversa sia loro sia gli ucraini e i bianchi
- 2 febbraio - Inizio dei colloqui polacco-tedeschi a Berlino riguardo alla Posnania - si chiudono con un fallimento il 5
- 3-8 febbraio - A Berna si tiene la I conferenza dell'"Internazionale di Berna" che intende riallacciarsi come sua continuità alla Seconda Internazionale
- 5 febbraio - Termina la guerra polacco-cecoslovacca con la fissazione di una nuova linea di demarcazione sul fiume Olza, che amplia il territorio controllato dalla Cecoslovacchia nella Slesia di Teschen
- 5 febbraio - L'Armata Rossa prende Kiev dopo una furiosa battaglia; anche il Donbass è conquistato (il 14 viene creata la provincia Donec'k con capoluogo Luhans'k); l'11 il filo-polacco Petljura succede al filo-Intesa Vynnyčenko al governo della Repubblica Popolare Ucraina (che diviene quindi ostile allo Stato della Russia meridionale e cerca l'alleanza con la Polonia e la Georgia) rifugiato a Kam"janec'-Podil's'kyj
- 6 febbraio - Di fronte all'offensiva delle Forze Armate della Russia meridionale, le truppe georgiane devono ritirarsi oltre il fiume Bzyb e perdono Gagra; un arbitrato britannico impone una tregua
- 6 febbraio - A Weimar si apre l'Assemblea Costituente tedesca - l'11 Ebert (SPD, Cancelliere dal 9 novembre 1918) è eletto primo Presidente della Repubblica; al cancellierato è sostituito da Philipp Scheidemann (SPD) - il 13 il Consiglio dei Commissari del popolo si scioglie lasciando i poteri al nuovo governo eletto dal Parlamento (Coalizione di Weimar)
- 6-9 febbraio - Il V congresso del Partito Socialista Rivoluzionario avalla la decisione di alleanza coi bolscevichi
- 7 febbraio - Giunge a Costantinopoli una guarnigione italiana come primo scaglione del Corpo di spedizione italiano in Anatolia nell'occupazione italiana di Adalia (che inizierà il 29 aprile) secondo gli accordi di San Giovanni di Moriana del 1917
- 8-15 febbraio - L'avanzata sovietica in Lituania è fermata dall'esercito lituano e dall'Esercito territoriale del Baltico impedendo ai sovietici di prendere la capitale provvisoria Kaunas; il 12 in Lettonia l'Esercito territoriale del Baltico sottrae Kuldīga ai sovietici
- 8 febbraio - I due fronti dell'Armata Rossa si congiungono presso Arčeda: termine l'"Operazione Voronež-Povorino". Machno riconquista Polohy, creando una seria minaccia al fianco dei Volontari di Denikin. Di fronte al rinforzamento dell'Armata Rossa, Denikin inizia il trasferimento nell'area di Luhans'k anche di reparti equestri di Andrej Škuro dal Caucaso e una divisione di cosacchi del Kuban' di Viktor Pokrovskij, la prima divisione cosacca dal Terek sotto Sergej Toporkov e altre unità, con a capo Pokrovskij
- 9 febbraio - Nell'ambito della guerra polacco-ucraina Tiraspol è occupata dall'esercito polacco
- 12 febbraio - La rivolta della popolazione tedesca e ungherese di Prešporok (oggi Bratislava) contro l'occupazione cecoslovacca viene repressa nel sangue
- 12 febbraio - Il Regno dei Serbi, Croati e Sloveni alla Conferenza di Parigi chiede il ripristino del confine prebellico (ossia chiede Trieste e Gorizia) - il 14 viene presentata la "linea Wilson" che assegnerebbe Istria e Dalmazia al Regno dei Serbi, Croati e Sloveni - in conseguenza di ciò nei mesi seguenti si apre un dissidio tra Italia e Conferenza di Parigi, che saranno ulteriormente aggravate dal "piano Tardieu" il 10 giugno
- 12 febbraio - Al II congresso machnovista viene confermato un programma distributista simile a quello del PSR, viene criticato il bolscevismo, e bollato il governo del Direttorato come "governo borghese"

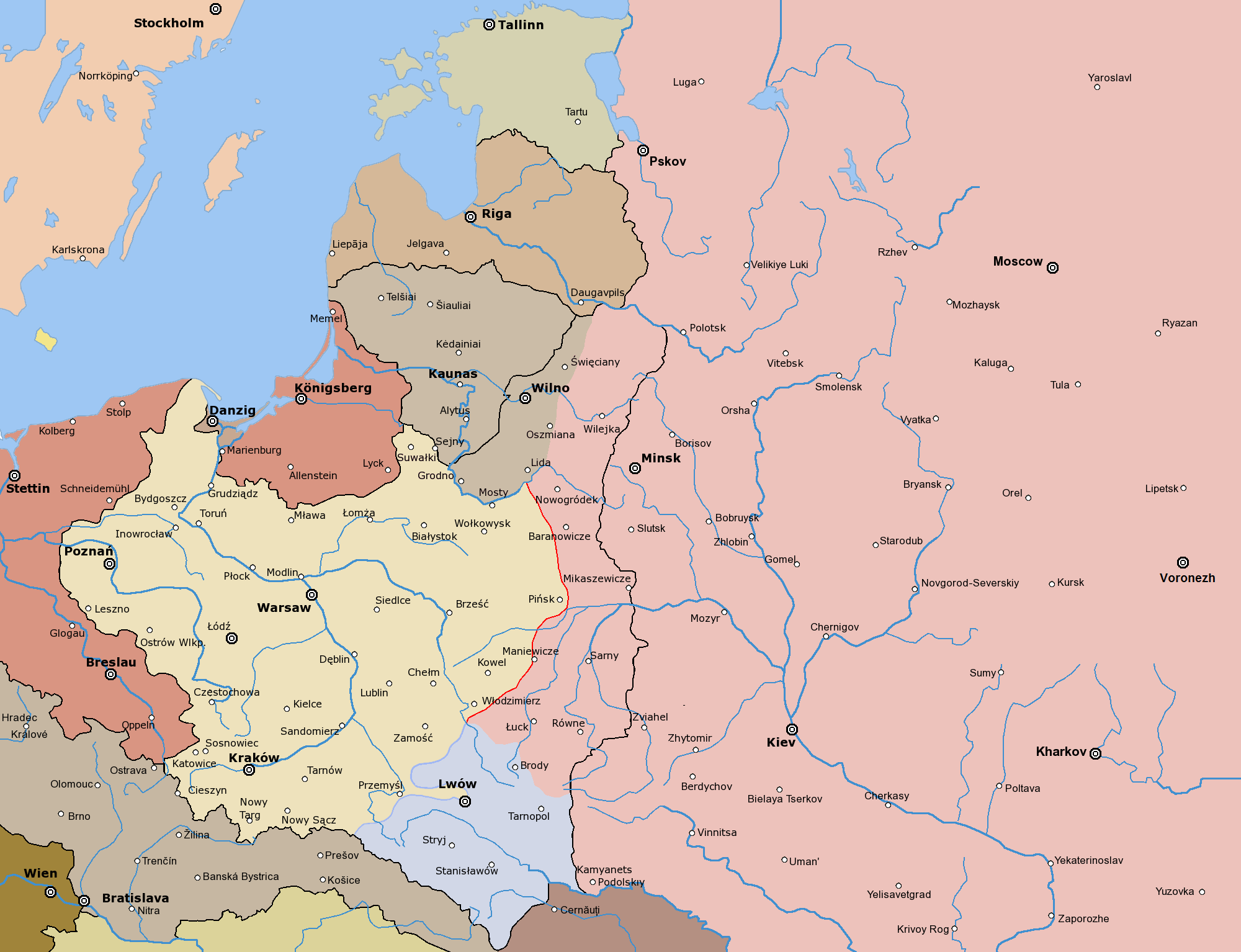
Polonia nel marzo 1919

- 14 febbraio - In seguito al termine dello sgombero dell'esercito tedesco dall'Ober Ost i territori siti tra il confine orientale polacco e il confine occidentale della Bielorussia oramai interamente sovietica, in assenza di una frontiera definita (non essendo chiaro se competano a Bielorussia o Lituania a causa delle modifiche territoriali avvenute durante l'occupazione tedesca ed essendo la RSFS russa esclusa dalla diplomazia internazionale), vengono percorsi dall'esercito polacco (la Polonia rivendica la sovranità su tutta la Lituania) che avanzando verso est nella Polesia si scontra presso Bjaroza con i sovietici dell'Esercito Occidentale nella battaglia di Bereza Kartuska: inizia la guerra sovietico-polacca; fino ad aprile si susseguono solo sporadici scontri isolati all'interno di questa immensa e desolata "terra di nessuno"
- 15 febbraio - Karl Radek (vero nome: Karl Sobelsohn) è arrestato a Berlino, vi rimane detenuto fino a fine anno
- 15 febbraio - Il previsto incontro conciliatore alle Isole dei Principi indetto dalla Conferenza di Parigi tra sovietici e bianchi è boicottato da questi ultimi (appoggiati dai francesi) per cui non viene tenuto. A marzo anche la "missione conciliatrice" del comunista americano William Christian Bullitt (che nel 1933 sarà il primo ambasciatore americano in URSS) chiesta da Lenin fallisce per l'opposizione di Churchill e Janin. Il 26 maggio il Consiglio supremo alleato abbandona ogni ipotesi di conciliazione, ma chiede a Kolčak la promessa di ristabilire la democrazia in cambio del loro supporto - il 4 giugno Kolčak accetta (ma non manterrà mai la promessa)
- 15 febbraio - L'esercito della Repubblica Popolare Ucraina compie un pogrom a Proskurov, per il quale il 1º maggio sarà condannato Ivan Semesenko
- 16 febbraio - Il prolungamento della tregua (armistizio di Compiègne) tra Intesa e Germania viene concordato a Treviri, con l'inserimento ora tra le forze dell'Intesa anche dell'Esercito della Grande Polonia, con riferimento al fronte nella Posnania, al quale di conseguenza viene estesa la tregua tra le due parti in lotta: termina così la sollevazione della Grande Polonia. Il 15 maggio il polacco diventa l'unica lingua ufficiale in Posnania. Il 25 maggio l'esercito della Grande Polonia viene assoggettato all'Esercito polacco: la Posnania è di fatto polacca
- 16 febbraio - Elezioni in Austria per l'Assemblea nazionale costituente in sostituzione dell'Assemblea Nazionale Austriaca provvisoria: vince il Partito Socialdemocratico d'Austria (SDAPÖ) - Presidente reggente è dal 5 marzo Karl Seitz - tra maggio e giugno si terranno le elezioni per i Landtag dei vari Stati federati dell'Austria (Landtag della Bassa Austria il 4 maggio, Landtag dell'Alta Austria il 23 giugno)
- 16 febbraio - Elezioni in Georgia, vince il Partito Social Democratico del Lavoro della Georgia (menscevico) con l'81,5% dei voti - il 13 si sono svolte in Abcazia
- 16 febbraio - L'Armata Rossa valica il confine sud-orientale estone e in un mese prende Setomaa, Vastseliina e Räpina
- 16 febbraio - A Odessa muore la famosa attrice russa Vera Vasil'evna Cholodnaja
- 18 febbraio - Viene ufficializzata l'incorporazione della Repubblica Sovietica del Donec-Krivoj Rog a quella ucraina, avvenuta effettivamente l'anno precedente, ed introdotto nel territorio ucraino il sistema del comunismo di guerra; l'Armata Verde dell'atamano Grigor'ev passa coi sovietici dopo aver abbandonato il campo franco-ucraino il 30 gennaio e diventa "Armata Rosso-Verde"
- 18 febbraio - Kolčak rifiuta il ripristino dell'indipendenza chiesto dai musulmani baschiri di Orenburg dopo lo scioglimento ufficiale della Repubblica di Transbolaqia del 22 dicembre 1918; Adigamov viene sostituito da Mstislav Aleksandrovič Kulaev il quale si rivolge quindi ai sovietici, che promettono l'autonomia alla Baschiria; il 21 a Sterlitamak viene creato il "Comitato militare rivoluzionario provvisorio della Repubblica sovietica baschira"
- 19 febbraio - Krasnov orfano del suo alleato tedesco, messo in disparte da Denikin e privato del suo esercito (spedito nel Baltico), dopo aver rinunciato alla carica di Atamano il 6 (gli succede Afrikan Petrovič Bogaevskij, già capo del governo cosacco, nel cui ruolo gli subentra Popov), si reca in esilio in Germania (dove in seguito fonderà la Confraternita della verità russa); il 23 Bogaevskij scioglie la Repubblica del Don che viene incorporata al Governo provvisorio della Russia meridionale, e ciò che resta del suo esercito viene fuso nelle Forze Armate della Russia meridionale
- 20 febbraio - Il Sejm polacco emette la Piccola Costituzione del 1919 (subirà lievi modifiche il 25 febbraio 1920) la quale investe Piłsudski dell'ulteriore carica di Naczelnik Państwa (Capo di Stato)
- 21 febbraio - Alla vigilia delle elezioni in Baviera l'assassinio del presidente della Repubblica socialista bavarese Kurt Eisner (USPD) da parte di Anton Graf von Arco auf Valley (sedicente comunista, in realtà un ebreo membro della Società Thule) scatena una guerra civile tra socialisti filo-governativi e comunisti (nella quale l'ancora sconosciuto Adolf Hitler partecipa nel campo comunista)
- 21 febbraio - In Ungheria vengono arrestati i principali esponenti comunisti
- 24 febbraio - Offensiva di marzo del Fronte meridionale: l'Armata Rossa attacca il villaggio di Baronskij sulla linea Debal'cevo-Luhans'k (l'area intorno a Debal'cevo si conferma essere il punto nodale del teatro meridionale della guerra civile), e con Pavel Dybenko prende Melitopol', tagliando in due il Fronte Bianco sul mar d'Azov
- 25 febbraio - Riforma agraria nel regno di serbi, croati e sloveni; nel territorio serbo viene anche abolita la servitù della gleba ("kmetčina")
- 25 febbraio - Nella RSFS russa sulla base del decreto del 27 novembre 1918 viene legalizzato il PSR, che già scomparso in Siberia dopo la rivolta del 22 dicembre 1918, ricompare così ora legittimamente nella Russia sovietica (dal 20 marzo riprendono le pubblicazioni del suo giornale Delo Naroda); l'esercito popolare del Komuč si scinde dal bianco "Esercito Russo del fronte orientale" e si unisce all'Armata Rossa
- 27 febbraio -  In seguito allo scoppio della guerra contro la Polonia a causa della mancata definizione sulla competenza della Polesia le RSS Bielorussa e Lituana per tagliare la testa al toro in seguito ad un Congresso tenuto il 18 si fondono nella Repubblica Socialista Sovietica Lituano-Bielorussa, con capitale Vilnius, guidata congiuntamente da Vincas Mickevičius-Kapsukas e Kazimierz Cichowski, e il 6 marzo i partiti comunisti della Lituania e della Bielorussia si fondono nel Partito comunista di Lituania e Bielorussia; ciononostante, la guerra continua
- inizio marzo - I sovietici vincono la battaglia di Vystavka nella regione del nord e respingono la missione internazionale a Kica nel Vinogradovskij rajon

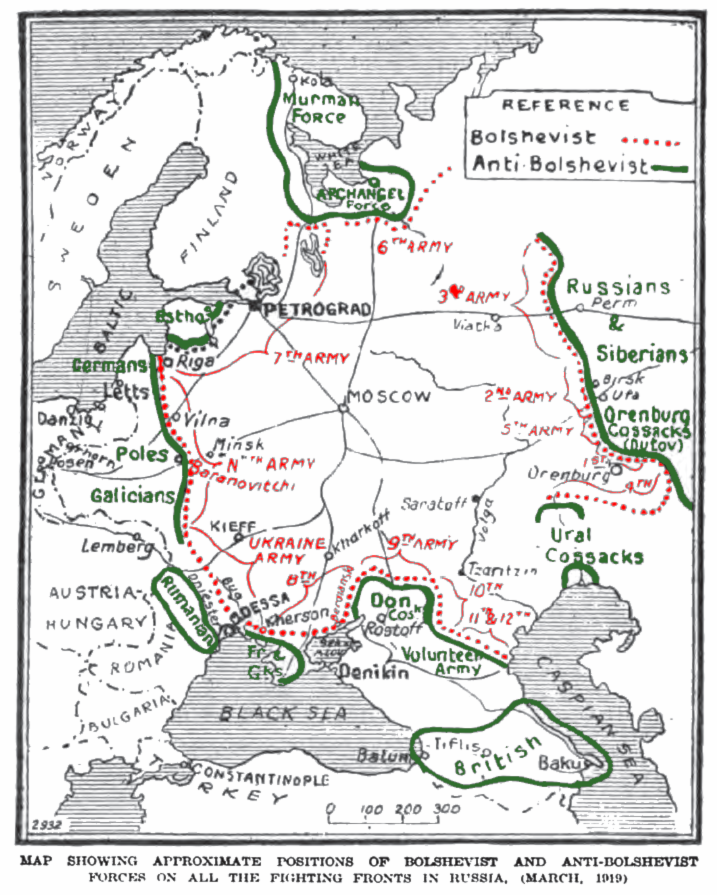
Marzo 1919

- marzo - Il maresciallo Ferdinand Foch propone una grande "crociata antibolscevica", idea che però viene respinta dall'Intesa - culmine dell'intervento alleato nella rivoluzione russa:
  - britannici: 140.000 (Caucaso, Turkestan, Siberia, Murmansk, Estonia)
  - francesi: 140.000 (Odessa-Crimea e Siberia)
  - greci: 200.000 (Odessa-Crimea)
  - romeni: 190.000 (Odessa-Crimea)
  - serbi: 140.000 (Odessa-Crimea)
  - giapponesi: 72.000 (Siberia)
  - italiani: 40.000 (Murmansk e Siberia)
  - americani: 7.000 (Murmansk, Siberia, Armenia)
- marzo - Il Territorio Libero degli anarchici ucraini è conquistato dai bianchi ed unito allo Stato della Russia meridionale
- marzo - A est i bianchi (112.000 uomini) fermano l'offensiva sovietica (96.000 uomini) e ri-avanzano nuovamente oltre gli Urali con un'offensiva generale che inizia tra il 4 ed il 13, riprendendo il 16 Ufa; rivolte antisovietiche a Simbirsk, Kazan', Vjatka, Samara, Stavropol' sul Volga, Syzran', e Sengilej (guerra dei Čapany) capeggiate da Aleksej Dolinin favoriscono l'avanzata bianca
- 1º marzo - La Finlandia abolisce la monarchia - si svolgono le elezioni parlamentari in Finlandia del 1919, nelle quali il Partito Socialdemocratico Finlandese (filo-bolscevico) è primo partito con il 37,98%
- 1º marzo - I cosacchi dell'Ussuri e quelli dell'Amur riconoscono l'autorità dello Stato russo di Kolčak
- 2 marzo - Ad Odessa è uccisa la bella comunista francese Jeanne Labourbe inviata da Lenin per seminare zizzania tra le truppe francesi (Lenin farà sempre un grande uso di donne a questo fine, tra cui la famosa ninfomane Nina Maslova)
- 2 marzo - Il presidente ungherese conte Károly invita la popolazione alla resistenza contro l'aggressione romena
- 2-6 marzo - Si tiene a Mosca un congresso internazionale che diventa il I Congresso dell'Internazionale Comunista con la fondazione dell'Internazionale Comunista per la diffusione del comunismo nel mondo ("Comintern", o "Terza Internazionale" in concorrenza all'"Internazionale di Berna" fondata in febbraio dai socialisti che si arrogano la continuità con la "Seconda Internazionale" sciolta nel 1917); viene confermata la linea stabilita il 27 novembre 1918 di alleanza con le forze social-democratiche ("democrazia sovietica" in contrapposizione alla "democrazia borghese"); presidente è Zinov'ev
- 3 marzo - In Germania uno sciopero generale dà il via ad una nuova rivolta spartachista, con violenti combattimenti fino al 13
- 4 marzo - In Cecoslovacchia dura repressione delle proteste degli abitanti tedeschi

Il contrattacco lituano e lettone

- 6 marzo - Pressoché l'intera Lettonia (fa eccezione il porto di Liepāja e dintorni) e 2/3 della Lituania permangono da metà gennaio ancora occupate dai sovietici; inizia da ora la controffensiva delle forze lettoni e lituane supportate dall'Esercito territoriale del Baltico contro i sovietici che porta in breve alla riconquista della Curlandia (dove il 10 viene raggiunta Saldus e il 18 Jelgava) e del nord della Lituania - il bolscevico Partito operaio socialdemocratico lettone diventa Partito Comunista di Lettonia
- 6 marzo - In Germania è approvata una legge sulla creazione di un Reichswehr temporaneo
- 6-10 marzo - Al III Congresso panucraino dei Soviet Pjatakov (presidente del Sovnarkom ucraino) proclama il potere sovietico sull'Ucraina come stato indipendente: fondazione ufficiale della Repubblica Socialista Sovietica Ucraina, alla cui presidenza del CEC del Soviet Christian Georgievič Rakovskij (che lo era dal 29 gennaio) viene sostituito da Grigorij Ivanovič Petrovskij (che lo sarà fino al 1938)
- 10 marzo - Ad Astrachan' avviene il più grande sciopero operaio dal novembre 1917; la Čeka per ordine del delegato locale Sergej Kirov lo reprime severamente trucidando tra 3.000 e 5.000 operai in pochi giorni. Si tratta del più grande massacro di lavoratori da parte dei sovietici prima della repressione della ribellione di Kronštadt. Il 16 a Pietrogrado la Čeka assalta le officine Putilov arrestando più di 900 lavoratori che stanno attuando uno sciopero. Più di 200 di loro sono giustiziati senza processo nei giorni seguenti. Altri scioperi avvengono a Tula, Orël, Tver', Ivanovo e in altre città, con analoghe brutali repressioni
- 10 marzo - I francesi sono attaccati dalle bande dell'atamano Grigor'ev da febbraio passato con i sovietici, e devono evacuare il 14 da Nikolaev e il 18 da Cherson e Vinnycja; ad Odessa il 13 l'autorità civile è assunta dalle forze di occupazione ed è proclamato lo stato d'assedio; il 21 i francesi in ritiro occupano la Crimea (ma vi mantengono il governo menscevico di Krym)
- 11 marzo - In reazione alle misure sovietiche di "decosacchizzazione", a Vëšenskaja (Šolochovskij rajon, distretto dell'Alto Don) inizia una grande rivolta cosacca anti-sovietica guidata da Pavel Kudinov che si estende all'intera regione del Don nei territori da poco (gennaio-febbraio) presi dai sovietici; sarà descritta da Michail Aleksandrovič Šolochov in Il placido Don
- 12 marzo - Inizia l'attacco rosso al Donbass: il comandante in capo Vācietis ordina al Fronte ucraino di unire le forze con il Fronte meridionale per liquidare l'esercito bianco. Ma il suo comandante, Vladimir Aleksandrovič Antonov-Ovseenko è carente di personale essendo esso stato impiegato per respingere l'avanzata di Petljura su Kiev e occuparsi delle truppe dell'Intesa sulla costa del Mar Nero; il 15 dopo tre settimane di combattimenti quasi continui nell'area di Debal'cevo, l'Armata Rossa attacca dal nord-ovest e costringe gli impoveriti battaglioni volontari bianchi a lasciare la città; il 20 prende Donec'k. Il fronte con l'esercito volontario caucasico (che con 12.000 soldati si oppone a 40-50.000 rossi), passa ora tra Kolpakovo, Volnovacha, e Mariupol'
- 12 marzo - Dopo che il 2 i due paesi hanno siglato un accordo in tal senso, l'Assemblea Nazionale Costituente austriaca (inaugurata il 4) chiede alla Conferenza di Parigi l'integrazione dell'Austria alla Germania (Anschluss)
- 14 marzo - A Parigi viene decisa l'occupazione inter-alleata della Renania per 15 anni
- 15 marzo - L'avanzata sovietica nel sud-est dell'Estonia è fermata, ed il 28 gli estoni riprendono Pečory ed avanzano oltreconfine
- 18 marzo - A causa della grave carenza di locomotive, il trasporto passeggeri in Russia viene sospeso fino al 10 aprile
- 18-23 marzo - Si svolge l'VIII Congresso del Partito Comunista Russo (bolscevico); in seguito al decesso di Jakov Sverdlov (avvenuto il 16, per febbre spagnola), presidente del Vcik (de jure il capo di Stato della RSFS russa, retto temporaneamente da Vladimirskij) è eletto ora a sostituirlo Michail Ivanovič Kalinin (dal 30 marzo, e che lo rimarrà fino al 1946) ed è modificata la composizione dell'Orgburo (Stalin, Krestinskij, Leonid Serebrjakov, Aleksandr Beloborodov, Elena Stasova - il candidato Matvej Muranov è escluso) - il Politburo diventa un organismo ufficiale permanente e diventa così composto: Kamenev, Krestinskij, Lenin, Stalin, Trockij - dal 13 aprile anche Elena Stasova (fino al 26 settembre) - i candidati Bucharin, Zinov'ev, Kalinin sono esclusi; Petrovskij è sostituito da Dzeržinskij (già capo della Čeka) a capo dell'NKVD ("ministero dell'interno"). Di fatto il ruolo organizzativo finora rivestito da Sverdlov viene assunto da Stalin, mentre a capo della segreteria torna la Stasova (che lo era stata prima di Sverdlov, dal marzo all'agosto 1917). Viene creata la Commissione Centrale di Revisione, organo disciplinare del PC, composta da Dmitrij Kurskij (Commissario del Popolo per la Giustizia della RSFSR), Anatolij Lunačarskij (Commissario del Popolo per l'Educazione della RSFSR), Il'ja Venediktovič Civcivadze (Presidente della sezione di Mosca del Tribunale Rivoluzionario).
Si delibera il secondo programma bolscevico, resosi necessario dopo il compimento del primo programma del 1903; i partiti comunisti delle varie nazionalità (compreso quello ucraino esistente dal 17 luglio 1918) sono dichiarati sciolti e resi sezioni locali di quello russo; il 20 viene emesso un Decreto sui comuni dei consumatori, che pone la cooperazione agricola e alimentare sotto il diretto controllo dello stato in condizioni di militarizzazione del lavoro. Viene fatta un'apertura verso contadini "medi" (in contrasto col precedente andazzo che li suddivideva solo in "poveri" e "ricchi" e questi ultimi erano contrastati) - vengono ratificati i severi decreti sull'arruolamento all'Armata Rossa emessi nel corso dell'autunno 1918
- 19 marzo - Apre l'Ufficio del governo sovietico russo a New York, con a capo Ludwig Martens (nominato da Lenin a tal scopo il 2 gennaio) - il 6 maggio il Dipartimento di Stato dichiara che gli USA non riconoscono né il governo sovietico né il suo sedicente rappresentante Martens (che sarà espulso dagli USA a febbraio 1921), ma che considera unico rappresentante legale della Russia negli USA l'ambasciatore del governo provvisorio Boris Bakhmetev (e così sarà fino al 30 giugno 1922, poi il suo vicario Serge Ughet, fino al 1933) - l'Ufficio del governo sovietico russo verrà chiuso il 12 giugno durante il primo dei "raid di Palmer"
- 20 marzo - Con il consenso dei musulmani baschiri rivoltatisi a Kolčak, Orenburg si consegna ai sovietici; il 23 come promesso vi viene fondata la Repubblica Socialista Sovietica Autonoma di Baschiria (viene dichiarato abolito il Governatorato di Ufa), prima RSSA fondata
- 20 marzo - La Francia invia la cosiddetta "Nota Vyx" con la quale sposta arbitrariamente la linea di demarcazione stabilita all'armistizio ed intima di ritirarsi alle truppe ungheresi che si stanno opponendo alle forze d'invasione - in conseguenza di ciò il primo ministro ungherese Berinkey si dimette.
 Il 21 in reazione alle aggressioni romene e ceche cui la diplomazia internazionale mostra di fare ben poco, l'Ungheria vede come unica possibilità quella di rivolgersi in cerca di supporto verso l'unico paese identificato come potenziale alleato: la Russia sovietica. L'intera classe politica nazionalista si astiene tacitamente, liberando i comunisti incarcerati dal 21 febbraio e incaricando il loro capo Béla Kun (Abele Cohen) di formare un governo radicale di sinistra (con primo ministro il social-democratico Sándor Garbai e poi Gyula Peidl) che proclami la Repubblica sovietica ungherese e rinunci alla politica di accettare passivamente perdite territoriali perseguita finora dal presidente conte Károlyi (che viene ora messo agli arresti), ma contrattacchi alle aggressioni nella speranza di un intervento diretto russo in suo aiuto - attorno a questa linea filo-bolscevica convergono tutte le forze nazionaliste ungheresi, in una innaturale alleanza determinata dalla comunanza di interessi "nazional-bolscevica" che determina l'astensione delle forze anti-comuniste dal reagire contro i comunisti.
Il 23 in seguito alla persistenza ungherese a non voler permettere l'ingresso delle truppe cecoslovacche inizia la guerra cecoslovacco-ungherese; il giorno seguente nella Rutenia sotto l'attacco congiunto cecoslovacco e romeno seguendo l'esempio ungherese la Repubblica Ruska Krajina diventa Repubblica Socialista Sovietica Krajina. Mentre in Ucraina le milizie filo- bolsceviche dell'atamano Grigor'ev si appropinquano a raggiungere il confine con la Romania, il 1° aprile l'esercito romeno si mobilita contro gli ungheresi: riprende la guerra romeno-ungherese
- 24 marzo - Nei distretti di Homel' e Rėčica del fronte polacco scoppia un ammutinamento nei reparti dell'esercito sovietico guidati da Vladimir Strekopytov; il 29 gli insorti si ritirano al di là del Dnepr dirigendosi verso Mozyr dove dal 27 si trova l'esercito ucraino di Petljura, al quale si uniscono
- 27 marzo - Giunti i rinforzi chiesti, partendo da Donec'k con una furibonda offensiva l'Armata Rossa spinge il nemico verso sud e ad ovest del bacino di Donec'k, mentre Machno attacca il Donbass da sud-ovest - dal 29 inizia la controffensiva bianca: Škuro sfonda la parte anteriore dei rossi a Kryndačivka e il 30 prende Debal'cevo. Per le successive due settimane, la forza di Škuro e Viktor Pokrovskij infuriava il caos nella parte posteriore dell'Armata Rossa
- 31 marzo-4 aprile - Dopo essere stati respinti a Kica ad inizio marzo, nella Regione del nord ha luogo la battaglia di Bol'šie Ozerki; l'avanzata sovietica è fermata e si instaura una situazione di stallo tattico in seguito al quale entrambi i contendenti si ritirano
- aprile - I bianchi lanciano un'offensiva nella zona tra il fiume Sakmara e gli Urali: a nord prendono Sterlitamak (il 6), Votkinsk (il 7), Sarapul (l'11), e Iževsk (il 13), al centro Belebej, Birsk, Bugul'ma (il 10), Buguruslan e si approssimano a Samara, al sud prendono Orsk il 9 e avanzano su Ilek, e Aqtöbe; Orenburg viene assediata, ma dopo il diniego della richiesta di avallo dell'indipendenza da parte di Kolčak, l'Autonomia di Alash interrompe il sostegno ai bianchi e si dichiara neutrale
- aprile - L'area del Territorio Libero degli anarchici occupato dai primi di marzo dai bianchi viene conquistata dall'Armata Rosso-Verde di Grigor'ev
- aprile - Rostov riconquistata dall'Armata Rossa
- aprile - Diversamente dall'ex Repubblica del Don che rimane fedele allo Stato della Russia meridionale, la Repubblica Popolare del Kuban' proclama l'indipendenza ed espelle dal paese l'unionista Denikin; ne sorge una guerra civile tra unionisti al governo provvisorio russo-meridionale, unionisti alla Repubblica Popolare Ucraina di Petljura, unionisti al defunto Stato ucraino filo-tedesco del nostalgico zarista filo-bolscevico Skoropads'kyj, unionisti alla Georgia (contro la quale lo Stato della Russia meridionale sta combattendo la guerra di Soči), e indipendentisti; i georgiani ne approfittano per rompere la tregua e attuano un'offensiva varcando la linea di demarcazione del fiume Bzyb riconquistando Gagra; sono fermati dall'intervento britannico: una nuova linea di demarcazione viene stabilita sul fiume Psou il 12 (la Georgia perde Soči)
- aprile - Offensiva di aprile del Fronte meridionale: provenendo da Kamiansk l'Armata Rossa occupa Repnaja, ma viene attaccata e sconfitta dall'Esercito del Don comandato da Nikolaj Petrovič Kalinin, subendo pesanti perdite. La rimanente rossa riesce a tenere una testa di ponte sul Kalitva, ma vi viene fermata per 4-5 settimane dalle truppe di Kalinin, ritirandosi entro il 19; dall'altro lato, il 13 lanciano un'offensiva nel distretto di Kolpakovo, ma fino al 26 avanzano di solo 10 km a sud di Pervozvanovka e 35 km a sud-est di Lugansk dove vengono sconfitti da Škuro, che li respinge verso ovest e prende Lugansk il 5 maggio. Altre unità tentano un'offensiva il 18, ma i bianchi presa Jenakijeve li bloccano per diversi giorni
- 1º aprile - Ribellione anarchica e manifestazioni di massa dei lavoratori a Vienna
- 1º aprile - I britannici iniziano a ritirarsi dalla Transcaspia, lasciando solo un presidio a Krasnovodsk
- 2 aprile - Odessa è presa dai sovietici di Grigor'ev, i francesi evacuano via mare; il 4 i sovietici passano l'Istmo di Perekop ed entrano in Crimea, l'11 sono a Sinferopoli e Eupatoria, il 13 a Bachčysaraj e Jalta, il 15 il governo di Krym è sciolto e la Repubblica Popolare abolita; il 29 viene presa Sebastopoli, i francesi sgomberano via mare con 10.000 soldati russi e 30.000 civili (tra i quali il Granduca Nicola)
- 3 aprile - Nella RSFS russa sono nuovamente proibiti i partiti che erano stati legalizzati il 25 febbraio - segue ondata di arresti da parte della Čeka
- 3 aprile - L'Assemblea costituente della Repubblica d'Austria approva la Legge Asburgo che priva la dinastia asburgica di tutti i diritti, espellendoli dal paese (Carlo I già espulso il 24 marzo) e confiscando tutti i loro beni
- 6 aprile -  In Baviera termina la guerra civile tra socialisti e comunisti scatenata dall'omicidio di Eisner: il 13 è proclamata la Repubblica sovietica bavarese, il cui primo governo (diretto da Ernst Toller) per futili motivi dichiara guerra alla Svizzera e viene perciò sostituito il 12 da un altro governo (diretto da Eugen Levine) che rinnega l'atto ostile
- 8-14 aprile - Germania: dopo quello di dicembre 1918, si svolge il II (e ultimo) Congresso Nazionale dei Soviet degli operai e dei soldati
- 8 aprile - Nella Repubblica socialista sovietica lituana-bielorussa è dichiarata legge marziale
- 9 aprile - Rivolta anti-sovietica nei sobborghi di Kiev e villaggi di periferia ("rivolta Kurynivska")
- 10 aprile - Si svolge il III congresso machnovista
- 10 aprile - In Posnania sono rimossi i segnali in lingua tedesca da strade, uffici, e stazioni ferroviarie e cambiati in polacco; il 15 il polacco "Esercito blu" di Haller dalla Francia inizia ad essere trasferito in Polonia attraversando in treno la Germania; appena giunto in Polonia inizia ad accanirsi sugli ebrei senza apparenti motivi
- 10 aprile - Armenia e Georgia si suddividono il territorio di Kars; il 19 i britannici provenendo dalla Repubblica del Caucaso sud-occidentale (Agiaria) li espellono occupandolo
- 11 aprile - Riforma agraria in Finlandia
- 11 aprile - Il presidente della Yevsektsiya l'ebreo Semyon Dimanstein invita ad eliminare dalla Russia bolscevica i sionisti
- 12 aprile - Nella RSFS russa si svolge il primo "subbotnik", un giorno di lavoro volontario non pagato - nel suo Grande iniziativa Lenin lo definisce il primo passo verso l'edificazione della Società comunista; un Decreto vieta il trasferimento non autorizzato a un altro lavoro; il 27 un decreto proibirà l'assenteismo
- 13 aprile - "Domenica delle palme": tentativo fallito di rovesciamento del nuovo governo comunista bavarese di Levine da parte della Società Thule
- 15-19 aprile - Le truppe sovietiche ungheresi sferrano un attacco contro l'esercito romeno fermo sulla linea di armistizio imposta dal congresso di Parigi in Transilvania occidentale; violenti scontri si svolgono nei Monti Apuseni, alla fine il contrattacco romeno sfonda le linee del fronte e i romeni dilagano nella pianura di Crișana

- 16 aprile - L'Esercito territoriale del Baltico organizza a Liepāja un colpo di Stato filo-tedesco contro il governo provvisorio lettone di Ulmanis, che si rifugia a bordo di una nave a vapore britannica; i lettoni combattono ora una guerra civile contro l'Esercito territoriale del Baltico il quale fonda un effimero "Stato di Livonia", abolito quando il 26 Don Andrievs Niedra è proclamato capo del filo-tedesco "Governo della Russia occidentale" (primo ministro Vasyl' Biskups'kyj), "consorzio russo-tedesco" interessato a "la restaurazione dell'ordine in Russia" (ma non riconosciuto dal governo di Kolčak). Riga (città nella quale metà della popolazione è di lingua tedesca) permane dal 4 gennaio sotto l'occupazione bolscevica
- 16 aprile - L'esercito polacco lancia l'Offensiva di Vilna: tra il 19 e il 21 vi si combatte una guerra urbana, in seguito alla quale l'Armata Rossa ne viene espulsa, così come dalle città di Lida, Pinsk, Navahrudak e Baranavičy (che il 1º agosto sarà ribattezzata nel polacco Baranowicze)
- 16 aprile - Ammutinamento del Mar Nero della flotta francese
- 16 aprile - Riforma agraria in Cecoslovacchia
- 17-18 aprile - A Vienna manifestazioni comuniste a supporto dell'Ungheria e della Bavaria degenerano in scontri
- 18 aprile - Una lettera inviata al Papa nella quale il vicario pontificio a Monaco descrive una situazione moralmente riprovevole, precisando come i comunisti bavaresi siano perlopiù ebrei; essa riportando molto dettagliatamente descrizioni sprezzanti riguardo alle caratteristiche somatiche e intellettive dei soggetti e alle loro abitudini sociali piuttosto incivili, negli anni successivi al 1945 sarà presa a pretesto per accusare retroattivamente il Vaticano di antisemitismo
- 18 aprile - Con la presa di Tiraspol e il 21 di Kam"janec'-Podil's'kyj (che erano occupate dall'esercito polacco) da parte dell'Armata Rosso-Verde dell'atamano comunista Grigor'ev, il territorio della Repubblica Popolare Ucraina è pressoché totalmente occupato dai sovietici

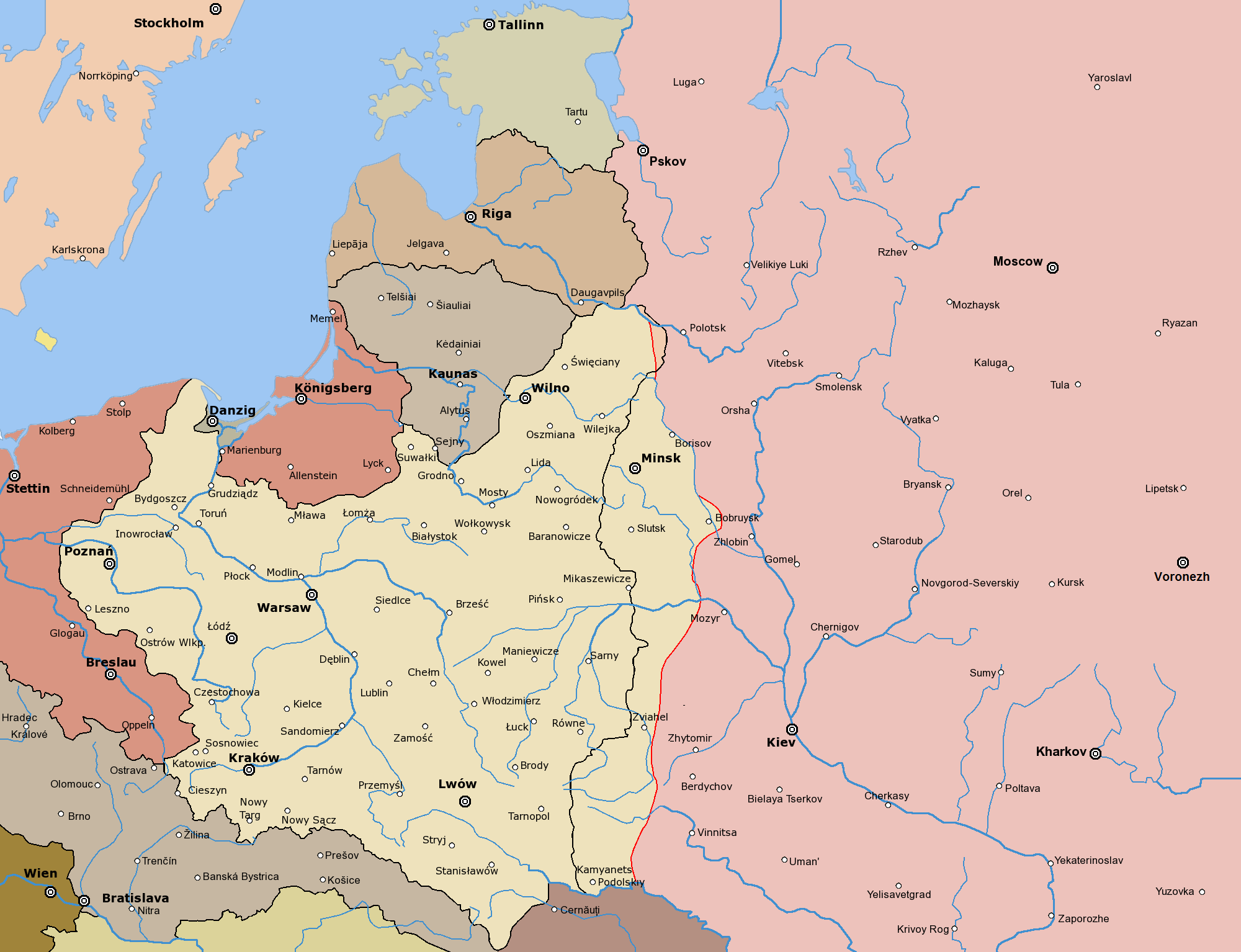
Dicembre 1919

- 19 aprile - Nell'ambito della guerra sovietico-polacca, dopo Hrodna anche Vilnius è presa dai polacchi ai sovietici della RSS lituano-bielorussa; viene creato il Consiglio di difesa della Repubblica socialista sovietica lituana-bielorussa, a cui è trasferito tutto il potere e la capitale è spostata il 21 a Minsk
- 19-20 aprile - Nell'est dell'Ungheria le truppe romene entrano a Chust, Carei, Satu Mare, Oradea, e Salonta; il 23 raggiungono Debrecen e Nagyszőllős dopo aspri scontri a Korolevo, ed il 28 prendono Beregszász: il 1º maggio l'intera riva orientale del fiume Tibisco è in loro mano. Il 27 a sud anche il Regno dei Serbi, Croati e Sloveni attacca l'Ungheria, mentre a nord l'esercito cecoslovacco (condotto da ufficiali italiani) avanza nel resto della Repubblica Socialista Sovietica Krajina non ancora occupato dai romeni (Mukačevo, Chust, Berehove e Vynohradiv, Sevljuš) e il 30 viene in contatto con loro presso Mukačevo; il 3 maggio i cecoslovacchi prendono Čop (Csap): gli ungheresi sono espulsi totalmente dai Carpazi. Dopo aver vanamente atteso un intervento russo contro la Romania, il 2 maggio Béla Kun chiede l'armistizio
- 21 aprile - Dopo la vittoria nella battaglia di Vystavka i sovietici da Petrozavodsk avviano una spedizione ("spedizione Aunus") verso la Carelia contro il filo-finlandese Governo di Olonec; i britannici riconosciuta la futilità della propria presenza iniziano a ritirarsi dalla Regione del Nord

(Winston Churchill, citando Napoleone Bonaparte)
- 22 aprile - I comunisti ungheresi assassinano a Budapest l'ex segretario di Stato Sándor Hollán
- 23 aprile - Dopo le elezioni parlamentari in Estonia del 1919 del 7 aprile (Partito dei lavoratori socialdemocratici estone di August Rei primo partito col 32,6% dei voti), si insedia il governo della Repubblica di Estonia al posto del governo provvisorio estone
- 23 aprile - Nel Regno dei Serbi, Croati e Sloveni fondata la Lega dei Comunisti di Jugoslavia
- 25 aprile -  La Dittatura militare provvisoria del Mughan è rovesciata dai comunisti locali e persiani che il 15 maggio proclamano la Repubblica Sovietica del Mughan (rioccupata dall'Azerbaigian il 23 giugno)
- 26 aprile - La provincia di Černihiv della RSS ucraina è assegnata alla provincia di Homel' della RSFS russa
- 28 aprile - Apogeo di Kolčak, attestandosi su una linea che passa da Glazov e Orenburg fino a Oral: 600 km in un mese, limite massimo dell'avanzata sotto Kolčak - da ora inizia la controffensiva dell'Armata Rossa sugli Urali che riprende Sergievsk e il 30 Buguruslan
- 30 aprile - Il Governo della Regione del Nord riconosce l'autorità suprema dello Stato russo di Kolčak; le aree controllate dalle due entità si incontrano brevemente tra Kotlas e Vjatka durante l'offensiva di primavera del fronte siberiano
- 30 aprile - Strage del Liceo Leopoldo a Monaco: 7 ostaggi (tutti membri della Società Thule tra cui Gustavo di Thurn und Taxis) uccisi dai comunisti bavaresi (l'evento è tuttora avvolto dal mistero; la versione più accreditata è quella di una resa dei conti interna alla comunità ebraica)
- maggio - I polacchi, ora in contatto territoriale coi loro alleati romeni in Bucovina, spingono gli ucraini oltre il fiume Zbruč (vecchio confine) ed entrano nel territorio ucraino ex-russo (dal 22 gennaio le due ucraine sono formalmente unificate) dove il 6 prendono Žytomyr
- maggio - L'Armata del Caucaso confluisce nelle Forze Armate della Russia meridionale
- maggio - Offensiva di maggio del Fronte meridionale: nel pieno dell'insurrezione di Vëšenskaja (per sopprimerla hanno dovuto deviare in loco 14.000 soldati) e dopo la ribellione di Grigor'ev del 7, non potevano essere inviati significativi rinforzi al fronte meridionale rosso, dal momento che tutte le forze erano impegnate a combattere contro l'esercito siberiano di Kolčak. Nonostante ciò il 10 l'Armata Rossa attacca a nord di Gundorovskaja-Ilovajs'k-Kutejnikovo e il 14 lancia un'offensiva che riesce a riprendere Luhans'k. Ma il 19 le unità di Škuro attaccano la 2ª armata sovietica ucraina (gruppo Machno), facendo irruzione nel loro fronte anteriore e penetrando per 45 km in direzione di Elenovka. Il 23 il fronte rosso è spezzato per una larghezza di 30 km e le truppe di Machno respinte di circa 100 km a ovest, decretando la sconfitta del Fronte meridionale rosso, permettendo all'esercito volontario di lanciare un grave attacco verso nord ed ovest, intraprendendo contemporaneamente con successo un'offensiva nel nord della Tauride e in direzione di Ekaterinoslav e Charkiv, assestandosi sulla linea Charcyz'k-Krinična. Il 24, reparti del generale AS Secretev attraversa il Donbass presso il villaggio di Dubova e il 29 raggiunge Millerovo, situata a circa 75 km nella parte posteriore dell'Armata Rossa. Le unità bianche di Škuro catturano Donec'k, Avdiïvka, Debal'cevo, e il 27 Luhans'k, minacciando di insaccare il fianco destro dei rossi. Il 27-31 maggio i rossi si ritirano in disordine verso nord, fermandosi solo un mese dopo nell'area di Novyj Oskol, oramai a 250 km dal Donbass
- 1º maggio - L'esercito governativo contro-rivoluzionario condotto da Gustav Noske col supporto dei freikorps di Ritter von Epp riprendono Monaco di Baviera e il 3 sopprimono la Repubblica sovietica bavarese che viene ri-annessa alla Germania - il 5 soppressione finale dei centri di resistenza comunista a Monaco - il 5 giugno, secondo il verdetto di un tribunale militare, l'ex capo del Comitato Esecutivo Centrale dei Soviet della Repubblica sovietica bavarese, Eugen Levine, è fucilato
- 2 maggio - In seguito al completamento del trasferimento iniziato l'8 marzo in Estonia dalla Germania di un contingente di russi ex prigionieri di guerra condotti da Nikolaj Nikolaevič Judenič (da non confondere con le filo-tedesche Unità volontarie della Russia occidentale di Bermondt-Avalov che vengono fondate il 17 a Jelgava in Lettonia) per aprire il 4º fronte bianco, e all'offensiva in corso da parte del governo di Olonec a nord e le voci circa il possibile nuovo ingresso della Finlandia stessa in guerra contro la RSFS russa, Pietrogrado è dichiarata in stato di guerra; il 19 arriva Stalin (vi rimarrà fino a luglio)
- 4 maggio - Sulla Kama Čistopol' ripresa dall'Armata Rossa; tra 13 e 15 riprende le alture di Bugul'ma e Belebej (prese dai bianchi il 10 aprile)
- 4 maggio - A Pechino iniziano proteste xenofobe contro il trattato di Versailles ("Movimento del 4 maggio") - la storiografia marxista cinese lo identifica come l'inizio della storia moderna cinese
- 5 maggio -  Viene fondata la Repubblica Socialista Sovietica Autonoma di Crimea; ad Odessa l'atamano comunista Grigor'ev fonda la Repubblica Socialista Sovietica di Bessarabia quale "Governo provvisorio in esilio" nella speranza di toglierla alla Romania (non ha mai avuto effettiva esistenza, sarà soppressa il 29 dicembre) come parte autonoma della RSFS Russa; il 7 Grigor'ev contravvenendo agli ordini di Mosca rifiuta di penetrare in Bessarabia per liberarla dai romeni (a differenza di Lenin, egli è consapevole che un esercito raffazzonato composto di contadini non può competere con un esercito moderno quale quello romeno) ed avanzare allo scopo di sostenere l'Ungheria sovietica di Kun sotto loro attacco; in conseguenza di ciò si ribella ai sovietici ("rivolta Hryhor'yivske") che intendono punirlo per l'insubordinazione e rifonda l'Armata Verde; l'8 essa prende Elisavetgrad, il 10 Čerkasy, il 12 Ekaterinoslav e Kremenčuk, il 13 Zolotonoša, il 20 Vinnycja e Braclav, il 22 Aleksandrovsk, il 23 Znamenka, tra il 26 e il 31 Mykolaïv, Očakiv, Cherson - a causa dell'insubordinazione di Grigor'ev, per l'Ungheria comunista sfuma la speranza di supporto diretto russo contro la Romania
- 6 maggio - La RSFS russa dal Turkestan appoggia l'Emirato dell'Afghanistan nella sua guerra di liberazione contro i britannici (iniziata per l'omicidio dell'emiro Habibullah Khan avvenuto il 20 febbraio e dopo il breve emirato di Nasrullah Khan)
- 7 maggio - A Parigi le condizioni di pace sono presentate ai delegati tedeschi (di fatto le medesime del 10 gennaio 1917 nonostante l'opposizione di Wilson) - il 13 il Comintern critica i punti presentati, contrassegnando così il primo appoggio bolscevico alla Germania, atto che continua il processo di sintesi teorica tra nazionalismo e bolscevismo di fatto da marzo già in azione nell'Ungheria sovietica di Kun che sarà chiamato successivamente "nazionalbolscevismo" (termine coniato spregiativamente dal suo stesso artefice involontario Karl Radek), precursore del nazionalsocialismo
- 8 maggio - Užhorod (occupata dai cecoslovacchi dal 12 gennaio), Prešov, Chust, votano per l'annessione della Rutenia subcarpatica alla Cecoslovacchia sotto Anton Beskid
- 8 maggio - Muore a Pietrogrado Vera Zasulič, famosa rivoluzionaria professionista russa
- 9 maggio - Partita il 27 aprile, arriva a Batumi la missione italiana nel Caucaso guidata dal colonnello Melchiade Gabba
- 12 maggio - Gli anarchici di Machno compiono un pogrom a Gorkaya

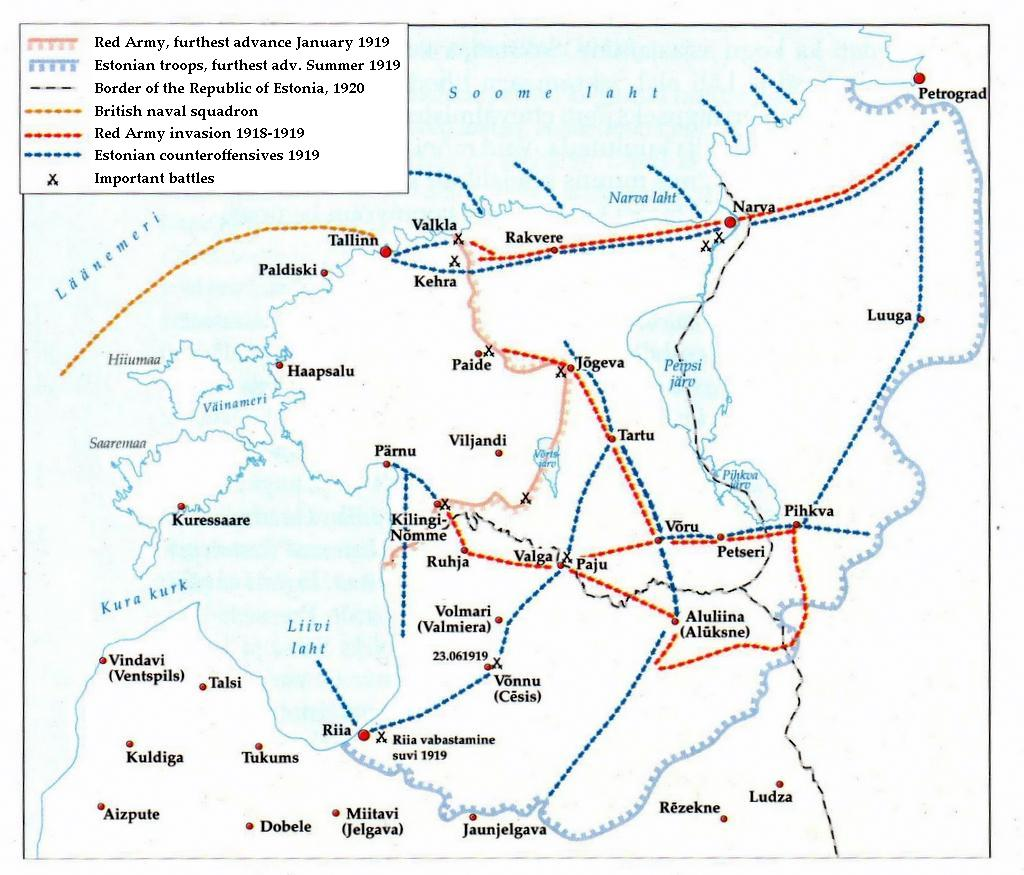
Le operazioni in Estonia nella primavera 1919

- 13-28 maggio - Con un'offensiva congiunta ("offensiva Petseri") dell'esercito estone di Johan Laidoner e dell'Armata Bianca di Judenič (che giunta in loco il 2 inizia così le sue operazioni), esse prendono Gdov il 15, Jamburg il 17, Pskov il 25, Luga, giungendo il 28 alle porte di Gatčina; il governo della Comunità dei lavoratori estoni da Pskov si sposta in esilio prima a Luga e poi dal 17 a Staraja Russa, mentre gli estoni rientrano nei propri confini lasciando il territorio ai russi di Judenič; dal 16 l'esercito estone inizia una grande offensiva nel nord della Lettonia, diretta sia contro i sovietici sia contro l'Esercito territoriale del Baltico; il 25 l'avanzata estone in Russia raggiunge il fiume Velikaja
- 14 maggio - I sovietici iniziano un'offensiva generale da Kiev e Poltava verso sud contro l'Armata Verde del ribelle Grigor'ev (che controlla tutta la fascia meridionale dal Territorio Libero compreso a Odessa), l'Armata Nera (che ora avversano), i bianchi, i polacchi e gli ucraini di Petljura. Machno è incerto per chi tra i 2 parteggiare
- 15-19 maggio - Come stabilito dall'armistizio di Mudros (basato sull'Accordo Sykes-Picot del 1916), truppe greche occupano Smirne, ma i turchi si ribellano: hanno inizio la guerra d'indipendenza turca e la guerra greco-turca - il 19 con la partenza di Mustafa Kemal per Samsun (inviato dal governo per gestirvi la smobilitazione dell'esercito) si avviano convenzionalmente ("Commemorazione di Atatürk") gli eventi della rivalsa turca - il 22 giugno Kemal si ammutina dal compito e lancia accuse al governo, emanando la "circolare di Amasya" con obiettivo l'istituzione di un Movimento Nazionale Turco contro le forze occupanti, ed indice per il 23 luglio un congresso ad Erzurum - l' 8 luglio dal governo ottomano viene emesso nei confronti di Kemal un mandato di cattura con condanna a morte in contumacia per diserzione
- 16 maggio - Ha inizio l'attacco dei sovietici del Turkestan contro la Transcaspia; tra il 21 e il 24 l'Armata Rossa entra a Baýramaly e Merv; in risposta a questo atto e all'appoggio sovietico alla guerriglia afghana la flotta britannica del Caspio attacca la base navale sovietica di Fort Aleksandrovskij
- 17 maggio - Le Forze Armate della Russia meridionale approfittando di una massiccia insurrezione contadina nella parte posteriore del fronte meridionale dell'Armata Rossa lanciano un'operazione per aprire la strada verso Mosca
- 17 maggio - Truppe romene entrano ad Arad, che essendo stata aggirata era rimasta finora dietro le linee separata dal resto dell'Ungheria
- 18 maggio - Le Forze Armate della Russia meridionale in Daghestan invadono ciò che resta della Repubblica delle Montagne del Caucaso Settentrionale (che il 16 aprile aveva chiesto l'unione alla Repubblica Democratica Azera), che termina la sua esistenza; il governo evacua a Tbilisi in Georgia, mentre ribelli comandati da Uzun-Hadji attuano la guerriglia; conclusa la conquista del Caucaso meridionale, l'Armata dei Volontari del Caucaso viene inviata ora verso nord e suddivisa in "Armata dei Volontari" (sotto il comando del generale Vladimir Zenonič Maj-Maėvskij che punta verso Mosca) e "Armata del Caucaso" (sotto il comando del generale Pëtr Nikolaevič Vrangel' che punta su Caricyn); il 24 termina il conflitto di Soči: l'Abcasia meridionale resta alla Georgia, ma perde la città di Soči con tutta la costa nord a vantaggio dello Stato della Russia meridionale
- 19 maggio - Il Regno dei Serbi, Croati e Sloveni è il primo (e resterà l'unico) stato a riconoscere lo Stato russo di Kolčak come legittimo governo della Russia
- 21 maggio - Il Corpo di spedizione italiano in Murmania partito da Kola il 5 aprile, giunto ad Ozosozero il 4 maggio, attacca i sovietici della "spedizione Aunus" a Medvežja Gora e Povenec, a nord di Petrozavodsk
- 22 maggio - Riga, capitale della RSS Lettone, è presa dall'Esercito territoriale del Baltico, che vi trasferisce il governo di Niedra
- 22 maggio - I polacchi prendono Leopoli, termina così l'assedio iniziato a novembre
- 22 maggio - I bianchi nel fronte Volga-uralico sono fermati; il fallimento dell'"offensiva Perm'" comporta un rimpasto nell'esercito
- 24 maggio - A Helsingfors Judenič istituisce l'"Assemblea politica", embrione di un governo russo del nord-ovest "in esilio", e a Pskov crea il "Voivodato di Pskov" che affida a Stanislav Nikodimovič Bulak-Balachovič
- 24 maggio - I romeni occupano la Pocuzia che i polacchi avevano tralasciato nella loro avanzata in Ucraina
- 25 maggio - Le autorità locali della Posnania si assoggettano al governo di Varsavia; dopo le proteste della Germania, la risoluzione della questione è affidata al congresso in corso a Parigi
- 26 maggio - John Maynard Keynes contrario alle riparazioni imposte alla Germania abbandona il congresso in corso a Parigi e si mette a scrivere il lungimirante testo Le conseguenze economiche della pace in cui ne parla
- 26 maggio - Dopo che il 29 aprile gli sloveni hanno ripreso unilateralmente i combattimenti contro gli austriaci, iniziano un'offensiva che il 6 giugno porta alla presa slovena di Klagenfurt
- 27 maggio - Nella RSFS russa la stampa diventa monopolio di Stato
- 27 maggio - I cosacchi del Transbajkal riconoscono l'autorità dello Stato russo di Kolčak
- 27 maggio - Rivolta filo-sovietica a Bender in Bessarabia, subito repressa da romeni e francesi
- 27 maggio - Il Partito Socialdemocratico dei Lavoratori di Bulgaria diventa Partito Comunista Bulgaro
- 28 maggio - I bianchi sugli Urali respinti dall'altra parte del fiume Belaja; Sterlitamak presa dall'Armata Rossa
- 28 maggio-2 giugno - In supporto della rivolta cosacca Vëšenskaja inizia l'offensiva dell'Esercito del Don lungo l'intero fronte occupando Millerovo e Luhans'k, unendosi con le unità dell'Esercito Volontario, spingendo l'Armata rossa a nord in direzione di Voronež e a nordest in direzione di Balašov. In pochi giorni il Don superiore è di nuovo sotto il controllo dell'esercito bianco
- 29 maggio -  Mentre ai suoi confini riprende il conflitto austro-sloveno, secede dall'Ungheria sovietica la zona di confine con la Slovenia come Repubblica di Mura (verrà rioccupata dall'Ungheria il 6 giugno); in un'altra parte del territorio aggirato dai romeni e rimasto geograficamente separato dal governo di Budapest viene creato a Seghedino un Governo ungherese anti-comunista capeggiato da Gyula Károlyi e poi da Dezső Pattantyús-Ábrahám (il quale nomina l'ammiraglio Miklós Horthy Comandante supremo dell'esercito); il 6 giugno su ordine dell'amministrazione di occupazione il generale francese Emile Henno e italiano Luigi Ciaffi in Transcarpazia e Slovacchia orientale è introdotto lo stato di dittatura militare che durerà fino al 1923
- 29 maggio - È stabilito il confine tra l'Austria e l'Italia al Brennero e Tarvisio - le truppe italiane iniziano ad abbandonare il nord del Tirolo
- giugno - L'Esercito contadino di Fergana si ribella ai sovietici e si allea ai basmachi del Pamir

Lo sfondamento finale degli Urali

- giugno - I bianchi (dopo aver preso Glazov il 2) sono respinti dal Volga agli Urali, il 9 l'Armata Rossa (ora salita a 150.000 uomini) di Vasilij Ivanovič Čapaev riprende Ufa; i bianchi perdono Alapaevsk e si ritirano a Čeljabinsk - si apre un nuovo dissidio con Trockij: su consiglio del comandante in capo dell'Armata Rossa Jukums Vācietis egli vorrebbe fermarsi ritenendo inutili i territori siberiani; a lui si oppongono i comandanti militari Sergej Kamenev, Ivar Smilga, Michail Laševič, Gusev; Stalin si schiera con questi ultimi contro Trockij - avendo prevalso la tesi di Stalin, a fine giugno i sovietici sfondano per la seconda volta la linea degli Urali.
Trockij revoca a Antonov-Ovseenko il comando dell'Armata Rossa in Ucraina e lo invia a Tambov come governatore. I membri rimasti in Siberia della cosiddetta "delegazione di Ufa" (creata il 27 novembre 1918), Volskij, Rakitnikov, Burevoy, e altri, iniziano i negoziati con il Comitato Rivoluzionario di Ufa su azioni congiunte contro Kolčak - al IX Congresso del PSR a Mosca il resto del CC del PSR emette una nota di biasimo, per cui ai membri della "delegazione di Ufa" si aggiungono ora Lev Arkad'evič Liberman e Smirnov, creando il gruppo "Narod", di fatto scissionista dal PSR, guidato da Volskij (ex presidente del governo del Komuč)
- 1º giugno - Pubblicazione del decreto del Vcik "Sull'unificazione delle repubbliche sovietiche di Russia, Ucraina, Lettonia, Lituania e Bielorussia per la lotta contro l'imperialismo internazionale" che determina anche l'unificazione degli eserciti sovietici nazionali nell'Armata Rossa
- 2 giugno - A Parigi viene presentato il progetto di trattato di pace con l'Austria, nel quale si rifiuta la richiesta di unione alla Germania ("Anschluss") chiesta il 12 marzo dall'Assemblea Nazionale Costituente austriaca - ciò suscita un tentativo di golpe in Austria fomentato dall'Ungheria comunista
- 2 giugno - Grazie alla rivolta anti-sovietica Vëšenskaja nella regione del Don (iniziata l'11 marzo) le Forze Armate della Russia meridionale riescono a sfondare i confini della regione del Don con un'offensiva iniziata il 28 maggio; l'esercito del Don ha occupato il 29 maggio Millerovo, il 1º giugno Luhans'k, venendo così in contatto con l'Esercito Volontario, sconfiggendo insieme l'Armata Rossa a ovest nella zona di Voronež, e verso nord-est in direzione di Balašov, aprendo così la strada per Orël e Tula - l'8 la rivolta può così terminare
- 2 giugno - Sarapul presa dall'Armata Rossa, ed il 7 Birsk
- 4 giugno - Lenin si lamenta della crudeltà della Čeka in Ucraina
- 5 giugno - I polacchi nell'Ucraina occidentale prendono Čortkiv, Ternopil', Bučač, e Peremyšl'
- 5 giugno - Cacciati i sovietici grazie all'involontaria manovra a tenaglia estone da nord e dell'Esercito territoriale del Baltico da sud, i suddetti due eserciti vengono in contatto presso il golfo di Riga intraprendendo dal 19 ostilità reciproche: presa la città di Cēsis, i mercenari tedeschi tentano di rifondare il Ducato Baltico Unito, e da lì intendono avanzare in Estonia, la quale sostenuta dai britannici, resiste all'assalto e contrattacca dovendo però così trascurare il suo fronte orientale fermandosi tra Luga e Gatčina sulla linea del fiume Velikaja, alle porte di Ropša e Oranienbaum; il governo della Comunità dei lavoratori estoni è abolito; il 10 nei territori occupati al di là del confine tra l'Estonia e la Russia viene rifondata la Regione del nord (che il 1º luglio sarà ridenominata Regione del nord-ovest per non confonderla con il fronte careliano già nominato "Regione del nord") del cui esercito Judenič è nominato comandante; nei giorni seguenti le Unità volontarie della Russia occidentale dalla Lettonia attraversano il confine lituano e prendono la città di Kuršėnai scacciandovene i sovietici lituani
- 9 giugno - Una brigata guidata da Machno (fondata il 21 febbraio da guerriglieri contadini a Huljajpole) diserta dal Rosso Esercito e occupa Elizavetgrad (Kirovohrad) (fino agosto) tra la partenza dell'Armata Rossa e l'arrivo di Denikin di Forze "bianco" Armate della Russia meridionale
- 11 giugno - Dopo aver preso la Pocuzia il 24 maggio, e dopo l'introduzione dell'occupazione militare italo-francese in Rutenia il 6 giugno, la Romania occupa il territorio dell'ex Repubblica huzula (unificata dal 22 gennaio all'Ucraina); lo stesso giorno il governo della piccola ex Repubblica, sfumata la possibilità di rimanere unita agli stati ucraini (nei quali l'occupazione polacca si estende ora oltre i confini con essa) chiede l'unificazione alla Cecoslovacchia (il cui esercito controlla assieme agli italo-francesi il resto della Rutenia da aprile)
- 12 giugno - I generali Denikin, Miller, Judenič riconoscono Kolčak come comandante supremo, e le loro armate vengono poste sotto il comando dell'Esercito Russo del fronte orientale; l'Esercito di Crimea-Azov confluisce nelle Forze Armate della Russia meridionale
- 12 giugno - Il congresso di Parigi stabilisce la demarcazione della linea di confine tra Ungheria e Cecoslovacchia (confine odierno eccetto l'attuale Distretto di Bratislava V lasciato all'Ungheria) che obbligherebbe l'Ungheria a cedere ampi territori
- 12 giugno - Nel corso dell'attacco iniziato il 25 maggio a Pietrogrado da parte dell'Esercito del Nord del Generale Rodzjanko, avviene una rivolta anti-sovietica dei soldati nei forti Krasnaja Gorka (presso Lebjaž'e) e Seraja Lošad (presso Mustalahti) (stroncate sul nascere invece quella del forte Obručev e quella di Kronštadt tentata da Aleksandr Jul'evič Rybaltovskij) istigati dal "Centro Nazionale" e condotti da Nikolaj Michajlovič Nekludov secondo lo slogan: "Abbasso la guerra! Viva la libertà dei disertori e la proprietà privata, abbasso gli ebrei e le sanguisughe comuniste!", poi repressa il 16 dai sovietici comandati direttamente da Stalin nonostante il tardivo arrivo della flotta britannica comandata da Augustus Agar che danneggia alcune navi sovietiche il 17; contemporaneamente la Čeka conduce operazioni su larga scala contro il Centro Nazionale (che dopo la sconfitta tedesca è divenuto filo-britannico al soldo dell'agente dell'MI6 Paul Dukes "l'uomo dalle cento facce") che stava anche preparando una rivolta armata a Mosca in previsione dell'arrivo dei bianchi di Denikin da sud; il 23 settembre con l'esecuzione dei congiurati il Centro Nazionale è spazzato da tutto il territorio sovietico
- 13 giugno - Il presidente della Repubblica Popolare del Kuban' Mykola Rjabovil è ucciso a Rostov da soldati bianchi dopo un acceso congresso sulla questione unitaria russa; questo atto determina la rivolta dei cosacchi del Kuban' contro i russi bianchi, appoggiandosi all'ex presidente dello Stato ucraino il nostalgico zarista filo-bolscevico Skoropads'kyj

L'assalto all'Ungheria comunista

- 13 giugno - Glazov presa dall'Armata Rossa
- 16 giugno -  A seguito della risoluzione del congresso di Parigi, l'Ungheria sovietica anziché consegnare alla Cecoslovacchia i territori in oggetto ne concede l'indipendenza come Repubblica Sovietica Slovacca, provocando la reazione dell'esercito cecoslovacco che varca il vecchio confine trovandovi però la resistenza dell'esercito ungherese che con una controffensiva nella parte orientale avanza fino a Prešov con l'intento di dirigersi verso la valle della Vistola valicando i Monti Beschidi e congiungersi con i sovietici russi che stanno combattendo contro la Polonia
- 16 giugno - Ultimatum alla Germania, recalcitrante a firmare il trattato di pace alla Conferenza di Parigi
- 16 giugno - I bianchi iniziano la ritirata generale in direzione est su tutto il fronte uralico
- 19 giugno - L'Esercito del Nord del Generale Rodzjanko viene staccato dall'esercito estone e fuso in quello di Judenič a formare l'Armata del Nord
- 19 giugno - Inizia le attività la Conferenza economica di Stato creata il 2 maggio, con presidente Hins: suo scopo è la pianificazione del sistema economico dello Stato russo in senso liberale in contrapposizione al dirigismo della RSFS russa
- 20 giugno - Kolčak dichiara annessa la Repubblica ucraina dell'estremo oriente
- 20 giugno - In Germania il governo di Scheidemann rifiuta di firmare il Trattato di Versailles e viene sostituito da quello di Gustav Bauer (SPD) - il 21 autoaffondamento della flotta tedesca a Scapa Flow
- 21 giugno - Elezioni in Armenia, vince la menscevica Federazione Rivoluzionaria Armena con l'89% dei voti

22 giugno 1919: forze lettoni ed estoni combattono contro i tedeschi a Cēsis e li sconfiggono

- 22 giugno - Giorno della vittoria estone: gli eserciti estone e lettone sconfiggono l'Esercito territoriale del Baltico a Võnnu (presso Cēsis), lo respingono oltre il confine lettone ed entro il 3 luglio fino alle porte di Riga dove entrano il 6; il 26 giugno il governo Niedra è abolito, e l'8 luglio restituito a Ulmanis; in conseguenza di ciò a capo del "Governo della Russia occidentale" è messo Vasyl' Biskups'kyj
- 23 giugno - Repressa la rivolta dei disertori nel volost' di Petropavlovskaja (Provincia di Jaroslavl')
- 23 giugno - Il primo Congresso ungherese di Soviet a Budapest adotta la costituzione della Repubblica Sovietica Federativa Socialista Ungherese - il 24 viene dichiarata la cessazione delle ostilità tra Ungheria e Cecoslovacchia; questi atti determinano un fallimentare tentativo di colpo di Stato anti-comunista che innesca in reazione il periodo del terrore rosso. Il congresso di Parigi chiede al governo romeno di ritirare le sue truppe dall'Ungheria; il 1º luglio l'esercito ungherese lascia la Slovacchia; il 7 la Repubblica Sovietica Slovacca è occupata dall'esercito cecoslovacco e francese e annessa alla Cecoslovacchia
- 24-27 giugno - Le Forze armate della Russia meridionale dopo il Donbass prendono Charkiv ed Ekaterinoslav; abolita la sovietica provincia Donec'k; di fronte all'attacco bianco il 25 l'Armata Verde e l'Armata Nera si fondono nell'Armata Nero-Verde
- 25 giugno - Presso Vladivostok l'attacco bolscevico agli americani è respinto nella battaglia di Romanovka, cui segue a luglio-agosto la campagna della valle di Suchan per liberare dai rossi alcune miniere di carbone
- 26 giugno - I britannici di John Chalmers Simpson cedono il Naxçıvan all'Armenia, che sopprime la filo-azera Repubblica di Aras, ma dal 1º luglio inizia una rivolta musulmana che il 10 agosto espelle gli armeni, sia da lì che dallo Zangesur, e rifonda la Repubblica di Aras
- 28 giugno - Dopo aspre discussioni interne iniziate il 7 maggio con la presentazione delle condizioni (la cui più discussa è la Clausola di colpevolezza per la guerra), la Germania firma il Trattato di Versailles (ratificato dal parlamento tedesco l'8 luglio), che concede la Posnania e la Prussia occidentale alla Polonia ricavando da esse il Corridoio polacco al mare (compresa Danzica come porto della Polonia) - termina il blocco economico alla Germania (ma di fatto non era più rispettato da nessuno da marzo)
- 29 giugno - A Odessa viene giustiziato Aleksandr Frantsevič Ragoza dalle truppe dell'atamano Grigor'ev
- 30 giugno - L'"Armata del Caucaso" (da novembre 1918 affidata a Vrangel' al posto di Krasnov, e ora col supporto di un contingente di britannici) dopo un anno di assedio sconfigge i sovietici e prende Caricyn - ora la linea del fronte da Caricyn passa per Balašov-Belgorod-Ekaterinoslav-Cherson (semiarco Volga-Dnepr); Astrachan' rimane così tagliata fuori geograficamente dal resto della RSFS russa, e assediata dai bianchi del generale Ivan Erdeli
- luglio - Fondata ad Amsterdam la Federazione sindacale internazionale (detta anche "Internazionale di Amsterdam") come espressione sindacale dell'"Internazionale di Berna"
- luglio - Sugli Urali Verchotur'e presa dall'Armata Rosa
- 1º luglio - Vengono abolite le dogane al vecchio confine tra Posnania e l'ex-Regno di Polonia, evento che ne segna di fatto l'unificazione
- 1º luglio - Perm' presa dall'Armata Rossa - Stalin vi si reca da Pietrogrado per indagare sulle cause della sua precedente perdita, per poi recarsi a Smolensk fino settembre; Kolčak affida al fedele generale Michail Diterichs (comandante dal maggio al novembre 1918 delle truppe cecoslovacche a est di Irkutsk) il comando dell'Esercito russo (dal 22 luglio al 17 novembre il comando del solo fronte orientale, e allo stesso tempo dal 12 agosto al 6 ottobre il Capo di Stato) al posto di Gajda; l'Armata del Nord diventa "Esercito del Nord-Ovest"; l'Esercito del Caucaso settentrionale (Esercito cosacco del Terek e Daghestan) confluisce nelle Forze Armate della Russia meridionale
- 1º luglio -  A Uhtua viene formato un governo provvisorio della Carelia e regione di Arcangelo ("Repubblica di Uhtua" che il 14 novembre chiederà l'annessione alla Finlandia);  il 9 nasce la Repubblica dell'Ingria settentrionale dal governo autonomo di Pietari Toikka creato a gennaio (il 19 novembre chiederà l'annessione alla Finlandia)
- 3 luglio - Inizia l'offensiva dei bianchi di Denikin in Ucraina contro i sovietici ("Direttiva n. 08878"), gli ucraini di Petljura, e l'Armata Nero-Verde
- 3 luglio - In seguito alla firma del Trattato di Versailles le forze tedesche mercenarie dell'Esercito territoriale del Baltico devono evacuare dagli stati baltici; Estonia e Governo provvisorio della Lettonia firmano con il "Governo della Russia occidentale" la fine delle ostilità (Armistizio di Strazdumuiža) ed il 6 l'esercito lettone entra a Riga: il Ducato Baltico Unito, brevemente rifondato, evacuato dai mercenari tedeschi si sfalda; il 21 Estonia e Lettonia si riconoscono reciprocamente; l'Esercito territoriale del Baltico viene momentaneamente mantenuto in funzione anti-sovietica ma posto al comando di un generale britannico; il 9 Judenič chiede che l'Esercito territoriale del Baltico venga incorporato al suo esercito Nord-occidentale, ma Bermondt-Avalov vi si oppone chiedendolo per le sue Unità volontarie della Russia occidentale
- 3-9 luglio - Nella Transcaspia l'Armata Rossa entra a Kaka, Kushk, Tejen, e Aşgabat (che viene rinominata Poltorack il 17)
- 5 luglio - Criticato da Stalin per la perdita della "Verdun rossa" Caricyn, Trockij minaccia di dare le dimissioni
- 9 luglio - In Russia un decreto istituisce la carica di Chusnosarm
- 10 luglio - In seguito alla perdita di Caricyn, il governo sovietico per ingraziarsi i cosacchi calmucchi promette l'autonomia alla Calmucchia, ed il 22 Lenin lancia un appello al popolo calmucco, invitandolo a ribellarsi ai bianchi
- 11 luglio - Oral presa dall'Armata Rossa; il 13 Zlatoust, ed il 14 Ekaterinburg; il 17 inizia l'"operazione Čeljabinsk"
- 15 luglio - L'"Armata del Caucaso" di Vrangel' dopo Caricyn risalendo il Volga prende Kamyšin, ma ormai dal 28 aprile il fronte uralico è troppo distante per sperare di poter unire i due fronti; il 29 vi convergono da sud la flottiglia del Astrachan'-Caspio e da nord quella del Volga (oramai disimpegnata dopo il ritiro dei bianchi oltre gli Urali), che da ora si fondono in un'unica flottiglia del Volga-Caspio al comando di Fëdor Raskol'nikov
- 15 luglio - La parte settentrionale della regione di Tuva (russa dal 1914, occupata dai bianchi da luglio 1918; la parte meridionale è occupata da cinesi e mongoli dall'autunno 1918) viene occupata dai bolscevichi locali
- 16 luglio - Grande offensiva dei cosacchi di Annenkov contro la rivolta di Čerkasy; nelle mani dei guerriglieri sono rimasti solo le città di Čerkasy, Petropavlovsk e Antonovka
- 17 luglio - Con l'annessione dell'intera Repubblica Nazionale dell'Ucraina Occidentale alla Polonia termina la guerra polacco-ucraina; in agosto la Romania cederà alla Polonia la parte orientale della Pocuzia presa in maggio
- 17 luglio - La Finlandia diventa Repubblica, il 26 primo presidente è eletto Kaarlo Juho Ståhlberg del Partito Progressista Nazionale col 71,5% dei voti
- 20 luglio - I bianchi di Vrangel' partendo dal Kuban' riprendono la Crimea e ne dichiarano sciolta la relativa Repubblica Socialista Sovietica
- 20 luglio - L'esercito ungherese tenta il riattraversamento del Tibisco, a cui segue dal 26 una controffensiva romena che in breve arriva fino al Danubio
- 20 luglio - Sciopero internazionale in solidarietà alla Russia e all'Ungheria comunista sotto attacco rumeno
- 21 luglio - L'esercito cecoslovacco occupa Beregovo
- 23 luglio - La flotta bianca del mar Nero sbarca ad Odessa (che era stata occupata dai rossi ad aprile)
- 23 luglio - Il Movimento Nazionale Turco invita le potenze occupanti al Congresso di Erzurum per stabilire il destino dell'Impero ottomano, fino al 7 agosto; il 1º agosto inizia i lavori la Commissione King-Crane
- 23 luglio - Sugli Urali Čeljabinsk presa dall'Armata Rossa, è assediata dai bianchi fino al 31 quando devono ritirarsi a est
- 25 luglio - Con il Manifesto Karachan la RSFS russa rinuncia ai trattati ineguali con la Cina del 1896 e sul protocollo di Pechino del 1901 e sugli accordi russo-giapponesi del 1916 riguardanti la Cina, e alla sovranità sulla Mongolia del 1914 sancita dal Trattato di Kjachta nel 1915, determinando la ripresa delle relazioni bilaterali tra Cina e Mongolia
- 26 luglio - In seguito allo sgombero dell'Esercito territoriale del Baltico, anche il resto delle Unità volontarie della Russia occidentale si ritira dalla Lettonia ed affluisce in Lituania (dove sta già combattendo contro i sovietici)
- 26 luglio - La parte orientale del Banato viene consegnata dal Regno dei Serbi, Croati e Sloveni (che l'occupava dal 15 novembre 1918) alla Romania, che ne prende possesso il 3 agosto; una piccola area presso Seghedino va all'Ungheria
- 27 luglio - L'atamano Grigor'ev attirato in un tranello è assassinato dagli anarchici di Machno, viene sciolto il legame tra le due armate e quella Verde scompare
- 29 luglio - Accordo Venizelos-Tittoni sulla divisione delle sfere d'influenza nei territori dell'Impero ottomano e in Albania tra l'Italia e la Grecia (esso sostituisce il Trattato di Losanna del 1912)
- 29 luglio - Muore il vecchio Natanson, fondatore a settembre 1918 del Partito Comunista Rivoluzionario, ora esule da dopo che il 3 aprile Lenin ri-proibì i partiti
- 31 luglio - Cessione di alcune aree dalla RSS bielorussa alla RSFS russa (Rėčica, Babrujsk, distretti Borisov e Igumen)
- 31 luglio - I bianchi di Denikin prendono Poltava e si stanziano sulla linea Nikopol'-Verchn'odniprovs'k
- 31 luglio - Termina il conflitto austro-sloveno in Carinzia: Klagenfurt rimane all'Austria, la Bassa Stiria e la Carinzia slovena ("Koroška") con la valle di Meža e Jezersko fino a Dravograd rimangono al Regno dei Serbi, Croati e Sloveni; viene indetto un referendum per il 10 ottobre per le zone intermedie contese
- agosto - Dopo il crollo del fronte degli Urali, Orenburg è liberata dall'assedio dei bianchi che continuava da aprile; l'atamano Annenkov schiaccia la ribellione di Alaş-qala e Lepsinsk dopo che a fine luglio le truppe sovietiche del Turkestan hanno cercato di sfondare il fronte del Semireč'e per aiutare la ribellione di Čerkasy, i difensori dei quali sono stati scontri pesanti con il bianco, ma a causa della mancanza di successo delle forze non avevano
- 1º agosto - Col beneplacito ungherese e del congresso di Parigi, l'esercito del Regno dei Serbi, Croati e Sloveni prende possesso dei territori ungheresi meridionali (Bačka, Baranya, Seghedino, e il territorio dell'Oltremura che gli ungheresi avevano rioccupato il 6 giugno), che i romeni hanno finora aggirato nella loro rapida avanzata; molti comunisti ungheresi si rifugiano in queste aree per sfuggire ai romeni; privo dello sperato appoggio russo (a causa del tradimento del comandante delle truppe rosse in Ucraina atamano Grigor'ev) anche Béla Kun fugge da Budapest che viene occupata dai romeni: il 6 cade la Repubblica Sovietica Ungherese (è quindi durata per soli 133 giorni) -  Controrivoluzione ungherese: la reggenza del paese viene ripresa temporaneamente dall'homo regius Giuseppe Augusto d'Asburgo-Lorena e dal 23 agosto dal primo ministro István Friedrich come Presidente ad interim, mentre i romeni dilagano venendo fermati dal nuovo esercito nazionalista solo tra il lago Balaton e la selva Baconia - i nazionalisti delusi ed irritati per la sconfitta (avevano ceduto volontariamente ed implicitamente il potere ai comunisti in marzo astenendosi tacitamente dal contrastare il loro governo) avviano il terrore bianco verso i comunisti, soprattutto contro i sadici "Ragazzi di Lenin" il cui capo József Cserny sarà giustiziato il 18 dicembre assieme al capo del Dipartimento per le indagini politiche del Comitato per la sicurezza popolare Ottó Korvin (mentre il crudele commissario per gli Affari militari Tibor Szamuely si suicida il 2 agosto e l'eminenza grigia del Terrore Rosso commissario all'istruzione György Lukács riuscirà a salvarsi in Austria, così come il futuro capo dell'Ungheria stalinista Mátyás Rákosi)
- 1º agosto - Con la presa di Pskov inizia la controffensiva dell'Armata Rossa contro l'esercito Nord-occidentale e l'Estonia; il 5 cade Jamburg
- 1º agosto - Machno emana ordine di sterminare sia la ricca borghesia che i commissari comunisti
- 2 agosto - Tiraspol occupata dai bianchi di Denikin
- 4 agosto - In Siberia Troick e l'8 Tjumen' prese dall'Armata Rossa
- 5 agosto - La "spedizione orso polare" termina: i reparti britannici iniziano ad essere ritirati via mare dalla Carelia e vengono inviati nel Baltico; il 27 anche il Corpo di spedizione italiano in Murmania viene ritirato
- 5 agosto - In seguito alla sconfitta dell'Ungheria comunista Trockij indica il continente asiatico (anziché l'Europa) come obiettivo verso il quale puntare per la diffusione del comunismo ("terzomondismo"), con la suggerita creazione di un "Internazionale coloniale" e di un Partito Comunista Musulmano, in alleanza con i vari gruppi indipendentisti, strategia che già è in attuazione in Afghanistan ed in Corea (ove dal 1º marzo avvengono rivolte anti-giapponesi e dal 10 aprile un Governo provvisorio della Repubblica di Corea installato a Shanghai ha il sostegno sovietico) - trova in questo l'appoggio di Mirsaid Sultan-Galiev (commissario del Muskom, consulente di Stalin per le questioni musulmane), particolarmente impegnato nel propagandare l'affinità tra comunismo e religione islamica (che il jadidismo considera una forma di "proto-comunismo") e quindi facile da applicare nei paesi musulmani in quanto politica fondamentalmente congeniale a coniugarsi alla religione islamica ("socialismo islamico" o "comunismo nazionale") - questa tendenza troverà poi applicazione ideologica col maoismo (seppur non diffondendosi effettivamente proprio nei paesi islamici)
- 8 agosto - Minsk, dal 19 aprile capitale della RSS lituano-bielorussa, presa dai polacchi
- 8 agosto - I britannici si ritirano definitivamente da Krasnovodsk; l'autorità sulla Transcaspia viene trasferita al Governo provvisorio della Russia meridionale di Denikin; i marinai della flotta britannica si ritirano formalmente dal mar Caspio, sulle loro navi vengono issate da ora le bandiere della Flottiglia del Caspio;  lasciano anche l'Afghanistan, che con la pace di Rawalpindi il 19 ottiene l'indipendenza proclamata da re Amānullāh Khān dopo decenni di Influenza europea in Afghanistan. Il 9 tentano di formalizzare un protettorato sulla Persia con un Accordo Anglo-Persiano, che tuttavia non entrerà mai in vigore per proteste popolari

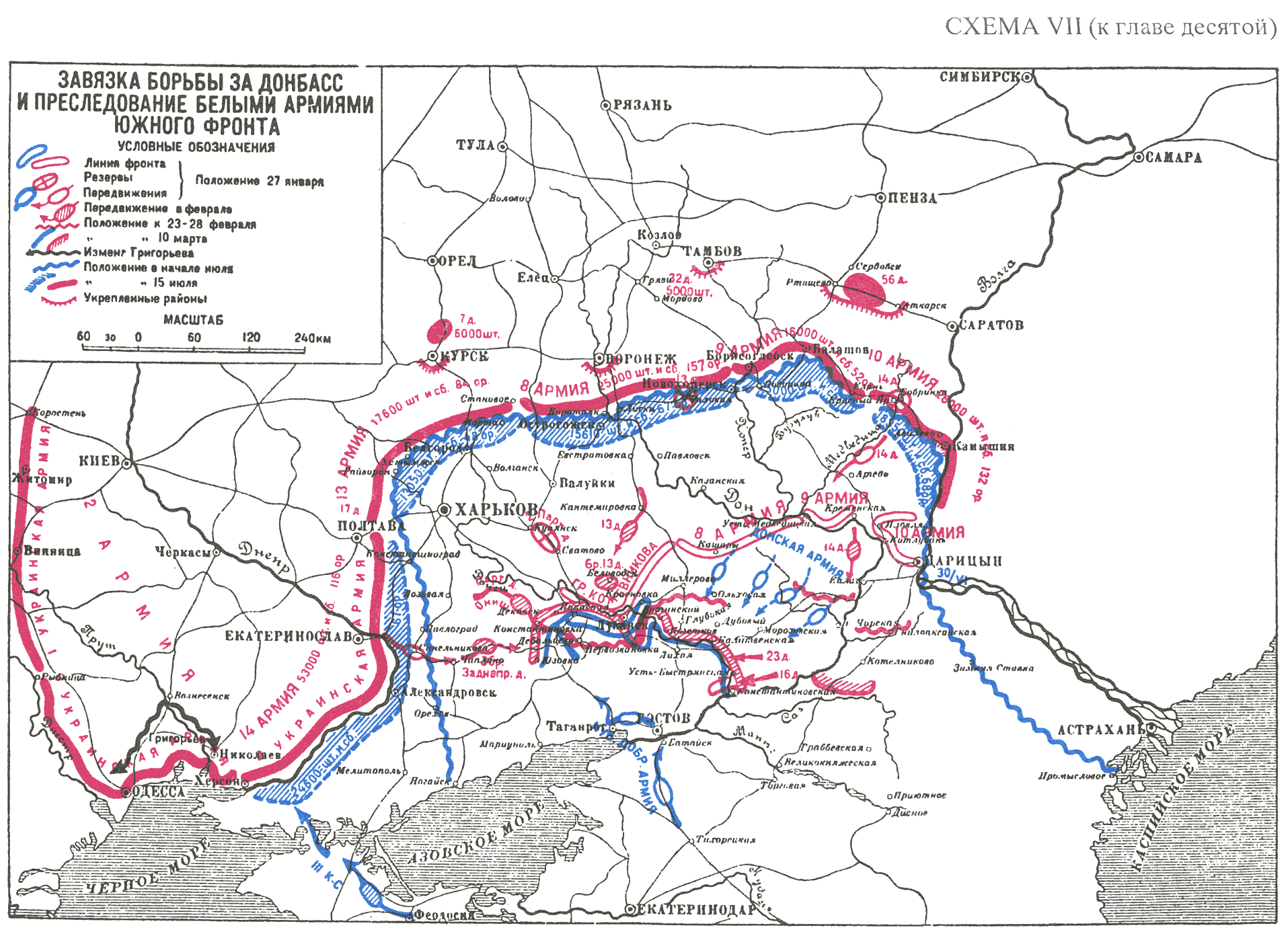
Offensiva di agosto del fronte sud

- 10 agosto - Inizia l'incursione degli 8.000 cosacchi del Don di Konstantin Mamontov su Tambov (che viene presa il 18), Elec, e nel Kastorenskij rajon (penetra per 200 km oltre le linee sovietiche fino a Voronež che occupano per 2 giorni l'11 settembre, per tornare sulle linee di partenza il 19 settembre con sole 20 perdite umane), e il 12 l'offensiva di agosto del fronte sud (fino al 14 settembre) partendo dalla linea Hadiach-Kremenčuk-Znamenka-Elisavetgrad a ovest, e fiume Sestrënka-Gorki-Talovka-Salomatin a est, e da Liski a Kup"jans'k (che viene presa dai rossi il 24 dopo una battaglia iniziata il 14); sotto il feroce attacco della flottiglia rossa alla luce dell'enorme superiorità delle forze sovietiche (circa quattro divisioni di fanteria con quattordici reggimenti di cavalleria), al fine di ridurre il fronte e per non mettere a rischio le loro unità sul fianco destro, Kamyšin viene abbandonata dai bianchi (che quindi sono riusciti a tenere per soli 25 giorni) senza combattere e viene ripresa dai sovietici; dal 14 effimera controffensiva sovietica ha lanciato un attacco verso Rostov da zona a nord di Novochopërsk; il 18 i bianchi prendono Odessa dopodiché il 25 Denikin da Taganrog (suo quartier generale) rivolge un appello alla popolazione ucraina a schierarsi contro l'indipendentista Petljura ed il 26 lancia un contrattacco contro le forze del Fronte meridionale dell'Armata Rossa
- 10 agosto - Viene creato il governo della regione del nord (ai confini con l'Estonia), guidato da S. G. Liazanov
- 11 agosto - Dopo che il 29 luglio l'"Assemblea politica" (embrione di un governo russo del nord-ovest) è stato trasferito da Helsingfors a Tallinn, l'Estonia permette la formazione di un Governo della Regione nord-occidentale (con sede a Narva e governatore Judenič), che come scambio immediatamente a nome dello Stato russo riconosce l'indipendenza dell'Estonia, seguita il 3 settembre dal riconoscimento dell'indipendenza della Lettonia, e il 23 settembre della Finlandia; Kolčak però ripudia queste concessioni
- 11 agosto - A Schwarzburg entra in vigore la nuova Costituzione della Repubblica di Weimar (adottata il 31 luglio a Weimar dall'Assemblea Costituente Nazionale, dove si trovava temporaneamente il presidente Ebert; sostituisce la precedente Costituzione dell'Impero tedesco). Essa assegna al Presidente della Repubblica poteri talmente ampi da apparire come una monarchia elettiva o un assolutismo repubblicano
- 14 agosto - Ribellione anti-sovietica dei cosacchi e dei musulmani karakalpachi guidati da Michail Filčev che stabiliscono un governo provvisorio a Chimbay, fino al 18 febbraio 1920
- 14 agosto - L'Armata Rossa del Fronte Turkestan (generale Frunze) lancia l'"operazione Aktobe" contro l'Esercito del fronte sud di Kolčak, mentre il 20 nel fronte nord essa varca la linea Tobol-Išim e avanza per 130–180 km in 10 giorni ("operazione Tobol'sk-Petropavlovsk"); il 19 prendono Qostanay ed il 30 Orsk
- 16 agosto - Ivan Michajlov accusato di ladrocinio è sostituito da Lev Gojer come ministro delle Finanze del governo dello Stato russo; raggiunto il suo apogeo a giugno, lo Stato russo inizia da questo momento il suo declino
- 16-26 agosto - 1º rivolta della Slesia da parte della popolazione polacca che vorrebbe la cessione della regione alla Polonia, repressa dalle forze tedesche
- 17 agosto - Le elezioni in Bulgaria confermano al governo l'Unione Nazionale Agraria Bulgara del socialista Stambolijski col 27,3%
- 18 agosto - Durante l'incursione di Mamontov presso Tambov Trozky sfugge per un pelo alla cattura
- 18 agosto - Le Unità volontarie della Russia occidentale diventano "Armata volontaria della Russia occidentale" e inserite nell'esercito del nord-ovest di Judenič
- 18 agosto - Incursione navale britannica (ammiraglio Claude Congreve Dobson) contro la flotta sovietica ancorata nella base di Kronštadt davanti Pietrogrado, sono affondate diverse unità tra cui la Pamjat' Azova
- 20 agosto - Turhan Pasha Permeti, capo del governo albanese, firma un accordo sull'istituzione di un protettorato italiano sull'Albania e sull'annessione da parte dell'Italia della regione albanese di Valona e dell'isola di Saseno
- 23 agosto - I francesi sbarcano nuovamente a Odessa (dalla quale avevano evacuato il 28 aprile) in supporto di Denikin
- 25 agosto - Si dissolve la RSS Lituano-Bielorussa la cui parte bielorussa è interamente occupata dai polacchi, dopo aver brevemente spostato la sua capitale a Smolensk, "in esilio" nel territorio russo; i polacchi tentano di avanzare anche nel territorio lituano (nella cui parte settentrionale sta avanzando dal 26 luglio l'Esercito volontario della Russia occidentale) attuando un colpo di Stato filo-polacco, ma sono fermati il 21 settembre: la Lituania ritorna indipendente e abolisce il governo sovietico (il 31 la RSFS russa propone un accordo di pace all'Estonia - l'11 settembre a Lituania, Lettonia, Finlandia)
- 26 agosto - Nella RSFS russa sono nazionalizzati i teatri ed i circhi
- 26 agosto - Ricevuto il supporto britannico, a Riga viene predisposto per il 16 settembre l'attacco congiunto anglo-franco-russo-estone a Pietrogrado (posticipato poi al 28 settembre); intanto il 28 i sovietici riprendono Pskov
- 26 agosto - L'Armata Nera di Machno (circa 25.000 uomini) respinta a Peregonovka si dirige verso sud-est percorrendo 660 km fino al 7 settembre minacciando la regione del Don, costringendo i bianchi a distogliere molte unità dagli altri fronti
- 27 agosto - Fondato il Comitato rivoluzionario siberiano con capoluogo temporaneo a Čeljabinsk (poi Omsk, e dal 1921 Novonikolaevsk), che dichiara l'autorità sovietica su tutto il territorio della Siberia (la cui parte orientale è ancora occupata dai bianchi)
- 28 agosto - L'area attorno alla "Repubblica partigiana" Rudobel'skaja viene nuovamente aggirata e insaccata, stavolta dall'esercito polacco
- 28 agosto - La Čeka arresta a Mosca Nikolaj Nikolaevič Ščepkin, uomo di collegamento tra il cadetto "Centro Nazionale" e gli ex membri della social-rivoluzionaria "Unione di rinascita della Russia" - nei giorni seguenti con una serie di retate vengono arrestati i più eminenti esponenti del PSR ancora presenti nel territorio sovietico (tra cui la "Delegazione di Ufa" del gruppo "Narod")
- 29 agosto - Petljura da ovest e Denikin da est entrano contemporaneamente a Kiev - il Presidente del Sovnarkom ucraino Rakovskij dichiara sciolta la RSS ucraina e tutti i suoi organismi. Il 12 settembre Denikin ordina l'attacco verso Mosca
- 30 agosto - In seguito all'avanzata sovietica le bare dei dignitari di corte uccisi a Alapaevsk sono disseppellite e trasportate a Čita; il 5 maggio 1920 verranno inviate in Cina
- settembre - L'"Esercito di Novorossiisk e Crimea" confluisce nelle Forze Armate della Russia meridionale
- 1º settembre - Inizia l'operazione Tobol'sk: i bianchi di Diterichs il 14 ri-respingono i sovietici fino alla linea Tobol-Išim, dove il fronte si assesta fino al 2 ottobre
- 1º settembre - L'Armata Nera diventa "Esercito insurrezionale rivoluzionario d'Ucraina" (Uria)
- 2 settembre - L'Armata volontaria della Russia occidentale si stacca dall'esercito del nord-ovest di Judenič e diventa "Esercito volontario della Russia occidentale"
- 2-8 settembre - A Fastiv si svolge un grande pogrom ebraico da parte dei bianchi di Denikin
- 4 settembre - Grazie alla defezione delle armate di Petljura che avendo preso Kiev il 29 agosto dopo una furiosa battaglia coi sovietici sospende le ostilità coi bianchi di Denikin e gli lascia campo libero, le Forze armate della Russia meridionale entrano a Kiev, ed il 10 a Kozelec' nell'Oblast' di Černihiv
- 4-11 settembre - Il Movimento Nazionale Turco svolge il Congresso di Sivas per stabilire il destino dell'Impero ottomano dopo il fallimento il 7 agosto di quello di Erzurum; di fronte all'ulteriore fallimento, il suo comitato centrale elegge a proprio presidente Mustafa Kemal ed agisce da direttivo nazionale del movimento di resistenza nazionale; nello stesso tempo giunge a Costantinopoli la Commissione Harbord
- 5 settembre - Giustiziato dalla Čeka Aleksandr Grigor'evič Bulygin ex ministro dell'interno zarista nel 1905
- 10 settembre - Il Trattato di Saint-Germain stabilisce la ripartizione dell'ex Impero austro-ungarico, in parte suggellando lo statu quo e in parte stabilendo nuove modifiche da attuarsi - sono negate all'Italia Fiume, Valona, ed il protettorato sull'Albania contrattate il 20 agosto col governo albanese
- 11 settembre - I cosacchi del Don di Mamontov nell'incursione iniziata il 10 agosto prendono Voronež, per soli 2 giorni
- 12 settembre -  "Impresa di Fiume": sdegnati dal Trattato di Saint-Germain ("vittoria mutilata"), miliziani italiani guidati da Gabriele D'Annunzio occupano la città di Fiume e istituiscono la Reggenza italiana del Carnaro, esacerbando la rivalità etnica che sfocia il 23 nei "fatti di Traù" - il 13 novembre D'Annunzio occuperà Zara con la Legione di Zara - il 18 dicembre a Fiume si terrà un plebiscito in favore dell'Italia
- 12 settembre - Adolf Hitler viene infiltrato dai servizi segreti tedeschi nel Partito Tedesco dei Lavoratori
- 13 settembre - In prossimità dei monti Mugodžary (Regione di Aqtöbe, nell'Autonomia di Alash) l'Armata Rossa del fronte uralico (generale Frunze) si congiunge all'Armata Rossa della RSS Turkestan, aprendo così finalmente la via terrestre e ferroviaria tra Russia e Turkestan bolscevico che era interrotta dal 1918; il 21 l'esercito dei cosacchi di Orenburg di Dutov (sotto attacco ad Aqtöbe dal 14 agosto) subisce una pesante sconfitta dall'Armata Rossa di Frunze (che il 2 settembre ha preso Aqtöbe) e si ritira a Kökşetaw
- 14 settembre - Viene ufficialmente chiusa l'ambasciata americana in Russia (lo sarà fino al 1933; dal 25 luglio 1918 ha avuto sede ad Arcangelo, ma l'ambasciatore David R. Francis è già assente dal 7 novembre 1918)
- 14-15 settembre - Estonia, Lituania, Lettonia, Finlandia si consultano in un convegno a Tallinn riguardo alle recenti offerte di pace giunte dalla RSFS russa - il 25 ottobre le prime 3 si mostreranno disponibili
- 16 settembre - A causa del recente voltafaccia dei machnovisti, l'anarchica ucraina Marija Nikiforova è giustiziata a Sebastopoli dai bianchi
- 17 settembre - In Ucraina le Forze armate della Russia meridionale prendono Sumy, Obojan', Staryj Oskol; a Baštanka in seguito ad un'alleanza siglata il 16 a Žmerynka tra Petljura e Machno contro Denikin, inizia una rivolta ucraina indipendentista durata fino al 18 novembre
- 18 settembre - Termina la sovietica "spedizione Aunus" in Carelia senza che siano stati ottenuti tutti i risultati auspicati, se non quello di far evacuare le missioni internazionali
- 19 settembre -  I musulmani del Caucaso settentrionale orfani da maggio della Repubblica delle Montagne del Caucaso Settentrionale occupata dai bianchi si arroccano a Vedeno creando l'Emirato del Caucaso Settentrionale condotto dall'emiro Uzun Haji Khair Khan sotto il protettorato del Califfo dell'emiro musulmana sua Maestà il sultano della Sublime porta Mohammed Vahhiddina VI tramite il suo Gran Visir Inaluk Arsanukaev
- 20 settembre - L'"Esercito insurrezionale rivoluzionario" di Machno si allea brevemente con la Repubblica Popolare Ucraina
- 21 settembre - L'Esercito territoriale del Baltico viene sciolto; gli irregolari tedeschi ancora presenti il 3 ottobre vengono incorporati in una "legione tedesca" aggregata in Lituania all'Esercito volontario della Russia occidentale
- 22 settembre - Le Forze armate della Russia meridionale prendono Kursk e il 24 Fatež e Ryl'sk e così si avvicinano pericolosamente a Mosca
- 23 settembre - A Mosca sono giustiziati dalla Čeka 67 membri del "Centro Nazionale" identificati in seguito all'arresto di Ščepkin del 28 agosto - per rappresaglia il 25 avviene un attacco terroristico alla sede del PC russo a Mosca ("Esplosione in Leontief")
- 26 settembre - In Romania cade il governo di Brătianu
- 26 settembre - La retroguardia dei bianchi di Denikin sconfitta a Uman' dall'"Esercito insurrezionale rivoluzionario d'Ucraina" di Machno, che nel corso di ottobre occupa gran parte del sud dell'Ucraina, chiamato "Territorio libero", nella parte posteriore del Denikin esercito bianco: Berdjans'k, Juzivka, il 5 Aleksandrovsk (Zaporižžja), il 14 Mariupol', il 28 Ekaterinoslav, e si dirige verso Taganrog; anche l'intero territorio della Repubblica Socialista Sovietica Ucraina è occupato dalle altre forze in campo
- 28 settembre - Grazie all'appoggio di una flotta anglo-francese giunta nel paese secondo gli accordi del 26 agosto, l'esercito estone ricaccia i sovietici oltre i confini che avevano appena valicato, e, dopo aver preso Luga il 5 ottobre, dall'11 col supporto delle truppe di Judenič, li insegue fino a Pietrogrado, che viene raggiunta il 19
- ottobre - Sun Yat-sen avvia la riorganizzazione del Kuomintang, ora non più clandestino
- 2 ottobre - In Siberia l'Armata Rossa varca nuovamente la linea Tobol-Išim sulla quale i bianchi erano riusciti a ri-respingerli dal 14 settembre; i bianchi, sconfitti, si ritirano disordinatamente verso Omsk, mentre i sovietici fanno una "pausa operativa" fino al 14 dopodiché riprendono l'avanzata verso Tobol'sk e Petropavlovsk - i reparti bianchi guidati da Boris Konstantinovič Fortunatov (ex membro del Komuč) invece si dirigono verso sud-ovest per unirsi all'esercito cosacco dell'Ural, che raggiungono a novembre, con l'intenzione di raggiungere poi via mare le forze di Denikin oltre il Caspio
- 5 ottobre - Brjansk liberata dal breve assedio bianco
- 5 ottobre - La Bulgaria deve cedere la Tracia occidentale al Regno di Grecia - cade il governo del Primo ministro Teodor Teodorov (del Partito Popolare Bulgaro, in carica dal 28 novembre 1918) sostituito ad interim dal socialista Stambolijski
- 6 ottobre - Le Forze armate della Russia meridionale prendono Voronež
- 6 ottobre - Gli ultimi britannici lasciano Murmansk, ed il 13 Arcangelo (bilancio finale per loro: 327 morti) - dopo un ultimo invio di residuati bellici a Denikin, interrompono anche l'invio di aiuti a tutti i bianchi
- 8 ottobre - Si ripetono i fatti "del 16 aprile": dalla Lituania l'Esercito volontario della Russia occidentale entra in Lettonia e prende Riga in un tentativo di colpo di Stato anti-indipendentista, stavolta però filo-russo; gli estoni che avanzavano verso Pietrogrado ora devono nuovamente indietreggiare per recarsi a contrastare i golpisti in Lettonia
- 8 ottobre - Hugo Haase (successore di Eisner a capo dell'USPD) è vittima di un attentato
- 9 ottobre - In Rutenia iniziano disguidi tra i filo-russi di Beskid e i filo-ucraini di Vološin
- 9 ottobre – La vecchia sede del POSDR(b) a Pietrogrado (casa Kšesinskaja) viene convertita nel Museo statale della Rivoluzione Socialista di Ottobre
- 10 ottobre - Si svolge il plebiscito della Carinzia: il risultato assegna all'Austria la sovranità sulle zone contese
- 10 ottobre - Mentre imperversa un'epidemia di tifo, inizia la controffensiva di Petljura contro le armate bianche di Denikin; il 12 le Forze armate della Russia meridionale prendono Černigov, il 13 Orël (300 km da Mosca) e si dirigono verso Tula; il governo di Mosca si prepara ad evacuare a Vologda
- 10 ottobre - Riforma agraria in Estonia
- 10 ottobre - Il Consiglio supremo di guerra alleato istituisce il blocco economico della RSFS russa - in virtù del sostegno diplomatico finora ricevuto da essa, la Germania rifiuta di aderire nonostante la contrarietà di Rathenau, e ripristina le relazioni bilaterali tra Germania e Russia
- 10 ottobre - La marina dannunziana sequestra il piroscafo italiano "Persia" con un carico d'armi destinato in Russia ai bianchi
- 11 ottobre - Riprendono i colloqui tra RSFS russa e Polonia sulla questione dei confini
- 13 ottobre - Battaglia di Voronež ("operazione Voronež-Kastornoe", fino al 16 novembre): le Forze armate della Russia meridionale a sud-est di Mosca sono respinte dai sovietici, che il 24 prendono Voronež
- 14 ottobre - L'atamano Annenkov completa la soppressione della rivolta contadina nel Semireč'e (rivolta Čerkasy) iniziata a giugno 1918 - la linea del fronte con la RSS Turkestan si attua su Ak-Ichke, Gavrilovka, Sarybulak (Regione di Oš), Ascensione
- 16 ottobre - Hitler parla per la prima volta ad una manifestazione del DAP
- 16-29 ottobre - Il Movimento Nazionale Turco emette il Protocollo di Amasya con le loro proposte sul destino dell'Impero ottomano dopo il fallimento l'11 settembre del congresso di Sivas; nel corso di novembre il Movimento Nazionale Turco si sposta ad Angora dove intende stabilire un governo ed un parlamento indipendenti (essendo Costantinopoli sotto occupazione straniera) per i quali il 22 si svolgono le elezioni generali nell'Impero ottomano del 1919 alle quali vi partecipa un solo partito, l'"Associazione per la difesa dei diritti dell'Anatolia e della Rumelia" (coalizione di gruppi nazionalisti locali protestanti contro l'occupazione straniera della Turchia), che ottiene il 100% dei voti: nasce il Kemalismo
- 17 ottobre - Trockij a Pietrogrado
- 18 ottobre - Fondata a Londra la sovietica Moscow Narodny Bank Limited
- 18 ottobre - Battaglia di Tula ("Operazione Orlovsko-Kromskom", fino all'11 novembre): le Forze armate della Russia meridionale a sud di Mosca sono respinte dai sovietici, che col supporto determinante di unità lettoni e di mercenari cinesi il 20 riprendono Orël (tenuta quindi dai bianchi per soli 7 giorni): inizia la controffensiva sovietica verso l'Ucraina contro i bianchi; la cavalleria di Semën Michajlovič Budënnyj sconfigge quella di Mamontov ed il 24 prende Voronež (occupata dai bianchi dal 6, quindi per soli 18 giorni) e il 29 varca il Don. Approfittando dell'assenza dei quali nelle aree a nord del mar di Azov viene rifondato il Territorio Libero degli anarchici di Machno che con azioni di guerriglia nelle retrovie favorisce l'avanzata sovietica; in novembre la controffensiva continua con l'"Operazione Liski-Bobrovskaja" - Rakovskij rifonda la RSS ucraina, della quale è nuovamente Presidente del Sovnarkom
- 19 ottobre - Gli eserciti mercenari della Posnania di Dowbor-Musnicki e di Haller vengono incorporati nell'esercito polacco
- 19 ottobre - Kolčak abolisce il governo provvisorio della Regione del Nord ormai sgomberata dalla missione internazionale e assegna a Miller (già comandante generale dal 10 settembre) dittatoriali poteri
- 19-22 ottobre - Battaglia di Pietrogrado: l'esercito del Nord-Ovest dopo che il 12 ha sfondato il fronte sovietico a Jamburg e il 15 ha preso Pskov e il 20 Carskoe Selo, giunge alla periferia di Pietrogrado, pur privato del vanamente auspicato appoggio finlandese (per il rifiuto di Kolčak di ratificarne l'indipendenza) ed estone (ora impegnati verso sud contro l'Esercito volontario della Russia occidentale per reprimere il suo tentato golpe iniziato l'8), giunge alle porte di Pietrogrado, ma gli assedianti non riescono a prevalere e il 22 davanti al contrattacco sovietico le truppe dell'esercito del Nord-Ovest di Judenič devono ritirarsi in Estonia
- 21 ottobre - In seguito al Trattato di Saint-Germain la Repubblica Austrogermanica si ritira dai territori scorporatigli (Slesia austriaca e Sudeti, che vanno alla Cecoslovacchia, eccetto la parte occupata dalla Polonia) e nasce la Prima repubblica austriaca (la sua Costituzione sarà promulgata il 1 ottobre 1920): Re Carlo è ufficialmente esautorato, e così il reggente d'Ungheria Giuseppe Augusto d'Asburgo-Lorena
- 22 ottobre - Polonia e Lituania riconoscono la Lettonia
- 22 ottobre - Nella Fergana tentativo dei basmachi di Madamin Akhmetbekov ("Madamina Bek") di stabilire un governo jadidista col sostegno della ribellione dell'esercito contadino, come Stato di Katta Ergash
- 26 ottobre - Terminata l'emergenza, in Russia viene abolito il crudele decreto del 24 gennaio sulla "decosacchizzazione"
- fine ottobre - Il gruppo "Narod" del PSR cambia nome in "Minoranza del Partito Socialista-Rivoluzionario" (MPSR) e forma un suo "Ufficio Centrale Organizzativo" (Burevoy, Volskij, Dashevskij, Liberman, e Smirnov - mentre Rakitnikov, Černenkov, Svyatitskij si trovano agli arresti da fine agosto)
- fine ottobre - Per non guastare i colloqui di pace in corso dall'11 con la RSFS russa, l'esercito polacco schierato presso Mozyr rimane neutrale nello scontro tra i reparti di Denikin e l'Armata Rossa, mandando all'aria i piani di Denikin

3-11 novembre 1919: i lettoni attaccano l'Esercito volontario della Russia occidentale che costringono a ritirarsi in Lituania

- novembre - I romeni iniziano a ritirarsi travolti dalla controffensiva della nuova Ungheria anti-comunista; dopo 3 mesi di occupazione romena (durante i quali essi l'hanno sistematicamente saccheggiata causando l'ira del plenipotenziario locale dell'Intesa Jan Smuts), il 16 l'ammiraglio Horthy entra trionfalmente a Budapest
- novembre - Rivolta anti-giapponese a Vladivostok
- novembre - In seguito all'accordo sovietico-cinese del 25 luglio, la Cina (generale Xu Shuzheng agli ordini del presidente Duan Qirui) nel corso del mese invade la Mongolia (khanato indipendente dalla Cina dal 1911 e protettorato russo dal 1914), che il 17 rinuncia alla sua indipendenza ed alla protezione russa
- novembre - A Gomel si tiene una conferenza dei bolscevichi "federalisti" ossia contrari all'unificazione dei partiti comunisti nazionali a quello russo decretata a marzo
- 1º novembre - La guarnigione britannica lascia Vladivostok; Knox partirà il 26 dicembre
- 1º novembre - In Cilicia i francesi entrano a Maraş scontrandosi coi turchi
- 1º novembre - Nel Territorio Libero di Aleksandrovsk è proclamata la Federazione del Lavoro del Sud Ucraina da il Congresso dei contadini, operai e insorti Deputati come una federazione di vari livello "soviet liberi" sotto la protezione delle forze di Machno; nel corso del mese la maggior parte del Territorio libero è conquistato dall'esercito di Denikin: il 21 ottobre Mariupol', il 7 novembre Aleksandrovsk, e l'8 dicembre Ekaterinoslav
- 3 novembre - Tobol'sk e Petropavlovsk prese dall'Armata Rossa che ora punta sulla capitale bianca Omsk
- 3-11 novembre - L'esercito lettone, sostenuto dagli estoni e dalla marina britannica, lancia il contrattacco su Riga contro l'Esercito volontario della Russia occidentale, e lo sconfigge riprendendo Riga; l'Esercito volontario della Russia occidentale inizia ad evacuare in Lituania; secondo molti autori questa sconsiderata (e forse artatamente dolosa) azione da parte dei mercenari filo-tedeschi è stata responsabile del fallimento dell'attacco di Judenič su Pietrogrado
- 4 novembre - Dopo la sconfitta a Pietrogrado, le navi britanniche abbandonano il golfo di Finlandia: termina la campagna britannica nel mar Baltico e le truppe dell'esercito del Nord-Ovest di Judenič devono essere evacuate dall'Estonia con loro. Il 6 Churchill ammette la sconfitta dei bianchi e si scaglia contro i sovietici definendoli "iene rognose". Il 5 dicembre il governo Nord-occidentale annuncia lo scioglimento della Regione
- 7 novembre - Negli USA in risposta agli attentati anarchici statunitensi del 1919 vengono attuati i "raid di Palmer" contro i simpatizzanti della Russia comunista; in questo contesto inizia la carriera di J. Edgar Hoover
- 7 novembre - Černigov presa dall'Armata Rossa con l'operazione iniziata il 18 ottobre insinuandosi in profondità in mezzo ai fronti bianco e polacco
- 7 novembre - La fragile indipendenza della Repubblica Popolare del Kuban' di Filimonov è schiacciata dalle Forze armate della Russia meridionale che vi ripristinano il potere dello Stato della Russia meridionale
- 11 novembre - Si svolge il primo Remembrance Day
- 11 novembre - In Russia è nazionalizzata la telefonia
- 13 novembre - Kolčak lascia Omsk per Irkutsk (dove il 12 ha preso il potere un gruppo facente riferimento al PSR, chiamato "centro politico"); il 14 l'Armata Rossa entra a Omsk, e avanza velocemente verso est spingendo i bianchi in fuga in quella che sarà poi nota come "grande marcia nel ghiaccio siberiano"
- 15 novembre - L'Armata Rossa in Ucraina prende Kastornoe dopo un assedio iniziato il 31 ottobre, determinando il rischio di insaccamento per cui per evitarlo i bianchi devono ritirarsi a Kursk e abbandonare anche questa il 17, segnando ineluttabilmente la sconfitta dell'operazione di Denikin su Mosca in contemporanea a quella di Kolčak in Siberia e poco dopo quella di Judenič (che il 14 è stato ricacciato sulle posizioni da cui era partito il suo attacco il 12 ottobre) a Pietrogrado: la grave minaccia a Pietrogrado, Mosca, al Volga, e agli Urali viene sventata dalla controffensiva dell'Armata Rossa che da questo momento ricaccia definitivamente l'Esercito Russo bianco in tutte le direzioni - Se il pericolo bianco è sventato, con esso è sventato anche il ritorno degli odiati pomeščiki, di conseguenza anche i contadini delle aree orientali prima più prossime al fronte che finora avevano identificato i sovietici come il male minore (e che ora rimane l'unico) iniziano a rivoltarsi ad essi - PSR e menscevichi, ora così divenuti inutili ai bolscevichi, ricominciano ad essere perseguitati
- 15 novembre - Sotto l'attacco di Denikin il governo ucraino in accordo con i polacchi viene evacuato da Kam"janec'-Podil's'kyj a Proskurov; a fine mese raggiunto dai bianchi il confine polacco-ucraino, l'esercito della Repubblica Nazionale dell'Ucraina Occidentale (già annessa interamente dalla Polonia) confluisce ("accordi Zjatkovskim") nelle Forze armate della Russia meridionale
- 17 novembre - A Vladivostok tentato colpo di Stato di Gajda (Legione Ceca) e di Vologodskij e Krakoveckij contro Kolčak; il 22 Viktor Pepeljaev sostituisce Vologodskij come presidente del consiglio dello Stato russo; pochi giorni dopo Diterichs si dimette da capo dell'esercito e va in esilio ad Harbin (il posto resta vacante ma il comando dell'esercito lo assume in effetti Kappel')
- 18 novembre - In seguito al referendum del 10 ottobre la Carinzia è posta sotto l'amministrazione austriaca e il 22 si dichiara parte della Repubblica austriaca
- 19 novembre - In seguito alla grave carenza di carbone (discussa in una seduta del Politburo l'8 e in una lettera di Lenin "Combattere la crisi del carburante" pubblicata sulla Pravda il 13) causata dal fatto che ormai i minatori non vengono più pagati da tempo e perciò hanno abbandonato il lavoro, il "Consiglio della difesa, dei lavoratori, e dei contadini" emana il Decreto "Su natura, lavoro e servizio animale": tutti i cittadini abili sono tenuti al servizio obbligatorio per l'approvvigionamento, il carico e lo scarico del carbone; nel corso delle settimane seguenti tramite diverse campagne propagandistiche (ciò che in seguito verrà chiamato "stacanovismo") che mobilitano l'intera popolazione, viene colmata la sua carenza
- 19 novembre - Nikolaj Petrovič Ščerbakov diventa atamano e governatore militare del Semireč'e
- 20 novembre - Ust'-Tarka presa dall'Armata Rossa
- 22 novembre - L'Esercito volontario della Russia occidentale in Lituania è sconfitto dall'esercito lituano nei pressi di Radviliškis; il 23 la Lettonia dichiara ufficialmente guerra alla Germania, ed il 28 li respinge definitivamente in Lituania, da dove, dopo che il 2 dicembre l'Esercito volontario della Russia occidentale è dichiarato sciolto, gli ultimi superstiti verranno definitivamente spinti in Germania il 15 dicembre, ed anche il filo-tedesco "Governo della Russia occidentale" abolito
- 22 novembre - I cosacchi di Dutov abbandonano Kökşetaw dirigendosi ad est intraprendendo la Marcia della fame
- 23 novembre - I governi di Armenia e Azerbaigian firmano una tregua, ma i ribelli continuano a combattersi
- 26 novembre - I britannici abbandonano Damasco cedendola ai francesi (che però non ne prendono possesso)
- 26 novembre - Nella RSFS russa emesso un decreto sull'eradicazione dell'analfabetismo (le scuole sono statalizzate dal 30 maggio 1918)
- 27 novembre - L'Armata Rossa riprende Kursk
- 27 novembre - Trattato di Neuilly sui confini della Bulgaria: conferma il trasferimento della Tracia occidentale alla Grecia, e la restituzione della Macedonia allo stato che ha sostituito il Regno di Serbia cioè il "Regno dei Serbi, Croati e Sloveni" (Jugoslavia); la regione della Dobrugia Meridionale ritorna alla Romania (che si era già ripresa quella settentrionale nell'ottobre 1918); l'Organizzazione Rivoluzionaria Interna Macedone chiede vanamente l'unificazione della Macedonia alla Bulgaria
- 28 novembre - Viene definita legalmente la militarizzazione del lavoro (sistema già utilizzato dal 28 giugno 1918 ma finora non legalmente definito); malgrado il neologismo "infelice" coniato per definirla, si tratta di un inevitabile complemento del sistema distributivo del razionamento: abolita la moneta e perciò non potendo esistere salari in denaro, l'assegnazione delle rispettive mansioni e la loro ricompensa deve avvenire necessariamente mediante suddivisione equa "a ciascuno secondo le sue necessità, da ciascuno secondo le sue possibilità" di ciò che è necessario e/o disponibile, tramite furiere, come appunto avviene nell'esercito (aprendo la strada a quell'ampio ricorso al mercato nero che sarà definito "seconda economia dell'Unione Sovietica") - finora sulla base del "Decreto sul controllo operaio" del 27 novembre 1917 il ruolo di "furiere" nelle assunzioni è stato delegato al "Consiglio centrale panrusso dei sindacati" guidato da Michail Tomskij. Dal lato della distribuzione invece, dal 21 novembre 1918 è stato interamente affidato al Narkomprod (prima a vari organismi commerciali anche privati)
- dicembre - I sovietici prendono il potere a Jakutsk
- 1º dicembre - L'Armata Rossa prende Alaş-qala (che torna a chiamarsi Semipalatinsk), il 10 Barnaul e Ust'-Kamenogorsk, e il 13 Karkaraly (Regione di Qaraǧandy), Akmolinsk, fino alla steppa di Kulunda, tagliando così fuori dal fronte siberiano i cosacchi di Dutov in marcia nella steppa della fame, che quindi si dirigono verso il Semireč'e dell'atamano Annenkov; il 10 l'Autonomia di Alash passa dalla neutralità (dopo aver abbandonato il campo bianco in aprile) all'alleanza con i sovietici dietro promessa di mantenimento dell'autonomia; il 20 riconosce la RSFS russa; nel paese inizia la guerra civile tra sostenitori delle due parti, e i filo-sovietici attaccano la marcia della fame
- 2-4 dicembre - VIII Conferenza del Partito Comunista Russo (bolscevico) - dopo che gli iscritti sono passati dai 150.000 di settembre (scesi dopo aver raggiunto già i 350.000 a marzo) nuovamente a 350.000, su iniziativa di Zinov'ev vengono stabilite regole e doveri morali più severi per l'accettazione dell'iscrizione al partito, con lo scopo di evitare iscrizioni per interesse personale - a questo scopo la Stasova (di nuovo a capo della segreteria dopo la morte di Sverdlov a marzo) viene sostituita con Krestinskij (fino a marzo 1921, poi sostituito con Molotov)
- 3 dicembre - Si verifica la rovinosa caduta del rublo siberiano: il ministro delle finanze Gojer è sostituito con l'avido Pavel Afanas'evič Buryškin. Essa indica la definitiva perdita di fiducia internazionale su una possibile vittoria dei bianchi
- 4 dicembre - L'esercito ucraino collassa, i reparti residui si uniscono all'Armata Nera (che tra dicembre e gennaio passa dai precedenti 10.000 a 50.000 uomini) nella guerriglia contro Denikin ("Repubblica Paškovskaja"); il 5 Petljura si reca in esilio a Varsavia
- 5-9 dicembre - VII Congresso panrusso dei Soviet - vi partecipa anche Fëdor Dan come delegato dei menscevichi, mentre per il MPSR Volskij e Burevoy invitano a riforme in senso democratico

- 8 dicembre - Nell'ambito della guerra sovietico-polacca, il congresso di Parigi propone la Linea Curzon come frontiera tra Polonia e RSFS russa; entrambi i contendenti rifiutano
- 9 dicembre - Vrangel' critica l'operato di Denikin
- 12 dicembre - Nell'Altaj l'anarchico finora filo-bolscevico Grigorij Fëdorovič Rogov dopo aver ripudiato il 6 i bolscevichi, partendo dalla sua base a Žulanicha inizia a compiere massacri inauditi a Kuzneck e Čerepanovo, ed il 21 a Ščeglovsk e Topki dove si scontra coi bianchi di Kolčak, e respinto, il 29 viene arrestato dai bolscevichi, ma poi liberato a febbraio 1920
- 12 dicembre - L'Armata Rossa prende Charkiv e il 16 Kiev dopo una furiosa battaglia iniziata il 10; l'11 viene ripristinata l'autorità territoriale della RSS Ucraina
- 15 dicembre - Si interrompono i colloqui tra RSFS russa e Polonia avviati l'11 ottobre sulla questione dei confini (sconfitti i bianchi è scemato l'interesse sovietico ad accordi con la Polonia)
- 18-31 dicembre - Operazione Donbass: la controffensiva sovietica in Ucraina e la guerriglia anarchica nelle retrovie ricaccia in Crimea, a Odessa, e sul Don le Forze armate della Russia meridionale; il 20 l'Armata Rossa cattura Kremenčuk, il 27 Luhans'k, il 28 Bachmut, il 29 Debal'ceve, il 30 Horlivka, ed il 4 gennaio Juzivka (l'odierna Donec'k) (tuttavia non riescono a penetrare in Crimea cui dal 27 la difesa è affidata al generale Jakov Aleksandrovič Slaščëv); il 30 viene abolito il comando generale delle forze armate della Russia meridionale e sostituito dal Governatorato del comandante in capo delle forze armate della Russia meridionale che in gennaio si ritira all'interno della regione del Don sotto il comando del generale Kutepov; la sconfitta di Denikin determina la rinascita della Repubblica Popolare del Kuban' sotto il nuovo atamano Nikolaj Andrianovič Bukretov dopo la breve parentesi "in esilio" di Nikolaj Mitrofanovič Uspenskij
- 20 dicembre - In Siberia l'Armata Rossa prende Novonikolaevsk e il 22 Tomsk
- 21 dicembre - A Čeremchovo scoppia la rivolta contro Kolčak (che è da tempo tenuto fermo in un treno a Nižneudinsk dai cechi) T- il 23 ha luogo un colpo di Stato anti-Kolčak a Krasnojarsk, a seguito del quale il generale Zinevič trasferisce il potere al Comitato di pubblica sicurezza, facente riferimento al Centro politico (egemonizzato dal PSR e di fatto erede del Komuč). Il suo Esercito popolare rivoluzionario (comandato ora dal capitano di stato maggiore Kalashnikov) dal 24 assedia Irkutsk, che viene presa il 5 gennaio
- 22 dicembre - Negli Stati Uniti 249 americani sospettati di simpatizzare con i bolscevichi sono messi sulla nave a vapore Buford ed inviati in Russia
- 29 dicembre - La RSFS russa riconosce ufficialmente l'annessione della Bessarabia alla Romania pacificandosi quindi con essa; il 1º gennaio 1920 il parlamento romeno può così ufficializzarne l'annessione
- 31 dicembre - Gli ultimi britannici lasciano il Caucaso imbarcandosi a Batumi
- 31 dicembre - I resti dei cosacchi di Orenburg della Marcia della fame (per metà morti durante la marcia) giungono nel Semireč'e a Sergiopol', accolti freddamente (essendo per il 90% malati di tifo) dall'atamano Annenkov e Ščerbakov

## 1920
Stati nel mondo

La ritirata di Kolčak

- gennaio - Inizia la depressione del 1920-1921
- gennaio - Si apre la Conferenza degli Ambasciatori finalizzata a far rispettare i trattati di pace e mediare le varie contese territoriali ancora aperte tra gli Stati europei
- gennaio - Esce a cura di Fëdor Vinberg e Alfred Rosenberg (entrambi ebrei tedeschi del Baltico esuli dalla Russia) la 1ª edizione in lingua tedesca dei protocolli dei savi di Sion
- gennaio - Da una scissione nel Partito socialdemocratico ucraino nasce il Partito comunista ucraino (UKP), indipendentista, in opposizione a quello ufficiale bolscevico unionista - dal 25 febbraio al 5 luglio forma assieme al PSR ucraino un "blocco rivoluzionario sovietico" congiunto volto a creare una repubblica sovietica ucraina indipendente - l'UKP sarà poi sciolto nel 1925
- 3 gennaio - Dopo aver concordato un'alleanza contro i sovietici il 30 dicembre 1919, Lettonia e Polonia attaccano i sovietici ancora presenti in Letgallia e prendono Daugavpils (Dünaburg); il 7 il governo della RSS Lituana (che finora aveva sempre avuto qui sede) si sposta a Vilnius, mentre il 13 la RSS Lettone di Stučka è abolita
- 3 gennaio - I sovietici chiedono un armistizio all'Estonia
- 3 gennaio - Vinnycja è presa dall'Armata Rossa; dall'11 i sovietici riprendono ad avanzare verso Odessa
- 3 gennaio - L'intera Siberia a nord dell'Autonomia di Alash fino all'Altaj è sotto controllo sovietico; in seguito alla promessa di autonomia i sovietici dichiarano abolite le vecchie oblast' dell'Asia centrale
- 4 gennaio - Kolčak si dimette da dittatore dello Stato russo, conferendo la carica, oramai simbolica, a Denikin (suo vicario nel fronte sud dal 17 giugno 1919, segnando quindi il passaggio ormai in secondo piano del fronte siberiano) e consegnando il comando delle rimanenti truppe situate a est all'atamano Semënov; analogamente Viktor Pepeljaev cede la sua carica di presidente del Consiglio dei Ministri del Governo dello Stato russo a Aleksandr Krivošein come Presidente del Consiglio dei Ministri del Governo della Russia meridionale - il 5 Irkutsk cade in mano al Centro politico (egemonizzato dal PSR e di fatto erede del Komuč)
- 5 gennaio - Con l'"operazione Ural-Guryev" il fronte rosso del Turkestan sconfigge l'esercito dell'Ural (costituito principalmente dai cosacchi dell'Ural ai quali da novembre si sono uniti i reparti di Fortunatov in ritirata dalla regione del fiume Tobol) a Guryev, il quale (15.000 persone con le famiglie al seguito) parte per la "marcia della morte" (o "marcia del ghiaccio nel deserto") verso la costa orientale del Mar Caspio verso Fort Aleksandrovsk, guidati da Vladimir Sergeevič Tolstov (che il 20 dicembre 1919 si è dimesso dalle funzioni di atamano e ha trasferito tale funzione al "Comitato per la salvezza dell'esercito cosacco dell'Ural", rimanendo però al comando dell'"esercito dell'Ural"), con l'intenzione di raggiungervi poi via mare le forze di Denikin oltre il Caspio. Solo in 2.000 raggiungeranno Fort Aleksandrovsk, a febbraio
- 6-7 gennaio - Sfondamento del fronte del Caucaso: varcato il Don inizia la campagna del generale dell'Armata Rossa Tuchačevskij per eliminare le ultime forze bianche di Denikin e Kutepov - sul Don, Taganrog e Novočerkassk prese definitivamente dall'Armata Rossa, il 10 stessa sorte per Rostov; l'8 Caricyn ripresa dall'Armata Rossa, ponendo fine alla lunga battaglia; l'Armata dei Volontari sconfitta sul Don si separa dalle Forze armate della Russia meridionale e si unisce ai resti dell'Armata Cosacca "di Krasnov" (affidata dall'autunno 1919 a Maj-Maevski dopo Vrangel') sconfitta a Caricyn formando l'"Armata del Don" sotto il comando del generale Kutepov nel tentativo di fermare l'avanzata dei sovietici ormai affacciati al Kuban'. In Ucraina il 9 Aleksandrovsk finalmente perso da Machno (è stato brevemente ri-occupato dalla fine di dicembre 1919 tra la partenza dell'esercito e di arrivo di Denikin l'Armata Rossa). Il 17 nel Territorio Libero i sovietici prendono Kryvyj Rih e Apostolove, il 24 Elisavetgrad, e il 25 Uman', dopodiché l'intero Territorio Libero degli anarchici ucraini è conquistato dall'Armata Rossa, che nei 3 mesi seguenti tenta vanamente di penetrare in Crimea
- 7 gennaio - In Siberia con un'operazione avviata il 3 e dopo una rivolta iniziata il 4 preparata dai bolscevichi locali, l'Armata Rossa sotto il comando di Genrich Christoforovič Ėjche prende Krasnojarsk (da fine dicembre amministrata dal Centro politico, erede del Komuč)
- 10 gennaio - A Ginevra si tiene la prima riunione (mentre a novembre terrà la sua prima assemblea) della Società delle Nazioni (l'avvenimento è identificato come Fine ufficiale della prima guerra mondiale): si ratifica il Trattato di Versailles, in base al quale le istituzioni polacche devono prendere il controllo di piccole parti di territorio concesso alla Polonia in Posnania e Pomerania, ma che permangono ancora in mano tedesca (Toruń), e della Prussia occidentale (Corridoio polacco, creato il 28 giugno 1919); la Polonia ne prende possesso tra 17 gennaio e 8 marzo.  Salomonicamente per non assegnarla (per il momento) a nessuno dei due contendenti (abitata da tedeschi ma precedentemente assegnata alla Polonia come suo porto) crea la Città Libera di Danzica; la Lituania minore deve essere ceduta dalla Polonia alla Lituania. Il 13 a Berlino una rivolta per protestare contro il Trattato di Versailles è repressa nel sangue. Il 21 si chiude la Conferenza di pace di Parigi
- 10 gennaio - Si consolida lo scisma della Chiesa hussita cecoslovacca nella Chiesa cattolica boema emerso dopo il discorso filo-tedesco di Benedetto XV del 1º agosto 1917
- 12 gennaio - Si riunisce per la prima volta il nuovo parlamento dell'Impero ottomano eletto il 22 ottobre 1919
- 14 gennaio - Kolčak giunge a Irkutsk (dove dal 5 comanda il centro politico erede del Komuč), dove è tratto in arresto dai cechi e per ripicca il 16 consegnato al "centro politico" su ordine del generale francese Janin
- 14 gennaio - I bianchi in ritirata oltrepassano Kansk dove vi sono al potere i comunisti locali; il 19 giungono a Zamzor nel Nižneudinskij rajon
- 16 gennaio - Semënov crea il Governo del confine orientale russo affidato al cadetto Sergej Afanas'evič Taskin: i bianchi nell'estremo oriente sono da ora quindi divisi in due fazioni rivali: a ovest i Semënovcij dell'indipendentista filo-giapponese Semënov, e a est i Kappelevcij unionisti panrussi di Sergej Rozanov fedeli a Kappel' e a Krivošein
- 16 gennaio - Con la "Risoluzione di Cannes" il Consiglio supremo di guerra alleato abolisce il blocco economico della RSFS russa istituito il 10 ottobre 1919, ma viene mantenuto per la Germania che ha rifiutato fin dall'inizio di applicarlo, e da maggio dopo aver legalizzato il commercio privato con la RSFS russa inizia a commerciare con la triangolazione dalla Svezia, nonostante la contrarietà di Rathenau - i singoli paesi dell'Intesa si dichiarano disposti a commerciare con le cooperative sovietiche (commercio privato non esiste) ma non col suo governo, palesando così totale ignoranza sul funzionamento del sistema comunista. In seguito a ciò il 27 le cooperative sono poste sotto il controllo del Sovnarkom tramite l'ente apposito Centrsojuz diretto da Leonid Krasin, "cavallo di Troia" del Vneštorg per permettere il commercio estero senza abolire il monopolio di stato - di fatto in questo modo la RSFS russa riprende così a commerciare col resto del mondo
- 16 gennaio - L'esercito polacco attua un superficiale tentativo di entrare nella sacca della "Repubblica partigiana" Rudobel'skaja, ma di fronte alla sua resistenza rinuncia
- 17 gennaio - L'Esercito contadino di Fergana viene sconfitto dai sovietici del Turkestan e sciolto; lo Stato di Katta Ergash della "Madamina Bek" sopravvive fino al 6 marzo per poi arroccarsi sui contrafforti del Pamir dove crea il 3 maggio la Repubblica islamica indipendente del Turkestan Turco (soppressa nel dicembre 1922)
- 18 gennaio - Nella RSFS russa viene nuovamente abolita la pena di morte. In previsione di ciò, il giorno precedente la Čeka fucila 500 persone che ne erano in attesa. Il 4 maggio verrà ripristinata
- 20 gennaio - Irkutsk consegnata al "Comitato militare rivoluzionario" del bolscevico Aleksandr Širjamov dal consiglio comunale (nel quale il menscevico "centro politico" che deteneva il potere ora si scioglie); i bianchi in ritirata raggiungono Nižneudinsk
- 21 gennaio - Anarchici ucraini dell'estremo oriente sotto il comando di Jakov Trjapicyn assediano Nikolaevsk sull'Amur, nella quale entrano il 28 febbraio con il permesso giapponese
- 21-31 gennaio - Il congresso nazionale albanese riunito a Lushnjë conferma l'indipendenza dell'Albania e nomina capitale Tirana
- 24 gennaio - A Sebastopoli i bolscevichi del locale comitato militare rivoluzionario sono arrestati e fucilati dai bianchi
- 24 gennaio - Le avanguardie dei bianchi comandati da Kappel' tentano di riprendere Irkutsk per liberare Kolčak, ma sono sconfitti, ed il 26 Kappel' muore; il comando delle truppe va a Sergej Vojcechovskij che il 29 ordina il ritiro; il 1º febbraio il resto dei bianchi in ritirata giungono a Čeremchovo
- 25 gennaio - A Bičura (Bičurskij rajon) viene creato il Comitato esecutivo centrale dei Soviet della regione del Bajkal
- 26 gennaio - Elezioni in Ungheria, boicottate dai partiti di sinistra mentre nel paese imperversa il terrore bianco, partito nazionale dei piccoli proprietari terrieri e dei lavoratori agricoli e partito dell'Unione Nazionale Cristiana si dividono alla pari quasi la totalità dei voti
- 28 gennaio - A Costantinopoli il parlamento turco emette una dichiarazione di indipendenza
- 29 gennaio - Nel nord Caucaso Stavropol' presa dall'Armata Rossa; la Georgia rifiuta di fornire l'appoggio contro i bianchi chiesto dai sovietici. Con l'arrivo dei sovietici nell'Ossezia settentrionale, in quella meridionale (già secessionista dalla Georgia e rioccupata da questa da ottobre 1918) riprende la guerra georgiano-osseta; il 23 marzo l'Ossezia meridionale si proclama Repubblica sovietica
- 30 gennaio - Sulla base di un decreto del 27 agosto 1919 in Russia dalla nazionalizzazione e unificazione degli studi cinematografici esistenti (tra i quali il già nazionalizzato dal 30 aprile 1918 Akvarium) viene creata la statale Mosfil'm
- 31 gennaio - Con un'azione i sovietici locali prendono il controllo di Vladivostok e del Territorio marittimo creando il Consiglio regionale del Primorsky Zemstvo; i bianchi di Rozanov fuggono in Giappone; lungo la ferrovia dell'Ussuri da Grodekovo a Razdolnoe, permangono tuttavia ancora i resti degli eserciti anti-sovietici divisi però in due fazioni rivali tra loro: l'esercito di Kolčak (Kappelevcij) a est e le formazioni di Ataman Semёnov (Semënovcij o Grodekovcij, il 20 febbraio chiamate "Esercito dell'estremo oriente") a ovest
- 1º febbraio - Concordato un armistizio tra Lettonia e RSFS russa
- 2 febbraio - Pace di Tartu tra Estonia e RSFS russa, che instaurano l'avvio di relazioni bilaterali (rappresenta il primo riconoscimento internazionale ufficiale della RSFS russa se si eccettuano quelli dei dissolti Imperi centrali); i resti dell'esercito del Nord-Ovest di Judenič ancora presenti in Estonia sono inviati nei campi di concentramento
- 3 febbraio - Nell'ambito della militarizzazione del lavoro viene fondato il "Comitato nazionale per il servizio generale del lavoro" (Glavkomtrud), con lo scopo di assegnare le mansioni non specializzate, per cui assume il ruolo (finora svolto dai sindacati dei lavoratori) di "ufficio di collocamento" statale (anche il VSNČ dovrà rivolgersi ad esso per ottenere nuovo personale per le aziende sue sottoposte) - sotto tale ruolo viene a cozzare con quello rivestito finora dai sindacati con l'autogestione dei lavoratori, nel cui ruolo il nuovo organismo aspira a sostituirli in toto prendendo in carico anche le mansioni specializzate, cosa che svuoterebbe i sindacati dell'unico effettivo loro ruolo nel sistema sovietico, da cui nasce una polemica tra governo e sindacati che travaglierà la vita politica sovietica d'ora in avanti - il Glavkomtrud inizia ad operare dal 20 maggio
- 3 febbraio - Viene creato il Gochran per la gestione di oro e pietre preziose confiscati
- 4 febbraio - La Cecoslovacchia prende possesso della parte di Slesia prussiana detta regione di Hlučín assegnatagli dalla conferenza di Parigi
- 4 febbraio - Tra Tatarstan orientale e Baškortostan occidentale inizia una rivolta ("rivolta di picche e forconi") dei contadini contro le requisizioni annonarie del crudele commissariato del popolo per l'alimentazione, vengono linciati gli esattori; repressa dalla Čeka a metà marzo
- 6 febbraio - Nella Transcaspia l'Armata Rossa entra a Krasnovodsk, il Governo transcaspiano e la guarnigione (Armata del Turkestan) delle Forze Armate della Russia meridionale fuggono via mare a Derbent, l'intera Transcaspia è definitivamente sovietica
- 6 febbraio - Dopo aver preso Cherson, Nikolaev, e Voznesensk, ed il 3 Ol'viopol' e Očakiv, l'Armata Rossa entra a Odessa; i bianchi che non sono riusciti ad evacuare via mare sono assiepati lungo il confine romeno dal 24 gennaio dopo essersi visti rifiutare il 30 l'asilo dalla Romania (che ha dal 29 dicembre 1919 ricevuto l'assenso sovietico al possesso della Bessarabia), divisi in due sacche dalla cattura sovietica di Tiraspol; quelli tra Tiraspol e Starі Fari (gruppo Bredow) potendo dirigersi verso nord lungo il confine il 12 si uniscono all'esercito polacco a Nova Ušycja nell'Oblast' di Chmel'nyc'kyj, mentre quelli tra Velykodolyns'ke e Ovidiopol' (gruppo Ovidiopol'skij) dopo essere stati respinti dai romeni con un aspro fuoco di artiglieria sul fiume Dnestr, vengono catturati dai sovietici (molti ufficiali optano per il suicidio) il 15 dopo la battaglia di Kandel e Selz nel distretto di Rozdilna; entro il 12 l'intera Transnistria è occupata dall'Armata Rossa ed annessa alla RSS ucraina
- 7 febbraio - Il "Commissariato del popolo per il controllo statale" della RSFS russa (creato nel luglio 1918 dal precedente organismo "Consiglio di controllo centrale" formato nel gennaio 1918 dall'unificazione dell'"università di contabilità e controllo" con le varie commissioni di controllo locali - organismi che furono diretti da Karl Ivanovič Lander fino al 25 marzo 1919, poi da Stalin, vera eminenza grigia organizzativa del governo di Lenin) diventa "Ispettorato dei lavoratori e dei contadini" o Rabkrin (il 24 Stalin viene confermato alla direzione anche di questo nuovo organismo), che estende i poteri del precedente organismo finalizzato alla valutazione del personale in tema di snellimento dell'apparato statale e produttivo con lo scopo ufficiale di ridurre burocratizzazione, inefficienze, e corruzione, in realtà epurando gli elementi anti-sovietici ed assegnando i posti-chiave ad elementi graditi al Politburo
- 7 febbraio - Sergej Petrovič Mel'gunov capo dell'opposizione legale ai bolscevichi a Mosca ("Centro Tattico", cellula moscovita dell'ex "Unione di rinascita della Russia" di Avksent'ev, confluita nel "Centro Nazionale" a novembre 1918) è arrestato dalla Čeka
- 7 febbraio - Con la fucilazione a Irkutsk dell'ammiraglio Kolčak e di Viktor Pepeljaev si sfalda il Governo provvisorio panrusso e termina ogni resistenza dei bianchi in Siberia; lo stesso giorno il governo sovietico firma la pace con la Legione Ceca (che disarma ed arresta le unità polacche, contrarie a tale accordo)
- 8 febbraio - In disaccordo con Denikin (nuovo presidente dello Stato russo dal 4 gennaio), il progressista Vrangel' va in esilio a Costantinopoli; l'Armata del Caucaso diventa Armata del Kuban', che poco dopo confluisce nelle Forze Armate della Russia meridionale; il 15 Battaglia di Kandel, una delle ultime battaglie della guerra civile nel fronte del Caucaso
- 11 febbraio - A seguito di scontri tra tedeschi e polacchi in Alta Slesia, viene inviato un contingente internazionale di cui fa parte anche un corpo di spedizione italiano

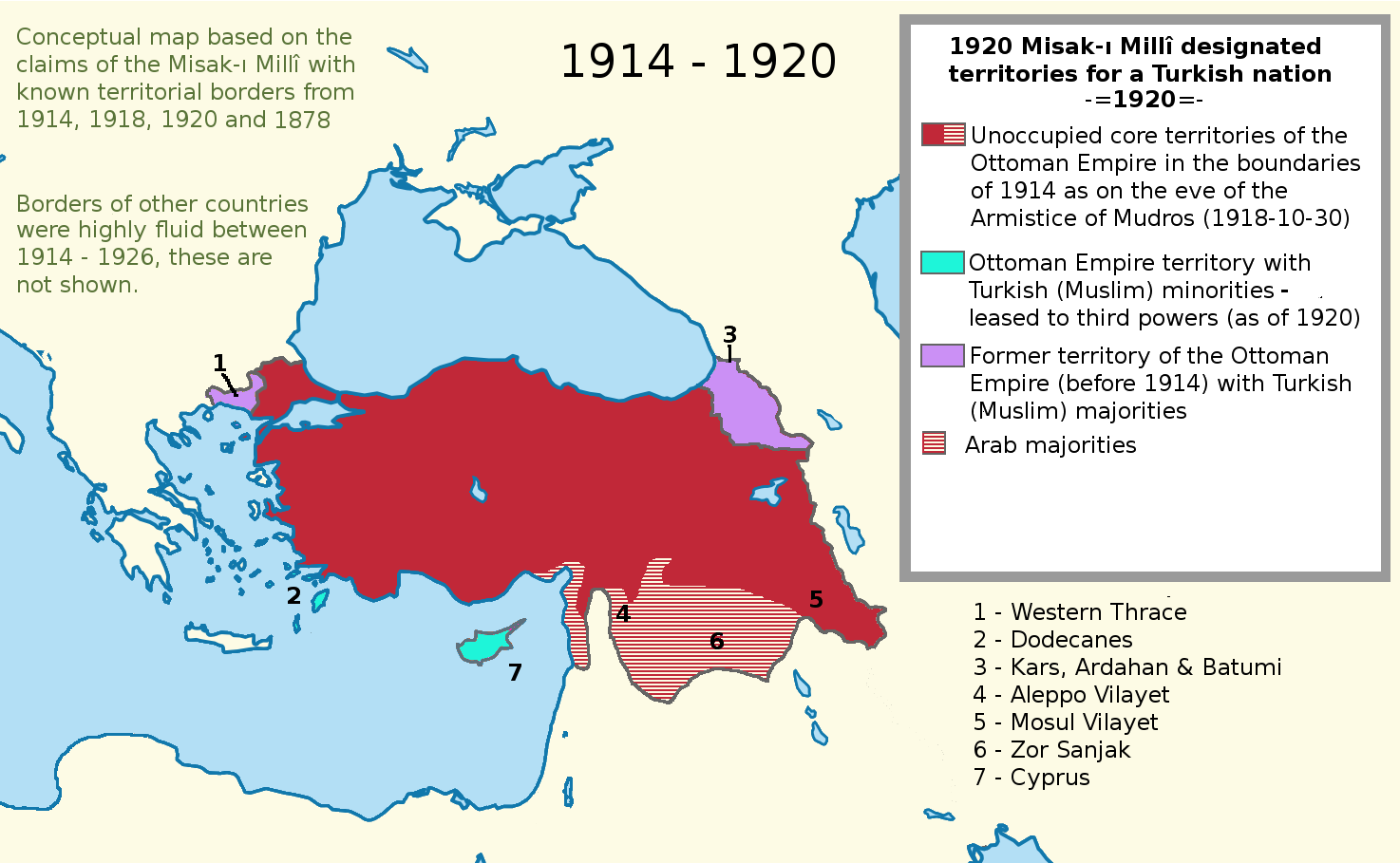
I confini della Repubblica di Turchia secondo il Patto Nazionale

- 11 febbraio - I francesi in Cilicia evacuano da Maraş (occupata a novembre 1919) dopo una battaglia iniziata il 21 gennaio (prima grande battaglia della guerra d'indipendenza turca) - nei giorni seguenti i turchi massacrano l'intera popolazione armena locale
- 12 febbraio - Il parlamento ottomano emette il Misak-ı Millî (patto nazionale o giuramento nazionale)
- 12-24 febbraio - Si svolge la I Conferenza di Londra per la spartizione dell'Impero Ottomano secondo l'accordo Sykes-Picot e la corrispondenza Husayn-MacMahon
- 13 febbraio - A seguito della sconfitta di Kolčak e l'evacuazione degli interventisti dal Priamur'e, l'atamano dei cosacchi dell'Ussuri Kalmikov fugge in Manciuria
- 14 febbraio - Dopo la rottura dei colloqui il 15 dicembre 1919, Lenin ordina la preparazione di un attacco definitivo alla Polonia (con la quale vige uno stato di guerra di fatto da novembre 1918) da sferrare alla fine di aprile
- 14 febbraio - I bianchi attraversano il Bajkal ghiacciato e raggiungono la Buriazia dove Semёnov gli manda incontro alcuni treni-ospedale

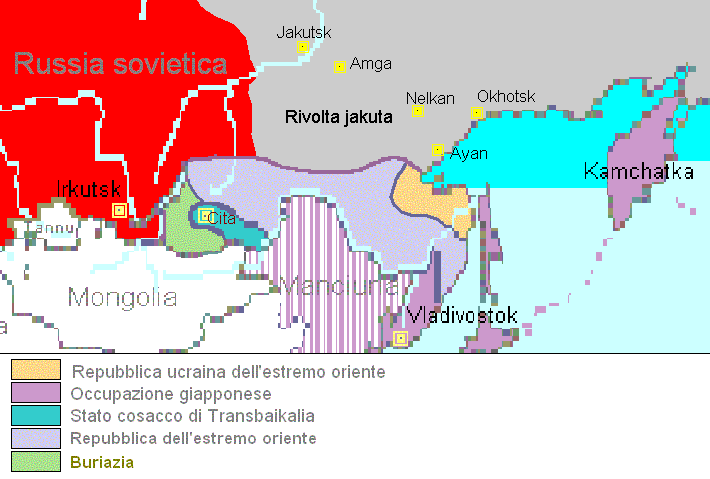
La situazione in estremo oriente nella primavera del 1920

- 18 febbraio - I sovietici locali prendono Troickosavsk sul confine mongolo
- 19 febbraio - La parte settentrionale della regione di Tuva (russa dal 1914, governata dai bolscevichi dal 15 luglio 1919; la parte meridionale è già occupata da cinesi e mongoli dall'autunno 1918) viene occupata dalla Cina
- 19 febbraio - Miller, assieme a un migliaio di altri militari e rifugiati civili, salpa dal porto di Arcangelo a bordo di navi rompighiaccio alla volta dell'esilio in paesi amici; il 21 l'Armata Rossa entra ad Arcangelo, il 13 marzo a Murmansk: la Regione del Nord è abolita così come il suo esercito
- 20 febbraio - Semënov rinomina le truppe lasciategli in eredità da Kolčak "Esercito dell'estremo oriente"
- 24 febbraio - A compimento del processo di avvicinamento tra estrema destra nazionalista ed estrema sinistra filo-bolscevica avviato nei paesi sconfitti come revanscista reazione "indipendentista", all'Hofbräuhaus di Monaco il Partito tedesco dei Lavoratori diventa Partito Nazionalsocialista Tedesco dei Lavoratori che prenderà il potere nel 1933 - il suo programma è vergato nel programma in 25 punti
- 24 febbraio - Sul mar Nero l'Armata Rossa prende Tuapse
- 25 febbraio-2 marzo - Nella regione del Don si svolge la battaglia di Egorlykskaja, la più grande di cavalleria in tutta la guerra civile (25.000 cavalli), tra Armata del Don e Armata Rossa; il 2 marzo Batajsk è presa dall'Armata Rossa
- 28 febbraio - Installazione della Regia agenzia politica del Regno d'Italia presso le repubbliche di Georgia, Azerbaigian e di Armenia; direttore: Melchiade Gabba (già comandante della missione militare italiana nel Caucaso)
- 29 febbraio - Emanata la Costituzione della Cecoslovacchia
- 1º marzo - Lenin ringrazia i cosacchi per il supporto ricevuto da quando sono passati al campo bolscevico
- 1º marzo - I romeni si ritirano dall'Ungheria ma conservano il Banato orientale, Satu Mare, Oradea Mare, e Arad (confine attuale); la Jugoslavia trattiene le posizioni da essa acquisite in Ungheria durante l'occupazione romena; l'Ungheria ritorna monarchia ma solo nominalmente: l'ammiraglio Horthy (da giugno 1919 Comandante supremo dell'esercito) viene nominato reggente al posto del (dal 24 novembre 1919) presidente ad interim Károly Huszár - lo rimarrà fino al 1944
- 2 marzo - A Verchneudinsk (Ulan-Udė) prendono il potere i comunisti locali
- 3 marzo - L'Armata Rossa avvia l'"operazione Kuban'-Novorossijsk"; l'11 si trova a soli 40-50 chilometri da Novorossijsk, dove da Costantinopoli arrivano navi britanniche che il 12 iniziano l'evacuazione dei bianchi dell'Armata del Don
- 5 marzo - La Cosacchia (Autonomia di Alash) è totalmente controllata dai cosacchi filo-sovietici (tuttavia mantiene ancora l'autonomia dalla Russia e dal Turkestan sovietici), che assieme a quelli del Turkestan ancora combattono contro i cosacchi di Annenkov nel Semireč'e. Anche nella Calmucchia tutti gli ulus sono occupati dai sovietici, e il potere sovietico è restaurato nella steppa
- 6 marzo - Le truppe polacche lanciano un'offensiva in Bielorussia, catturando Mazyr e Kalinkavičy; il 10 i sovietici iniziano a spostare soldati dal Caucaso al fronte polacco
- 7 marzo - L'Armata Rossa entra a Irkutsk (già governata da comunisti locali dal 20 gennaio), dopodiché l'avanzata iniziata a novembre 1919 che li ha portati a riconquistare la Siberia si arresta per timore di scontrarsi coi giapponesi
- 8 marzo - Il passaggio della Posnania dalla Germania alla Polonia diventa definitivo; termina così la sollevazione della Grande Polonia
- 12 marzo - La Repubblica di Lemko-Rusyn viene occupata dai polacchi
- 12-15 marzo - Scontri tra giapponesi e anarchici ucraini dell'estremo oriente a Nikolaevsk sull'Amur: dopo che l'esercito giapponese ha tentato di riprenderla, gli anarchici (entrati in città il 28 febbraio) massacrano spietatamente ogni giapponese che incontrano
- 13-17 marzo - Putsch di Kapp: militari tedeschi e freikorps che rifiutano la resa tedesca e il trattato di Versailles tentano un fallimentare colpo di Stato contro il governo di Weimar (che si rifugia temporaneamente a Stoccarda) - in virtù del corso sincretico nazionalbolscevico in atto in Germania ("accordo di Bielefeld") il KPD si mantiene neutrale, ma la reazione spontanea ed indipendente del proletariato istigato dall'SPD fa fallire il putsch - indebolito da questi eventi il 27 cade il governo di Bauer e va al governo Hermann Müller (SPD), mentre Gustav von Kahr (del partito popolare bavarese) diventa primo ministro della Baviera al posto di Johannes Hoffmann
- 14 marzo - I bianchi in ritirata giungono a Čita accolti dall'atamano Semënov, termina la "grande marcia nel ghiaccio siberiano"
- 16 marzo - Col consenso giapponese (dal 1905 la Manciuria è di fatto un protettorato giapponese) truppe cinesi al comando del maggiore Luo Bing occupano il quartier generale del comandante in capo russo bianco ad Harbin ed entro il 19 l'intera ferrovia Orientale Cinese (concessa dalla Cina all'Impero russo nel 1896 per 80 anni e finora gestita dai russi bianchi)
- 16 marzo - L'Armata Rossa prende Pjatigorsk, e il 17 da un lato Groznyj e dall'altro Ekaterinodar: la Rada del Kuban' è sciolta e con essa la Repubblica Popolare del Kuban'; e la sede del Governo provvisorio della Russia meridionale (che diventa Governo della Russia meridionale) è spostata prima a Novorossijsk e poi a Sebastopoli; in previsione della possibilità dell'arrivo dell'esercito polacco, in ciò che resta dello Stato della Russia meridionale nel Caucaso occidentale (ormai il solo circondario di Novorossijsk) inizia una guerra civile tra filo-polacchi e anti-polacchi; i primi scappano in Crimea, i secondi accolgono i sovietici; dopo essersi dimesso il 20 dal comando supremo delle Forze armate della Russia meridionale il 26 Denikin con quel che rimane delle armate bianche nel Kuban' opta per evacuare Novorossijsk e dirigersi in Crimea assieme al Presidente del governo della Russia meridionale Bogaevskij, unendosi ai reparti di Vrangel' (appena ritornato dal breve esilio) e di Kutepov ivi presenti; il 22 i sovietici entrano ad Abinsk e Majkop ed il 27 a Novorossijsk e Adler; con la presa di Novorossijsk termina la scomposta evacuazione dei bianchi dal porto ("disastro di Novorossijsk") e i cosacchi calmucchi rimasti sono massacrati dai sovietici, mentre i resti dell'Armata del Don fuggiti in Crimea si ri-fondono nelle Forze armate della Russia meridionale il 24 marzo
- 16 marzo - In seguito all'emissione dell'illegale "Patto Nazionale" del 12 febbraio e agli esiti della successiva loro I Conferenza di Londra le potenze occupanti chiudono il parlamento ottomano a Costantinopoli e prolungano indefinitamente i termini dell'occupazione degli stretti - in reazione il 19 il Movimento Nazionale Turco di Mustafa Kemal indice nuove elezioni e l'11 aprile i membri del parlamento di Costantinopoli lo dichiarano sciolto cedendo l'autorità alla prevista nuova assemblea da eleggere ad Angora. Contestualmente le forze locali anti-Intesa il 19 marzo proclamano l'indipendenza del Regno Arabo di Siria, che proclama l'unione ad esso anche della Mesopotamia, contravvenendo agli accordi segreti Sykes-Picot franco-britannici e al successivo accordo Faysal-Clemenceau - nel corso dei mesi seguenti la Mesopotamia sarà sconvolta da un'insurrezione nella quale i britannici irroreranno i curdi di gas asfissiante
- 19 marzo - Gli USA confermano il rifiuto di firmare il Trattato di Versailles e di aderire alla Società delle Nazioni
- 20 marzo - Per conto del governo italiano Nicola Bombacci e Angiolo Cabrini si incontrano a Copenaghen presso l'"Istituto della pace" di Parvus (divenuto nel frattempo l'organismo di collegamento clandestino tra Russia e resto del mondo) con Litvinov e Krasin per sondare la possibilità di instaurare relazioni commerciali con la Russia
- 21 marzo - L'Armata Rossa completa l'occupazione della Regione del Don e vi crea la regione Don della RSFS russa; il 16 aprile viene definito provvisoriamente il confine tra RSS ucraina e RSFS russa nella regione del Don ricreando la provincia Donec'k (creata il 14 febbraio 1919 staccandone il territorio dalla Repubblica del Don ma ripresa dai bianchi nel giugno) nella quale il 21-25 aprile si svolge il I Congresso del suo Soviet
- 24 marzo - L'ex capitale della Repubblica delle Montagne del Caucaso Settentrionale Vladikavkaz (occupata dai bianchi dal febbraio 1919) presa dall'Armata Rossa che ormai avanza incontrastata verso il Caspio; il 27 prende Bujnaksk, il 28 Chasavjurt, e il 30 Port Petrovsk (il presidio bianco evacua su navi verso Baku) e l'Emirato del Caucaso Settentrionale; il 7 aprile l'Armata Rossa in Daghestan raggiunge il confine sul mar Caspio con l'Azerbaigian: le ultime forze bianche (presenti in loco dal maggio 1919) sono così eliminate dal Caucaso settentrionale; l'8 aprile è creato l'Ufficio del Caucaso (Kavbjuro) incaricato di stabilirvi il dominio sovietico, affidato al fedelissimo di Stalin Ordžonikidze al quale il 17 marzo Lenin ha ordinato di preparare un'invasione dell'Azerbaigian (per cui il 20 febbraio è stato fondato il partito comunista dell'Azerbaigian) che sta già combattendo contro l'Armenia nel Nagorno-Karabakh, mentre i turchi occupano la Repubblica di Aras (Naxçıvan)
- 27 marzo - Stanisław Patek informa Georgij Vasil'evič Čičerin che la Polonia è pronta ad iniziare negoziati di pace con la RSFS russa, ed invia nei campi di concentramento i russi bianchi presenti nelle sue file; malgrado ciò, il 31 la Polonia sigla un'alleanza anti-sovietica con la Georgia
- 28 marzo - Le elezioni in Bulgaria confermano il socialista Stambolijski al governo col 38,6% della sua Unione Nazionale Agraria Bulgara
- 29 marzo-5 aprile - Si svolge il IX Congresso del Partito Comunista Russo (bolscevico) - esso sancisce il sistema della militarizzazione del lavoro affidata al Glavkomtrud, fortemente caldeggiata da Trockij (che il 10 marzo ha criticato le politiche annonarie) e Bucharin, contrastati in ciò dai sindacati dei lavoratori che vedono in ciò lo svuotamento dal loro residuo ruolo nel sistema sovietico - di fronte all'entusiasmo dell'assemblea per il nuovo organismo, il presidente del "Consiglio centrale panrusso dei sindacati" Tomskij rinuncia a pronunciare il suo discorso
- 30 marzo - In seguito alla prospettiva di un imminente accordo tra giapponesi e sovietici (cui hanno già ceduto Verchneudinsk), l'esercito dell'Estremo Oriente di Semënov lascia Čita e si piazza sulla linea Nerčinsk-Sretensk da dove in seguito ferma l'avanzata dell'Armata Rossa fino a luglio
- primavera - Scoppia a Novo-Nikolaevsk un'epidemia di tifo e colera: la popolazione della città passa in breve da 130.000 persone a 67.000. Il governo crea la Commissione straordinaria per la lotta al tifo ("Ceka-Tif")
- aprile - In Germania dalla scissione dell'ala sinistra del KPD (sorta al congresso di Heidelberg del 20-23 ottobre 1919) contraria all'alleanza coi nazisti nasce il Partito Comunista Operaio di Germania (KAPD) dopo che il 24 marzo vi è stato il disarmo della Armata Rossa Ruhr (formata dalla frangia che va ora a formare il KAPD), nel quale entreranno molti ex-freikorps (questa peculiare forma di alleanza "nazional-bolscevica" tra estrema sinistra ed estrema destra anti-nazista è rappresentata esemplarmente dalla figura di Josef Römer)
- 1º aprile - La Repubblica di Uhtua (Carelia) è occupata dai sovietici
- 3 aprile - Inizia la vittoriosa offensiva sovietica in Ucraina contro polacco-ucraini e bianchi che viene fermata solo il 25
- 4 aprile - Viene dichiarato sciolto lo Stato russo che era stato creato nel settembre 1918, atto che formalizza la sconfitta generale dei bianchi e la vittoria definitiva dei sovietici in Russia. L'11 Vrangel' da Costantinopoli torna in Crimea appoggiato dalla Francia, si nomina Presidente del Governo della Russia meridionale e prende il posto di Denikin (che va in esilio) al comando delle sue Forze armate; il 14 il Governo della Russia meridionale si installa a Feodosia, e come primo atto in relazione allo scioglimento dello Stato russo riconosce l'indipendenza e stabilisce relazioni con Ucraina, Georgia, e Polonia, ripudia lo zarismo ed instaura un governo democratico (nella speranza di attirarsi le simpatie del PSR, di Machno, e di Petljura) idealizzando il progetto di un governo pan-russo bianco in esilio permanente sito in Crimea (sul tipo di quello che sarà Taiwan nel 1949 per la Cina) col riconoscimento de facto del governo di Lenin come legittimo governo della Russia

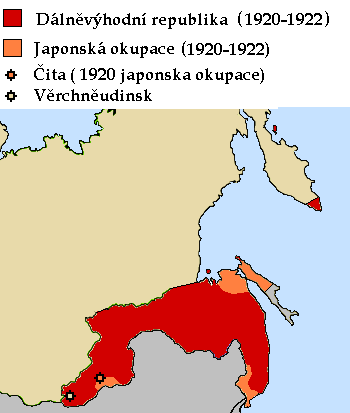
Repubblica dell'Estremo oriente, con in colore chiaro le sacche bianche

- 4 aprile - Dopo che l'1 il contingente americano ha abbandonato Vladivostok, in Estremo Oriente siglato un armistizio tra i sovietici locali ed il Giappone: Vladivostok torna sotto il controllo giapponese;  in conseguenza di ciò il 6 a Verchneudinsk su iniziativa dei comunisti locali, viene fondata la Repubblica dell'Estremo Oriente, filo-sovietica ma formalmente indipendente dalla RSFS russa e separata territorialmente da essa dalla persistente presenza militare giapponese lungo le sponde del Bajkal; comandante dell'esercito è Vasilij Georgievič Boldyrev; è riconosciuta dal Giappone l'11 maggio e dalla RSFS russa il 14 maggio
- 4-5 aprile - Per vendicare i fatti del 12-15 marzo con una rivolta a sorpresa i giapponesi attaccano gli anarchici ucraini dell'estremo oriente a Nikolaevsk sull'Amur e combattono contro i bolscevichi a Chabarovsk. Il 22 occupano anche la parte settentrionale di Sachalin
- 5 aprile - La Flottiglia militare Volga-Caspio conquista la base navale bianca di Fort Aleksandrovskij: di fronte all'impossibilità sopraggiunta di raggiungere via mare le forze di Denikin oltre il Caspio (solo alcuni vi sono già riusciti, tra i quali Fortunatov il quale però appena giunto è passato dalla parte dei rossi di Budënnyj), i resti dell'"esercito dell'Ural" di Tolstov (giunti a febbraio al forte) partono ora in direzione di Krasnovodsk, che, trovando già occupata dai rossi, oltrepassano fortunosamente, intenzionati a recarsi in Persia (dove sono presenti i britannici)
- 6 aprile - Chabarovsk ripresa dai bianchi - il giorno precedente i bolscevichi hanno fatto saltare il Ponte di Chabarovsk sulla ferrovia transiberiana (sarà ripristinato il 22 marzo 1925)
- 11 aprile - In seguito all'armistizio sovietico-giapponese del 4 l'Atamano Semënov fonda presso i confini con la Mongolia e la Manciuria (ove la giapponese Armata del Kwantung supporta la Cricca del Fengtian di Zhang Zuolin) lo Stato cosacco di Transbajkalia, che con i restaurati (dopo le annessioni di Kolčak del 1919) Stati-satellite di Buriazia-Mongolia di Dashi Sampilon e Repubblica Ucraina dell'Estremo Oriente di Boris Rostislavovič Chreščatickij e Jurij Kos'myč Hluško, la regione della Jacuzia di G. Ėfimov, e alcune sacche isolate, restano gli ultimi territori non ancora divenuti sovietici in estremo oriente; il 17 viene firmato un accordo russo-giapponese che stabilisce una "zona neutra" tra i due consistente praticamente dalle acque in disgelo del Bajkal fino allo sfocio nell'Amur del fiume Šilka, tuttavia il 24 maggio i negoziati tra giapponesi e sovietici vengono interrotti a causa della persistenza del sostegno giapponese a Semënov e dell'incidente di Nikolaevsk sull'Amur
- 14 aprile - Il "Consiglio della difesa, dei lavoratori, e dei contadini" (istituito il 30 novembre 1918) viene rinominato in "Consiglio del lavoro e della difesa" (STO)
- 16 aprile - In previsione del Trattato del Trianon i tedeschi del Banato chiedono invano al Consiglio degli Ambasciatori che i territori ex-ungheresi occupati da Jugoslavia e Romania nella regione vengano riuniti e resi indipendenti come Repubblica di Banatia
- 16 aprile - Elezioni in Lituania - vince il Partito dei Democratici Cristiani di Lituania col 35% dei voti. Il 15 maggio il Partito Democratico Lituano (nato nel 1902) si scioglie
- 17 aprile - In Lettonia elezioni per l'Assemblea Costituente: boicottate dai comunisti, vince il menscevico Partito lettone dei lavoratori socialdemocratici col 38,8%. Il 1 maggio a Riga è inaugurata dal suo presidente Jānis Čakste l'Assemblea Costituente della Lettonia - il Governo provvisorio del Consiglio del Popolo della Lettonia (che governava il paese dal 17 novembre 1918) si scioglie
- 18 aprile - Elezioni in Cecoslovacchia, viene eletto il suo parlamento - vince il Partito Socialdemocratico Cecoslovacco di Antonín Němec) - il 27 maggio è confermato presidente Tomáš Masaryk (già presidente provvisorio dal 14 novembre 1918) col 67% dei voti (lo sarà fino al 1935)
- 18 aprile - Dopo mesi di scaramucce iniziate il 14 febbraio 1919 iniziano ora le vere ostilità nella guerra sovietico-polacca: anticipando il previsto imminente attacco sovietico i polacchi varcano nuovamente il confine ucraino ed il 1º maggio entrano a Vinnycja; il 21 Polonia e Ucraina (che si trova ora quasi tutta occupata dai russi sovietici) stipulano il Trattato di Varsavia per un attacco congiunto sul fronte ucraino: la Polonia garantisce l'indipendenza dell'Ucraina ex russa, e Petljura riconosce alla Polonia il possesso della Galizia ex austro-ungarica, confermando quindi il confine sul fiume Zbruč, e coinvolge l'esercito ucraino nella guerra sovietico-polacca. Secondo i piani del polacco Piłsudski dovrebbe rappresentare il primo passo verso la Międzymorze da lui bramata, mentre Stalin la definisce "3° campagna dell'Intesa" (dopo quelle dell'estate 1918 ed estate 1919)
- 19-26 aprile - Dopo che il 16 marzo le potenze occupanti hanno chiuso il parlamento ottomano (che l'11 aprile per protesta si è auto-dichiarato sciolto) a Costantinopoli e prolungato indefinitamente i termini dell'occupazione degli stretti, si svolge la Conferenza di Sanremo sulla spartizione dell'Impero ottomano, che conferma quanto stabilito nella I Conferenza di Londra del 12-24 febbraio, ma vi aggiunge le clausole della Dichiarazione Balfour (viene stabilito il Mandato britannico della Palestina); le risoluzioni sono accettate dal sultano Maometto VI ma rifiutate dai gruppi nazionalistici del "Movimento Nazionale Turco" di Mustafa Kemal che accusano il sultano di arrendevolezza agli occupanti ed il 19 marzo hanno indetto nuove elezioni in seguito alle quali il 23 aprile ad Angora è inaugurata la Grande Assemblea Nazionale Turca che il 3 maggio elegge Mustafa Kemal primo ministro del Governo della Grande Assemblea Nazionale Turca: inizia la guerra civile turca tra i seguaci del Governo di Costantinopoli del sultano Maometto VI (Esercito del Califfo Süleyman Şefik Paşa creato il 18 aprile) e quelli del Governo di Angora di Mustafa Kemal (Armata della Grande Assemblea Nazionale Turca) - in seguito a questi eventi si intensifica la guerra franco-turca, e iniziano le offensive sovietiche verso i territori musulmani dell'ex Impero russo - la regione diventa il terreno di scontro su cui si confrontano le sopravvenute rivalità tra britannici e francesi (e secondariamente, anche statunitensi, russi, e italiani, a supporto di Kemal come i francesi, seppur ognuno per propri motivi differenti), i quali il 24 stipulano al proposito un accordo che estende al medio oriente il precedente (aprile 1919) Accordo petrolifero Long-Bérenger
- 25-27 aprile - I polacchi sconfiggono i sovietici nella battaglia di Koziatyn e avanzano vittoriosi in Ucraina con l'appoggio del governo della Repubblica Popolare di Petljura prendendo Korosten', Radomyšl', Ovruch e il 26 Žytomyr; il 28 raggiungono la linea Černobyl'-Koziatyn-Vinnycja-confine romeno; il 6 maggio sono a Cerkva
- 26 aprile -  Il Khanato di Khiva (cui il 9 aprile 1919 la RSFS russa aveva confermato l'indipendenza) diventa Repubblica Sovietica Popolare di Corasmia (abdicazione dell'ultimo Khan Muhammad Qurban "Junaid Khan" ed ingresso dell'Armata Rossa avvenuta il 2 febbraio e fondazione del Partito Comunista della Corasmia il 4 aprile ad opera di Alimdzhan Akchurin), alla quale il 13 settembre 1920 viene confermata l'autonomia; sarà rinominata Repubblica socialista sovietica di Corasmia dal 20 ottobre 1923; il Khan aderisce alla rivolta dei basmachi per poi recarsi in esilio in Persia nel luglio 1923
- 27 aprile -  Invasione sovietica dell'Azerbaigian: Baku presa dall'Armata Rossa con uno sbarco navale, nasce la Repubblica Socialista Sovietica Azera ed è sciolta la Repubblica Democratica Azera; il conteso Nagorno-Karabakh viene inizialmente assegnato all'Armenia, con approvazione del Kavbiuro il 3 luglio, ma recalcitrando il 5 su insistenza di Stalin e del presidente del Comitato rivoluzionario dell'Azerbaigian Nariman Narimanov, nonostante le proteste del Partito Comunista Armeno - per conto di Stalin Ordžonikidze inizia a preparare l'invasione dell'Armenia e della Georgia
- 28 aprile - Annenkov e Dutov con i resti dei loro cosacchi dal Semireč'e fuggono a Kul'dža in territorio cinese; il 7 febbraio 1921 Dutov sarà ucciso a Shuiding dalla Čeka
- 30 aprile - Istituita a Orenburg (capitale della RSSA Baschira) la sezione regionale del Kirghisistan (comprendente anche l'odierno Kazakistan) del Partito comunista del Turkestan - il 18 giugno 1921 è eletto il comitato centrale della sezione regionale del partito con presidente Muchamedchafij Murzagaliev (il Partito Comunista del Kazakistan sarà fondato solo nel 1937) - nell'aprile del 1922 verrà istituita la sezione del Kirghizistan (che nel 1924 si scinderà come Partito Comunista del Kirghizistan)
- maggio - Profilandosi un plebiscito sulla Slesia di Teschen, si inizia uno Stato di tensione tra Polonia e Cecoslovacchia
- 2-3 maggio - I sovietici avanzando in Abcasia settentrionale raggiungono i confini con la Repubblica Democratica della Georgia; il 3 a Soči e Tuapse gli ultimi cosacchi del Kuban' insaccati al confine si arrendono definitivamente; nel contempo avviene un tentativo di colpo di Stato ordito dal bolscevico Ordžonikidze e dal neonato Partito Comunista della Georgia, ed al confine osseto avvengono scontri tra georgiani e sovietici
- 4 maggio - Nella RSFS russa un decreto aumenta i poteri di governo locali (ormai totalmente in mano ai bolscevichi) a scapito dei Soviet (sostituisce lo statuto del 30 dicembre 1917)
- 4 maggio - In Germania fondato il Consiglio Economico Provvisorio del Reich - più convocato dal 29 giugno 1923, verrà abolito nel 1934
- 4 maggio - Nell'Altaj si ripetono i fatti di dicembre 1919: l'anarchico Rogov, liberato e tornato a Žulanicha a febbraio, ricomincia a compiere massacri inauditi, stavolta con epicentro Togul, finché il 3 luglio viene catturato e giustiziato dalla Čeka a Dmitro-Titovo
- 6 maggio - I sovietici attraversano il fiume Dnepr a nord di Ekaterinoslav e il 27 si concentrano a Uman'
- 7 maggio - Dopo gli eventi del 2-3 maggio la RSFS russa con il Trattato di Mosca riconosce l'indipendenza della Repubblica Democratica di Georgia; in virtù di ciò il 17 l'esercito georgiano può entrare in Ossezia meridionale (che si era dichiarata indipendente il 23 marzo come repubblica sovietica); rispettando la suddivisione stabilita il 24 maggio 1919 tra georgiani e russi bianchi, l'Abcasia settentrionale resta sovietica, quella meridionale georgiana
- 8 maggio - Kiev cade in mano polacca; Vrangel' partendo dalla Crimea avendo già preso Mariupol' in aprile, ne approfitta per un effimero tentativo di riconquista bianca in direzione di Mosca e prende nel corso di giugno Berdjans'k, Melitopol', e in luglio Očakov; l'11 le Forze armate della Russia meridionale vengono ridenominate "Esercito russo" (da non confondere con l'"Esercito Russo" di Kolčak del 1918-19)
- 10 maggio - Rivolta di maggio in Armenia: incoraggiati dall'invasione sovietica dell'Azerbaigian ed appena fallito il colpo di Stato in Georgia, è stavolta l'Armenia ad essere oggetto di un tentativo da parte dei bolscevichi armeni (il Partito Comunista Armeno, operando in segreto, è stato fondato a gennaio) iniziata ad Alessandropoli (ora Gyumri) dove viene proclamato uno stato sovietico estendendosi a Kars e Sarıkamış; viene soppresso dall'esercito armeno il 14, il partito comunista è bandito ed i suoi capi sono giustiziati
- 14 maggio - Sul fronte bielorusso comincia la controffensiva sovietica (il 28 entrano a Babrujsk)
- 16 maggio - A Krasnojarsk viene fucilata dai bolscevichi Marija Leont'evna Bočkarëva, fondatrice nel 1917 del battaglione femminile della morte
- 16 maggio - A Danzica si tengono le elezioni costituenti, nelle quali il Partito Popolare Nazionale Tedesco è primo con il 28% dei voti
- 16-20 maggio - Il IV Congresso panucraino dei Soviet si tiene a Charkiv
- 19 maggio - In Baschiria scoppia la rivolta condotta da Zeki Validov ("rivolta Burzjan-Tangaurovskoe") contro le politiche delle autorità centrali sovietiche appena introdotte nella regione che disattendono la precedente promessa di autonomia; durerà fino all'inizio del 1921
- 20 maggio - Krivošejn è nominato presidente del consiglio del Governo della Russia meridionale che era vacante dal 29 marzo dopo le dimissioni di Nikolaj Michajlovič Mel'nikov
- 21 maggio - La maggior parte della Carelia con Uhtua è presa dall'Armata Rossa; la capitale è spostata a Vuokkiniemi
- 23-31 maggio - I giapponesi attaccano nuovamente gli anarchici ucraini dell'estremo oriente a Nikolaevsk sull'Amur: la città è rasa al suolo dagli anarchici in fuga e la popolazione evacuata con loro a Kerbi (nel Rajon imeni Poliny Osipenko); ciò comporta l'interruzione delle trattative di tregua in corso a Gongota (dato che gli anarchici dichiarano di agire in nome dei sovietici e come tali sono identificati dai giapponesi)
- 25 maggio - Per conto del governo italiano un gruppo di comunisti italiani (tra i quali Nicola Bombacci, Amadeo Bordiga, Angelica Balabanoff) parte per la Russia; vi giungerà il 15 giugno
- 27 maggio - Fondata la Repubblica Socialista Sovietica Autonoma Tatara con capitale Kazan'
- 29-31 maggio - La vittoria polacco-ucraina nella battaglia di Volodarka consente la continuazione della loro fulminea avanzata verso est; il 2 giugno dopo la battaglia di Boryspil' quasi l'intera Ucraina è occupata brevemente dall'esercito polacco. Il pericolo fa risorgere il patriottismo russo, per cui molti PSR ed ex ufficiali dell'esercito zarista (tra i quali degno di nota è il generale Aleksej Alekseevič Brusilov), anche spinti da un'amnistia indetta per l'occasione da Lenin per chiunque avesse aderito al bolscevismo, si schierano da ora coi sovietici. Anche tra gli ucraini avviene lo stesso (tra i quali l'ex primo ministro Vynnyčenko, che però deluso dal successivo atteggiamento dei bolscevichi russi lascerà definitivamente il paese a settembre). Il 1º giugno una circolare della Čeka critica l'amnistia, mettendo in guardia su PSR, menscevichi, e sionisti del Bund. Dal 5-6 giugno il contrattacco dell'Armata Rossa ricaccia subito indietro i polacchi, che il 9 in ritirata da Kiev fanno saltare in aria il ponte Nicola e il ponte ferroviario Struve
- 31 maggio - Il comunista Marcel Cachin visita la Russia riportando al mondo irreali cronache entusiastiche
- 31 maggio - Il presidente del sovietico Centrsojuz Krasin arriva a Londra per avviare trattative commerciali col governo di Lloyd George - saranno interrotte a metà luglio (per via della guerra con la Polonia) per poi riprendere ad agosto - il 11 giugno il suo Commissariato del popolo ("per il commercio e industria") diventa "per il commercio estero" (l'industria passa sotto la gestione del VSNČ)
- giugno - Una spedizione scientifica inviata da Lenin per esplorare il territorio di cui è appena entrato in possesso, installa la propria base in quella che diventerà la città di Vorkuta, e vi scopre grandi risorse minerarie
- 1º giugno - La 5ª Divisione fucilieri polacca evacuata da Vladivostok giunge al porto di Danzica
- 2 giugno - I resti dell'"esercito dell'Ural" di Tolstov partiti da Fort Aleksandrovsk il 4 aprile raggiungono la città di Ramyan (Persia), dove la loro richiesta di unirsi ai reparti britannici viene rifiutata, venendo invece inviati in un campo per profughi russi nella città di Bassora (Mesopotamia) dove giungeranno a novembre, per poi essere trasferiti via mare a Vladivostok alla fine dell'estate del 1921 in base all'accordo vigente tra Vrangel' e i britannici, in base al quale tutti i profughi russi devono essere consegnati entro l'inizio del 1922 al più vicino porto russo non occupato dai rossi
- 4 giugno - Il Trattato del Trianon sancisce le clausole della pace per l'Ungheria e ne definisce i confini (confini odierni eccetto una piccola area che sarà ceduta alla Cecoslovacchia nel 1947 presso Bratislava) mettendo fine al turbolento periodo post-bellico del paese
- 4 giugno - Iniziano e perdurano fino al 3 settembre scontri tra italiani e indipendentisti albanesi a Valona (Guerra di Valona). Il 13 giugno Essad Pascià (ex primo ministro dell'Albania, filo-Intesa) è assassinato a Parigi da un indipendentista albanese. Il 15 giugno i francesi si ritirano dalla loro zona di occupazione in Albania (Coriza)
- 6 giugno - Si tengono le Elezioni federali tedesche del 1920, con un notevole ridimensionamento dell'SPD (21,7%) a favore di estrema sinistra e destra - termina il mandato di Müller (SPD), ed il 21 Cancelliere è Constantin Fehrenbach (Zentrum)
- 6 giugno - In supporto all'avanzata polacca, avviene uno sbarco di bianchi dalla Crimea in alcuni punti della costa settentrionale del mar d'Azov - a luglio ed agosto analoghi sbarchi nel Kuban'
- 8 giugno - In Carelia è fondata la Comunità dei lavoratori careliani
- 8 giugno - I sovietici osseti occupano Tskhinvali: la spedizione punitiva georgiana sotto il comando del colonnello Nikoloz Simonis dze Čcheidze dal 17 al 20 mette a ferro e fuoco la regione mettendo fine alla guerra georgiano-osseta

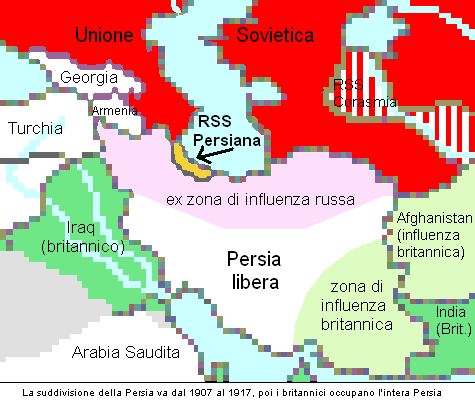
RSS persiana - dal 1917 i britannici occupano l'intera Persia

- 9 giugno -  Dopo l'invasione dell'Azerbaigian, raggiunto il confine in maggio i sovietici di Ordžonikidze al comando dell'ammiraglio Fëdor Raskol'nikov intendendo riprendere il possesso dei territori ivi persi dal 1917 effettuano uno sbarco navale in Persia a Bandar-e-Anzali (la piccola guarnigione britannica, impaurita, fugge ritirandosi a Menjil), città nella quale il 24 giugno il Partito della Giustizia (nato nel 1917 e che ha aderito alla Terza Internazionale nel 1919) viene rinominato in Partito Comunista Persiano da Haydar Khan e Amo-oghli, sulle rive del Mar Caspio nella Provincia di Gilan e vi fondano la Repubblica Socialista Sovietica Persiana ("Repubblica di Gilan", con capitale Rasht, limitata alla zona costiera persiana sul mar Caspio ma con l'intenzione di fare dell'intera Persia uno Stato comunista) con il sostegno del Movimento costituzionalista del Gilan del comunista Mirza Kouchek Khan Jangali e dei suoi insorti Jangali ("Movimento dei silvicoltori") - contemporaneamente anche l'Azerbaigian iraniano si rivolta contro il governo di Teheran e proclama l'indipendenza come "Azadistan" con Mohammad Khiabani
- 12-19 giugno - Rivolta anti-sovietica a Vernyj

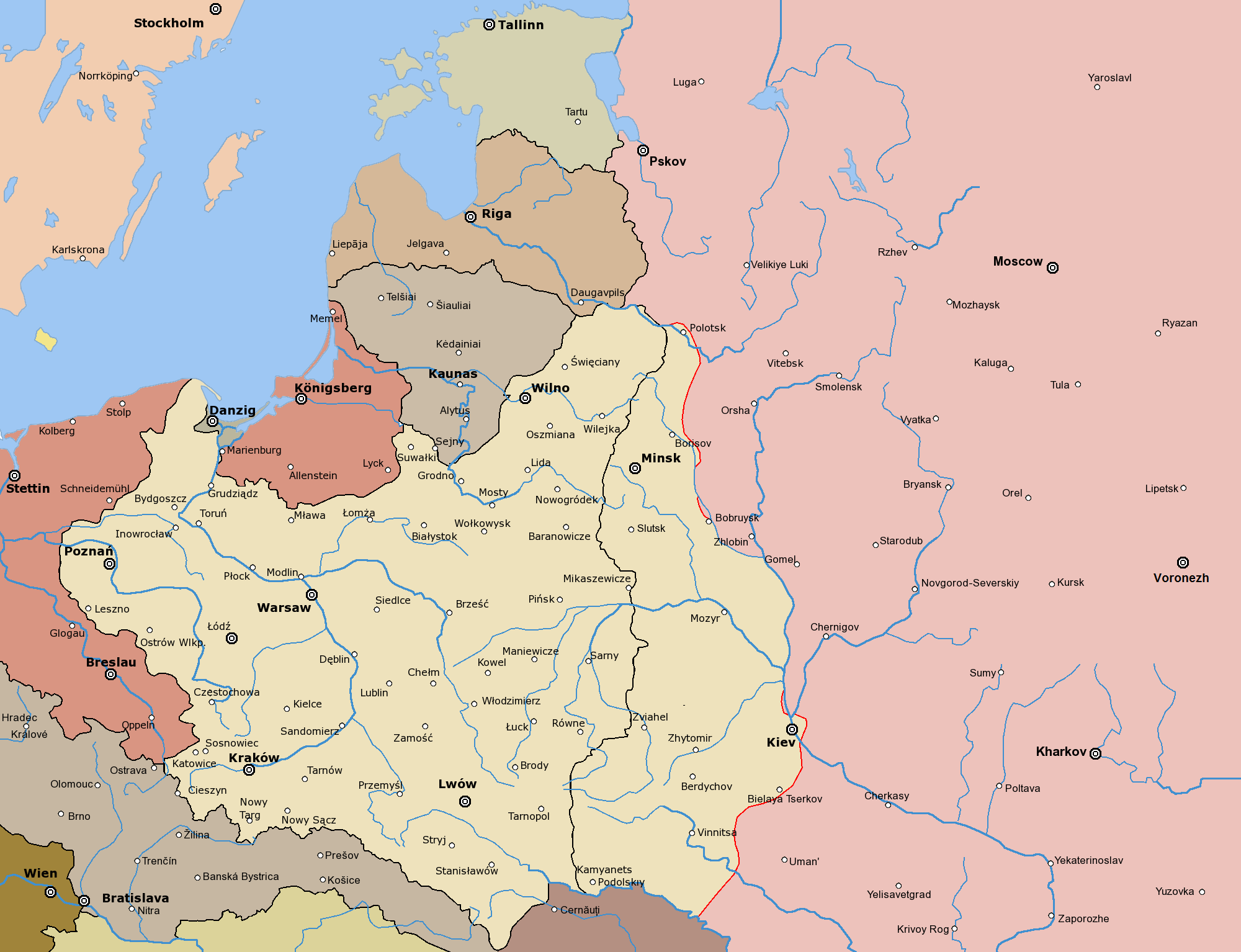
Giugno 1920

- 13 giugno - Kiev ripresa dall'Armata Rossa, definitivamente (per la martoriata città è il sedicesimo cambio di amministrazione in tre anni), e sua controffensiva verso Polonia e Crimea; il giorno seguente l'Armata Rossa prende la sede di Petljura, Zmerinka; Petljura si trasferisce prima a Proskurov e poi dal 21 a Kam"janec'-Podil's'kyj; il 19 Vinnycja ripresa dall'Armata Rossa
- 21 giugno - La Conferenza di Boulogne stabilisce l'entità dei danni di guerra, da far pagare ai tedeschi in 42 comode rate annuali
- 23 giugno - Aleksandr Aleksandrovič Červen-Vodali ex Ministro degli Affari Interni dello Stato Russo è giustiziato dai bolscevichi a Irkutsk
- 24 giugno - Fondata l'Oblast' autonoma ciuvascia della RSFSR
- 25 giugno - A Irkutsk fondato il Partito Rivoluzionario del Popolo Mongolo da Horloogijn Čojbalsan
- 2 luglio - I negoziati ad Aleur tra giapponesi e sovietici locali indicono una tregua nella zona della riva destra del fiume Šilka e il 10 per la riva sinistra con le riprese dei colloqui a Gongota; il 3 l'Alto Comando giapponese ha rilasciato una dichiarazione sull'evacuazione delle sue truppe dalla Transbajkalia
- 2-9 luglio - A Chilgir si tiene il I Congresso dei Soviet di tutti i calmucchi
- 4-20 luglio - Continua la controffensiva sovietica verso la Polonia: l'esercito polacco in Ucraina arretra di oltre 300 km; a nord il 7 l'Armata Rossa varca la Beresina, l'11 entra a Minsk e vi rifonda la RSS Bielorussa, alla quale viene annessa la sacca della "Repubblica partigiana" Rudobel'skaja (la successiva rinascita della "repubblica guerrigliera" sarà nel 1941) mentre l'esercito polacco ripiega entro la linea che raggiungeva nell'agosto 1919: a nord l'ex frontiera tra RSS lituano-bielorussa ed Ober Ost, e a sud la vecchia frontiera tra la Russia zarista e la Galizia austroungarica. Nella Tauride i bianchi sono respinti fino a Melitopol' e si asserragliano sul Dnepr, punzecchiati continuamente dagli anarchici del Territorio Libero rinato in seguito all'occupazione polacca; nel corso del mese si svolgono pesanti combattimenti, con un'effimera breve riconquista bianca di Aleksandrovsk
- 5-16 luglio - Conferenza di Spa del Consiglio supremo di guerra alleato, che dovrebbe risolvere le residue questioni rimaste aperte anche dopo i trattati del Trianon e di Saint-Germain; il 10 a causa dello stato di tensione nella Slesia di Teschen dovuto alla prospettiva di un plebiscito, Polonia e Cecoslovacchia rinunciano ad organizzarlo ed affidano la questione alla conferenza in corso; il 10 luglio durante la conferenza la Polonia accetta di riconoscere la linea Curzon come suo confine orientale
- 6 luglio - Nazionalizzata la flotta mercantile del Caspio
- 7 luglio - I britannici cedono l'Agiaria (Repubblica del Caucaso sud-occidentale) alla Georgia
- 7 luglio - Petljura proibisce i pogrom (nei 2 anni precedenti almeno 60.000 le vittime ebraiche)
- 8 luglio -  L'Armata Rossa conquistata tutta l'Ucraina entra in Galizia dove il 15 vi fonda la Repubblica Socialista Sovietica di Galizia (che nelle intenzioni corrisponderebbe al territorio dell'ex Repubblica Nazionale dell'Ucraina Occidentale)
- 8 luglio - Dopo l'abolizione del blocco economico internazionale alla RSFS russa (16 gennaio), gli Stati Uniti nel pieno della "paura rossa" ne annunciano un loro blocco commerciale unilaterale, rifiutando così esplicitamente di riconoscere la RSFS russa (lo faranno solo nel 1933 avviando le relazioni bilaterali tra Unione Sovietica e Stati Uniti)
- 9 luglio - Il governo polacco chiede all'Intesa di negoziare per suo conto una pace con la RSFS russa
- 9 luglio - A Kerbi gli anarchici ucraini responsabili dell'eccidio di Nikolaevsk sull'Amur di marzo sono giustiziati dai sovietici dell'estremo oriente
- 11 luglio - I sovietici raggiungono la linea Curzon, stabilita come demarcazione di armistizio dall'Intesa
- 11 luglio - Si svolge il plebiscito sulla Prussia Orientale, che vota per rimanere tedesca (95%)
- 11 luglio - Con gli incidenti di Spalato (dopo analoghi avvenuti il 27 gennaio) da parte dei croati contro i dalmati italiani inizia la croatizzazione della Dalmazia - in risposta il 13 a Trieste avviene l'incendio della Narodni dom (evento che segna la nascita della pratica dello "squadrismo", secondo Renzo De Felice)
- 12 luglio - Pace di Mosca tra Lituania e RSFS russa, che instaurano l'avvio di relazioni bilaterali: la RSS Lituana viene ufficialmente abolita e la Russia riconosce l'indipendenza della Lituania e l'autorizza ad impadronirsi del territorio di Vilnius (che già apparteneva alla RSS lituano-bielorussa fino al 19 aprile 1919 e prima alla Lituania) e della regione di Suwałki (che invece apparteneva alla Polonia fin dalla sua indipendenza) fissando il confine solo fino a Štabinas lasciando non definito quello fino alla provincia tedesca della Prussia Orientale (Sudovia); il 14 l'Armata Rossa raggiunge il confine polacco-tedesco in Prussia oltrepassando Vilnius (dalla quale l'esercito polacco ha sgomberato) senza entrarvi, lasciando prenderne possesso alla Lituania come da accordi della pace di Mosca
- 14 luglio - Partendo da Buzuluk inizia la ribellione anti-sovietica guidata da Aleksandr Sapožkov nelle provincie di Samara e Saratov (sapožkovščina); soppressa a settembre
- 14 luglio - In Cina inizia la breve Guerra Zhili-Anhui (fino al 23 con l'annientamento della Cricca di Anhui)
- 15 luglio - Riforma agraria in Polonia
- 15 luglio - L'Accordo interinale sul ripristino delle comunicazioni tra Lettonia e Germania segna il ripristino delle relazioni tra i due paesi interrotte il 23 novembre 1919
- 16 luglio - In osservanza del Trattato di Saint-Germain l'Austria riconosce l'autorità della Cecoslovacchia sulla Rutenia
- 17 luglio - Nonostante l'intimazione dell'Intesa a fermarsi sulla linea Curzon, l'Armata Rossa spavaldamente la varca su ordine di Lenin, prende Baranowicze (polacca da aprile 1919) e vi attua un feroce pogrom (la maggior parte degli abitanti della città sono ebrei); il 19 è presa Hrodno dopo un'accanita battaglia: ad occidente si diffonde il terrore di una nuova guerra mondiale
- 18 luglio - Con la firma dell'Accordo Gongota sulla zona neutra (da Gongota a Sochondo) i giapponesi iniziano il ritiro dalle sponde orientali del Bajkal che ancora dividevano territorialmente la RSFS russa dalla Repubblica dell'estremo oriente (la quale si impegna a non mettere il comunismo nel quadro del suo sistema sociale e a non importunare i cittadini giapponesi); il 25 inizia l'evacuazione delle truppe giapponesi dalla regione del Bajkal
- 19-29 luglio - Sejny, Augustów, e Suwałki prese dai sovietici e consegnate alla Lituania il 26 agosto; nei giorni seguenti vengono esercitate pressioni internazionali per far restituire l'area alla Polonia e per fare tornare lo status quo ante bellum ai confini tra i due stati, rifiutate dal governo lituano; al congresso di Parigi viene proposta la Linea Foch a dividere la Polonia e la Lituania che se vergata su base etnica avrebbe però assegnato anche Vilnius alla Polonia
- 19 luglio-7 agosto - Si tiene a Mosca il II Congresso dell'Internazionale Comunista nel quale su volere di Trockij si stigmatizza esplicitamente il socialismo democratico e riformista ed il fabianesimo coi 21 punti di Lenin, atto che determina nel corso dei mesi seguenti la scissione dei massimalisti dai partiti socialisti nel resto del mondo, con la nascita dei vari partiti comunisti; in seguito all'additamento dell'alleanza con le infide forze social-democratiche come causa della mancata diffusione del comunismo oltre i confini russi, viene stigmatizzata la linea presa dal precedente congresso ("democrazia sovietica"), per cui ritorna in auge il concetto di "dittatura del proletariato" e si stabilisce la forma squisitamente leniniana di partito come "centralismo democratico" (in antitesi al centralismo organico di natura gerarchica propugnato da Trockij dal quale deriva anche il concetto fascista di democrazia organica) alla quale deve attenersi un partito per poter ricevere la patente di comunista, che verrà fornita ad un solo partito per nazione (in seguito a ciò in Russia il 22 settembre al suo VI congresso il fedele Partito Comunista Rivoluzionario si scioglierà ed i suoi membri aderiranno al PC russo; idem il vecchio partito Unione dei socialisti-rivoluzionari-massimalisti nato nel 1906) al quale è chiesta obbedienza cieca da parte dei membri e "ferreo centralismo proletario". Ciò determina la rottura definitiva con la forma dell'Internazionale socialista come "federazione di partiti": in pratica i partiti comunisti dei vari paesi diventano un unico partito comunista "mondiale" con "sezioni" nei vari paesi (da cui la postilla relativa ai nomi dei vari partiti nei rispettivi paesi, "- sezione dell'Internazionale comunista" in vigore nel periodo successivo); il non adeguarsi a tale linea verrà in seguito chiamato "titoismo". Viene presentata la strategia di subdola infiltrazione nei gangli della società tramite "cellule" comuniste palesi o segrete, e viene autorizzata la partecipazione ad elezioni. Nei confronti delle colonie viene indetta la strategia (necessaria per ottenere la previa o coincidente loro indipendenza) di alleanza contingente coi nazionalisti indipendentisti propugnata da Trockij fin dall'estate del 1919; tra tali paesi per via del loro status specifico di "semi-colonie" vengono inseriti anche la Cina (il 1º agosto vi viene inviata una missione per crearvi un partito comunista contattando l'esistente Movimento di nuova cultura di Li Dazhao, che porterà nel corso del mese alla fondazione a Sciangai della Lega della Gioventù Socialista da parte di Yu Xiusong), la Turchia, ed Ungheria e Germania (della quale l'Austria viene considerata parte) per via della loro subordinazione all'Intesa (difatti tale strategia è già in atto in quei paesi da parte del Comintern). Nel corso del congresso viene presentata l'opera L'estremismo, malattia infantile del comunismo nella quale Lenin anticipa l'abbandono del comunismo "di guerra" (verrà accusato di rivelarvi per l'ennesima volta la sua originaria impostazione populista dopo il suo personale "aggiornamento" della teoria marxista contenuto nel testo del 1916 "L'Imperialismo, fase suprema del capitalismo")
- 20 luglio - In Siberia occidentale (territorio che finora non ha ancora conosciuto le requisizioni sovietiche) il governo emana un decreto che intima di consegnare il grano arretrato a partire da giugno 1918: di conseguenza inizia una vasta rivolta contadina con epicentro Tobol'sk ("Vandea siberiana")
- 20 luglio - Dalla scissione di alcuni territori della RSSA del Turkestan e della Repubblica Sovietica Popolare di Corasmia viene creata l'Oblast' karakalpaka
- 21 luglio - Giunge in Polonia la missione interalleata di Maxime Weygand allo scopo di organizzare la difesa dall'Armata Rossa; nei paesi occidentali si diffonde il timore di una nuova guerra mondiale - fino a settembre gli scioperi nei porti bloccano i rifornimenti destinati alla Polonia: culmine del biennio rosso
- 24 luglio - A Smolensk viene creato il Comitato rivoluzionario provvisorio polacco (Polrevkom, guidato da Julian Marklewski), con lo scopo di stabilire una repubblica socialista sovietica polacca, con sede nel vagone di un treno (spostatosi poi a Minsk, Vilnius, e a Białystok il 30 luglio); a fine luglio le forze polacche sfuggono all'accerchiamento ritirandosi oltre la linea dei fiumi Bug Occidentale e Narew, ed il 1º agosto con l'entrata dell'Armata Rossa a Brest-Litovsk viene dichiarata la Repubblica Socialista Sovietica Polacca; il 26 in Galizia l'Armata Rossa prende Ternopil' e vi installa il governo della RSS di Galizia con presidente Volodymyr Petrovyč Zatons'kyj
- 25 luglio - Nonostante nel conflitto in corso tra RSFS russa e Polonia si siano dichiarate neutrali, Germania, Austria e Ungheria rifiutano di consentire il passaggio attraverso il loro territorio di rifornimenti destinati alla Polonia
- 27 luglio - Fritz Platten (che è a Mosca per il II Congresso dell'Internazionale Comunista) annuncia del desiderio di un gruppo di operai e ingegneri svizzeri di trasferirsi nella Russia sovietica - sogno che sarà poi realizzato nell'estate 1923
- 28 luglio - La conferenza di Spa conferma lo statu quo raggiunto nella Slesia di Teschen dopo la guerra polacco-cecoslovacca ovvero la cessione dalla Polonia alla Cecoslovacchia della parte di Slesia di Teschen fino al fiume Olza (da cui il nome Zaolzie) con le altre aree contese Orava e Spiš (per le quali viene però previsto lo svolgimento di un plebiscito)
- 28 luglio-10 agosto - Avanzando in Azerbaigian Nagorno-Karabakh, Naxçıvan (occupato dalla Turchia da marzo), e Zangesur occupati dall'Armata Rossa, che nel territorio già della Repubblica di Aras crea la Repubblica Socialista Sovietica Autonoma di Naxçıvan
- 31 luglio - In seguito ai negoziati del 2 luglio il fronte tenuto da aprile dai cosacchi di Semënov è evacuato (Sretensk è evacuata il 5 agosto e Nerčinsk il 13); il 17 le autorità locali riconoscono l'autorità della Repubblica dell'Estremo Oriente, e l'Armata Rossa dell'estremo oriente avanza ora lungo l'Amur verso Chabarovsk; Semënov cerca ora un accordo con i Kappelevcij rimasti nel territorio del Primorskij Zemstvo di N. P. Pumpjanskij, senza però arrivare a concluderlo
- 31 luglio-4 agosto - A Ginevra si tiene il I congresso dell'"Internazionale di Berna" (nata a gennaio 1919), presieduto dal fabianista Sidney Webb - trasferisce la sede centrale da Bruxelles a Londra e indice per il 1922 un prossimo congresso (poi mai svoltosi) come "IX della Seconda Internazionale" (alla quale si arroga di riallacciarsi)
- 2 agosto - Italia e Albania firmano un accordo sull'evacuazione delle truppe italiane da Valona e sul trasferimento di Saseno all'Italia: viene abolito il Protettorato italiano dell'Albania

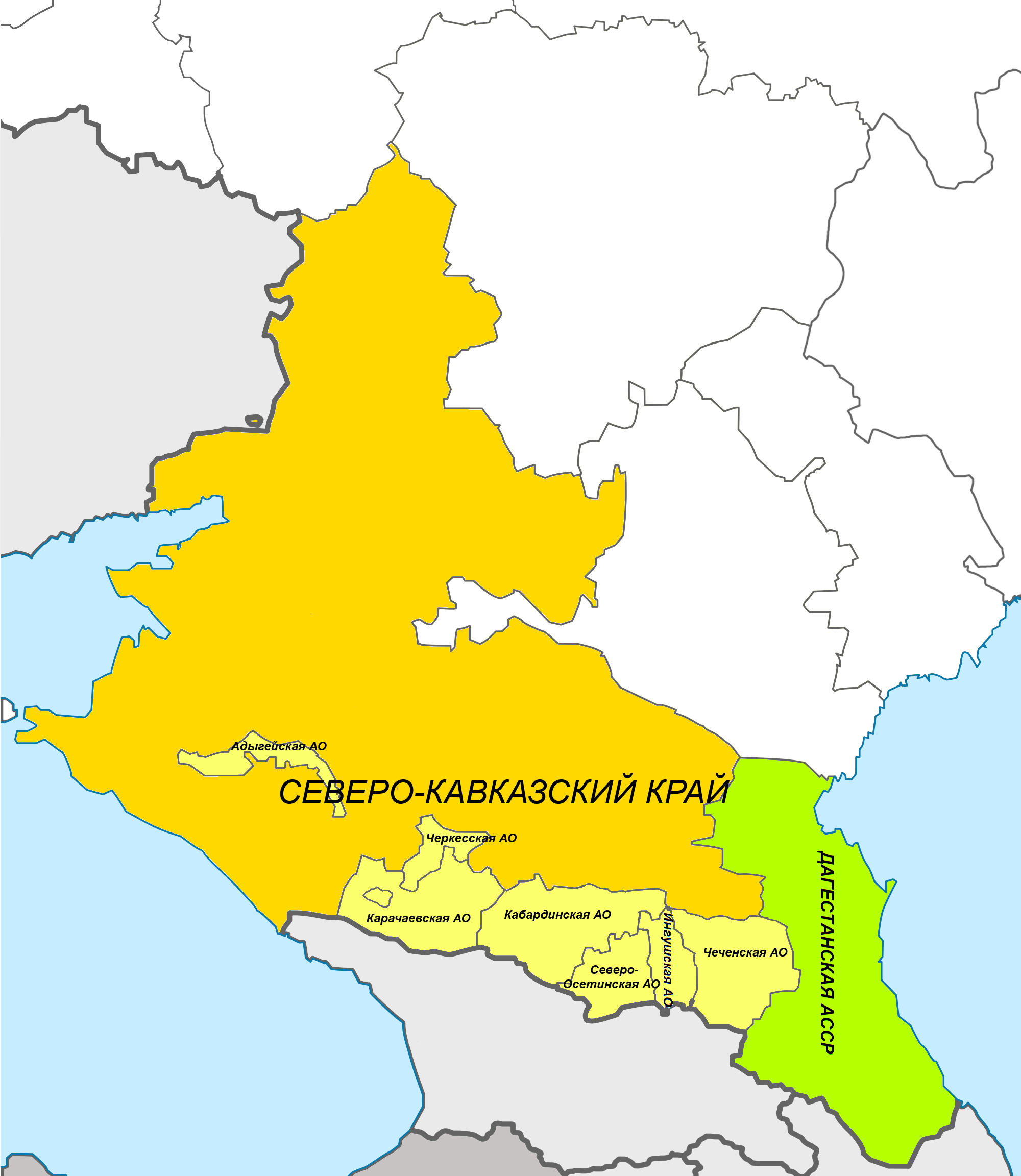
Kraj sud-orientale della RSFS russa (arancio) - Repubblica sovietica delle montagne (giallo) - Daghestan + Terek (verde) - in bianco sopra il Daghestan-Terek: la Calmucchia

- 3 agosto - Fine ufficiale della guerra romeno-ungherese
- 4 agosto - Dopo aver ricevuto la promessa di supporto dai cosacchi di Don, Kuban', Terek, Volga, e Astrachan', dalla Crimea Vrangel' (che il 22 luglio ha creato una federazione nei territori ancora tenuti dai bianchi: Crimea, Tauride, e Zaporižžja) tenta uno sbarco a Novorossijsk, ma è respinto dai sovietici e il 24 si reimbarca per la Crimea
- 6 agosto-6 settembre - Si svolge la conferenza Bulduri nel tentativo di creare un'alleanza ("Międzymorze") tra Lituania, Lettonia, Estonia, Finlandia, Polonia, e (dal 20 agosto) Repubblica Popolare Ucraina in funzione anti-sovietica
- 7 agosto - Dall'unione dei territori del Don e del Kuban' a quello di Stavropol' e del Mar Nero viene istituito il Kraj sud-orientale della RSFS russa
- 8 agosto - In Austria i partiti di estrema destra si riuniscono nel Großdeutsche Volkspartei

Trattato di Sèvres

- 10 agosto - Il sultano ottomano firma il Trattato di Sèvres sui confini turchi, che però viene rifiutato dall'Esercito del Califfo che sta combattendo nella guerra civile contro i nazionalisti di Mustafa Kemal; in virtù di ciò, il califfo decide di arrendersi e consegnare le sue forze a Mustafa Kemal il quale l'8 novembre organizza la difesa nazionale fondendo "Armata della Grande Assemblea Nazionale Turca" ed "Esercito del Califfo" assieme nel Türk Kara Kuvvetleri: termina la guerra civile, ma continua la guerra d'indipendenza turca (che sta combattendo contro la Grecia dal 1919 e la Francia da maggio) - il Trattato di Sèvres (che prevede anche il ripristino del regime delle Capitolazioni dell'Impero ottomano abolite nel 1914) non verrà mai ratificato né applicato - la Mesopotamia diventa mandato britannico della Mesopotamia
- 11 agosto - L'Armata Rossa raggiunge la riva orientale della Vistola, alle porte di Varsavia, dove viene concentrata l'iniziativa (ma Stalin si rifiuta di sospendere le operazioni da lui comandate in Galizia, e così come aveva fatto a Carycin nell'autunno 1918, pretende di far di testa sua) - dal 13 al 25 Battaglia di Varsavia che punta anche verso nord in direzione di Danzica lungo il confine prussiano con la Germania, i sovietici non riescono ad avanzare oltre e dal 16 sono respinti; mentre il 22 la Polonia entra nella regione di Suwałki inizia la rivolta di Sejny; in seguito alla controffensiva polacca il Comitato rivoluzionario provvisorio polacco retrocede a Minsk il 22 agosto, per venir sciolto poco dopo. Il 2 settembre l'Armata Rossa che in Galizia si approssima a Leopoli viene fermata e respinta dalle forze polacche.
Della sconfitta viene accusato Stalin, che raggiunge qui il minimo della sua popolarità

Massima avanzata sovietica in Polonia

- 11 agosto - Pace di Riga tra Lettonia e RSFS russa, che instaurano l'avvio di relazioni bilaterali; l'area di Ostrov è ceduta alla Lettonia
- 12 agosto - Minaccia di sciopero generale in Gran Bretagna se non termina il sostegno alla Polonia
- 14 agosto - La firma del trattato di assistenza reciproca tra Cecoslovacchia e Regno dei Serbi, Croati e Sloveni (Jugoslavia) rappresenta il primo di una serie di accordi per la costituzione dell'anti-ungherese Piccola intesa caldeggiata dalla Francia
- 14 agosto-12 settembre - Si svolgono i Giochi della VII Olimpiade ad Anversa; Germania, Austria, Ungheria, Bulgaria e Turchia sono escluse dalla partecipazione; la Russia sovietica invece, invitata, la rifiuta; nel pieno della guerra con essa, la Polonia non può partecipare
- 16-20 agosto - Al Supremo Tribunale Rivoluzionario a Mosca si tiene il processo ai "contro-rivoluzionari e membri più attivi" del "Centro Tattico" di Mel'gunov (28 imputati, di cui 19 condanne a morte poi revocate; Mel'gunov sarà scarcerato il 13 febbraio 1921), il primo grande processo sovietico
- 19 agosto - Sventato definitivamente il rischio del ritorno coi bianchi degli odiati pomeščiki, nella regione di Tambov partendo da Kamenka [non chiaro]inizia una rivolta contadina ("antonovščina") guidata da Aleksandr Antonov contro le requisizioni annonarie del governo sovietico che durerà quasi un anno; analoga rivolta inizia a Medvyn in Ucraina, dove presso Čyhyryn viene fondata anche l'anti-sovietica Repubblica di Cholodnyj Jar
- 19 agosto - La stampa britannica pubblica le prove di finanziamenti sovietici a sé stessa
- 19 agosto - Vrangel' è presidente del governo della Russia meridionale e dell'Esercito Russo e Krivošein presidente del consiglio
- 19-25 agosto - 2ª rivolta della Slesia
- 22 agosto - La Duma della città di Chabarovsk proclama il Priamur'e una Repubblica indipendente; liquidata il giorno successivo dall'esercito della Repubblica dell'Estremo Oriente
- 24 agosto - A Chada Bulak Semënov e i rappresentanti del Consiglio Popolare del Territorio marittimo (bianchi Kappelevcij) firmano un accordo sulla riunificazione di Territorio marittimo e Transbajkalia sotto la guida del governo del Territorio marittimo; a settembre Semënov trasferisce i poteri civili alla nuova Assemblea Orientale-Transbajkalica

L'Asia centrale

- 26 agosto - L'Autonomia di Alash viene sciolta ed il suo territorio unito alla RSSA di Baschiria a formare la Repubblica Socialista Sovietica Autonoma Kirghisa (dichiarati aboliti nel contempo i vecchi oblast' di Akmolinsk e Semipalatinsk, e poco dopo quelli del Turgai e degli Urali) con capitale Orenburg (già capitale della RSSA di Baschiria)
- 28-31 agosto - Ultima grande battaglia di cavalleria della storia, tra sovietici e polacchi: l'esercito polacco raggiunge il confine del territorio ex-polacco ceduto dai sovietici alla Lituania dopo la Pace di Mosca e vi entra scontrandosi coi lituani e fermandosi solo sulla linea Foch stabilita dal congresso di Parigi
- 30 agosto - In osservanza del trattato di Saint-Germain, la Romania consegna alla Cecoslovacchia tutte le aree occupate in Rutenia (tra cui l'ex Repubblica huzula) eccetto Sighetu Marmației che è lasciata alla Romania
- 31 agosto - Il primo carro armato di fabbricazione sovietica esce dallo stabilimento di Sormovsk
- settembre - Congresso di Baku per la liberazione dei popoli dell'Oriente, che dopo la sconfitta in Polonia conferma la linea di Trockij di puntare verso l'Asia - durante il congresso il 10 vengono fondati il partito comunista turco e il Partito Comunista dell'Armenia
- 1º settembre - L'esercito polacco varca la Linea Foch allo scopo di prendere anche Vilnius: inizia la guerra polacco-lituana - tra il 2-4 l'esercito lituano respinge l'attacco polacco verso Vilnius e riprende Augustów e Sejny (termina così la rivolta di Sejny), ma con la vittoria nella battaglia del Niemen (tra il 5-15) i polacchi riprendono entrambe le città il 9, ma non riescono a prendere Vilnius; fino al 27 settembre si susseguono gli scontri nella zona durante la controffensiva polacca contro l'Armata Rossa, che è ricacciata su tutto il fronte

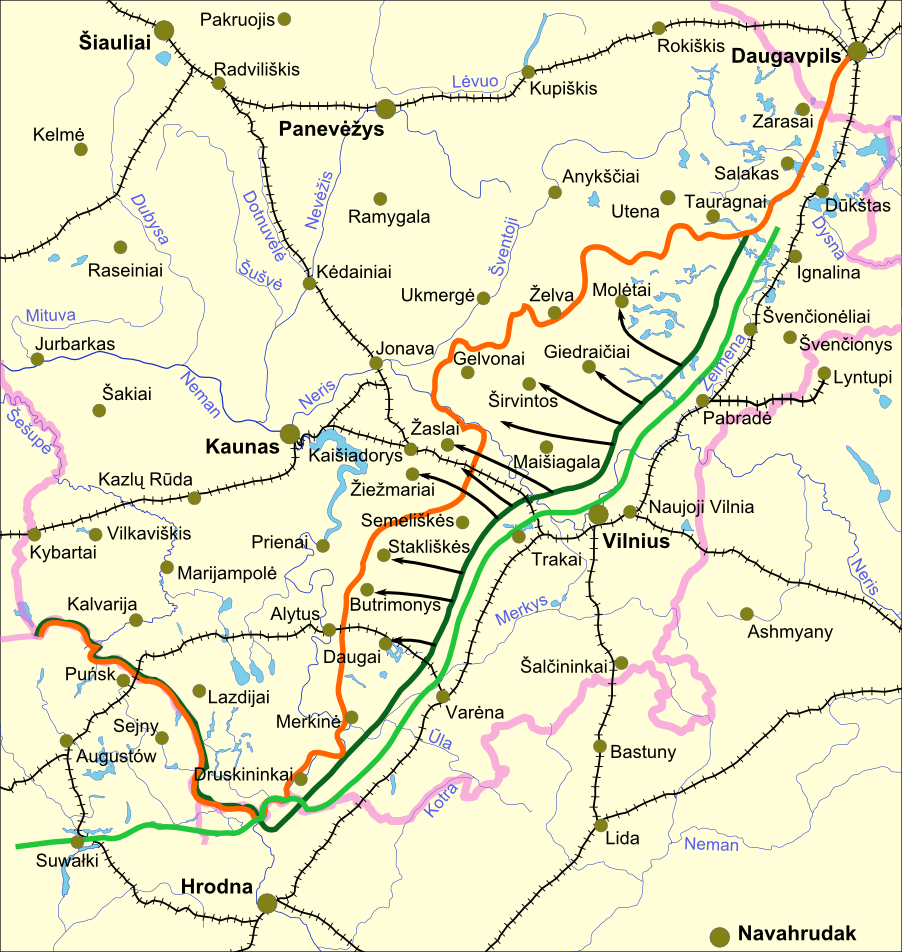
Guerra polacco-lituana

- 2 settembre - Da Vladivostok partono gli ultimi della Legione Ceca
- 7 settembre - Un decreto del Sovnarkom stabilisce e regolamenta la libertà di impresa artigiana
- 8 settembre - Rottura dei rapporti tra Cina e russi bianchi: col consenso giapponese il presidente della Repubblica cinese Xu Shichang annuncia di non riconoscere più le rappresentanze diplomatiche russe e qualunque altro ente russo bianco in Cina; il 15 vengono occupate la Concessione russa di Tientsin e quella di Hankou, ancora sottoposte al governatore bianco ex zarista; il 23 la Cina rompe tutti i legami con i rappresentanti russi bianchi e abolisce i diritti extraterritoriali dei suoi cittadini (anche ad Harbin, dove nei mesi precedenti sono affluiti 200.000 profughi bianchi ad aggiungersi ai suoi 150.000 residenti russi, rifiutandosi di riconoscerne i passaporti zaristi, cosicché si ritrovano tutti apolidi) e dichiara annessi il quartier generale del comandante in capo russo bianco ad Harbin e l'intera ferrovia Orientale Cinese (già occupati a marzo)
- 15 settembre - A Nerčinsk si tiene il I congresso dei Soviet dei lavoratori del Trans-Bajkal orientale, che dichiara il riconoscimento della Repubblica dell'Estremo Oriente ed elegge un comitato esecutivo centrale regionale
- 16 settembre - Negli USA l'attentato di Wall Street alimenta la "paura rossa"
- 21 settembre - La RSFS russa chiede l'armistizio alla Polonia e scioglie il governo della Repubblica Socialista Sovietica di Galizia (in esilio a Kiev dopo che il 15 i polacchi hanno ripreso Ternopil') e la Repubblica Socialista Sovietica Polacca
- 22-25 settembre - IX Conferenza del Partito Comunista Russo (bolscevico) - in riferimento alla decisione del varco della linea Curzon del 17 luglio temuta ad ovest come una nuova guerra mondiale, secondo documenti usciti solo nel 1992 e risalenti a questo congresso, lo scopo di Lenin era proprio appositamente di scatenare quello paventato, da lui però inteso come una "rivoluzione mondiale", e solo successivamente in seguito al venir meno di tale possibilità in seguito alla mancata reazione franco-britannica le sue prospettive si ridimensionarono all'immediato ossia alla sovietizzazione di Polonia, Galizia, e Ungheria-Slovacchia confidando che la sconfitta polacca (a cui sarebbe seguita la Cecoslovacchia) avrebbe determinato automaticamente un'alleanza coi nazionalisti tedeschi determinata dalla reciproca convergenza di interessi (per i tedeschi quella di annullare il "sistema di Versailles" ripristinando i confini precedenti al 1914 e unirsi all'Austria).
Si decide di porre fine alla residua circolazione monetaria, che finora ha continuato a circolare semi-clandestinamente tollerata dalle autorità tramite i rubli "Kerenskij" esistenti al momento della cessazione del loro conio (fine 1917), pur diminuita progressivamente di valore complessivo per via dell'inflazione (ora il valore del rublo è 600 volte inferiore al suo valore nel 1917) nonostante la stampa continua di esemplari falsi (per mancanza di alternative accettati dalla popolazione anche quando palesemente tali).
La Commissione Centrale di Revisione del Partito Comunista Russo (creata il 23 marzo 1919) diventa Commissione Centrale di Controllo (CCC), organo disciplinare del Partito Comunista, che inizierà ad operare una volta ratificata dal prossimo Congresso del Partito Comunista Russo

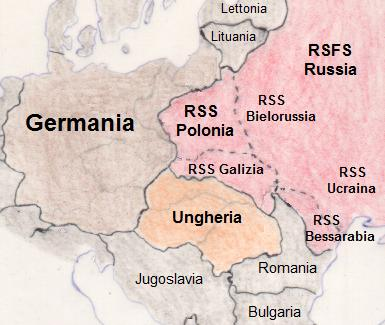
Visualizzazione delle immediate prospettive geopolitiche leniniane nella guerra sovietico-polacca, che si realizzeranno poi nel settembre 1939

- 24 settembre - Riforma agraria in Lettonia
- 24 settembre - Muore di colera l'amante di Lenin Inessa Armand (direttrice del Dipartimento per il lavoro fra le donne fondato a settembre 1919) - Lenin cade in uno stato di prostrazione dal quale non si riprenderà più
- 24 settembre - La Repubblica Socialista Sovietica del Turkestan si vede confermare dalla RSFS russa l'autonomia e con Isaak Grigor'evič Sol'c diventa Repubblica Socialista Sovietica Autonoma del Turkestan come parte della RSFS russa
- 24 settembre - In conseguenza al Trattato di Sèvres che assegna una larga parte di Anatolia all'Armenia, inizia la guerra turco-armena (la RSFS russa su iniziativa di Trockij inizia a finanziare la Turchia kemalista); il 30 ottobre i turchi riprendono Kars all'Armenia - in ottobre su iniziativa britannica (francesi e italiani si astengono) inizia l'avanzata greca verso Ankara per indurre il recalcitrante governo di Kemal a ratificare il Trattato di Sèvres
- 25-27 settembre - VI Congresso clandestino del PSR a Mosca, che sull'onda dell'antonovščina decide la ripresa della lotta contro il bolscevismo dopo la sua virata pro-bolscevica di giugno - a ottobre recalcitrerà ri-proibendo ai suoi membri azioni contro il governo bolscevico
- 28 settembre - I polacchi a nord varcano il fiume Niemen, ed il 30 riprendono definitivamente una devastata Baranowicze
- 30 settembre - Trattato di unione tra RSFS russa e RSS azera
- ottobre - Apertura dei rapporti tra Cina e Russia bolscevica: dopo che nel mese precedente la Cina ha rotto i rapporti coi russi bianchi, una delegazione cinese si reca in visita a Mosca; il 27 viene inviata al Ministro degli Esteri cinese a Pechino una nota formale per aprire i negoziati, al che vengono a loro volta inviati in Cina i bolscevichi M.I. Jurin, Aleksandr Pajkes e Adol'f Ioffe
- 1º ottobre - In seguito al riconoscimento giapponese della bolscevica Repubblica dell'Estremo Oriente e all'apertura dei rapporti tra Cina e i bolscevichi russi, le unità del "barone pazzo" Roman von Ungern-Sternberg in disaccordo coi giapponesi si separano dall'esercito di Semënov e dal loro feudo sui monti Jablonovyj attraversano il confine con la Mongolia presso il villaggio di Ust-Bukukun con l'obiettivo di liberare la Mongolia dai cinesi (ai quali l'ha ceduta il governo sovietico il 17 novembre 1919) e ripristinarvi il protettorato russo
- 4 ottobre - Memel con la Lituania Minore è dichiarata città libera (territorio di Memel) da parte del Consiglio degli Ambasciatori, sotto controllo francese

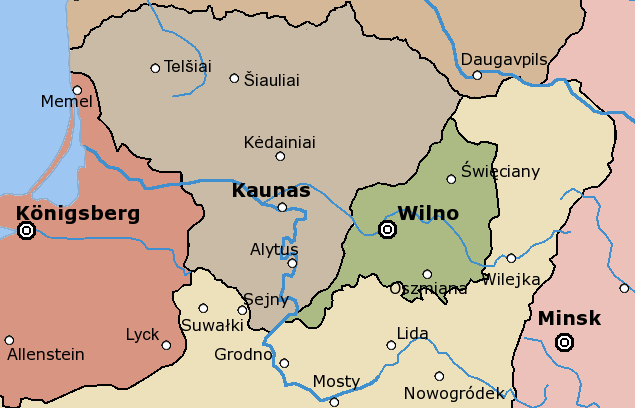
Repubblica della Lituania Centrale

- 7 ottobre - Con l'Accordo di Suwałki termina la guerra polacco-lituana: con l'accettazione della Linea Foch non etnica come confine di stato de facto tra i due stati, Vilnius rimane alla Lituania.  Il 9 irregolari polacchi che rifiutano l'accordo occupano Vilnius (Ammutinamento di Żeligowski) con la tacita approvazione di Piłsudski e vi fondano la Repubblica della Lituania Centrale - l'11 e 16 dicembre la RSFS russa invia note di protesta alla Polonia contro tale atto
- 8 ottobre -  L'Emirato di Bukhara (cui il 25 marzo 1918 la RSFS russa aveva confermato l'indipendenza) diventa Repubblica Sovietica Popolare di Bukhara (abdicazione dell'ultimo emiro Sayyid Muhammad `Alim Khan ed ingresso dell'Armata Rossa avvenuta il 2 settembre), alla quale il 4 marzo 1921 viene confermata l'autonomia; sarà rinominata Repubblica socialista sovietica di Bukhara dal 19 settembre 1924; l'emiro aderisce alla rivolta dei basmachi prima a Dušanbe per poi recarsi in esilio in Afghanistan il 5 marzo 1921
- 12 ottobre - Primo viaggio di una locomotiva elettrica a batteria in Russia da Pietrogrado a Mosca ad opera di Ivan Ivanovič Makhonin (che poco dopo andrà esule in Francia)
- 14 ottobre - La pace tra Finlandia e RSFS russa (Pace di Tartu) mette fine alla prima guerra sovietico-finlandese: in Carelia il 20 dicembre viene abolito il Governo di Olonec e annesso alla Comunità dei lavoratori careliani (in Finlandia viene creato un governo careliano in esilio dalla fusione dei governi di Olonec e di Uhtua); il 31 dicembre la Finlandia cede Porajärvi e Repola ma riceve Petsamo
- 15 ottobre - I polacchi entrano nuovamente a Minsk; il 18 la Polonia accetta l'armistizio chiesto dalla RSFS russa il 21 settembre: terminano le ostilità nella guerra sovietico-polacca e di conseguenza Lenin è costretto a mettere da parte i suoi piani di rivoluzione mondiale (solo Trockij continuerà a confidare in una futura possibilità). Tuchačevskij (comandante militare del fronte nord) accusa Stalin (commissario politico del fronte sud, a fianco del comandante militare Aleksandr Il'ič Egorov) di aver dolosamente sabotato le operazioni nella sua zona di operazioni in Galizia avendo rifiutato di puntare verso Varsavia ed essere quindi responsabile volontario della disfatta. Stalin a sua volta accusa Tuchačevskij di aver distolto truppe dal centro per puntare a nord verso Danzica allo scopo di ingraziarsi la Germania alla quale secondo gli ordini di Lenin sarebbe poi stata ceduta. È riconosciuta l'annessione alla Polonia del territorio della disciolta Repubblica Socialista Sovietica di Galizia; dal 20 l'Armata Rossa può così ora rivolgersi interamente al fronte sud contro l'"Esercito Russo" di Vrangel' che sta marciando verso Mosca: inizia l'offensiva finale dell'Armata Rossa sulla Crimea. Vrangel' accusa Piłsudski di tradimento e stipula ora un accordo diretto con Petljura; anche la Georgia avverte il pericolo. Al contempo stipulato nuovo accordo di alleanza tra i sovietici e gli anarchici di Machno, che attaccano i bianchi a Uman'
- 17 ottobre - Muore a Mosca il famoso cronista americano della rivoluzione, John Reed. Viene sepolto nella necropoli delle mura del Cremlino
- 17 ottobre - Elezioni in Austria per il Consiglio nazionale (in sostituzione dell'Assemblea nazionale costituente): il Partito Socialdemocratico d'Austria perde il potere (ma lo mantiene saldamente nella "Vienna rossa") in favore dei cristiano-sociali di Michael Mayr - il 10 novembre è istituito il Presidente federale dell'Austria (dal 9 dicembre è Michael Hainisch, fino al 1928)
- 19 ottobre - I giapponesi concludono il ritiro dalla Transbajkalia e da Chabarovsk; il 22 le truppe della Repubblica dell'Estremo Oriente prendono Čita, e vi spostano la loro capitale da Verchneudinsk; lo Stato cosacco di Transbajkalia è soppresso; il filo-giapponese esercito dell'Estremo Oriente di Semënov si ritira in Manciuria ed il Governo del confine orientale russo (nato il 16 gennaio) viene sciolto il 28, quando i tre governi bianchi rivali (governo Transbajkal, governo Amur, governo Marittima, dal 24 agosto riuniti nell'Assemblea Orientale-Transbajkalica) cedono pacificamente i loro poteri alla Repubblica dell'Estremo Oriente; il 5 novembre è abolita la Repubblica ucraina dell'estremo oriente ed il 10 la provincia marittima con Vladivostok è dichiarata annessa alla Repubblica dell'Estremo Oriente
- 20 ottobre - Sciopero generale in Romania
- 21 ottobre - La Čeka arresta a Mosca l'ex capo dell'Unione del popolo russo Alexander Ivanovich Dubrovin; verrà poi condannato a morte
- 26 ottobre - Ungern-Sternberg assalta Urga, respinto, ripete l'assalto il 2 novembre
- 28 ottobre - L'esercito della Lituania attacca la Lituania Centrale; la Polonia, in rispetto dell'Accordo di Suwałki, non si immischia
- 28 ottobre - Il Trattato di Parigi ratifica il passaggio definitivo di Bessarabia e Bucovina alla Romania: nascita ufficiale della Grande Romania, provoca proteste russe
- 30 ottobre - Vrangel' succede a Krivošein come Presidente del Governo della Russia meridionale, che l'11 novembre dichiara sciolto, facendone l'ultimo governo ufficiale bianco della Russia
- novembre - Si inasprisce la discussione sul ruolo dei sindacati e sulla loro eventuale statalizzazione (che implicherebbe la fine di ogni forma di autogestione) come complemento inalienabile alla militarizzazione del lavoro affidata al Glavkomtrud dal 20 maggio ed ora regolata da recenti (29 gennaio, 8 e 17 giugno) decreti "sulla coscrizione universale del lavoro", "sulla gratificazione del lavoro con premi", e "sui regolamenti salariali" - essa apre un insanabile dissidio tra le fazioni di Lenin-Stalin-Zinov'ev e quella di Trockij e Bucharin (interpretata da molti come pretestuosa, mirata in realtà contro la figura di Trockij) - è la prima volta che Lenin si schiera su una posizione (tra l'altro poco coerente, avendo egli sempre deprecato la "mentalità sindacale"); coi primi si schierano anche Kamenev e Rykov, e dal lato opposto Kollontaj e Šljapnikov a nome del sindacato "Opposizione operaia" (nome informale, non proprio, della fazione consiliarista e situazionista del Partito comunista russo emersa a marzo al IX congresso come risposta all'eccessiva burocratizzazione che stava avvenendo nella Russia sovietica, guidata da Šljapnikov e Sergej Pavlovič Medvedev), ma anche altre fazioni minori che si creano in questo critico frangente, aprendo il problema del frazionismo; tra esse la principale il gruppo di centralismo democratico, formatasi all'VIII congresso del partito (marzo 1919) dal precedente gruppo dei Comunisti di sinistra nato nel gennaio 1918 come fazione difensista e contraria alle deviazioni capitalistiche (busta paga, taylorismo, e managerialismo) nella gestione delle imprese statali, propendendo essi invece per un sistema di gestione collettiva esercitato dai rappresentanti dei sindacati (avversato dall'Intelligencija in considerazione che in un paese comunista i sindacati assumono una connotazione anarchica mentre il marxismo aborrisce come "iper-capitalismo" le forme di socializzazione dell'economia) sulla base del "Decreto sul controllo operaio" del 27 novembre 1917 - in virtù di questi attacchi Trockij il 12 gennaio 1921 minaccerà di presentare le dimissioni da tutti i suoi incarichi
- novembre - Nikolaj Nikolaevič Suchanov (nella cui casa il 23 ottobre 1917 si tenne a sua insaputa una riunione del CC bolscevico) abbandona il menscevismo ed aderisce al bolscevismo iscrivendosi al Partito Comunista Tedesco, iniziando a scrivere la sua grande opera apologetica sugli eventi del 1917, "Cronache della Rivoluzione". Nel dicembre del 1923 la sua richiesta di aderire al PC russo sarà però respinta
- 4 novembre - Fondate l'Oblast' autonoma dei Mari (dallo Uezd di Tsaryovokokshaysky), l'Oblast' autonoma di Votyak (successivamente Udmurta), e l'Oblast' autonoma di Calmucchia (alla quale è unita quella di Astrachan'), tutti nella RSFS russa
- 5 novembre - Considerata la grave carenza di locomotive, Lenin incarica Jurij Vladimirovič Lomonosov di acquistarle all'estero creando la "Missione ferroviaria russa" (che opererà fino al 15 aprile 1923, quando Lomonosov deciderà di non tornare più in Russia)
- 7 novembre – In occasione dell'anniversario della rivoluzione d'ottobre si girano le scene di massa del film Conquista del Palazzo d'Inverno
- 11 novembre - L'Armata Rossa con il sostegno attivo dei machnovisti irrompe in Crimea (ultima roccaforte delle forze bianche nella Russia meridionale) il 7 dopo aver varcato la testa di ponte strategica sulla riva sinistra del Dnepr a Kachovka e raggiunto l'8 la linea difensiva "Jušunskaja" sull'istmo di Perekop a Čonhar; dopo la morte del generale Vladimir Zenonič Maj-Maevskij, il 13 inizia l'evacuazione via mare dei bianchi dalla Crimea (100.000 persone su 126 navi; Vrangel' parte il 16); l'Armata Rossa entra il 13 a Simferopoli, il 14 a Feodosia, il 15 a Sebastopoli, il 16 a Kerč, il 17 a Jalta
- 12 novembre -  Firma del trattato di Rapallo tra Italia e Jugoslavia, viene fissato il confine tra i due paesi e istituito lo "Stato libero di Fiume" - Zara è assegnata come enclave all'Italia, che ne prende possesso il 19 dicembre (nel 1923 diventerà Provincia di Zara) senza trovare resistenza da parte dei dannunziani (che l'occupano dal 13 novembre 1919)
- 14 novembre - Elezioni parlamentari in Grecia del 1920, per cui il 18 Venizelos è sostituito da Dīmītrios Rallīs a primo ministro
- 15 novembre - La Società delle Nazioni tiene la sua prima assemblea generale
- 17 novembre - La RSFS russa, seppur appena cessato il fuoco con la Polonia, in virtù dell'apparente disinteresse polacco propone aiuto militare ai lituani secondo l'accordo della pace di Mosca del 12 luglio, che però rifiutano

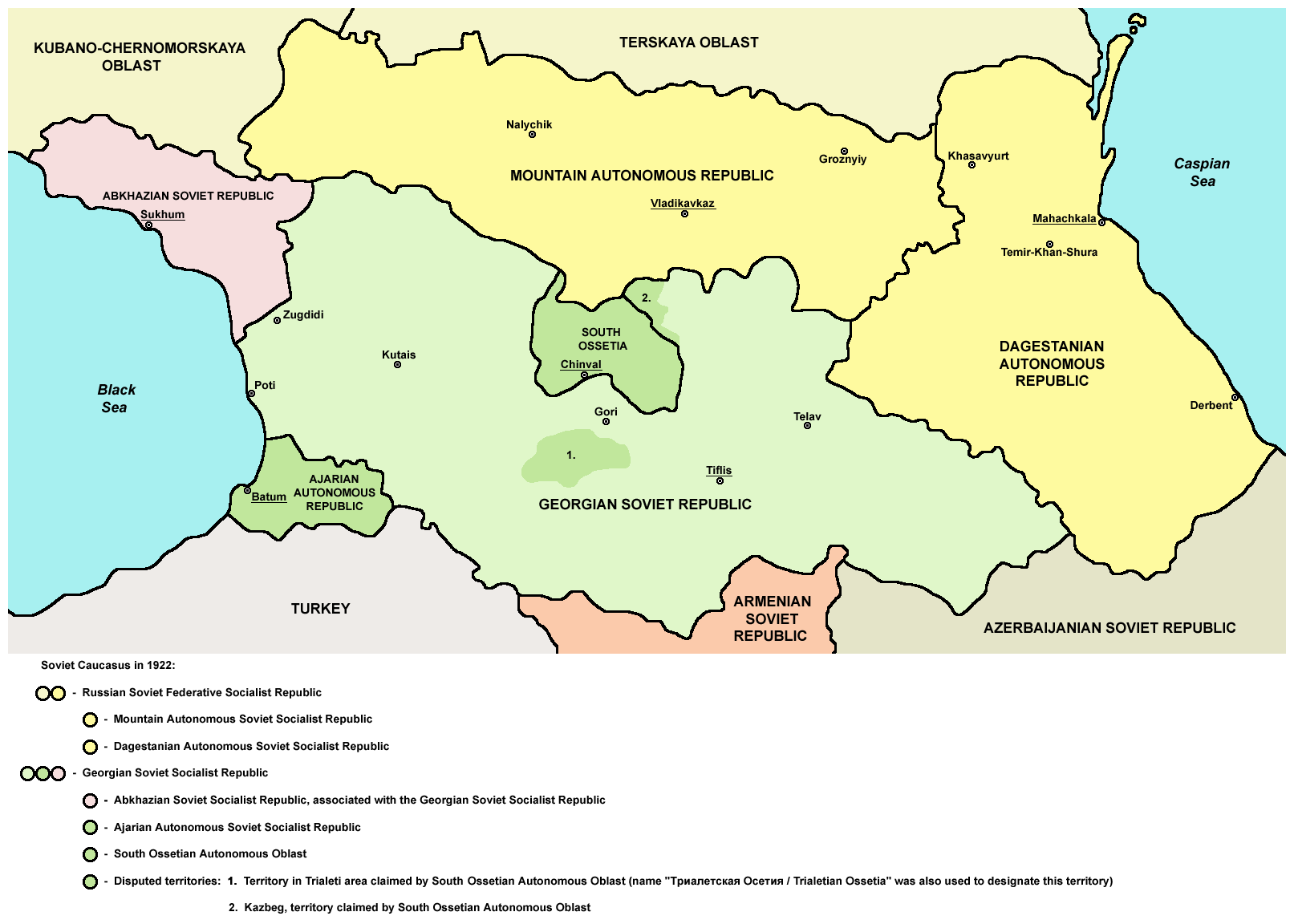
In giallo la Repubblica Socialista Sovietica Federativa delle Montagne col Daghestan

- 17 novembre - Dal territorio dell'ex Repubblica delle Montagne del Caucaso Settentrionale e quello del Terek (comprendente anche il Daghestan, conquistati completamente dai sovietici da giugno) viene creata la Repubblica Socialista Federativa Sovietica delle Montagne
- 18 novembre - L'Armata Rossa prende di nuovo Proskurov; Petljura con i suoi ministri e l'esercito si ritira in esilio a Tarnów nel territorio polacco; dal 3 febbraio 1921 l'"esilio" del governo ucraino viene considerato stabile, e si sposterà in Austria nel 1923; il 21 le truppe ucraine di Petljura schierate sulla riva orientale del fiume Zbruč vengono attaccate dall'Armata Rossa e ricacciate nel territorio oltre il confine polacco dove vengono internate in virtù dell'armistizio russo-polacco
- 18 novembre - Il contrattacco dell'esercito della Lituania Centrale verso la Lituania giunge nei pressi di Kavarskas, minacciando così quella che era la nuova capitale lituana Kaunas, ma si rivela effimero e sono subito fatti retrocedere; da questo momento vige una tacita tregua
- 22 novembre - Ritiro via mare degli ultimi bianchi dalla Crimea che viene annessa definitivamente dai sovietici; l'"Esercito russo" viene sciolto; le navi della flotta bianca "di Vrangel'" vengono sbarcate a Costantinopoli, da dove alcuni degli esuli (150.000 persone che si aggiungono ai 50.000 già presenti nei campi profughi) attraverso la Bulgaria raggiungeranno via terra la Jugoslavia; l'8 dicembre inizia il trasferimento dei residui 5.400 rifugiati via nave da Costantinopoli a Biserta in Tunisia (acconsentita dalla Francia l'1), completata a febbraio 1921, e da qui si disperderanno in giro per il mondo. La questione dei profughi russi è fonte di preoccupazioni per i vari governi, negli anni successivi.
I 50.000 bianchi (tra i quali il generale Maj-Maevskij) rimasti in Crimea per via della promessa leniniana di un'amnistia, sono trucidati su ordine dell'inviata di Lenin, la sanguinaria Rozalija Samojlovna Zemljačka
- 23 novembre - L'Armata Rossa di Frunze, sconfitto Vrangel' e pacificatasi con la Polonia, viola l'accordo del 15 ottobre e si rivolge contro gli anarchici attaccando il "Territorio Libero" in Ucraina - alcuni autori definiscono precisamente la data del 26 come "fine della fase bianca" della guerra civile russa, ed inizio della fase verde (cui pongono termine alla data del 28 agosto 1921)
- 23 novembre - Il Sovnarkom emette il decreto che riapre il paese alle concessioni straniere (bandite dal novembre 1917) - esso è un escamotage per mettere fine alle pretese di risarcimento per le proprietà straniere confiscate, "restituendole" come "concessioni" (cosa che però gli ex proprietari non gradiranno); il 26 Lenin lo giustifica con l'impellente necessità di riallacciare i rapporti commerciali con l'estero - la prima viene emessa a luglio 1921 con la compagnia danese Big Northern Telegraph Society (operante sul territorio dell'Impero Russo dal 1869)
- 28 novembre - Elezioni per l'Assemblea costituente del Regno dei Serbi, Croati e Sloveni: vince di poco il Partito Democratico di Ljubomir Davidović
- 29 novembre - È indetta la nazionalizzazione delle imprese private residue, quelle piccole (le grandi e medie sono nazionalizzate dal 28 giugno 1918); il 4 dicembre è stabilito che dal 1º gennaio 1921 il razionamento nella RSFS russa sarà totalmente gratuito (atto che nelle intenzioni implicitamente pone fine alla residua circolazione monetaria) - questi due atti consecutivi segnano di fatto il compimento della transizione al comunismo o almeno il suo culmine con Lenin in vita (in questo momento la sua idea di comunismo prevede, di propria iniziativa, ulteriori limitazioni alla libertà economica individuale, specie nel settore agricolo, che dovranno da lui essere accantonate ma che saranno realizzate dal suo successore molti anni dopo con la collettivizzazione, tanto che la proclamazione ufficiale del raggiungimento del comunismo avverrà solo nel 1951) - l'economia russa tocca il suo fondo (di fatto fino ad un certo momento ha potuto vivere "di rendita" coi "lasciti" del vecchio regime, esauritisi progressivamente)
- 29 novembre - Su volere di Lenin viene creato il Vchutemas, per la diffusione delle avanguardie artistiche; in sua relazione, il 1º dicembre sulla Pravda Lenin condanna il bogdanovismo ed il Proletkult come fonte di dissapori (fin dal 1917 la moglie vorrebbe fonderlo col suo ministero) - Kazimir Severinovič Malevič ne è entusiasta
- 29 novembre -  Invasione sovietica dell'Armenia: ufficialmente per contrastare l'avanzata dell'esercito turco (col quale è invece in combutta finanziandolo la RSFS russa da settembre) l'Armata Rossa provenendo dalla RSS azera entra nella Prima Repubblica di Armenia, che presa tra due fuochi e già sconfitta da precedenti conflitti regionali non è in grado di opporre resistenza, si arrende ed è costretta ad addivenire ad armistizio anche coi turchi e con gli azeri: termina così la guerra turco-armena e armeno-azera.
Con il Trattato di Alessandropoli firmato il 2 dicembre la Turchia riguadagna la linea di confine prebellica, l'Armenia perde i territori anatolici che gli erano stati assegnati dalla pace di Sèvres, ma si vede confermare il possesso di Nagorno-Karabakh, Naxçıvan, e Zangesur (prima inglobati nell'Azerbaigian in quanto occupati assieme ad esso dall'Armata Rossa) confermando il decreto del Kavbiuro del 3 luglio e perciò sconfessando quello successivo di Stalin che li assegnava all'Azerbaigian; il 25 dicembre la resistenza armena di Garegin Ter-Harutyunyan nei territori assegnati alla Turchia fonda la Repubblica di Syunik con capitale Tatev che si dichiara parte dell'Armenia
- dicembre - In seguito all'armistizio russo-polacco avviene una rivolta anti-sovietica nei territori bielorussi sgomberati dall'esercito polacco (rivolta di Sluck)
- dicembre - Polemiche in Italia per lo sbarco di profughi russi a Buccari e Cattaro (Jugoslavia)
- dicembre - Sergej Maslov (ex membro del PSR e presidente del Soviet panrusso dei deputati dei contadini nel 1917) fonda il partito contadino
- dicembre - La bolscevica "Repubblica dell'Estremo Oriente" cede la Kamčatka, Novo-Mariinsk e la costa di Okhotsk alla Russia sovietica
- 4-7 dicembre - Durante il congresso congiunto del KPD e dell'ala sinistra (scissasi ad ottobre riguardo alle polemiche sull'adesione al Comintern) dell'USPD, creazione del Partito comunista unito di Germania (VKPD; l'ala destra dell'USPD nel 1922 si riunirà al SPD dal quale l'USPD si era scisso nell'aprile del 1917; un gruppo minoritario raccolto intorno a Theodor Liebknecht rifiuterà la confluenza e manterrà in vita l'USPD, che otterrà solo lo 0,8% nelle elezioni del maggio 1924 e in seguito assieme a vari gruppi e personalità del marxismo e del socialismo rivoluzionario, nel 1931 concorrerà a costituire il Partito Socialista dei Lavoratori della Germania), del quale nel 1925 una parte seguirà Otto Strasser nell'adesione al nazismo, mentre la restante nel 1946 si fonderà con l'SPD nel Partito Socialista Unificato di Germania (SED)
- 5 dicembre - Si tiene in Grecia un referendum-farsa sul ritorno di re Costantino I (in seguito alla morte di suo figlio il 25 ottobre, il re Alessandro, ucciso da una scimmia) detronizzato nel 1917: vince il si col 99%
- 5 dicembre - La Repubblica dell'Ingria settentrionale annessa alla Russia in osservanza alla Pace di Tartu del 14 ottobre; il 10 l'intera Carelia è occupata dall'Armata Rossa, il governo careliano va in esilio in Finlandia
- 7 dicembre - Riforma agraria in Ungheria
- 8 dicembre - Fondato a Mosca l'Istituto di marxismo-leninismo
- 11 dicembre - Il Priamur'e incorporato nella Repubblica dell'estremo oriente
- 11 dicembre - La Čeka diffonde un preoccupante rapporto sulle rivolte contadine in corso; le città sono svuotate mentre le campagne sono percorse da figure macilente alla perenne questua di un tozzo di pane e di un riparo per la notte, tra cui molti orfani riuniti in bande (i famigerati "besprizornye")
- 15 dicembre - L'Austria è ammessa alla Società delle Nazioni
- 17 dicembre - Il Völkischer Beobachter, finora settimanale edito dalla "società Thule", viene ceduto al partito nazista del quale diviene organo di stampa
- 17 dicembre - La Società delle Nazioni riconosce la sovranità del Principato d'Albania
- 18 dicembre - Lenin annulla l'iniziativa di invasione della Georgia decisa dal Kavbiuro il 15
- 20 dicembre - Creato il Dipartimento degli Esteri (INO) della Čeka, diretto da Jakov Davydov
- 21 dicembre - Dopo le elezioni parlamentari in Estonia del 1920 (Partito Estone del Lavoro di Otto Strandman primo partito col 21,1% dei voti) del 29 novembre, entra in vigore la Costituzione dell'Estonia (scritta il 15 giugno) - primo "Anziano dello Stato" (riigivanem) è il Primo ministro laburista Ants Piip - dal 25 gennaio 1921 sarà Konstantin Päts
- 22-29 dicembre - VIII Congresso panrusso dei Soviet; Gleb Kržižanovskij presenta il piano GOELRO, primo piano industriale per la pianificazione dell'economia nazionale sovietica, incentrato sull'elettrificazione della Russia (approvato poi il 31 ottobre 1922) - al congresso partecipa anche Fëdor Dan come delegato dei menscevichi, criticando aspramente Lenin, mentre per il MPSR Volskij e Burevoy ripetono i concetti da loro espressi al precedente congresso
- 24 dicembre - "Natale di sangue", in seguito al trattato firmato il 12 novembre a Rapallo le truppe italiane entrano a Fiume cacciandone i militanti dannunziani per creare lo "Stato libero di Fiume"; D'Annunzio parte il 18 gennaio 1921
- 28 dicembre - Trattato di unione tra RSFS russa e RSS ucraina

## 1921
Stati nel mondo
- gennaio - Rivolte dell'Unione contadina contro la Russia sovietica nelle steppe di Ekaterinburg-Kulunda e nella regione di Ob
- gennaio-febbraio - In virtù del decreto del 29 novembre 1920, con un ultimo effimero guizzo liberticida in economia, una serie di retate della Čeka fanno chiudere gli ultimi mercatini rionali ancora attivi
- gennaio-marzo - Petljura dal suo esilio in Polonia prepara una grande rivolta anti-sovietica per aprile-maggio
- 8-21 gennaio - In relazione alla catastrofica situazione russa, si svolge una riunione dei membri del Komuč "in esilio", propedeutica a subentrare al governo di Lenin prevedendone un imminente crollo
- 9-11 gennaio - Nella guerra greco-turca l'offensiva greca contro Eskişehir e Dumlupınar[non chiaro] (Distretto di Dumlupınar) viene fermata dal colonnello Ismet Pascià nella prima battaglia di İnönü
- 14 gennaio - Su Vorwärts il socialdemocratico tedesco Eduard Bernstein torna ad accusare Lenin di aver ricevuto soldi dai tedeschi nel 1917
- 16 gennaio - Trattato di unione tra RSFS russa e RSS bielorussa
- 20 gennaio - La RSFS delle Montagne diviene RSSA della RSFS russa e le viene scisso il territorio del Daghestan al quale venendo aggregato il territorio del Terek dalla RSFS russa diventa Repubblica Socialista Sovietica Autonoma del Daghestan della RSFS russa; vengono ridefiniti anche i confini della RSSA kirghisa (lo saranno nuovamente il 10 giugno e il 1º ottobre)
- 20 gennaio - È emessa la nuova Costituzione della Turchia
- 22 gennaio - Nell'anniversario della "domenica di sangue" del 1905 (anniversario cui iniziò anche la rivoluzione di febbraio del 1917 e la guerra civile nel 1918), la proclamazione della riduzione di 1/3 della razione di pane nelle grandi città è la scintilla che fa iniziare scioperi e rivolte a Pietrogrado e Mosca
- 24-27 gennaio - Nell'Alikovskij rajon scoppia una rivolta contadina anti-sovietica (rivolta Chappanskoe)
- 25 gennaio - Aleksandra Kollontaj pubblica un articolo nel quale critica le politiche anti-sindacali di Lenin e soprattutto, pur senza nominarlo, del VSNČ (che de facto è il proprietario delle fabbriche) - il 27 febbraio il gruppo "Opposizione operaia" ne fa il suo manifesto. Lenin nel Ancora una volta sui sindacati, sulla situazione attuale e sugli errori di Trockij e Bucharin risponde imputando ai sindacati il crollo produttivo industriale (che in questi frangenti ha raggiunto regressivamente il minimo storico), accusandoli di aver incitato fin dal novembre 1917 "ogni operaio a ergersi a dirigente" ("classe lavoratrice sovietica") e di essersi per questo sempre opposti all'assunzione apposita di specialisti competenti rifiutandosi di riconoscerne il ruolo interno e boicottandone le direttive, creando così di conseguenza una classe dirigente incapace, e di fatto "un'industria senza più operai" dedita perlopiù al cosiddetto "blat"
- 26 gennaio - L'Intesa riconosce la Lettonia e la Georgia
- 28 gennaio - Il segretario del Partito comunista turco Mustafa Suphi e 14 membri del suo Comitato centrale (tornati di recente per partecipare alla guerra d'indipendenza turca a nome del Comintern) sono annegati nel Mar Nero vicino a Trebisonda dalla polizia turca
- febbraio - Con l'estensione alla zona di Tjumen' si allarga la rivolta contadina in Siberia occidentale ("Vandea siberiana") iniziata il 20 luglio 1920 per via dell'assurda pretesa leniniana di consegnare il grano arretrato a partire da giugno 1918 - perdurerà fino alla fine del 1922 - dal 9 la ferrovia transiberiana è bloccata per 15 giorni
- 1º febbraio - Duecento tibetani, mongoli e buriati, diretti da C. J. Tubanovym di Barghouti Luvsanom Saja e Lama tibetano camminano fuori dalla valle U-Bulan (a sud-est di Urga) a sud-ovest parte della montagna Bogdo-ula (a sud di Urga) per liberare dalla detenzione l'8º Bogd Gegen Agvaanluvsanchoyjindanzanvaanchigbalsambuu (noto come Bogd Khan - dal 1919 prigioniero del principe Darchin Ch'in Wang di Tusiyetu Khan Aimakdei vassallo dei cinesi), intronizzato khan della Mongolia il 29 dicembre 1911, all'atto dell'indipendenza della Mongolia dalla Cina della dinastia Qing - il 4 Ungern-Sternberg prende Urga ai cinesi e rifonda il Khanato di Mongolia
- 1º febbraio - Per attenuare la grave carenza di carbone ("crisi del combustibile", causata dal rifiuto della popolazione di sottostare al servizio di corvé stabilito dal decreto del 19 novembre 1919) Lenin decide di importarlo dall'estero
- 2 febbraio - Sconfitti i nemici esterni ma sull'orlo del collasso interno, in un'accesa seduta del Politburo viene proposto un cambiamento in senso liberista delle politiche economiche già caldeggiato da un anno da Trockij ma stavolta con fautore Bucharin (con una capriola ideologica essendo egli il medesimo che pianificò il comunismo di guerra, confermandosi vera eminenza grigia politica del governo di Lenin), suggerite dall'economista Nikolaj Dmitrievič Kondrat'ev; il 4 Lenin ordina la fine delle requisizioni in alcune province e l'8 conferma e preannuncia l'attuazione della mozione di Bucharin (definita "il crollo delle nostre illusioni" dallo stesso). Trockij ora se ne dice contrario poiché non corrispondenti a quelle da lui intese. In virtù di ciò il 22 dal VSNČ viene decretato il Gosplan (inizia ad operare dal 13 agosto), affidato a Kržižanovskij (già direttore del piano GOELRO), sottoposto al "Consiglio del lavoro e della difesa" (STO) ossia a Lenin
- 3-10 febbraio - Ribellione di Jampols'kyj presso Mohyliv-Podil's'kyj e Černivci in Bucovina da parte dei contadini "per il potere sovietico senza i comunisti e il Comune"
- 5 febbraio - Vernyj ribattezzata Alma-Ata
- 5 febbraio - In Cina la ferrovia Orientale Cinese (già occupata da marzo 1920 e dichiarata annessa a settembre) è trasformata nella cinese "Regione Speciale delle Province Orientali", non inclusa nell'amministrazione ordinaria ma affidata alla cricca filo-giapponese di Zhang Zuolin con giurisdizione su una "zona di esclusione" (una striscia larga 10-15 km attorno la linea ferroviaria) mettendovi a capo Zhu Qinglan
- 8 febbraio - Il funerale di Pëtr Alekseevič Kropotkin a Mosca si trasforma in una manifestazione anarchica contro il governo di Lenin
- 8 febbraio - In Ucraina riapre affidata a Fortunatov (ex membro del Komuč nel 1918 e passato coi bolscevichi a marzo 1920) la riserva zoologica di Askanija-Nova (esistente dal 1828), devastata e abbandonata durante la guerra civile
- 11-12 febbraio - Inizia una rivolta filo-armena e filo-sovietica nella regione georgiana del Borčalo (contesa dall'Armenia) - il 14 Lenin autorizza l'intervento della RSS armena intendendo usarla come paravento dell'invasione sovietica
- 13 febbraio - Dopo quello dell'11 dicembre 1920, di fronte al degenerare della situazione la Čeka diffonde un altro preoccupante rapporto sulle rivolte contadine, nel quale usa la definizione di "guerra civile" in corso - tra i firmatari Genrich Grigor'evič Jagoda, futuro terribile capo dell'NKVD stalinista
- 14 febbraio - Firmato un trattato di pace e amicizia tra Lituania e RSS ucraina in funzione anti-polacca
- 15 febbraio -  Invasione sovietica della Georgia: nonostante il trattato di Mosca del 7 maggio 1920 col quale i due paesi si riconoscevano reciprocamente, l'Armata Rossa dall'Azerbaigian entra nella menscevica Repubblica Democratica di Georgia; il 25 entrano a Tbilisi e viene proclamata la Repubblica Socialista Sovietica Georgiana.
Al contempo inizia un'insurrezione antisovietica in Armenia, con epicentro Erevan ("Rivolta di febbraio") da parte della Federazione Rivoluzionaria Armena di Simon Vratsian, che il 17 prende Ashtarak, Ejmiatsin, Garni, e Hrazdan; il 18 entra a Erevan - i bolscevichi e l'Armata Rossa si ritirano ad Artašat, da dove il 27 tentano di riprendere Erevan, ma il 1 marzo sono costretti a rinunciare
- 19 febbraio - L'invasione della Georgia induce Polonia e Francia a stipulare un'alleanza in funzione anti-sovietica
- 21 febbraio - Si apre la prima parte della II conferenza di Londra per rivedere il trattato di Sèvres; sospesa il 12 marzo con un nulla di fatto
- 21 febbraio - Nella Persia preda del caos della Rivoluzione costituzionale (il paese è di fatto "governato" dall'Anglo-Iranian Oil Company) Reza Pahlavi partendo da Qazvin marcia su Teheran con la sua brigata cosacca persiana (della quale ha preso il comando a ottobre 1920) senza quasi incontrare resistenza e mette a capo di un governo anti-britannico Ziya al-Din Taba'taba'i (del quale Reza Pahlavi è ministro della guerra); il 26 la Persia stipula una pace con la RSFS russa, la quale rinuncia a tutte le concessioni ottenute dal regime zarista e afferma la non ingerenza reciproca (in ragione di ciò in settembre i sovietici si ritirano dal Gilan); il 6 aprile viene concluso un ulteriore trattato di amicizia sovietico-persiana
- 24 febbraio - Lenin lancia una furiosa invettiva contro "il banditismo kulako" a suo dire fomentato dagli esuli del PSR; il 25 in seguito agli scioperi operai che a partire dal 22 gennaio hanno scombussolato Pietrogrado e Mosca è proclamato lo stato d'assedio a Pietrogrado e il 28 sono eseguite dalla Čeka retate di membri del PSR
- 25 febbraio-3 marzo - V Congresso panucraino dei Soviet a Charkiv
- 27 febbraio - A Vienna su iniziativa degli "austro-marxisti" è fondata l'Unione dei Partiti Socialisti per l'Azione Internazionale, detta anche "Internazionale di Vienna" o, spregiativamente, "Internazionale 2½", antagonista all'Internazionale comunista
- marzo - Nei territori della costa di Okhotsk passati a dicembre 1920 alla Russia sovietica scoppia una rivolta che si estende anche alla parte orientale della Jakutia, guidata dal generale bianco Valerian Ivanovič Bochkarev
- 1º-17 marzo - A culmine degli scioperi iniziati il 22 gennaio e che hanno scombussolato Pietrogrado e Mosca determinandone la messa in stato d'assedio, a Kronštadt parte una rivolta antisovietica ad opera dei marinai; Lenin la definisce "una delle situazioni più pericolose affrontata finora, indubbiamente più pericolosa di Denikin, Judenich e Kolčak messi insieme"; il conseguente bombardamento della base da parte dell'Armata Rossa comandata da Tuchačevskij ed ordinato da Trockij è visto da alcuni storici come l'evento che pone fine alla fase candida del periodo rivoluzionario in Russia; da parte anarco-comunista essa viene interpretata come una 4º rivoluzione vera e propria (dopo quella del 1905, di febbraio, e d'ottobre), fallita, vedendo in tale evento molto più che il caso localizzato e contingente al quale apparentemente si riduce storiograficamente. Una 4º rivoluzione, tentata come soluzione alle distorsioni indotte dalle politiche di Lenin ed alle conseguenti rivolte contadine e recentemente di scioperi operai; tentativo che nelle intenzioni, rovesciando i bolscevichi, avrebbe dovuto far andare il paese in direzione diametralmente opposta a quella delle "liberalizzazioni" recentemente indicata da Lenin, e quindi instaurare il comunismo definitivo evolvendo il comunismo "di guerra" attuando innanzitutto la collettivizzazione delle terre vero nervo scoperto del governo di Lenin come causa delle relative continue rivolte contadine. L'8 dall'esilio (dove si trova dal settembre 1920) giunge a Tallinn (Estonia) Victor Černov (capo del PSR) pronto a prendere le redini della rivolta di Pietrogrado, suscitando l'indignazione degli stessi rivoltosi (i cui propositi vanno in direzione diametralmente opposta rispetto a quelli del PSR, e sono ben lungi dal condividerne). Viene anche ricreato, su iniziativa di M. A. Ginzburg (membro dell'"Ufficio Centrale Organizzativo" del MPSR), il "Centro Politico", come futuro governo del PSR, con a capo Volskij (motivo per cui gli altri membri del MPSR ne propongono l'espulsione, alcuni dei quali escono dal MPSR ed aderiscono al PC russo, tra cui Liberman): in conseguenza, il PSR è reso nuovamente e definitivamente illegale, ed i suoi membri in Russia sono arrestati
- 2 marzo - In Istria la filo-slava e comunista Repubblica di Albona secede dall'Italia (soppressa l'8 aprile); in corso è anche la vicina Ribellione di Proština
- 3 marzo - Dopo la rottura delle relazioni seguita al consenso sovietico della cessione della Bessarabia, siglata una nuova alleanza tra Polonia e Romania, diretta contro la Russia sovietica
- 4 marzo - Nell'ambito dell'invasione della Georgia, in Abcasia l'Armata Rossa provenendo da nord entra a Sukhumi dove viene fondato il Partito Comunista d'Abcasia e proclamata la Repubblica Socialista Sovietica di Abcasia da Efrem Ešbal. Il 10 con la presa di Kutaisi la conquista sovietica della Georgia è completata. Lenin vorrebbe favorire alla Georgia una certa autonomia in particolare mantenendo l'opposizione menscevica, notando la loro notevole forza (alle elezioni del 14 febbraio 1919 per l'Assemblea costituente georgiana il Partito Menscevico di Noe Zhordania ottenne l'81,5% dei voti) a fronte della posizione debole dei bolscevichi di Filipp Macharadze, e timoroso delle conseguenze internazionali (dati i rapporti che la Georgia aveva tessuto con molti paesi) e della possibile crisi con la Turchia - da ciò inizia un primo dissidio tra lui e Stalin ("questione georgiana") il quale invece sollecita l'immediata sovietizzazione del suo paese natale ed inizia agendo in segreto anche tramite il suo sgherro Ordžonikidze ad attuarvi una progressiva influenza che culminerà col suo arrivò a Tbilisi il 6 luglio (per partecipare alla "conferenza di Tbilisi") sostituendo d'imperio Macharadze con Polikarp Mdivani
- 4 marzo - Gli USA diventano isolazionisti col nuovo presidente Warren Gamaliel Harding al posto di Wilson, e con la rimozione dal Dipartimento della giustizia dei suoi fomentatori, viene messo fine alla "paura rossa" che ha caratterizzato il periodo precedente. Viene evacuata la missione USA nell'Armenia ex turca, che rimane così in balìa dei turchi, che difatti il 7 entrano in Agiaria (dopo averne intimato la cessione con un ultimatum il 23 febbraio in previsione dell'evacuazione americana) e l'11 marzo occupano Batumi
- 8-16 marzo - Nel pieno della rivolta anti-sovietica "antonovščina" (la più estesa e pericolosa dalla rivoluzione di ottobre, la prima organizzata militarmente, che ora assieme alla siberiana "Rivolta di Tjumen'" coinvolge quasi mezza Russia etnica estendendosi a est verso Samara, Saratov, Caricyn) e della rivolta anarchica dei marinai di Kronštadt, si svolge il X Congresso del Partito Comunista Russo; Lenin introduce la nuova politica economica (già preannunciata l'8 febbraio al Politburo - il termine usato per definirla entrerà in uso solo qualche mese dopo) che sostituisce il sistema precedentemente in vigore e che da ora in avanti verrà chiamato comunismo di guerra.

Torna l'emissione di nuovo denaro (i rubli "Kerenskij" già esistenti hanno continuato sempre a circolare pur diminuendo progressivamente di valore e quindi di massa complessiva, e l'azienda di stato Goznak stampava già valori bollati dal 6 giugno 1919 spesso usati dalla popolazione all'uopo di moneta), inizialmente buoni non convertibili (poiché l'obiettivo dichiarato del governo sovietico rimaneva ancora ufficialmente quello di costruire una società comunista in cui non ci sarebbero stati soldi, obiettivo del quale maggior ideologo è stato Bucharin) denominati "sovznaki" (abbreviazione di "sovetskie znaki", ossia "buoni sovietici"), successivamente (dal 1º novembre 1922, a seguito di riforma monetaria) affiancati da valuta vera e propria denominata "červonec" (in italiano, desueto: cervone); le requisizioni (prodrazvyorstka) sono quindi sostituite da imposte computate e versate in certificati cartacei od in natura ("prodnalog") - scemano così le rivolte contadine inerenti. Viene abolito il lavoro coatto e militarizzato (il quale aveva progressivamente assunto la forma di vera e propria schiavitù e servitù della gleba causa anch'esso di rivolte e scioperi al pari delle requisizioni) e sostituito da quello salariato; nelle fabbriche e negli impianti viene introdotta la contabilità dei costi ("chozrasčët"), ed il loro sistema dirigenziale basato sui caporioni viene sostituito da consigli di amministrazione di nomina ministeriale; la libertà di commercio viene ristabilita (riaprono i mercatini rionali chiusi dalla Čeka tra gennaio e febbraio) e quella di impresa viene confermata ma rimane la proibizione dell'utilizzo di manodopera dipendente (che verrà poi liberalizzato nel 1925).
Sebbene Lenin avesse inizialmente inteso la NEP come una fase di reflusso solo provvisoria e contingente indotta dall'emergenza, il sistema inizialmente praticato (poi chiamato "comunismo di guerra" per contraddistinguerlo) non fu più ripristinato; per questo, nonostante Karl Marx non abbia mai indicato precisamente in cosa dovesse consistere in pratica il sistema comunista, gli interpreti marxisti "puristi" (in primis il "maestro" stesso di Lenin, Karl Kautsky) ritengono che l'abbandono del comunismo di guerra basato sul metodo distributivo del razionamento e sul modo di produzione collettivista (ossia secondo loro del comunismo tout court, da evolvere in seguito ma non abbandonare totalmente come, secondo questa interpretazione, invece fece Lenin) abbia rappresentato l'abbandono del sistema comunista stesso, non considerando essi più tale quello che ne seguì ma solo un capitalismo di stato sminuito come "leninismo" (da cui marxismo-leninismo) e "Stato operaio degenerato" ritenendo essi assolutamente imprescindibile dal sistema comunista l'abolizione del concetto stesso di "unità di conto" conseguentemente rappresentato dal denaro nel suo utilizzo come mezzo di scambio e di accumulazione di valore ("capitale") e quindi inconciliabile con il comunismo la sua esistenza che Marx implicitamente non avrebbe contemplato. Alla liberalizzazione economica corrisponde però un inasprimento fanatico su tutto il resto, rendendo così palese il suo essere una mera toppa al rischio di un paventato "termidoro bolscevico". Difatti di fronte alle perplessità (Trockij, che assieme a Bucharin allo stesso tempo denigra come "feticcio" il concetto stesso di "democrazia") emerse già in sede di proposta (si apre una vivace discussione sul ruolo dei sindacati sotto tale sistema), viene proibito il frazionismo ed è fatto divieto di ogni opposizione interna al partito, per cui le fazioni vengono dichiarate sciolte, tra cui il gruppo di centralismo democratico, ed è messa al bando definitivamente la fazione menscevica (per cui Martov, esule da ottobre 1920, decide di non tornare in Russia, mentre Dan viene arrestato e nel 1922 verrà espulso dal paese). Le critiche della Kollontaj sono derise da Lenin, il quale invita all'unità nel partito e condanna le deviazioni "sindacal-anarchiche" delle quali accusa la Kollontaj. Viene stabilito che "il partito" è "al di sopra di tutto" ("totalitarismo"), e, sulla base di quanto stabilito, entro maggio il partito prende il controllo dei sindacati. Lo storico russo Sergej Alekseevič Pavljučenkov definirà la NEP "Brest-Litovsk contadina" (ossia resa bolscevica ai contadini).
Viene ratificata la Commissione Centrale di Controllo (CCC, creata il 25 settembre 1920), organo disciplinare del Partito Comunista, che inizia così ad operare, diretta da Viktor Nogin.
Contemporaneamente al Congresso si svolgono in tutto il paese le elezioni per i delegati del IX Congresso panrusso dei Soviet (previsto a fine anno), nelle quali, con un'affluenza inferiore al 30% (si consideri inoltre che la Costituzione vigente del 1918 esclude minuziosamente dal diritto di voto tutte le categorie potenzialmente anti-bolsceviche), il Partito Comunista Russo ottiene il 93,37% dei voti mentre il 6,63 va ad altri partiti (saranno le ultime vere elezioni tenutesi in Russia, fino alla caduta del comunismo nel 1991)
- 9 marzo - A seguito della defezione americana dall'area, con il Trattato di pace di Cilicia terminano i combattimenti nella guerra franco-turca (ma le questioni rimangono aperte) - il 12 ha invece successo l'accordo italo-turco di Londra, che prevede l'evacuazione di Adalia (gli ultimi italiani partiranno il 5 luglio) e la smobilitazione del Corpo di spedizione italiano in Sinai e Palestina; l'Italia mantiene però il Dodecanneso (Isole italiane dell'Egeo, che secondo il Trattato di Losanna del 1912 avrebbero dovuto essere restituite agli ottomani e poi secondo il successivo Accordo Tittoni-Venizelos del 1919 ai greci) e il diritto di sfruttare il bacino carbonifero di Ereğli
- 13 marzo -  La Mongolia viene proclamata una teocrazia indipendente e Ungern-Sternberg ne diviene il dittatore militare e il lama religioso; il 2 aprile dopo aver cacciato i cinesi il paese è interamente nelle sue mani; al contempo i comunisti mongoli creano un governo rivoluzionario popolare provvisorio, che proclama apertamente un'alleanza con la RSFS russa; il 18 l'Armata Rossa della repubblica dell'Estremo Oriente attacca la Mongolia di Ungern-Sternberg presso Troickosavsk; contemporaneamente l'Esercito Popolare Mongolo (fondato il 9 febbraio nell'ambito della rivoluzione mongola del 1921) di Damdiny Sùchbaatar attacca i cinesi a Khüree e li espelle dalla città di Maimachen nel Distretto di Altanbulag (Sėlėngė)
- 16 marzo - Trattato di pace tra Turchia e RSFS russa (Trattato di Mosca) - sostituisce il precedente Trattato di Brest-Litovsk del marzo 1918 (dichiarato decaduto nel novembre 1918 senza venir finora sostituito); la Turchia cede l'Adjaristan (che aveva occupato tra il 7 e l'11), nel quale il 19 l'Armata Rossa entra a Batumi (dove il 16 luglio fonda la Repubblica Socialista Sovietica Autonoma d'Agiaria); la RSS del Naxçıvan diviene RSSA del Naxçıvan della RSS armena; il trattato definisce anche i confini interni tra le repubbliche sovietiche caucasiche, che rimedia alle conseguenze delle varie guerre combattutevi; il 21 è riaperta l'ambasciata armena a Tbilisi.
Il 17 la Georgia si arrende e cessa ogni resistenza; Nikolaj Semënovič Čcheidze a Costantinopoli crea un Governo Nazionale georgiano in esilio affidato a Noe Zhordania, ultimo baluardo menscevico rimasto dopo la repressione in Russia seguita alla rivolta di Kronštadt, riconosciuto il 28 dalla Liberia e il 12 maggio dal Messico, esistente fino al 1953; con questo atto scompare dalla scena il menscevismo
- 16 marzo - Firma a Londra del primo importante accordo commerciale britannico-sovietico; presupposto chiesto dai britannici è la rinuncia da parte russa a diffondere il comunismo nell'Afghanistan al quale i britannici devono formalizzare l'indipendenza dopo l'armistizio del 19 agosto 1919 (il patto sarà violato solo nel 1978 con la nascita della Repubblica Democratica dell'Afghanistan)
- 18 marzo - Pace di Riga tra Polonia e RSFS russa e tra Polonia e RSS ucraina, a nord sono confermati i confini raggiunti dagli eserciti (escluso il pattuito e già avvenuto ritiro polacco da Minsk e da alcune altre aree), mentre a sud quelli stabiliti dal Trattato di Varsavia tra Polonia e Ucraina; saranno riconosciuti dalla Conferenza degli Ambasciatori il 15 marzo 1923 e diventano i confini che rimarranno in vigore fino al 1939; essi lasciano in territorio polacco 4 milioni di ucraini e 1,5 milioni di bielorussi; fino a tutto il 1922 vi avvengono rivolte nazionalistiche anti-polacche. L'Armata Rossa ora controlla tutto il territorio ucraino eccetto il Territorio Libero degli anarchici e alcune sacche lungo il confine con la Polonia dove permangono residue forze armate di Petljura; la firma del trattato manda a monte il piano di Petljura di una grande rivolta anti-sovietica per aprile-maggio. Il trattato accelera il riavvicinamento tra RSFS russa e Germania sotto la guida di Hans von Seeckt e Viktor Kopp che prende forma limitatamente all'ambito dell'industria bellica con un accordo formale il 7 aprile (avvio del percorso che porterà nel 1939 al Patto Molotov-Ribbentrop ed alla Campagna di Polonia) per l'installazione nel territorio russo di industrie belliche tedesche (tra le quali la Bersol a Ivaščenkovo per la produzione di gas tossici)
- 20 marzo - Ha luogo il Plebiscito dell'Alta Slesia, che vota per rimanere tedesca (60%, ma nella parte orientale prevalgono i voti per la Polonia); fino a luglio si susseguono rivolte polacche (3ª rivolta della Slesia)
- 23-31 marzo - Con lo sfondamento delle linee greche nella seconda battaglia di İnönü (dopo quella che l'11 gennaio ne aveva fermato l'avanzata verso Angora) i turchi iniziano a riconquistare i loro territori avanzando verso Afyonkarahisar
- 25 marzo - Si verifica il primo degli svariati tentativi di restaurazione di Carlo IV d'Ungheria con un fallito colpo di Stato per restaurare la monarchia asburgica in Ungheria
- 30 marzo - Fallito colpo di Stato anti-sovietico a Vladivostok, i golpisti colonnello Gludkina e Nikolaj Aleksandrovič Lochvickij sono arrestati dai giapponesi
- 1º aprile - In Germania soffocata dal governo di Weimar la rivolta comunista denominata "Märzkämpfe in Mitteldeutschland" ("Azione di Marzo") iniziata su ordine del Comintern il 17 marzo: fine dell'emergenza comunista nel paese - provocando enorme delusione in Russia essendo la Germania il paese sul quale avevano da sempre riposto le maggiori speranze di espansione della rivoluzione; il tedesco Paul Levi è espulso dal Comintern - Lenin rispolvera l'idea di una convergenza coi socialisti ("frontismo") invece che coi nazionalisti, venendo in contrasto con la linea di Trockij, il quale cerca di scaricare le colpe su Zinov'ev come presidente del Comintern attirandosi ulteriori inimicizie
- 2 aprile - Sun Yat-sen fonda a Canton un governo indipendente (Governo della Repubblica di Cina di Canton) che chiede l'appoggio del PC cinese e della RSFS russa tramite Michail Markovič Borodin
- 2 aprile - Dopo una grande offensiva iniziata il 24 marzo le forze sovietiche entrano a Erevan e stroncano l'insurrezione iniziata il 15 febbraio: viene proclamata ufficialmente la Repubblica Socialista Sovietica Armena; i leader armeni fuggono in Persia e la resistenza armena anti-turca e anti-sovietica nella "Repubblica di Syunik" si dichiara indipendente rifondando la Repubblica dell'Armenia montanara (che il 1º luglio Simon Vratsyan rinominerà "Repubblica di Armenia") e il 27 conquista una parte di Nagorno-Karabakh
- 2 aprile - In Persia fondato il filo-britannico Governatorato autonomo del Khorasan (sarà rioccupato dalla Persia il 6 ottobre)
- 5 aprile - Vrangel' fonda a Costantinopoli (dove è esule da novembre 1920) il Consiglio russo (con sede nell'ambasciata russa e riconosciuto dai paesi occidentali come governo della Russia), nuovo governo in esilio dei russi bianchi. Circa 2.500 esuli decidono di tornare in Russia con la promessa leniniana di un'amnistia, venendogli messa a disposizione la nave turca "Reshid Pascià". Sbarcati a Novorossijsk, la maggior parte di loro viene trucidata ferocemente sul posto, mentre i rimanenti vengono deportati in campi di concentramento
- 6 aprile - Dopo che il 3 marzo a Troickosavsk è stato fondato il Partito del Popolo Mongolo (sulla base del Partito Rivoluzionario del Popolo Mongolo nato a Irkutsk il 25 giugno 1920), lo Stato di Buriazia-Mongolia soppresso dall'Armata Rossa della repubblica dell'Estremo Oriente
- 20 aprile - Con l'unificazione delle ferrovie della Transcaucasia su volontà di Stalin inizia un processo di unificazione amministrativa ed economica tra le RSS armena, azera e georgiana, provocando risentimento tra i bolscevichi georgiani, contrari
- 21 aprile - Viene creata a Mosca l'Università comunista dei lavoratori orientali (nel 1925 dopo la morte di Sun Yat-sen diventerà Università Sun Yat-sen di Mosca) - il 28 novembre quella delle minoranze nazionali occidentali
- 23 aprile - L'alleanza tra Cecoslovacchia e Romania allarga la "Piccola intesa" anti-ungherese col Regno dei Serbi, Croati e Sloveni nata il 14 agosto 1920
- 24 aprile - Il Tirolo vota per l'annessione alla Germania; il 25 maggio idem il Salisburghese - entrambi i plebisciti non saranno riconosciuti dal governo austriaco
- 25 aprile - Riforma agraria in Bulgaria ad opera del socialista Stambolijski
- 26 aprile - Il presidente turco Kemal prende contatti con la RSFS russa per un'alleanza contro l'Intesa, in cambio assicura la neutralità turca sul Caucaso
- 27 aprile - Tuchačevskij (l'autore della repressione della rivolta di Kronštadt) inviato con 50.000 soldati a sostenere Antonov-Ovseenko nel reprimere brutalmente la rivolta "antonovščina"; dal 12 giugno fanno usare i gas asfissianti contro i rivoltosi nascosti nelle foreste
- maggio - Nonostante la defezione polacca Petljura tenta di sollevare una serie di rivolte: il paese fino a novembre è in preda all'anarchia tra centinaia di bande armate che imperversano facendo strage soprattutto di ebrei (dato che quasi tutti i comunisti ucraini sono ebrei)
- 5 maggio - Ultimatum dei paesi dell'Intesa che richiede alla Germania di riconoscere l'importo totale delle riparazioni e di pagare immediatamente la prima rata - tale atto rinsalda ulteriormente il legame tra Germania e RSFS russa: il 6 avviene il reciproco riconoscimento diplomatico ufficiale ed è firmato un accordo commerciale; il 10 in segno di protesta contro l'ultimatum della II Conferenza di Londra sulle riparazioni ai danni di guerra si dimette il governo di Fehrenbach (Zentrum) e va al governo Karl Joseph Wirth (Zentrum), che l'11 accetta l'ultimatum, ma il 23 crea un esercito permanente in Germania
- 6-19 maggio - Al congresso del PC azero a Baku viene adottata la prima costituzione della RSS Azerbaigian
- 8 maggio - A Bucarest è fondato il Partito Comunista Rumeno da parte di Gheorghe Cristescu; il 14 a Praga il Partito Comunista di Cecoslovacchia ad opera di Václav Šturc
- 12 maggio - Un tribunale britannico decreta la non sequestrabilità dei beni russi a favore di creditori regressi, di fatto avallando giuridicamente il rifiuto sovietico di riconoscere i debiti zaristi
- 21 maggio - Roman von Ungern-Sternberg dal suo reame in Mongolia tenta di riprendere la Buriazia; dopo alcuni primi successi riportati tra maggio e giugno, viene definitivamente respinto e i sovietici entrano in Mongolia il 28 giugno e tra luglio (il 6 luglio prendono Urga) e nonostante una effimera vittoria nel datsan Gusinoozersky il 1º agosto, viene poi sconfitto
- 22-29 maggio - Si tiene il processo contro i leader e gli attivisti del PSR ucraino (il più eminente degli imputati è Vsevolod Holubovyč): sono emesse condanne a 5-10 anni di carcere (poi amnistiate a ottobre)
- 24-26 maggio - Nella Repubblica dell'Estremo Oriente le armate bianche Kappelevcij insaccate, assieme a esuli giunti da Harbin e dal Giappone attuano un nuovo (dopo quello fallito del 30 marzo) colpo di Stato anti-sovietico (Nikolaj Dionis'evič Merkulov e Dmitrij Lebedev) e prendono il controllo del territorio di Chabarovsk fondando il Governo provvisorio del Priamur'e comprendente la ex Repubblica Ucraina dell'Estremo Oriente presso la foce del fiume Amur e il territorio marittimo con il suo centro nella città di Vladivostok, mentre partendo dalla Manciuria Nikol'sk-'Ussurijskij, Spassk, Grodekovo e Razdolnoe sono prese dai bianchi di Rozanov tornato apposta dal Giappone (esercito Belopovstančeskaja); il 1º giugno viene creata dai bianchi la "Commissione di Riconciliazione russo-giapponese" che in pratica viene a segnare il guastarsi delle relazioni tra giapponesi e sovietici; il sovietico Comitato rivoluzionario trasferisce il potere al bianco Consiglio del Congresso; a sua volta, il Consiglio formato da sé stesso e composto da cinque persone: i fratelli Merkulov, Efraim, Makarevich e Anderson; comandante è stato nominato luogotenente generale Hryhorij Opanasovyč Veržbyc'kyj; Comandante della Flotta del Pacifico (a luglio) viene nominato l'ammiraglio Stark
- 26-28 maggio - X Conferenza del Partito Comunista Russo (bolscevico)
- 29 maggio-6 giugno - In previsione dell'imminente caduta del regime bolscevico russo, si tiene a Bad Reichenhall il I° congresso dei nostalgici zaristi
- giugno - I guerriglieri della foresta appaiono al confine finlandese nella Carelia sovietica
- giugno - La regione di Tuva (russa dal 1914 ma ora occupata dai cinesi) viene presa dall'Armata Rossa
- 1º giugno - La Costituzione Polacca di Marzo (scritta il 17 marzo) sostituisce la precedente del 1919 e concede i diritti civili agli ebrei; rimarrà in vigore fino al Rinnovamento di Agosto del 2 agosto 1926 seguito al Colpo di Stato di maggio del 14 maggio 1926 che darà il potere dittatoriale a Piłsudski
- 6 giugno - Rivolta anti-polacca nel territorio Lemko
- 7 giugno - L'alleanza tra Romania e Regno dei Serbi, Croati e Sloveni chiude il cerchio della "Piccola intesa" anti-ungherese nata il 14 agosto 1920 e la rivolge così anche contro la Bulgaria
- 11 giugno - In Lettonia sono giustiziati i comunisti lettoni arrestati nel maggio 1919 - il 19 Zigfrīds Anna Meierovics diventa Primo ministro al posto di Ulmanis (che lo deteneva dall'indipendenza)
- 13 giugno - Entra in servizio il primo vagone ferroviario dotato di raffreddamento a turbina ideato dall'ingegnere analfabeta Valerian Abakovskij
- 13 giugno - Con un decreto il Presidium del Vcik riorganizza il proprio apparato
- 14 giugno - L'Armata Rossa iniziando da Viljujsk entra in Jacuzia
- 22 giugno-12 luglio - Si tiene a Mosca il III Congresso dell'Internazionale Comunista; il 5 luglio Aleksandra Kollontaj prende la parola, attaccando amaramente le politiche del governo sovietico, denunciando le influenze borghesi e burocratiche sulle istituzioni sovietiche e sullo stesso partito e avvertendo che la NEP minaccia di disilludere i lavoratori, per rafforzare i contadini e la piccola borghesia, facilitando la rinascita del capitalismo, propugnando in sua sostituzione il completo controllo sulle fabbriche e sull'economia in generale da parte degli operai sindacalizzati - Lenin propone l'idea di un'alleanza coi socialisti rispolverata dopo il fallimento dell'insurrezione in Germania in marzo: viene approvata contro il volere di Trockij (che continua a propendere per allearsi coi nazionalisti)
  - 3-19 luglio - Si tiene anche il I Congresso Mondiale dell'Internazionale sindacale rossa (Profintern, affidata a Solomon Lozovskij) istituita dal Comintern in contrapposizione alla Federazione sindacale internazionale (espressione sindacale dell'"Internazionale di Berna" di matrice social-democratica) ed in sostituzione del precedente Consiglio sindacale internazionale (esistente dal luglio 1920 e guidato sempre da Lozovskij)
- 5 luglio - La Repubblica di Armenia ("dell'Armenia montanara" fino al 1º luglio) si arrende all'Armata Rossa
- 6 luglio -  Urga è presa dai sovietici dell'estremo oriente che il 10 vi insediano un mongolo governo popolare guidato dal primo ministro mongolo Dogsomin Bodoo (il 7 gennaio 1922 è accusato di cospirazione e rimosso dal suo incarico): l'indipendenza della Mongolia è solennemente proclamata l'11 luglio
- 10 luglio - Inizia il terzo attacco greco contro la Turchia: vengono presi Afyonkarahisar il 13, Kütahya il 17, ed Eskişehir il 20, a 400 km dal punto di partenza Smirne; dal 14 agosto i greci tentano di marciare su Ankara (distante 80 km)
- 13 luglio - Un articolo di Maksim Gor'kij porta il mondo a conoscenza della carestia che sta colpendo la Russia sovietica (soprattutto la regione del Volga e del fiume Ural) a causa dell'inefficienza della politica economica comunista che causa la morte di circa 6 milioni di persone; il 21 il Vcik permette la creazione del Pomgol (Comitato pubblico panrusso per l'aiuto degli affamati) - il 23 l'"American Relief Administration" di Herbert Hoover risponde all'appello ed il 25 il pomgol accetta l'offerta di aiuti americani: di fronte alla condizione di distribuzione diretta degli aiuti Lenin (che intendeva poterne disporre la gestione a sua discrezione) è furioso ed il 27 agosto fa arrestare i dirigenti del pomgol con l'accusa di cospirazione anti-sovietica, dopo aver egli stesso avallato l'accettazione dell'aiuto americano il 21 agosto a Riga tramite Maksim Litvinov - in questo frangente giunge in Russia l'affarista comunista americano di origine russo-ebraica Armand Hammer (il "capitalista personale di Lenin", colui per il quale Lenin coniò il modo di dire "utile idiota"), tramite la cui intermediazione già il 25 agosto viene venduto all'estero l'oro rastrellato in Russia dai bolscevichi
- 14 luglio - Riforma agraria in Romania (limitatamente ai territori della "Vecchia Romania": Valacchia e Moldavia occidentale)
- 17 luglio -  Una parte dell'Albania (Distretto di Mirdizia) con l'appoggio jugoslavo si dichiara cattolica Repubblica di Mirdita (fino al 20 novembre)
- 19 luglio - La rivolta "antonovščina" è dichiarata terminata - Trockij emette la revoca delle misure straordinarie. Secondo alcuni storici questa data indica la fine del periodo della rivoluzione russa, che decreta la vittoria e l'assestamento definitivo del potere bolscevico - alla fine le vittime della repressione dell'"antonovščina" sono stimate in 240.000. Aleksandr Stepanovič Antonov rimarrà latitante fino al 24 giugno 1922, quando sarà ucciso dalla GPU nei pressi del villaggio di Šibrjaj vicino a Borisoglebsk - secondo molti autori la fine delle rivolte non è da attribuirsi tanto alla NEP, quanto alla carestia che esanima i contadini rivoltosi - la disaffezione contadina verso il governo di Lenin è indicata dalla bassa affluenza alle elezioni per i soviet nelle aree rurali tra il 1922 e il 1925: 20-30%
- 21 luglio - Termina la 3ª ed ultima rivolta della Slesia iniziata il 20 marzo
- 21 luglio - In seguito all'omicidio di Milorad Drašković viene messa fuori legge la Lega dei Comunisti di Jugoslavia
- 23-31 luglio - Su iniziativa dell'inviato del Comintern Grigorij Voitinskij (in Cina dal giugno 1920 per organizzarvi il Partito Comunista Cinese) a Shanghai si tiene il I Congresso nazionale del Partito Comunista Cinese (fondato formalmente il 1 luglio, ma de facto esistente dal 1º agosto 1920 e retto finora da Li Dazhao del "Movimento di nuova cultura"): i 12 partecipanti eleggono Segretario dell'Ufficio Centrale Chen Duxiu (che con Dazhao è stato l'anima del "Movimento del 4 maggio" del 1919), il I Ufficio centrale del Partito Comunista Cinese, e promulgano la Costituzione del Partito Comunista Cinese

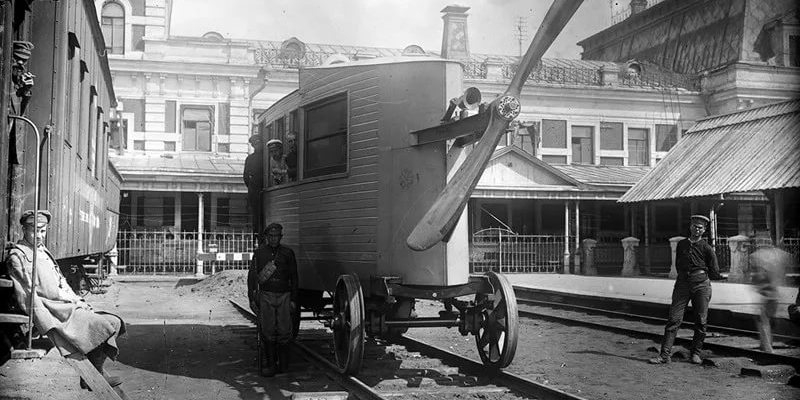
L'Aerowagon

- 24 luglio - Deraglia l'Aerowagon dell'ingegnere autodidatta Valerian Abakovskij durante il suo viaggio inaugurale a Serpuchov provocando decine di morti (tra i quali Fëdor Andreevič Sergeev) - era stato presentato come il fiore all'occhiello della tecnologia comunista
- 26 luglio - Boldyrev è nominato "Presidente compagno" della bianca "Assemblea popolare dell'Amur"
- 26 luglio - In osservanza del Trattato del Trianon l'Ungheria riconosce l'autorità della Cecoslovacchia sulla Rutenia (che sarà ufficializzata dalla Cecoslovacchia solo nel 1928)
- 27 luglio - Inizia una campagna per la purificazione del PC russo
- 29 luglio - Adolf Hitler diventa presidente del NSDAP al posto di Drexler - il 3 agosto crea la "società sportiva" Sturmabteilung. Drexler per ripicca diffonde un dossier che, inizialmente insospettito da alcuni indizi, ha iniziato a raccogliere nel corso dei mesi precedenti nel quale si trovano le prove della consapevolezza di Hitler sulle sue origini ebraiche
- agosto - Si tiene a Samara illegalmente il VII congresso del PSR: i membri del partito sono esortati ad astenersi da azioni estremiste contro il governo sovietico
- agosto - Una spedizione scientifica inviata da Lenin per esplorare il territorio e condotta da Nikolaj Nikolaevič Urvancev, installa la propria base in quella che diventerà la città di Noril'sk, e vi scopre grandi risorse minerarie
- 5 agosto - Mentre i greci dal 10 luglio avanzano verso Angora, Mustafa Kemal viene eletto Generalissimo dalla Grande Assemblea Nazionale della Turchia, con pieni poteri per tre mesi. Dal 20 si svolgono i Processi di Amasya, fino al 21 settembre
- 11 agosto - La Mongolia è interamente occupata dai sovietici dell'estremo oriente che stroncano così il reame lamaista del crudele barone Roman von Ungern-Sternberg.  Il 14 nella parte altaica di territorio della Mongolia (ex Repubblica dell'Urjanchai) occupato a giugno dai sovietici russi (ossia non da quelli dell'estremo oriente) viene creata la Repubblica Popolare di Tannu Tuva (che rimarrà indipendente fino al 1944) dopo una battaglia presso il villaggio di Ataman-Nikolskaja il 12 agosto; il 21 l'ex imperatore della Mongolia barone Roman von Ungern-Sternberg, tradito dai comunisti mongoli che finora erano suoi alleati, è arrestato dai sovietici; il 15 settembre sarà processato e fucilato a Novonikolaevsk - tuttavia l'intera serie delle sue azioni apparentemente "folli" e sicuramente controproducenti ai bianchi faranno sospettare alcuni storici che egli avesse sempre (fin dal 1917) agito di concerto col governo di Lenin, al pari del suo superiore Semënov (del quale invece l'intelligenza coi bolscevichi è accertata)
- 14-25 agosto -  I territori ungheresi della Bačka e Baranya (occupati dal 1º agosto 1919 dall'esercito jugoslavo) attuano un'effimera indipendenza come Repubblica serbo-ungherese di Baranya-Baja, che in osservanza del Trattato del Trianon viene poi suddivisa tra Ungheria (Pécs e Baja) e Jugoslavia (Subotica e Novi Sad)
- 16 agosto - Muore Pietro I di Serbia, gli succede Alessandro I di Jugoslavia
- 22 agosto - Fondata l'Oblast' autonoma di Komi-Zyryan della RSFS russa
- 23 agosto - Battaglia del Sakarya, svolta cruciale della guerra greco-turca: Mustafa Kemal assume il comando dell'esercito turco e l'avanzata greca verso Ankara (iniziata il 10 luglio, ora ne distano 80 km) è fermata, inizia uno stallo. Il rifiuto di consentire l'ingresso nel paese a Enver Pascià (pan-turchista divenuto agente comunista) indica un guastarsi dei rapporti con la RSFS russa dopo la collaborazione iniziata nell'autunno 1920 e culminata nel Trattato di Mosca del 16 marzo, mentre al contempo i britannici sciolgono il loro mandato della Mesopotamia, da cui nasce il Regno dell'Iraq con re Faysal I (col quale il 10 ottobre 1922 firmeranno il Trattato anglo-iracheno del 1922)
- 25 agosto - Essendosi rifiutati il 19 marzo 1920 di firmare il Trattato di Versailles, gli USA effettuano ora una pace separata con la Germania (che sarà ratificata il 18 ottobre) e l'Austria (che sarà ratificata l'8 novembre), con la quale rinunciano a risarcimenti
- 26 agosto - Il famoso poeta Nikolaj Stepanovič Gumilëv (marito della famosa poetessa Anna Andreevna Achmatova) è fucilato come nemico del popolo assieme ad altri 61 poeti ("cospirazione di Tagancev"); così dopo la morte del poeta Aleksandr Aleksandrovič Blok (avvenuta il 7 per le conseguenze della carestia in corso), si chiude l'Epoca d'argento della poesia russa, le cui poesie saranno proibite durante tutto il periodo sovietico, e sostituite con quelle del Fronte di Sinistra delle Arti. Durante tutto settembre vi è una diatriba tra Ivan Ivanovič Skvorcov-Stepanov (direttore della casa editrice statale Gosizdat) e Vladimir Vladimirovič Majakovskij; Lev Sosnovskij chiede il divieto di tutte le opere di Majakovskij, ma l'intervento di Lenin in difesa di Majakovskij metterà fine alla questione.
In relazione a questi eventi, a settembre Maksim Gor'kij lascia la Russia e si stabilisce in Italia: "Lenin è solo un borghese viziato che non ha mai lavorato in vita sua, non conosce le masse popolari, non ha mai vissuto con loro, non ha mai vissuto come loro"
- 26 agosto - A Port Arthur inizia una conferenza tra Giappone e Repubblica dell'Estremo Oriente, che si interromperà con un nulla di fatto il 26 aprile 1922
- 26 agosto - In Germania Matthias Erzberger (firmatario tedesco del Trattato di Versailles) assassinato da estremisti di destra. In seguito a ciò, il 1º settembre il governo tedesco mette al bando le organizzazioni estremiste di destra; per protesta il primo ministro della Baviera von Kahr l'11 si dimette e viene sostituito da Hugo von Lerchernfeld
- 28 agosto - In osservanza del Trattato del Trianon che le ha assegnato il Burgenland, l'Austria tenta finalmente di prenderne possesso trovandovi però un'accanita resistenza da parte delle autorità ungheresi
- 28 agosto - Dopo aver ripreso il resto dell'Ucraina al Direttorato, con un attacco iniziato il 28 giugno i sovietici occupano tutto il Territorio Libero degli anarchici ucraini (ormai ridotto al solo circondario di Huljajpole); l'Armata Nera è sciolta definitivamente e Machno esula in Romania con i suoi ultimi 77 uomini: fine della crepuscolare fase verde della guerra civile; il 14 settembre la riapertura del ricostruito ponte Kičkas sul fiume Dnepr ad Aleksandrovsk (l'attuale Zaporižžja) simbolizza la fine della guerra civile in Ucraina
- 1º settembre - Giunge a Pietrogrado la prima nave dell'"American Relief Administration" con aiuti alimentari alla popolazione della Russia, la cui missione durerà fino al 4 giugno 1923 (quando grazie alla NEP la Russia ritorna ad essere esportatore di cereali) - alla fine le vite salvate dall'ARA di Hoover si calcolano in 9 milioni
- 1º settembre - Scissa dalla RSSA delle Montagne l'Oblast' autonoma di Cabardinia (dal 16 gennaio 1922 di Cabardino-Balcaria dalla scissione della Balcaria dalla RSSA delle Montagne)
- 12 settembre - In Manciuria l'atamano Semënov dichiara sciolto l'Esercito dell'estremo oriente, assegna i reparti al comandante dell'esercito del Governo provvisorio del Priamur'e Veržbyc'kyj, e si reca in esilio in Giappone
- 18-24 settembre - Il congresso del SPD approva il Programma di Görlitz (redatto principalmente da Eduard Bernstein), che sostituisce il precedente Programma di Erfurt
- 21 settembre - Gli anarchici Lev Černyj e Fanja Baron sono giustiziati dai bolscevichi per l'esplosione in Leontief del 1919
- 22 settembre - Estonia, Lettonia, e Lituania sono riconosciute dalla Società delle Nazioni
- 29 settembre - Venuto meno il sostegno sovietico con la pace tra Persia e RSFS russa del 26 febbraio, il capo del governo rivoluzionario della RSS persiana Mirza Kuchak Khan subisce un colpo di Stato da parte del ministro della guerra persiano Reza Pahlavi che sopprime la RSS ed inizia la repressione del Partito comunista persiano e delle sue organizzazioni - anche l'Azadistan cade poco dopo il ritiro dei russi dal Gilan e, nel 1922 Governatore della Provincia dell'Azerbaigian viene nominato Mohammad Mossadeq - il 6 ottobre i persiani riconquistano il Governatorato autonomo del Khorasan che i britannici dall'India occupavano dal 2 aprile
- 4 ottobre - Dopo mesi di insistenza diplomatica da parte dell'Austria, il governo ungherese si decide a sgomberare dal Burgenland; di fronte all'ulteriore resistenza delle autorità locali l'Austria ancora non ne prende possesso, il territorio si ritrova così indipendente (Banato di Leithania) fino al 5 novembre quando l'Austria si decide a prenderne effettivamente possesso; il 14 dicembre in seguito ad un referendum l'ex capitale del Banato di Leithania e da poco capoluogo dell'austriaco Burgenland Sopron ritorna all'Ungheria
- 6 ottobre - Nella RSFS russa su decreto del Gosplan in seguito alle riforme della NEP la fondazione di una compagnia di assicurazioni statale (Gosstrach) e di una banca (Gosbank, che inizia l'attività il 16 novembre) è indice dell'abbandono di ogni morale comunista (per la dottrina marxista la sicurtà non dovrebbe essere facoltativa e le banche non dovrebbero esistere). La Gosbank inizialmente come sua valuta computazionale di riferimento introduce in forma sperimentale (utilizzato solo nelle transazioni nominali in partita doppia tra aziende statali) il "rublo mercantile", che a marzo 1922 viene sostituito dal "rublo d'oro" (anch'esso in forma sperimentale, esistenti entrambi solo nominalmente fino all'11 ottobre 1922 quando inizierà la stampa degli esemplari fisici del rublo d'oro destinati al risconto); la precedente Banca popolare erede della Banca statale dell'Impero Russo e destinata per ragione sociale alla sua liquidazione aveva effettivamente cessato la residua attività nel gennaio 1920.
Viene ufficialmente abbandonata la costruzione della ferrovia e dell'oleodotto "Algemba" (i cui lavori sono già interrotti da agosto), primo grande progetto di costruzione del comunismo, avviata il 24 dicembre 1919 dal Consiglio di Difesa degli Operai e dei Contadini per sfruttare i giacimenti di petrolio del fiume Emba e avente causato la morte sul lavoro di ben 35.000 operai - di contro, Lenin si prende la briga di ordinare lo smantellamento della linea ferroviaria Semipalatinsk-Sergiopol, costruita nel 1918-1919 sotto Kolčak
- 12 ottobre - Nonostante il risultato del plebiscito del 20 marzo assegnasse globalmente l'Alta Slesia alla Germania, il Consiglio della Società delle Nazioni decide di scorporarla assegnandone alla Polonia la parte orientale (dove i voti per la Polonia avevano prevalso) con Katowice (diverrà effettivo il 20 gennaio 1922)
- 17 ottobre - Lenin si lamenta del fatto che la NEP non venga ancora attuata subito ovunque per via dell'ostruzionismo degli organi locali nel Nuova politica economica e compiti dell'illuminazione politica
- 18 ottobre - Fondata la Repubblica Socialista Sovietica Autonoma di Crimea come parte autonoma della RSFS russa
- 20 ottobre - Dopo il fallito Trattato di pace di Cilicia del 9 marzo, il Trattato di Ankara è il primo riconoscimento internazionale del governo di Kemal e stabilisce le clausole della pace tra Turchia e Francia ponendo fine alla guerra franco-turca: le ultime forze d'occupazione francesi da Adana lasciano la Turchia il 5 gennaio 1922
- 20 ottobre - Dopo una conferenza avvenuta il 10, le finlandesi isole Åland sono dichiarate neutrali (dal dicembre 1917 gli abitanti chiedevano l'annessione alla Svezia per non rischiare di ricadere sotto il giogo russo assieme la Finlandia) dalla Società delle Nazioni, che il 24 giugno aveva respinto le richieste della Svezia riconoscendo le isole come parte della Finlandia - il 22 luglio la RSFS russa aveva espresso una nota ai governi di Svezia e Finlandia con una protesta contro l'intenzione di risolvere il problema senza la sua partecipazione: la RSFS russa non riconosce alcuna decisione in merito presa senza la sua partecipazione; il 13 novembre medesima nota viene inviata ai governi degli Stati che hanno firmato la Convenzione sulla smilitarizzazione e la neutralizzazione delle isole, e dichiara la Convenzione "incondizionatamente inesistente per la Russia". Entra in vigore il 6 aprile 1922
- 21 ottobre - Il Direttorato partendo dalle residue sacche lungo il confine polacco tenta un disperato attacco contro i sovietici nell'Ucraina centrale raggiungendo l'Oblast' di Kiev; il 4 novembre catturano brevemente la cittadina di Korosten', nell'Oblast' di Žytomyr, dopodiché il 17 novembre sconfitti nella battaglia di Bazaar il Direttorato viene soppresso definitivamente; Petljura va in esilio a Parigi (dove verrà assassinato da un comunista ebreo nel 1926); il 23 novembre gli ultimi prigionieri ucraini sono fucilati dalla Čeka a Bazaar; i sopravvissuti varcano il confine polacco il 29 novembre: l'intera Ucraina è definitivamente sovietica
- 21 ottobre - Nuovo tentato colpo di Stato di Carlo I in Ungheria dopo quello ugualmente fallito di marzo
- 23 ottobre - Scambio reciproco di territori col Trattato di Kars tra Turchia e RSFS russa e tra Turchia e le RSS azera, armena, georgiana, che riporta i confini a quelli precedenti alla guerra russo-turca del 1877-78; esso riconosce la RSSA Agiaria come parte della RSS georgiana, la quale cede alla Turchia Ain, Ardahan, Artvin, Iğdır, e Kars; Lori alla RSS armena; Zaqatala alla RSS azera (ratificato l'11 settembre 1922). Il 16 dicembre la RSS di Abcasia (creata il 4 marzo) viene unita alla RSS di Georgia della quale diviene una RSSA
- 24-29 ottobre - A Königsberg si svolge il III congresso illegale del Partito comunista lituano
- 28 ottobre - Le unità navali del generale bianco Bochkarev prendono Petropavlovsk, in Kamčatka
- 3 novembre - In Russia viene indetta per il 10 un'amnistia per i bianchi (come in ogni amnistia indetta da Lenin, il giorno precedente all'entrata in vigore vengono eseguite tutte le condanne a morte pendenti)
- 4 novembre - "Battaglia della sala", furibonda rissa tra nazisti e comunisti in una birreria a Monaco
- 5 novembre - A Mosca viene firmato l'accordo sovietico-mongolo sull'avvio di relazioni diplomatiche (la Mongolia torna di fatto ad essere uno stato vassallo russo)
- 6 novembre - In Carelia inizia una rivolta anti-sovietica (rivolta Metsäsissit), con epicentro le aree di Porajärvi e Repola e dell'ex Repubblica di Uhtua, che determina la seconda guerra sovietico-finlandese che durerà fino al 21 marzo 1922
- 20 novembre - A Sremski Karlovci (Jugoslavia) si tiene il concilio della chiesa ortodossa russa in esilio a nome del patriarca Antonij Hrapovitskij
- 22 novembre - In seguito alla rinuncia russa ad ingerenze nel paese firmata il 16 marzo, col Trattato di Kabul la Gran Bretagna (da poco scacciata dal Khorasan persiano) riconosce l'indipendenza dell'Afghanistan dopo l'armistizio di Rawalpindi del 19 agosto 1919
- 24 novembre - Fondata la Deruluft ("Deutsch-Russische Luftverkehrs A.G."), compagnia aerea joint venture tedesco-sovietica - il 1 maggio 1922 viene inaugurata la prima rotta aerea di linea russa, tra Königsberg (Germania) e Mosca (la seconda internazionale sarà solo nel 1928: Berlino-Tallinn-Leningrado)
- dicembre - Il famoso pittore Vasilij Vasil'evič Kandinskij abbandona la Russia
- 6 dicembre - Nell'ambito della Conferenza navale di Washington (iniziata il 12 novembre), la RSFS russa (che il 30 settembre aveva accusato l'imperialismo giapponese) invita un accordo tra USA e Giappone
- 12 dicembre - A Shanghai fondata una scuola in lingua russa
- 14-17 dicembre - Da poco terminata definitivamente la guerra civile nel suo territorio, si svolge il VI Congresso panucraino dei Soviet a Charkiv
- 21 dicembre - Ancora titubanti ad unificarsi tra loro, le 3 RSS caucasiche firmano singolarmente con la RSFS russa un trattato di unione
- 19-22 dicembre - XI Conferenza del Partito Comunista Russo (bolscevico)
- 21 dicembre - Esce il primo numero della rivista Bezbožnik, portavoce della Lega degli atei militanti di Emel'jan Michajlovič Jaroslavskij
- 22 dicembre - Negli USA viene denunciato il genocidio dei greci del Ponto avvenuto gli anni scorsi
- 22 dicembre - Con un ultimo effimero guizzo, con un attacco iniziato l'11 i bianchi dell'esercito del Governo provvisorio del Priamur'e sotto il comando del generale Viktorin Molchanov prendono Chabarovsk ai bolscevichi della Repubblica dell'estremo oriente
- 23-28 dicembre - IX Congresso panrusso dei Soviet
- 26 dicembre - Iniziano i contatti Bombacci-Vorovskij per instaurare rapporti commerciali tra Russia e Italia (falliscono nel maggio 1922)

## 1922
Stati nel mondo
- A seguito della NEP (ossia il ritorno al capitalismo) molti esuli iniziano ad appoggiare il governo Lenin (verranno chiamati "Smenovekhovtsy"), ed alcuni torneranno in Russia (soccomberanno tutti alle purghe staliniane); il più famoso Nikolaj Ustryalov. Poco dopo anche i nostalgici zaristi seguiranno lo stesso iter come "Mladorossy" (tra cui degno di nota il generale Pavel Ivanov-Rinov, tornato nel 1925 e subito fucilato)
- 6-13 gennaio - Si svolge la Conferenza di Cannes del Consiglio supremo alleato, che però non risolve il sempre più aspro contrasto tra Gran Bretagna e Francia; in relazione all'apertura palesata il 28 ottobre 1921 da Čičerin in merito ai debiti esteri della RSFS russa, vi viene presa la decisione di convocare una Conferenza a Genova per il 10 aprile alla quale è invitata anche la RSFS russa, che accetta (è la prima accettazione alla partecipazione della Russia sovietica ad un consesso internazionale, e segna la sua rassegnazione alla "coesistenza", il cui principale fautore è appunto Čičerin)
- 10-16 gennaio - La Russia sovietica annienta i partigiani della foresta nella Carelia orientale apparsi a giugno 1921
- 11 gennaio - Il governo della RSFS russa per conto della società di navigazione marittima Dobroflot si rivolge ai tribunali esteri per riottenere le navi civili russe in mano a comandanti bianchi sparse per il mondo
- 12 gennaio - Separata dalla RSSA delle Montagne l'Oblast' autonoma di Karačaj-Circassia (il 26 aprile 1926 verrà suddivisa in Oblast' autonoma di Circassia e Oblast' autonoma di Karačaj); il 16 dalla scissione della Balcaria dalla RSSA delle Montagne, l'Oblast' autonoma di Cabardinia (creata il 1º settembre 1921) diventa di Cabardino-Balcaria
- 19 gennaio - In Romania torna al governo Brătianu (fino al 1926) in sostituzione di Take Ionescu
- 21 gennaio - A Mosca si tiene il "I Congresso dei lavoratori dell'estremo oriente" con delegazioni dei paesi asiatici (praticamente un secondo congresso "di Baku" dopo quello del settembre 1920): esso stabilisce di puntare sul Giappone come prossimo paese nel quale estendere il comunismo, in virtù degli attriti con gli USA a seguito della Conferenza di Washington in corso e che fanno preludere ad una guerra tra i due paesi
- 22 gennaio - Vengono avviati colloqui esplorativi RSFS russa-Santa Sede (Relazioni bilaterali tra Santa Sede e Unione Sovietica)
- 3 febbraio - La RSS armena adotta una Costituzione
- 6 febbraio - Si chiude la Conferenza navale di Washington iniziata il 12 novembre 1921: con il Trattato delle Nove Potenze il Giappone deve iniziare a ritirarsi dalla Siberia e restituire lo Shandong (assegnatogli dal Trattato di Versailles) alla Cina - essa pone fine alla pratica dei trattati ineguali con la Cina ma conferma la politica della porta aperta. Il 24 giugno i giapponesi dichiarano che si ritireranno dalla Siberia entro la fine di ottobre
- 6 febbraio - Come conseguenza della stabilizzazione del sistema, alla Čeka (che ha ora raggiunto il numero di ben 261.000 uomini) vengono limitate le sue funzioni venendogli scorporati i reati comuni (ossia le funzioni di polizia, che vengono assegnate al narkom alla giustizia), e come dipartimento del NKVD della RSFS russa diventa GPU (Direttorato politico dello Stato) alla quale rimangono i classici compiti di un ministero dell'interno (col quale con la nomina di Dzeržinskij è venuto di fatto ad identificarsi)
- 13 febbraio - Pretestuosamente in relazione ai tentativi di delegittimazione di Trockij (aderente al bolscevismo solo dal luglio 1917), viene fondata l'"Associazione dei vecchi bolscevichi" (iscritti prima del 1905; l'ultimo di essi sarà Kaganovič, vissuto fino al 1991)
- 14 febbraio - Con la battaglia di Voločaevka-1 iniziata il 5 (una delle più grandi battaglie della parte finale della guerra civile russa), l'Armata Rossa dell'estremo oriente guidata da Vasilij Konstantinovič Bljucher riprende Chabarovsk ai bianchi dell'esercito del Governo provvisorio del Priamur'e di Molchanov che l'avevano presa il 22 dicembre 1921
- 15 febbraio - Riforma agraria in Lituania
- 20 febbraio - A Vilnius il parlamento della Lituania centrale sulla base di un plebiscito (boicottato dalla maggioranza della popolazione lituana, bielorussa ed ebraica) ratifica l'annessione alla Polonia - il 24 marzo la Lituania Centrale è annessa alla Polonia (di cui diviene il voivodato di Wilno il 20 gennaio 1926); la Lituania rifiuta di riconoscere il plebiscito e non firmerà la pace con la Polonia fino al 1938, restando di fatto formalmente in guerra fino allora
- 23 febbraio - Un decreto del Sovnarkom autorizza il sequestro dei beni della Chiesa per far fronte alla carestia - sospeso il 19 marzo
- 28 febbraio - Inaugurata a Mosca la Torre Šuchov
- marzo - La GPU scopre gli avvenimenti del "Centro Politico" durante la rivolta di Kronštadt del marzo 1921, e ne arresta i membri (tra cui il suo presidente Volskij, che viene inviato nel campo di Pertominsk, nel 1923 alle isole Soloveckie, poi a Semipalatinsk)
- marzo - Riprende la II Conferenza di Londra che era stata interrotta il 12 marzo dell'anno precedente - Lenin stabilisce segretamente come strategia internazionale da tenere quella di fomentare la separazione nella borghesia internazionale tra filo-bolscevichi ("pacifisti") e anti-bolscevichi; in tale ambito, il 13 con un decreto regolamenta il commercio estero (che è praticamente inesistente dal novembre 1917)
- 10 marzo - A Mosca viene riaperto il rinomato grande magazzino "Muir et Mirrielees", nazionalizzato e ribattezzato "MosTorg" (successivamente TsUM) - nello stesso periodo anche il grandioso centro commerciale "UTR" (i cui negozi erano stati progressivamente sostituiti da uffici statali) viene riadibito a funzione commerciale e rinominato in "GUM" ("Grande Magazzino di Stato", benché affidato a esercenti privati secondo la NEP)
- 12 marzo -  Dall'unificazione delle RSS transcaucasiche (già annunciata dal novembre precedente dal segretario del Kavburo Ordžonikidze ma rimandata per le proteste georgiane, per cui le tre RSS hanno già firmato ma singolarmente un trattato di unione con la RSFS russa dal 21 dicembre 1921, ritardando così anche l'unificazione di tutte le Repubbliche in una prevista unione tra esse) nasce la Repubblica Socialista Federativa Sovietica Transcaucasica (le tre RSS transcaucasiche verranno risuddivise il 5 dicembre 1936) - il 20 aprile viene creata l'Oblast' autonoma dell'Ossezia del Sud della RSFS Transcaucasica. Le varie ambasciate (tra cui il 16 marzo la Regia agenzia politica del Regno d'Italia, installata il 28 febbraio 1920) presso le repubbliche di Georgia, Azerbaigian e di Armenia evacuano dall'area
- 17 marzo - Firmata la Convenzione di Varsavia: accordo baltico tra Polonia, Estonia, Lettonia e Finlandia (dispositivo difensivo contro l'Unione Sovietica) - la Lituania non ne fa parte per via degli attriti con la Polonia per Vilnius
- 20 marzo - Nella RSFS russa su iniziativa di Trockij è creata la Chiesa Vivente (ed il suo culto detto "Rinnovazionismo"), una sezione della GPU costituita dai vecchi vertici ecclesiastici conservatori pre-concilio, ossia filo-zaristi, avversari di Tichon (il quale tuttavia non ha mai rinnegato il governo di Lenin seppur criticandone alcuni singoli aspetti) e del patriarcato. Suo Patriarca è Aleksandr Vvedenskij e ruolo preminente ne assume l'ex procuratore del Santissimo Sinodo Vladimir Nikolaevič L'vov, tornato appositamente dall'esilio ancora rancoroso dopo essersi convertito all'ateismo per ripicca
- 23 marzo - All'approssimarsi dell'arrivo dell'Armata Rossa gli jakuti si rivoltano (rivolta jakuta) e stabiliscono a Čurapča un Governo provvisorio popolare regionale jakuto e l'Armata popolare jakuta che col supporto di una guarnigione bianca del kornet Michail Korobejnikov prende i principali centri abitati tra cui la città di Jakutsk; il 27 aprile i sovietici inviano una grossa spedizione per soffocare la ribellione e fondano la Repubblica Socialista Sovietica Autonoma Jakuta della RSFS russa
- 27 marzo-3 aprile - Si svolge l'XI Congresso del Partito Comunista Russo (bolscevico): si decide che la NEP non sarà ulteriormente estesa, e il 3 aprile Stalin (già direttore del Rabkrin e membro dell'Orgburo) è nominato Segretario Generale, carica creata ufficialmente con lo scopo di mettere ordine in un partito divenuto sempre più caotico ed indisciplinato (medesimo scopo del Rabkrin, "commissione disciplinare", ma mirato verso il partito la cui Segreteria del Comitato centrale finora era stata retta collegialmente dalla "sezione amministrativo-distributiva" o učraspredy, diretta finora dalla figura del "Segretario responsabile" affidata a Molotov da marzo 1921 dopo Stasova, Sverdlov, di nuovo Stasova, Krestinskij; Molotov ora diventa vice-Segretario Generale o secondo Segretario) selezionando i membri (un'epurazione si è resa necessaria nei mesi precedenti riducendo gli iscritti da 659.000 a 500.000 e stabilendo che l'iscrizione da ora in poi possa avvenire solo su invito) ufficialmente per limitare l'arrivismo, in realtà la funzione affidata a Stalin è finalizzata anche a reprimere la formazione di fazioni. Il ruolo de facto viene implicitamente a rappresentare quello di leader del Partito e quindi, in assenza di una figura apposita (che non sarà mai eletta fino al 1990 con Michail Gorbačëv), la figura principale del sistema politico dell'Unione Sovietica in quanto nella "dittatura del proletariato" questi è rappresentato dal partito, che quindi identificandosi nello stato, il Segretario del partito viene implicitamente ad essere anche realmente vero capo dello Stato, ruolo finora (e fino al 1990) ufficialmente vacante nonostante l'essere rivestito de jure dal presidente del Vcik (quindi prima da Sverdlov e poi da Kalinin), che era e rimane comunque secondario anche rispetto a quello di Presidente del Consiglio dei commissari del popolo detenuto da Lenin. Durante il congresso Lenin inizia a dare segni di vero e proprio squilibrio mentale che preoccupano i suoi stessi fedelissimi che (a parte Molotov che aveva già avanzato dubbi nel giugno 1917) avevano da sempre giustificato come comprensibile la sua smisurata vanità megalomane, ed attribuito erroneamente le sue ossessioni paranoiche e le sue furiose invettive sconclusionate a normali seppur peculiari "tratti caratteriali" e i suoi tipici ragionamenti incoerenti e puerili a "brillantezza intellettuale trascendente e imperscrutabile" - in conseguenza di ciò, vengono create le vice-presidenze (cariche finora non esistite) dei due enti presieduti da Lenin, Sovnarkom e (tramite esso) Consiglio del lavoro e della difesa delle quali vengono nominati vice-presidenti Rykov e Cjurupa, con l'incarico di coadiuvarlo (ma di fatto fargli da "tutori")
- 28 marzo - Miljukov, a Berlino è oggetto di un attentato (Miljukov, esule dal novembre 1918, nel 1921 ha fondato l'"Unione repubblicana democratica" finalizzata alla trasformazione dall'interno del regime sovietico in una repubblica social-democratica e per questo accusato di tradimento dai nostalgici zaristi che hanno aderito al bolscevismo - ma la vera origine dell'attentato è tuttora avvolta nel mistero) da parte degli esuli nostalgici zaristi Pëtr Šabel'skij-Bork e Sergej Taborickij (sospetti agenti bolscevichi, membri, tra l'altro, della sedicente organizzazione di estrema destra Aufbau Vereinigung fondata in Ucraina nell'aprile 1918 da ebrei sionisti dell'ex Impero russo ora esuli in Germania, e che successivamente confluirà nel nazismo), che lo lascia illeso ma costa la vita a Vladimir Dmitrievič Nabokov (padre dello scrittore Vladimir Nabokov)
- 1º aprile - A Madeira muore Carlo I, l'ultimo imperatore d'Austria e re d'Ungheria nel 1916-1918
- 2-5 aprile - Sulla base di quanto stabilito al III Congresso dell'Internazionale Comunista l'anno prima, una conferenza delle tre internazionali antagoniste si svolge a Berlino, con rappresentanti del Comintern, dell'Internazionale di Berna, e dell'Internazionale di Vienna, per raggiungere l'unità d'azione tra le 3 fazioni che si arrogano ognuna la continuità con la Seconda Internazionale (il cui ultimo congresso non ufficiale si svolse nel settembre 1917 a Stoccolma) - conclusa con un fallimento
- 10 aprile - Inizia la Prima guerra Zhili-Fengtian per il controllo di Pechino, che viene presa dalla Cricca del Fengtian il 22, ma il 4 maggio essa viene sconfitta e deve ritirarsi in Manciuria, ove il filo-giapponese Zhang Zuolin ne proclama ora l'indipendenza (confine è la Grande Muraglia); la guerra termina quindi il 18 giugno con la vittoria dell'anti-giapponese cricca di Zhili che mantiene il controllo di Pechino
- 10 aprile-19 maggio - Si tiene la Conferenza di Genova per discutere i rapporti economici della Russia sovietica col resto del mondo; gli USA la boicottano (e non riconosceranno l'URSS fino al 16 novembre 1933) ed essa non risolve la questione del debito zarista, del quale la RSFS russa rifiuta il riconoscimento ed anzi chiede un indennizzo per l'intervento straniero sul suo territorio. A compimento del percorso avviato a fine 1919 col rifiuto di aderire al blocco economico alla RSFS russa, durante la Conferenza il 16 aprile viene firmato il Trattato di Rapallo, con il quale la Germania riconosce la RSFS russa e ristabilisce i rapporti interrotti a fine 1918 dopo il decadimento del trattato di Brest-Litovsk (la RSFS russa non ha partecipato alla Conferenza di Parigi e quindi non è stata considerata nel Trattato di Versailles, per cui il Trattato di Rapallo equivale a trattato di pace della Iº guerra mondiale tra Germania e Russia), che verrà ulteriormente ampliato il 24 aprile 1926 con il Trattato di Berlino (patto di neutralità in caso di attacco da parte di terzi e di non aggressione tedesco-sovietico). La firma del trattato di Rapallo rappresenta la 3º violazione del trattato di Versailles da parte della Germania (la 1º è stata il rifiuto del blocco economico con la RSFS russa nel 1919, la 2º il negare il passaggio degli aiuti dalla Francia alla Polonia nel 1920) e la prima firma di un trattato internazionale dopo esso da parte della Germania - in seguito a tale violazione la conferenza di Genova viene così chiusa col fallimento degli scopi per i quali era stata indetta. I contrari in Germania (SPD e destra liberale) sono stati convinti dai russi con un tranello: paventando come unica alternativa la formazione di una nuova "Triplice Intesa" antitedesca, e con la falsa promessa di un'imminente 2ª guerra russo-polacca; viene così continuata l'atipica convergenza tra estrema destra ed estrema sinistra in Germania avente come paravento filosofico le teorie geopolitiche di Halford Mackinder e Karl Haushofer (maestro di Rudolf Hess), che continua il percorso nazionalbolscevico che degenererà poi nel nazionalsocialismo
- 18 aprile - Trockij esprime a Lenin le sue perplessità riguardo alla gestione del Rabkrin da parte di Stalin ed i rischi nell'affidargli allo stesso tempo la Segreteria generale del Partito (tuttavia Trockij dà per buona la mancanza di dolo: "Stalin non si rende nemmeno conto di star agendo come parte di un meccanismo spontaneo insito nella natura umana, nel quale solo casualmente al vertice vi è capitato lui, semplice ingranaggio necessario né più né meno di qualunque altro per tener in moto la terribile macchina della dittatura della burocrazia"). Anche Evgenij Alekseevič Preobraženskij esprime i medesimi dubbi di Trockij. Lenin il 6 maggio rassicura Trockij definendo la Segreteria "uno scialbo incarico amministrativo" ed il Rabkrin "indispensabile per rendere efficiente l'altrimenti indolente apparato", mostrandosi incapace di comprenderne le implicazioni insite per loro natura in entrambe le cariche, dato che in pratica il Rabkrin assume la forma di "sezione disciplinare" dell'"ufficio del personale" dello stato, ossia il soggetto che detiene il potere di licenziare e degradare punitivamente dalle mansioni (e relativi salari), che in un sistema monopolistico e burocratizzato come quello sovietico nel quale lo stato è l'unico datore di lavoro, prende la forma del soggetto che può decidere del destino personale di ognuno, e quindi potenzialmente soggetto a tentazioni clientelari, facoltà che Stalin coltiva spudoratamente tessendo accuratamente una rete finalizzata all'ottenere consenso personale plasmandosi la "Nomenklatura" a suo piacimento dando perfino vita ad una "Nuova classe" di privilegiati (di fatto prediligendo la massima incapacità nei soggetti da selezionare, in quanto caratteristica considerata garante di maggior gratitudine verso il proprio patrocinatore), di fatto una oclocrazia, caratterizzata dalla partijnost' ("mentalità di partito"); Lazar' Moiseevič Kaganovič inizia qui la sua carriera alla Segreteria come uomo di fiducia di Stalin. In seguito a queste critiche il 6 maggio Stalin è sostituito da Cjurupa (vicepresidente del Sovnarkom) alla guida del Rabkrin. Il 25 maggio Lenin è colpito dal suo primo ictus
- 1º maggio - A Canton I Conferenza dei sindacati cinesi indetta dal PCC - il 5 al suo I Congresso nazionale la Lega della Gioventù Socialista (creata a Shanghai nell'agosto 1920) diventa Lega della Gioventù Comunista Cinese
- 4 maggio - Il capo del Partito Comunista d'Estonia Viktor Kingisepp è arrestato e ucciso da un tribunale militare a Tallinn
- 10 maggio - Trockij si oppone ad un eventuale legalizzazione del PSR e del partito menscevico
- 12 maggio - La GPU avvia l'operazione "Sindikat-2" volta all'uccisione degli anti-sovietici esuli all'estero; a luglio su iniziativa di Artur Artuzov viene avviata l'"Operazione Trust" tramite la creazione di una falsa "Unione monarchica della Russia centrale" condotta sotto ricatto (a seguito del suo arresto avvenuto nel 1921) dal nostalgico zarista Alexander Yakushev e finalizzata ad attirare e quindi catturare oppositori politici esuli (mirata principalmente verso l'"Organizzazione Kutepov", un'organizzazione segreta per le attività di ricognizione e di sabotaggio nel territorio russo)
- 14 maggio - Il Vaticano si offre di acquistare in blocco tutti gli oggetti sacri sequestrati alla chiesa ortodossa russa - Lenin rifiuta essendosi già accordato con la De Beers
- 16 maggio - La Chiesa vivente con un "colpo di chiesa" occupa il patriarcato: il Patriarca di Mosca Tichon (il quale finora ha sempre sostenuto il governo bolscevico, anche rifiutandosi di benedire le armate bianche) è arrestato e il 20 il vescovo della Chiesa bolscevica ortodossa Vvedenskij si nomina Patriarca al suo posto
- 26 maggio - Dmitrij Kurskij (Commissario del popolo per la giustizia dal 14 settembre 1918) è nominato Persecutore generale della RSFS russa (carica creata - sarà rivestita da lui fino al 1928)
- 30 maggio - Accordo tra il Regno di Romania e la Lettonia
- 1º giugno - Istituita la Oblast' autonoma degli Oirati come parte autonoma della RSFS russa
- 2 giugno - Elezioni parlamentari ungheresi del 1922 per l'Assemblea nazionale: vince il filofascista Partito dell'Unità di István Bethlen col 38,2%; dopo aver boicottato le elezioni del 1920, si ripresenta il Partito Socialdemocratico d'Ungheria che ottiene il 17%
- 6 giugno - Nella RSFS russa istituito il Glavit ("ufficio centrale della censura e della propaganda", finora gestite dall'agenzia telegrafica ROSTA) - a causa sua molti scrittori lasceranno il paese, tra cui la giovane Nina Nikolaevna Berberova (che verrà ospitata da Gor'kij, già esule in Italia dall'anno precedente), e si scioglie il gruppo suprematista UNOVIS
- 8 giugno - In seguito all'arresto di Tichon il nostalgico zarista anti-bolscevico Diterichs scioccato da tale atto sacrilego torna dall'esilio di Harbin (dove si trovava dal dicembre 1919) e prende in consegna l'esercito del Governo provvisorio del Priamur'e di Veržbyc'kyj così come l'amministrazione civile chiamando il popolo alla sua battaglia a carattere religioso "crociata contro il bolscevismo" - la linea istituzionale del movimento bianco (nonché della Chiesa ortodossa sotto il vicario metropolita Agafangel di Jaroslavl) assume così solo al suo tramonto una connotazione di effimera propensione alla restaurazione dello zarismo
- 8 giugno-7 agosto - Al Supremo Tribunale Rivoluzionario a Mosca si svolge il processo contro la dirigenza del PSR (chiamati dai sovietici "Socialisti Rivoluzionari di Destra" per distinguerli dall'ala sinistra che era stata repressa e scomparsa nell'autunno 1918 col "terrore rosso"). Il più famoso tra gli imputati presenti è Abram Goc (colui che tra l'altro a Pietrogrado guidò la rivolta anti-bolscevica nell'immediato della rivoluzione), mentre il famoso scrittore Viktor Borisovič Šklovskij è riuscito a fuggire all'estero; gli imputati sono accusati di aver violato un nuovo codice penale entrato in vigore solo il 1º giugno (il primo codice penale dell'RSFS russa), cioè ben dopo che i presunti crimini controrivoluzionari sono stati commessi - il processo, accuratamente preparato da Lenin dal 28 dicembre 1921 e da lui deciso il 28 febbraio, finalizzato a delegittimare pubblicamente gli imputati, assume la forma di una farsa sullo stile degli spettacoli agit-prop. I principali capi di imputazione derivano da un libello pubblicato a Berlino dall'atamano Semënov a febbraio. Contemporaneamente (11 giugno-5 luglio, dopo un altro svoltosi tra 26 aprile e 6 maggio) avviene un analogo processo contro chierici ortodossi - Tichon (agli arresti nel Monastero Donskoj da maggio) viene liberato sotto le pressioni internazionali, ed il 15 luglio promulga la scomunica ai rinnovazionisti e ai seguaci della Chiesa bolscevica ortodossa
- 11 giugno - Il generale Li Yuanhong diventa nuovamente (lo era stato fino al 17 luglio 1917) presidente della Cina al posto di Xu Shichang (capo della Cricca di Anhui, che lo è stato dal 10 ottobre 1918 dopo Feng Guozhang), dopo una breve reggenza di Zhou Ziqi - il filo-sovietico governo di Canton di Sun Yat-sen viene deposto e va in Giappone in esilio, dove il 15 viene fondato il Partito Comunista Giapponese. Tra 16 e 23 luglio a Shanghai si svolge il II Congresso nazionale del Partito Comunista Cinese che elegge il suo primo Comitato centrale ed il II Ufficio centrale del Partito Comunista Cinese; viene abolita la carica di Segretario generale e sostituita con quella di Presidente del Partito Comunista Cinese (cui rimane Chen Duxiu). Stalin gli consiglia di allearsi col Kuomintang
- 14 giugno - La RSSA Kirghisa viene ampliata (Ufa, Birsk, Belebey e Zlatoust) ed Ufa ne diviene la capitale al posto di Orenburg
- 24 giugno - Il firmatario tedesco del trattato di Rapallo Walther Rathenau è assassinato da un gruppo anti-comunista capeggiato da Ernst von Salomon; in risposta Baden, Prussia, Turingia mettono al bando lo NSDAP (che non c'entra con l'omicidio in quanto Hitler è favorevole al trattato di Rapallo)
- 30 giugno - Chiude l'ambasciata russa negli USA (finora ambasciatore russo è stato quello nominato dal governo provvisorio nel 1917) - non riaprirà fino al 1933
- luglio - Le unità del generale bianco Bochkarev prendono Novo-Mariinsk
- 1º luglio - Elezioni parlamentari in Finlandia del 1922: vince il filo-bolscevico Partito Socialdemocratico Finlandese col 25%
- 20 luglio - Si tiene la Conferenza dell'Aia del Consiglio della Società delle Nazioni che sotto la pressione dell'"Associazione dei creditori britannici della Russia" di Leslie Urquhart adotta una risoluzione per il boicottaggio delle concessioni straniere in Russia, permesse dal novembre 1920 ma le cui clausole sono giudicate troppo stringenti (tanto che finora esse sono solo 18) - il 9 settembre si addiviene ad un compromesso, ed Urquhart diviene il referente per conto del capitalismo internazionale per le concessioni straniere in Russia (il cui numero massimo si avrà nel 1926).
Il 24 le risoluzioni della Conferenza di Sanremo del 1920 sulla spartizione dell'Impero ottomano sono confermate
- 23 luglio - Nel residuo territorio del Governo provvisorio del Priamur'e Diterichs si proclama voivoda e crea lo Zemskij Sobor a nome del patriarca Tichon da poco liberato, e come primo atto l'8 agosto nomina il granduca Nicola Zar di tutte le Russie e in seguito rinomina il territorio come "Kraj del Priamur'e" il cui esercito chiama Zemskaja Rat - il legittimo erede al trono Kirill Vladimirovič Romanov (inviso ai bianchi per le sue tendenze autoritarie ed i modi aristocratici) è furibondo e si autoproclama "Protettore del Trono Russo"
- 27 luglio - Istituita l'Oblast' autonoma di Circassia della RSFS russa (scorporandola dall'Oblast' Kuban-Mar Nero, oggi Territorio di Krasnodar) - rinominata Oblast' autonoma di Adighezia il 24 agosto
- 29 luglio - Accordo tra Germania e RSFS russa per l'addestramento nel territorio russo di piloti tedeschi (il Trattato di Versaglia proibisce alla Germania di avere un'aeronautica militare, per cui l'addestramento di piloti all'estero è l'unico escamotage per la creazione di una potenziale aeronautica militare tedesca "priva di aerei")
- 4 agosto - Con l'uccisione di Enver Pascià (jadidista inviato da Lenin nel novembre 1921 per reprimere le rivolte musulmane e poi messosi a capo delle stesse in nome del panturchismo) presso Baldzhuan (nell'odierno Chatlon) contro il battaglione armeno dell'Armata Rossa comandato da Hagop Melkumian scema l'opposizione islamica ai sovietici nel Turkestan (rivolta dei Basmachi, che andava avanti dal 4 luglio 1916 iniziata come rivolta in nome del jadid contro la coscrizione obbligatoria all'esercito zarista), ma scaramucce e combattimenti occasionali lungo il confine con l'Afghanistan e la Cina continueranno e solo nel 1934 l'Urss riuscirà a prendere il controllo effettivo del Pamir
- 4-7 agosto - XII Conferenza del Partito Comunista Russo (bolscevico)
- 6 agosto - Emessa la Costituzione della Lituania - il 22 è inaugurato il suo Seimas
- 7 agosto - Dopo che il 12 luglio la Germania ha chiesto una moratoria sul pagamento delle riparazioni, riprende la II Conferenza di Londra sulle riparazioni di guerra, richiuderà il 14, e riprenderà il 9 dicembre
- 7 agosto - Viene emesso il verdetto al processo aperto l'8 giugno contro la dirigenza del PSR: sotto le pressioni internazionali le condanne a morte sono poi sospese (con la condizionale che il PSR cessi l'attività anti-bolscevica) nonostante l'insistenza di Lenin per l'esecuzione (tanto che saranno tutti liberati poco dopo la sua morte)
- 10 agosto - Nella RSFS russa viene ripristinata la katorga ("confino")
- 26 agosto - Dopo uno stallo iniziato il 23 agosto 1921 dopo la battaglia del Sakarya, i turchi attaccano i greci nella Battaglia di Dumlupınar ed il 30 (ricorrenza celebrata in Turchia come giorno del riconoscimento dell'indipendenza) li sconfiggono iniziando la controffensiva avanzando da ora celermente verso Smirne: il 2 settembre è presa Eskişehir, il 6 Balıkesir e Bilecik, il 7 Aydın, l'8 Manisa
- 27 agosto - Esce in Russia il primo numero della rivista satirica Krokodil
- 1º settembre - Di fronte all'incipiente avanzare dei turchi verso il Bosforo, la sede del Consiglio russo da Costantinopoli viene spostata prima a Topčider e poi a Sremski Karlovci, in Jugoslavia, dove il 20 ne decide lo scioglimento. Sremski Karlovci, presso Belgrado, diviene la sede di tutti gli organismi militari e politici russi in esilio, ovvero la "capitale" de facto della Russia bianca, tra i quali l'"Organizzazione Kutepov". Anche il console russo bianco Anatolij Anatol'evič Neratov abbandona Costantinopoli, e dopo l'arrivo dei kemalisti verrà sostituito con Ivan Abramovič Zalkind per la RSFSR. Lo scioglimento del governo in esilio segna l'accettazione da parte degli esiliati bianchi del governo bolscevico come legittimo governo della Russia
- 1º-16 settembre - Mentre il 30 agosto una flotta zarista bianca della Zemskaja Rat (l'esercito dello Zemskij Sobor, dal 23 luglio ultimo residuo territorio dei bianchi) comandata dal generalino Anatolij Pepeljaev parte da Vladivostok in aiuto degli jakuti, via terra si svolge un effimero tentativo di riavanzare a ovest
- 9 settembre - L'esercito turco con l'offensiva iniziata il 26 agosto occupa Smirne che il Trattato di Sèvres (dalla Turchia mai riconosciuto) aveva assegnato alla Grecia; l'11 Nikolaos Plastiras e Stylianos Gonatas con un colpo di Stato (rivoluzione dell'11 settembre 1922) contro re Costantino I (tornato Re con un referendum il 5 dicembre 1920) abbattono il governo di Petros Prōtopapadakīs; la Catastrofe dell'Asia Minore della guerra greco-turca culmina il 13 con l'Incendio di Smirne; svanisce il sogno greco della "Megali Idea", segnando per sempre il futuro della Grecia; Costantino I il 27 abdica in favore del figlio Giorgio. I turchi galvanizzati dal 24 iniziano ad avanzare verso Costantinopoli (Crisi di Çanakkale) - Lloyd George vorrebbe attaccare la Turchia ma è fermato dai francesi
- 9-28 settembre - Fondato un comitato finanziario della Società delle Nazioni per il salvataggio economico dell'Austria
- 11 settembre - Trockij rifiuta la carica di vice-presidente congiunto del Sovnarkom (con Cjurupa) e del Consiglio del lavoro e della difesa (con Rykov e Cjurupa nominati ad aprile), enti entrambi presieduti da Lenin; il 14 per questo subisce una critica dal politburo
- 13 settembre - A Sremski Karlovci un sinodo fonda la Chiesa ortodossa russa fuori dalla Russia ed elegge alla propria guida il metropolita Anastasio (che terrà tale incarico fino al 1966)
- 15 settembre - Il Semireč'e è conquistato dai sovietici; il 22 ottobre la sua parte settentrionale diventa "provincia Džetysujskaja" della RSSA del Turkestan
- 17 settembre - Trasmissione dei primi programmi radiofonici in Russia
- 30 settembre - Con la partenza della prima delle "navi dei filosofi" inizia l'espulsione dalla RSFS russa di tutte le persone più erudite
- ottobre - La Kollontaj, delusa dalle politiche della NEP, su sua richiesta viene inviata all'estero, e da ora seguirà la carriera diplomatica
- 2 ottobre - Lenin torna al lavoro dopo il precedente ictus - subodorate le macchinazioni alle sue spalle avvenute in sua assenza da parte della "troika" Stalin-Kamenev-Zinovev, si riavvicina a Trockij (col quale è stato in dissidio dal novembre 1920 per la questione sindacale)
- 4 ottobre - Inizia l'offensiva finale dell'Armata Rossa della Repubblica dell'Estremo Oriente per eliminare le ultime sacche bianche nel suo territorio ("operazione marittima") che il 9 prende Spassk e il 14 Nikol'sk-'Ussurijskij
- 4 ottobre - Gran Bretagna, Francia, Italia, e Cecoslovacchia firmano con l'Austria i protocolli di Ginevra sul divieto di Anschluss
- 8 ottobre - In Lettonia si tengono le elezioni politiche: vince il menscevico Partito Socialdemocratico dei Lavoratori di Lettonia con il 30% dei voti (sarà primo partito in Lettonia fino al 1931 - messo fuori legge nel 1934)
- 11 ottobre - L'Armistizio di Mudanya (che sostituisce quello di Mudros) pone fine alla guerra greco-turca: la Tracia orientale fino al fiume Evros e la città di Adrianopoli vengono ceduti dalla Grecia alla Turchia e viene ufficialmente riconosciuta la sovranità turca su Costantinopoli e sullo Stretto dei Dardanelli (termina così l'occupazione internazionale iniziata a novembre 1918). Il 12 la giunta golpista greca indice il Processo dei Sei contro i presunti responsabili della sconfitta; il futuro dittatore Ioannis Metaxas fonda il suo Partito della Libera Opinione - in seguito a questi eventi Lloyd George si dimette da primo ministro britannico (per cui iniziano a guastarsi i rapporti britannici anche con la RSFS russa)
- 15 ottobre - Si svolge la manifestazione nazista nota come "Marcia su Coburgo"
- 15 ottobre - Apertura della prima mostra d'arte russa a Berlino, magnificante le arti comuniste
- 15-16 ottobre - Elezioni in Lituania - sono quasi alla pari il Partito dei Democratici Cristiani di Lituania col 17,1% dei voti e l'Unione Contadina col 16,8%
- 16 ottobre - Con un'estensione dei poteri la GPU riacquista di fatto le stesse prerogative della vecchia Čeka
- 16 ottobre - Travolti dall'offensiva rossa iniziata il 4, lo Zemskij Sobor ed il suo esercito Zemskaja Rat cessano di esistere dopo che il generale Diterichs ha emanato l'ordine di convergere su Vladivostok ed il granduca Nicola ha rinunciato al trono; i resti delle armate bianche del Governo provvisorio del Priamur'e oramai insaccate lungo i confini manciuriani impossibilitate a raggiungere Vladivostok si rifugiano in Manciuria e Corea. Il 19 i sovietici sono alle porte di Vladivostok: il generale Diterichs emana l'ordine di evacuazione generale, le navi dell'ammiraglio Stark, prese d'assalto dai fuggitivi partono per il porto coreano di Wŏnsan (ove le truppe del generale Thaddeus L'vovich Glebov rifiutano di disarmarsi e rimangono a bordo delle loro navi)
- 21 ottobre - Lenin sulla spinosa "questione georgiana" si schiera ora con Stalin ed approva l'inglobamento della Georgia nella prevista "Unione delle Repubbliche Socialiste Sovietiche" esprimendo il suo forte sostegno alla RSFS Transcaucasica, rimproverando il leader bolscevico georgiano Mdivani (che vorrebbe mantenere l'indipendenza) sostituendolo con lo staliniano Vissarion Lominadze: l'intero Comitato Centrale del PC georgiano si dimette per protesta - a novembre Lenin iniziando a dubitare di Stalin invia il capo della GPU Dzeržinskij a Tbilisi per fargli verificare la situazione di persona, ignaro che si tratti di un suo sgherro (che difatti il 12 dicembre riporta a Lenin un rapporto edulcorato e irreale della situazione, lasciandolo talmente incredulo da spingerlo a chiederne un ulteriore) - il 24 il CC del PC georgiano viene sostituito dal Kavbiuro con un CC nuovo
- 23 ottobre - Gli Accordi di S. Margherita risolvono le questioni tra Italia e Jugoslavia
- 25 ottobre - Le ultime truppe giapponesi e con loro gli ultimi bianchi abbandonano Vladivostok, che viene annessa alla comunista Repubblica dell'Estremo Oriente; i 750 uomini del generalino Anatolij Pepeljaev in marcia da Ajan verso Jakutsk, appresa la notizia, si asserragliano nella zona, cosiddetta Pepeljaevščina, composta dalle città di Ajan, Ochotsk, e Nel'kan, nel Ajano-Majskij rajon, mentre la rivolta jakuta viene presto soppressa (nel 1927 ne esploderà un'altra ad opera di M. K. Artem'ev e Pavel Vasil'evič Ksenofontov). Anche la Repubblica Ucraina dell'Estremo Oriente è definitivamente soppressa
- 1º novembre - Abolizione del sultanato ottomano e conseguente caduta dell'Impero ottomano: il parlamento del Governo della Grande Assemblea Nazionale Turca (inaugurato di nuovo il 9 settembre nella nuova capitale Angora dopo che quello ottomano essere stato chiuso nel 1920) di Mustafa Kemal depone il sultano Mehmet VI e abolisce il sultanato in Turchia (ma non il califfato, al cui ruolo viene eletto il 19 Abdülmecid II dopo la rinuncia di Mehmet VI)
- 1º novembre - In Russia il Vcik indice una riforma monetaria: i buoni "sovznaki" sono affiancati dalla valuta "červonec"; questo evento segna l'ineluttabilità della permanenza della circolazione monetaria che inizialmente si intendeva invece abolire; è approvato il codice fondiario della NEP (che di fatto abolisce e sostituisce il Decreto sulla terra del 1917) ed introdotto un nuovo codice civile (che rimarrà in vigore fino al 1964); il 9 è introdotto un nuovo Codice di diritto del lavoro (che sostituisce il precedente di inizio 1918)
- 3 novembre - In Bulgaria i membri dell'"organizzazione Pokrovskij" organizzano un piano di sbarco nel Kuban' da Varna; nel corso del piano è ucciso Aleksandr Ageev, spia della GPU; l'8 la polizia bulgara uccide Viktor Pokrovskij a Kjustendil dove era fuggito tentando di recarsi in Jugoslavia
- 5 novembre - Alle elezioni parlamentari in Polonia del 1922 vincono i democratici dell'Unione Popolare Nazionale - l'11 dicembre viene introdotta la figura del Presidente della Polonia il cui primo è Gabriel Narutowicz al posto del Naczelnik Państwa Piłsudski (che si ritira temporaneamente dalla scena - tornerà il 14 maggio 1926 con un colpo di Stato) - Narutowicz viene ucciso il 16 dall'ultranazionalista Eligiusz Niewiadomski ed è sostituito da Stanisław Wojciechowski (fino al 14 maggio 1926)
- 5 novembre-5 dicembre - Si tiene a Mosca il IV Congresso dell'Internazionale Comunista: il pregevole intervento tenuto da Lenin è riportato in Cinque anni della rivoluzione russa e le prospettive della rivoluzione mondiale. Come conseguenza della marcia su Roma avvenuta il 28 ottobre in Italia, Lenin (che la definisce "spunto per il rinsaldamento del proletariato contro il pericolo reazionario" salutandola con favore definendo il fascismo "fase crepuscolare del capitalismo" o "bolscevismo nero" per il suo fondamento metodologico totalitario comune al leninismo - e probabilmente mutuato proprio da esso - alla quale sarebbe seguita la rivoluzione proletaria, secondo le categorie classiche del marxismo) in contrasto con quanto stabilito nel II Congresso ora promuove un "fronte unitario di base" coi partiti socialisti ("frontismo"); si appoggiano le rivendicazioni tedesche e viene garantita unilateralmente alla Germania la neutralità della Russia in caso di guerra con la Francia ("dottrina Radek" che avrà suggello bilaterale nel 1926 con il Trattato di Berlino, patto di neutralità in caso di attacco da parte di terzi e di non aggressione tedesco-sovietico); Lenin proclama la fine delle rivolte contadine. Viene creato il Soccorso Rosso Internazionale a cura del polacco Julian Marchlewski
  - 19 novembre-2 dicembre - Si tiene anche il II congresso dell'Internazionale sindacale rossa, in reazione alla cui subordinazione all'Internazionale Comunista, a Berlino viene fondata l'Associazione internazionale dei lavoratori come alternativa di matrice anarchica, che si dichiara unica erede della Prima Internazionale
- 7 novembre - Entra in vigore la Costituzione della Lettonia (approvata il 15 febbraio) ed inaugurato il suo I Saeima (parlamento) - il 14 è eletto primo Presidente della Lettonia Jānis Čakste (lo sarà fino al 1927)
- 14 novembre - In Germania in seguito al fallimento nello sforzo di portare tutte le forze democratiche (dalla SPD al DVP) in un'unica coalizione, si dimette il governo di Wirth (Zentrum) e il 22 va al governo Wilhelm Cuno (conservatore indipendente), che si oppone alla politica di arrendevolezza ai trattati, trovandovi l'appoggio del Comintern
- 15 novembre - Viene sciolta la Repubblica dell'Estremo Oriente ed unita alla RSFS russa come oblast (il 4 gennaio 1926 diventerà Kraj dell'Estremo Oriente)
- 19 novembre - In Bulgaria si tiene un referendum sulla persecuzione dei criminali di guerra Ivan Gešov, Stojan Danev e Aleksandăr Malinov arrestati il 24 settembre: vincono i favorevoli col 74,3% dei voti
- 20 novembre - Si apre la Conferenza di Losanna per ratificare le clausole dell'armistizio di Mudanya e rivedere il trattato di Sèvres; viene interrotta il 4 febbraio 1923 per il rifiuto della Turchia di accettare i termini del trattato di pace - la conferenza riapre il 23 aprile 1923
- 25 novembre - In Finlandia emessa la "Lex Kallio", riforma agraria con la quale Kyösti Kallio regala la terra ai contadini
- 30 novembre - Separata dalla RSSA delle Montagne l'Oblast' autonoma cecena
- 10-14 dicembre - VII Congresso panucraino dei Soviet a Charkiv e I Congresso transcaucasico dei Soviet a Tbilisi (che il 13 trasforma l'Unione Federale delle Repubbliche socialiste sovietiche della Transcaucasia nella Repubblica Socialista Sovietica Federale Transcaucasica), nei quali si approva l'unione alla RSFS russa
- 16 dicembre - Lenin ottiene il suo 2º ictus dopo quello del 25 maggio - il 13 vi è stato l'ultimo incontro tra un Lenin ancora in salute e Stalin, che il 18 viene nominato suo tutore sanitario per conto del partito (il quale dimostra così di considerare Lenin come sua "proprietà" e implica una sua subdola arbitraria "indicazione" di un successore, palesando come Stalin ne sia di fatto divenuto leader, motivo per cui il 23 la moglie Nadežda Konstantinovna Krupskaja ha un aspro litigio con lui - Lenin ne verrà a conoscenza il 5 marzo 1923 infuriandosi ed esigendo scuse per la moglie minacciandolo seriamente); il riavvicinamento tra Lenin e Trockij si rinsalda sulla questione del monopolio di stato nel commercio estero che la troika Stalin-Zinov'ev-Kamenev vorrebbe liberalizzare - nei giorni precedenti Lenin aveva insistito affinché Trockij accettasse la nomina (che Trockij aveva rifiutato a settembre) a vicepresidente del Sovnarkom, secondo alcuni autori indice di scelta come suo successore. Il 25 Lenin (ancora ignaro del litigio Stalin-Krupskaja) inizia a scrivere un memoriale che in seguito sarà noto come "testamento"
- 19 dicembre - In Russia per gestire i cinema e la distribuzione dei film, dal frazionamento del precedente (dal 18 settembre 1919) "Dipartimento fotocinematografico panrusso" (VFKO) vengono creati il Goskino, il Proletkino, e il Sevzapkino; il 13 giugno 1924 si aggiungerà ad esse il Sovkino (nel quale nel 1926 si fonderanno tutte)
- 22 dicembre - Secondo un accordo firmato il 25 dicembre 1921, viene creata una colonia americana a Kuzbass composta da Sebald Rutgers e Bill Haywood, nella quale immigreranno circa 500 americani (nel 1926 ne saranno sopravvissuti solo 10 di essi)
- 23-27 dicembre - X Congresso panrusso dei Soviet, il primo nel quale sono presenti solo deputati bolscevichi
- 30 dicembre -  I Congresso dei Soviet dell'Unione Sovietica: con il trattato di unione (firmato il 21 da Michail Kalinin, Michail Čchakaja, Michail Frunze, Grigorij Petrovskij, Aleksej Grigor'evič Červjakov, seguito alla Dichiarazione della creazione dell'URSS) tra RSFS russa, RSFS transcaucasica, RSS ucraina, e RSS bielorussa, avviene la fondazione ufficiale dell'Unione Sovietica; sulla base delle forme previste da Lenin il 26 settembre a riproduzione dei relativi organismi della RSFSR, viene creato il Congresso dei Soviet dell'Unione Sovietica (che nel 1936 diventerà del Soviet Supremo) ed il suo Comitato esecutivo centrale (CEC dell'Urss, potere legislativo analogo al Vcik della RSFSR) a presidenza collegiale in rappresentanza di ogni RSS (per la RSFS Russa da Kalinin, già dal 1919 presidente del suo Vcik, de jure il relativo capo di Stato in assenza di una figura apposita, che ora manterrà congiuntamente il ruolo de jure anche nell'Urss, fino al 1946) che esercita il potere tra le sessioni del Congresso, e a sua volta, tra le riunioni del CEC dell'Urss, i poteri legislativo, esecutivo e amministrativo sono esercitati dal suo Presidium (3º carica del sistema sovietico, composto ora da Kalinin, Petrovskij, Červjakov, Narimanov, in rappresentanza delle rispettive RSS russa, ucraina, bielorussa, transcaucasica - de jure capi dello Stato; dal 1937 Presidium del Soviet Supremo dell'Unione Sovietica), con segretario Avel' Enukidze (già segretario del presidium del Vcik da ottobre 1918) - fino al 6 luglio 1923 il governo dell'Unione è temporaneamente ricoperto dal Sovnarkom della RSFS russa

## 1923
Stati nel mondo
- 2 gennaio - Interrotta dal 14 agosto 1922, riprende (ora a Parigi) la II Conferenza di Londra sulle riparazioni di guerra
- 10 gennaio - La Lituania prende possesso del territorio di Memel senza il permesso dei francesi (Rivolta di Klaipėda, 10-15 gennaio); il 16 febbraio la conferenza degli ambasciatori prende atto del fatto compiuto. L'8 maggio l'annessione viene suggellata dalla Convenzione di Klaipėda (o Convenzione relativa al territorio di Memel) firmata dalla Lituania con le nazioni della Conferenza degli ambasciatori
- 11 gennaio - Dopo che il 9 la Germania è dichiarata inadempiente dalla II Conferenza di Londra, la Francia inizia l'occupazione della Ruhr, di fronte la quale il Cancelliere Cuno risponde con la resistenza passiva (per cui Hitler lo accusa di ignavia e di aver provocato l'invasione) invitando allo sciopero generale ad oltranza. Il governo degli Usa invia alla Francia una vibrata nota di biasimo, e la Russia minaccia di attaccare la Polonia se questa avesse attaccato la Germania: questa dimostrazione di amicizia determina in Germania l'accentuazione delle teorie geopolitiche del nazionalbolscevismo
- 18 gennaio - Con la ratifica dell'assegnazione di Istria e bacino dell'Isonzo fino a Planina all'Italia, il confine nell'area slovena tra Italia e Jugoslavia è fissato in quello che rimarrà in vigore fino al 1941; dal 29 marzo italianizzazione della segnaletica stradale nei territori assegnati all'Italia
- 25 gennaio - Al culmine della questione georgiana che contrappone Trockij e Lenin a Stalin, esce sulla Pravda lo scritto leniniano Come possiamo riorganizzare il Rabkrin, finalizzato ad attaccare Stalin, mentre il Politburo ratifica la sostituzione di Mdivani con lo staliniano Lominadze avvenuta ad ottobre 1922. In Georgia Stalin sta lavorando indefesso per fare di essa un suo feudo personale potendo assommare alle altre sue cariche anche il potere di quella di Commissario del popolo per le nazionalità (che detiene dal 1917); Lenin, informato di ciò dalla moglie, è furente. Il 1º febbraio riceve il 2º dossier di Dzeržinskij dalla Georgia, e vi dedica l'intero mese di febbraio
- 26 gennaio - Sun Yat-sen e Adolf Ioffe firmano a Tokio il manifesto Sun-Ioffe per la cooperazione tra il Kuomintang e l'Unione Sovietica. Il 21 febbraio Sun Yat-sen torna in Cina dal Giappone (dov'era in esilio dal giugno 1922) e col Partito Rivoluzionario Cinese rifonda il governo filo-sovietico di Canton (Roccaforte del maresciallo dell'esercito e della marina della Repubblica di Cina) - gli viene inviato come ambasciatore lo stesso Ioffe
- 27 gennaio - A Vienna dimostrazioni operaie per protestare contro la riduzione dei salari
- 29 gennaio - A Monaco si svolge il I congresso dello NSDAP - in marzo il trasferimento della direzione del Völkischer Beobachter (divenuto quotidiano dall'8 febbraio grazie ad un cospicuo finanziamento giunto dagli Usa) da Dietrich Eckart (direttore dal 12 agosto 1921) ad Alfred Rosemberg indica un cambiamento di linea strategica nello NSDAP (che si risolverà nell'alleanza col KPD) sulla base dell'emotività suscitata dalla recente invasione della Ruhr. Il 20 aprile un gruppo di dissidenti contrari all'alleanza col KPD e al cambio di direzione al Völkischer Beobachter fonda il Der Stürmer
- 12 febbraio - L'Armata Rossa sconfigge i pepeljaevisti vicino alla città di Sasyl-Sasyj; i pepeljaevisti si rifugiano presso la città di Amga
- 14 febbraio - Su volere di Lenin Gatčina è rinominata Trock in onore di Trockij (prima città ad essere rinominata) - questo atto indica l'apogeo della popolarità di Trockij, suscitando invidie nei vertici del partito che si coalizzeranno contro di lui determinando così l'inizio della sua parabola discendente da questo apogeo che così si rivelerà invece effimero
- 19 febbraio - A Praga su iniziativa degli esuli bianchi non militari (che hanno già scelto questa città come loro "capitale" culturale) è inaugurato l'archivio storico russo all'estero (nel 1945 il suo contenuto verrà consegnato all'Urss assieme al suo direttore Ivan Michajlovič Brushvit, ex membro del Komuč). Il 16 ottobre vi si inaugurerà l'Università del popolo russo (verrà chiusa nel 1949)
- 22 febbraio - Muore Damdiny Sùchbaatar, il famoso comunista mongolo
- marzo - In Sassonia e Turingia si formano coalizioni di governo SPD-KPD
- marzo - Un congresso segreto dei membri residui del PSR decide lo scioglimento definitivo del partito in Russia; a novembre a Praga si terrà il I congresso del PSR esule
- 4 marzo - La Pravda pubblica Meglio meno, ma meglio di Lenin, ulteriore attacco a Stalin, il primo di una serie di articoli dello stesso tenore che usciranno fino al 30 maggio, dettati alla moglie a partire dal 23 gennaio, nei quali Lenin critica il partito e la gestione dello stato per la loro degenerazione nella eccessiva burocratizzazione, la "commissariocrazia", corruttela, clientelismo, lassismo, in pratica la creazione dell'"Homo Sovieticus" imputando in un testo risalente al 6 febbraio esplicitamente agli organi preposti a correggerli (Segreteria del partito diretta da Stalin e Rabkrin diretto dallo staliniano Cjurupa) l'incapacità di farlo ed anzi esserne i principali responsabili (il Rabkrin assume la forma del classico organo punitivo basato sulla delazione anonima e sulla raccomandazione), palesando così esplicitamente la sua recente avversione verso Stalin essendosi ora così reso conto dell'errore commesso nell'assegnare inizialmente le due cariche in questione ad uno stesso soggetto; ulteriori missive pubblicate dal 7 marzo riguardano la "questione georgiana", nelle quali Lenin critica le tappe forzate alle quali è stato sottoposto il processo di fondazione dell'Urss, in particolare riguardo alla Transcaucasia laddove la Georgia pareva voler mantenere la sua indipendenza. Secondo la moglie, Lenin inizia anche a considerare di riallacciare i rapporti coi menscevichi. Il 5 marzo Lenin detta ed indirizza a Trockij un memoriale sulla questione critico verso Stalin, ed il 6 una lettera di analogo tenore diretta ai dirigenti comunisti georgiani (ultimo testo della sua vita). Benché le sue condizioni di salute siano parecchio peggiorate in seguito al 2º ictus ricevuto il 16 dicembre, il fatto che egli da allora abbia avviato tale parossistica corrispondenza fa insinuare in molti il sospetto che in realtà l'autrice sia la moglie approfittando proprio della sopravvenuta incapacità del marito (che ha tenuto il suo ultimo discorso pubblico il 20 novembre 1922 al plenum del Soviet di Mosca ed è divenuto incapace di scrivere di suo pugno), nell'ambito della sua rivalità con Stalin per la tutela del marito. Venuto a conoscenza del litigio con la Krupskaja del 23 dicembre 1922, Lenin è furente e minaccia Stalin di "interrompere i rapporti personali" informandolo che avrebbe annunciato al prossimo Congresso del Partito la sua rimozione dal ruolo di Segretario generale - il 9 Lenin ottiene il 3º ictus, ragion per cui Stalin rimanda il previsto XII Congresso del partito al 15 aprile
- 15 marzo - La Conferenza degli Ambasciatori assegna Vilnius e la Lituania minore alla Polonia - il 5 aprile il governo dell'URSS rileva con una nota che non riconosce tale assegnazione
- 18 marzo - Si svolgono le elezioni parlamentari del Regno di Serbi, Croati e Sloveni: vince di poco il Partito radicale popolare di Nikola Pašic
- 21 marzo - Inizia la persecuzione dei cattolici in Urss: processo contro la Chiesa cattolica di Jan Cieplak
- 23 marzo - Bulgaria e Regno dei Serbi, Croati e Sloveni firmano il Trattato di Niš, col quale la Bulgaria rinuncia alle sue pretese in Macedonia
- 29 marzo - Con la nuova costituzione, la Romania è l'ultimo paese europeo a concedere i diritti civili agli ebrei
- 30 marzo - Fondata la Repubblica Socialista Sovietica Autonoma di Buriazia–Mongolia della RSFS russa (assorbe la parte autonoma della RSFS russa istituita il 1 luglio 1922 e chiamata Repubblica dell'Altaj); in reazione il 23 aprile i monaci buddisti fondano lo Stato Kudún (Kodunay erhidzh balgasan), stato teocratico buriato anti-sovietico nel Kižinginskij rajon, con capitale Soorhe, poi soppresso dall'Armata Rosa l'11 maggio
- 4 aprile - Muore esule (da marzo 1921) in Germania il capo dei menscevichi Julij Martov - suo cognato Fëdor Dan (anche lui esule) ne prende il posto e pubblica postumo il libello "Bolscevismo mondiale: la prima critica marxista del leninismo al potere" scritto da Martov nel 1919 nel quale definisce il bolscevismo nella sua caratteristica peculiarmente leninista come "comunismo del consumatore", il cui ingenuo fondamento, "come la manna dal cielo", consiste nell'aspettarsi che volontariamente "gli altri" debbano produrre e cedere il loro prodotto (e quando ciò, comprensibilmente, non avviene, pretenderlo con la coercizione sentendosi pure dalla parte della ragione)
- 9 aprile - Promulgazione di una nuova Costituzione in Afghanistan mirata a modernizzare il paese
- 17-25 aprile - Si svolge il XII Congresso del Partito Comunista Russo (bolscevico) - vi si tiene un'esortazione di Trockij a "superare la NEP" e viene introdotta la korenizacija (rispetto delle etnie in un governo federale, in contrapposizione alla russificazione proposta da Stalin). La "Commissione centrale di controllo del partito comunista" (che finora non ha avuto una direzione ufficiale ma è solo stata sottoposta alla supervisione prima del direttore del Rabkrin e poi del segretario del partito, quindi sempre da Stalin) viene messa ufficialmente sotto la stessa direzione del Rabkrin (al quale Cjurupa viene sostituito con lo staliniano Valerian Vladimirovič Kujbyšev), direzione congiunta assieme a Aleksej Semënovič Kiselëv, in seguito alle critiche di Lenin (che per la prima volta è assente per via di un ulteriore ictus ricevuto il 9 marzo che gli ha tolto la parola e gli impedisce di rimuovere Stalin dalla Segreteria come aveva mostrato intenzione di voler fare) - perduto quello che era divenuto solo di recente il suo unico protettore (tanto che pareva aver raggiunto univocamente il rango di suo successore), da questo momento e fino ad ottobre Trockij (oggetto di feroci critiche da parte di Kamenev e Zinov'ev) cessa di inveire contro quella che chiama "dittatura della burocrazia" ed inizia ad assistere passivamente agli eventi, considerandosi nel partito ormai un reietto senza speranza.
Per le sue critiche a Stalin riguardo alla korenizacija, il 4 maggio è arrestato Sultan-Galiev, ex consulente di Stalin per le questioni musulmane ("Muskom") e poi fautore della linea "terzomondista" di Trockij di un "comunismo nazionale" e del jadidismo, ora considerati una minaccia diretta alle politiche del Comintern dopo il suo IV Congresso del novembre 1922 - è considerato la prima vittima delle purghe staliniane
- 19 aprile -  L'Egitto è indipendente - il 23 la Turchia accetta di riprendere la Conferenza di Losanna (era stata interrotta dal 4 febbraio per il suo rifiuto di accettare i termini del trattato di pace) iniziata il 20 novembre 1922
- 21 aprile - A Novo-Nikolaevsk si apre il "processo Bazarovsko-Neznamovsky", il primo grande processo politico dimostrativo su larga scala in Siberia, che vede imputate le 95 personalità della vita civile più in vista della città (chiamati dall'accusa "kulaki" nonostante nessuno di loro sia contadino) - il 16 maggio sono comminate diverse pene (33 alla morte)
- 22 aprile - Le elezioni in Bulgaria confermano il socialista Stambolijski al governo col 53,8% della sua Unione Nazionale Agraria Bulgara; il Partito Comunista Bulgaro è secondo con il 19,3%
- 23 aprile - Polonia e Cecoslovacchia firmano un accordo commerciale a Varsavia
- 24 aprile - Due navi partono da Vladivostok per Ajan con un contingente dell'Armata Rossa allo scopo di eliminare l'ultima sacca di resistenza bianca nella Pepeljaevščina
- 29 aprile-8 maggio - La Chiesa Vivente rinnovazionista tiene il suo primo concilio a Mosca; il 3 maggio esso dichiara apostata Tichon ed abolisce il patriarcato: inizia la repressione della Chiesa ortodossa in Unione Sovietica. Il 16 giugno Tichon ritratta le sue accuse al bolscevismo e ripudia le Chiese degli esuli ortodossi
- fine aprile - Hitler organizza per il primo maggio un putsch a Monaco, annullato all'ultimo momento
- maggio - In relazione all'occupazione della Ruhr, il KPD apre al NSDAP per un "fronte di liberazione nazionale" (già caldeggiato a febbraio dalla rivista comunista Die Internationale), applicando perciò alla Germania (a cura di Karl Radek, il che lo qualifica di fatto come il creatore involontario del tedesco nazismo) la politica del Comintern in vigore per le colonie - nel KPD (che apre così un solco netto con la SPD) i più entusiasti verso questa linea sono i membri di origine ebraica (Ruth Fischer, sua dirigente ebrea, in quest'occasione invita ad "unirsi per impiccare i borghesi e gli ebrei dell'Europa orientale"), un funesto presagio di ciò che si verificherà con l'olocausto, dato che anche se in agosto l'alleanza verrà ufficialmente meno, essa lascerà un'influenza permanentemente indelebile nella vita politica tedesca degli anni seguenti che porterà alla nascita del Governo Hitler
- maggio - Lo scrittore Aleksej Nikolaevič Tolstoj torna in Russia e dichiara fedeltà al bolscevismo
- 7 maggio - Elezioni parlamentari in Estonia del 1923: vince il Partito dei Contadini di Konstantin Päts col 21,6%
- 10 maggio - A Losanna Maurice Conradi (un ex ufficiale dell'esercito di Vrangel') uccide il rappresentante della RSS Ucraina alla Conferenza di Losanna Vaclav Vorovsky
- 12-13 maggio - Elezioni in Lituania - vince l'Unione popolare contadina lituana (nato il 24 novembre 1922 da una fusione tra il Partito Democratico Socialista Popolare Lituano e l'Unione Contadina) di Kazys Grinius col 17,9% dei voti
- 23 maggio - Dopo averlo respinto l'11, l'Urss accetta l'"Ultimatum Curzon" ricevuto l'8 dal ministro degli Esteri britannico George Nathaniel Curzon, ristabilendo così le relazioni commerciali con il Regno Unito di Gran Bretagna - tuttavia il 18 giugno i due governi interrompono i rapporti
- 25 maggio - Dopo il fallimento della conferenza di tre Internazionali svoltasi a Berlino nell'aprile 1922, l'"Unione dei Partiti Socialisti per l'Azione Internazionale" ("Internazionale di Vienna" o, spregiativamente, "Internazionale 2½"), antagonista all'Internazionale comunista, si riunisce ad Amburgo con i socialisti riformisti rimasti nella Seconda Internazionale di Londra (formalmente sciolta nel 1917) e con quelli di loro che nel 1919 hanno fondato l'Internazionale di Berna e si trasforma in Internazionale operaia socialista (presidente: Friedrich Adler fino al 1939), dando origine a quello che viene definito "marxismo occidentale" in contrapposizione a quello bolscevico, con accezioni reciprocamente sprezzanti da parte dei rispettivi avversari
- 29 maggio - Fondata la Croce Rossa Russa
- 30 maggio - Dopo Sulla cooperazione uscito il 26, la Pravda pubblica Sulla nostra rivoluzione, ultima opera di Lenin (scritta in gennaio)
- 31 maggio - Assassinio di Walther Kadow (ex membro dello NSDAP che di recente aveva aderito al KPD) da parte di Rudolf Höß e Martin Bormann (da poco membri dello NSDAP); era stato accusato di aver tradito Albert Leo Schlageter (fucilato dai francesi nella Ruhr il 26)
- 9 giugno - Un colpo di Stato reazionario in Bulgaria sopprime il governo socialista (vigente dal 1918 e appena riconfermato dalle elezioni il 22 aprile) di Stambolijski (che viene fucilato il 14 mentre tenta di sollevare una ribellione contro il governo golpista) e porta al potere Aleksandăr Cankov; l'evento ha un grande impatto in Urss, amaramente deludente per quasi tutte le fazioni all'interno del governo russo (che manteneva buoni rapporti con Stambolijski col quale sperava di fare della Bulgaria il nucleo di partenza di una "Federazione Balcanica Comunista"), divenute così consce della difficoltà di esportare la Rivoluzione all'estero dopo il precedente fallimento dell'Ungheria di Kun
- 12-20 giugno - A Canton III Congresso nazionale del Partito Comunista Cinese, che elegge il III Ufficio centrale del Partito Comunista Cinese e accetta un Primo Fronte Unito con il Kuomintang contro i signori della guerra (già caldeggiato dal Comintern dall'anno precedente): dal canto suo Sun Yat-sen invia Chiang Kai-shek a Mosca per trattare l'accordo, ed a settembre lo accetta. Mao Zedong entra nel Comitato centrale del PC cinese
- 13 giugno - Il presidente emerito cinese generale Li Yuanhong è sostituito da Gao Lingwei come facente funzioni
- 17 giugno - Dopo aver abbandonato Amga ed essere stato respinto il 2 maggio da Ochotsk, il Generalino Anatolij Pepeljaev si arrende ai sovietici nel borgo marinaro di Ajan; il Generalino, 103 funzionari e i 230 soldati della sua Družina, ultimi bianchi rimasti, sono catturati e trasportati a Vladivostok, ultimo atto della guerra civile (20 milioni la stima finale dei morti, e 1 milione gli esuli); fino al 16 luglio ci saranno gli ultimi scontri minori con ribelli locali, e nel corso dei mesi seguenti i sovietici prendono incruentemente il controllo fino a Novo-Mariinsk (che verrà ribattezzata Anadyr') e allo stretto di Bering scacciandone i pellicciai americani e fucilando a Nayakhan l'autonominatosi governatore Valerian Ivanovič Bochkarev; i giapponesi tengono ancora Sachalin settentrionale fino al 1925 e la Kamčatka meridionale fino al 1927
- 20 giugno - L'alleanza in Germania tra KPD e NSDAP viene suggellata da Radek in un discorso tenuto a Mosca dinanzi al Plenum del Comitato Centrale del PCUS nel quale elogia il nazista Schlageter fucilato il 26 maggio dai francesi nella Ruhr; verrà chiamata per questo "Linea Schlageter"
- 25 giugno - Viene abolita la Comunità dei lavoratori careliani (associazione regionale autonoma) e sostituita dalla Repubblica Socialista Sovietica Autonoma di Carelia ottenendo perciò lo status di RSSA della RSFSR
- 28 giugno - Si svolgono le elezioni generali in Turchia: partecipa un solo partito, l'"Associazione per la difesa dei diritti dell'Anatolia e della Rumelia" di Mustafa Kemal, che ottiene il 100% dei voti
- luglio - A Kislovodsk (dove si trova in vacanza) Zinov'ev progetta un complotto contro Stalin
- 6 luglio - In relazione alla creazione dell'URSS, vengono creati ora i relativi organismi analoghi a quelli delle RSS, ad iniziare dal Consiglio dei commissari del popolo dell'Unione Sovietica (dal 1946 Consiglio dei ministri dell'Unione Sovietica), i cui ministeri sono chiamati Commissariati del popolo dell'Unione Sovietica (dal 1946 Ministeri dell'Unione Sovietica) e Lenin (Presidente del Sovnarkom della RSFS russa) è nominato Presidente del Consiglio dei commissari del popolo dell'URSS (de jure 2º carica dopo quella del Presidium del CEC dell'Urss, de facto dopo quella di Segretario generale del Partito Comunista detenuta da Stalin) nel Governo Lenin II. Kujbyšev è sostituito dal direttore della Commissione centrale di controllo (CCC) Kiselëv (fino al 1927, poi Aron Sol'c) al Rabkrin per la RSFS russa venendo creata per egli la carica di direttore del Rabkrin per l'URSS (di fatto rimane tramite essa a capo anche della CCC, fino al 1926 quando sarà sostituito da Ordžonikidze al Rabkrin per l'URSS); alcune competenze rimangono affidate ai Sovnarkom delle rispettive RSS (agricoltura, istruzione, sanità, sicurezza sociale, giustizia), oppure alla sola RSFS russa per tutta l'Urss: Affari Interni (di fatto ne assume alcune delle sue funzioni per l'Urss il Segretario del governo o Amministratore degli affari), nazionalità (che Stalin ha già intenzione di abolire); l'industria rimane affidata al VSNČ, del quale viene creato quello dell'Urss, affidato a Rykov che in quello della RSFSR viene sostituito da Bogdanov (che lo era già stato dal 26 maggio 1921 al 9 maggio 1923)

- 7 luglio - Dopo che il 19 giugno la RSSA del Naxçıvan è stata assegnata come enclave alla RSS azera, il Nagorno-Karabakh viene ceduto dalla RSS armena alla RSS azera come Oblast' autonoma del Nagorno Karabakh; l'area tra Nagorno-Karabakh e Zangesur con capoluogo Laçın e caporione Gussi Gaji si dichiara autonoma dalla RSS armena come Uezd del Kurdistan (fino al 1929)
- 15 luglio - Inaugurata la tratta Mosca-Nižnij Novgorod delle linee aeree Dobrolet (fondata il 9 febbraio), prima tratta interna russa
- 23 luglio - Afghanistan, Iran, Mongolia, Polonia, Germania, Turchia, e Finlandia, riconoscono l'Urss; il governo ucraino in esilio si sposta dalla Polonia all'Austria
- 24 luglio - Alla Conferenza iniziata il 20 novembre 1922 (poi interrotta dal 4 febbraio al 23 aprile) viene firmato il Trattato di Losanna tra la Turchia e i paesi dell'Intesa, che annulla e sostituisce il Trattato di Sèvres; esso determina i confini moderni della Turchia e abolisce definitivamente il sistema delle "capitolazioni", nonché definisce la Convenzione sul regime degli stretti (l'URSS vi aderisce il 1º agosto), ponendo fine alla guerra greco-turca: il Governo della Grande Assemblea Nazionale Turca è riconosciuto internazionalmente e viene indetto uno scambio di popolazioni tra Grecia e Turchia che mette fine al genocidio dei greci del Ponto e rappresenta il primo passo per ricreare i rapporti diplomatici tra la Grecia e la Turchia
- 25 luglio - Rakovskij è sostituito a Presidente del Sovnarkom ucraino dallo staliniano Vlas Jakovlevič Čubar' (che lo sarà fino al 1934)
- 2 agosto - A Stoccarda si svolge una manifestazione unitaria di KPD e NSDAP - il 10 se ne svolge una a Monaco che però segnerà la fine dell'alleanza nazi-comunista, ma lasciando nei due partiti un'impronta indelebile di tale anomala commistione, che determinerà i tragici eventi futuri creando le basi ideologiche del nazismo: la composizione dello NSDAP è stravolta rispetto a inizio anno, con l'ingresso di numerosi personaggi che i vecchi membri (molti dei quali sono usciti per questo motivo dal partito) definiscono "poco chiari" (in particolare Heinrich Himmler e Robert Ley destarono i maggiori sospetti)
- 7 agosto - La flotta dell'ammiraglio Stark con gli esuli di Vladivostok (che da ottobre 1922 si trovano nel porto coreano di Wŏnsan) inizia il trasferimento (che sarà completato il 14 settembre) al designato "porto di ultima istanza", principale destinazione della diaspora russa in estremo oriente: la Concessione internazionale di Shanghai, dove grazie al passaporto Nansen vedrà sorgere una piccola Russia di apolidi (descritta magistralmente nel film del 2006 "La contessa bianca") - le truppe del generale Glebov (che rifiutano di disarmarsi) rimangono invece ancora bordo delle loro navi nel porto di Wŏnsan
- 13 agosto - In Germania dopo un'imponente serie di scioperi causati dalla crisi economica cade il governo anti-Intesa del conservatore indipendente Cuno, e Gustav Stresemann (del DVP) crea il governo filo-Intesa di Große Koalition (DVP, SPD, Zentrum, DDP), e decide l'invio dell'esercito in Sassonia e Turingia contro i loro governi di sinistra, per cui il 23 il Comintern decide di rovesciarlo - anche i reazionari della Baviera gli si ribellano, ed a settembre a seguito di violenze e sommosse, il primo ministro bavarese Eugen von Knilling dichiara la legge marziale in Baviera e il 25 settembre nomina von Kahr Commissario di Stato (lo sarà fino al 17 febbraio 1924) con poteri dittatoriali che di fatto dichiara l'indipendenza
- 21 agosto - In Urss è creato il Glavkoncesskij per la gestione delle concessioni straniere (dopo un decreto che il 12 aprile ha creato la base giuridica per la negoziazione e il trasferimento di proprietà statali a imprese private straniere) - ogni contratto stipulato (con alcune eccezioni inerenti a quelle "riparatrici" di debiti effettivi) sarà poi annullato da un decreto il 27 dicembre 1930 (le ultime concessioni annullate saranno il 30 marzo 1944 quelle giapponesi a Sachalin settentrionale)
- 21 agosto - A Stoccolma si svolge la prima partita della nazionale di calcio dell'Unione Sovietica: Svezia-Urss 1-2; tra il 3 e il 9 settembre si svolge il primo campionato sovietico di calcio
- 25 agosto - A causa di difficoltà finanziarie (secondo alcuni usate come pretesto), esce l'ultimo numero di Die Neue Zeit, rivista del SPD diretta da Heinrich Cunow; verrà sostituito dallo Die Gesellschaft dal 1º aprile 1924 a cura di Rudolf Hilferding, che non accetterà ebrei in redazione
- 28 agosto - Il Consiglio militare rivoluzionario dell'RSFS russa è trasformato nel Consiglio militare rivoluzionario dell'URSS (Trockij ne rimane a capo)
- 29 agosto - Crisi di Corfù causata dall'assassinio della commissione incaricata dalla Conferenza di Losanna di stabilire la linea di confine tra Grecia e Albania (indicati il 3 novembre 1921 dalla conferenza degli ambasciatori ed approvati dalla stessa il 12 novembre 1922) - in reazione il 31 l'Italia occupa militarmente l'isola di Corfù; risolta il 27 settembre con la mediazione della Società delle nazioni; incidenti analoghi avverranno anche in Tracia tra Grecia e Bulgaria (Incidente di Petrič)
- settembre - I comunisti giapponesi approfittano della distruzione del Grande terremoto del Kantō del 1923 per tentare di prendere il potere - in conseguenza di ciò il PC giapponese viene messo fuori legge
- 1 settembre - Amaramente deluso dalla politica sovietica nei confronti dell'arte, il famoso pittore Marc Chagall da Berlino (ove si trova dall'estate 1922) decide di non tornare in Russia e si insedia a Parigi; nel medesimo periodo altri artisti ebrei lasciano la Russia, tra i quali il poeta David Hofstein
- 8 settembre - In seguito ad un'ondata di scioperi diffusasi in agosto nei centri industriali russi, innescata dalla "crisi delle forbici" conseguenza della NEP (in pratica: grazie alla NEP hanno ricominciato a comparire nei negozi i beni di consumo in Unione Sovietica, ma gli operai non hanno i soldi per poterli comprare), la GPU reprime e scioglie i sindacati (tra i principali il Gruppo dei lavoratori del Partito comunista russo di Gavril Mjasnikov già espulso dal PC russo dal 20 febbraio 1922, l'Opposizione operaia di Sljapnikov, e la Verità dei lavoratori di Aleksandr Aleksandrovič Bogdanov) arrestandone i dirigenti; in dicembre verranno espulsi dal partito anche i semplici iscritti
- 12 settembre - In Russia con un decreto del Vcik cessano l'esistenza i ricoveri per indigenti, resi inutili dal ritorno del capitalismo con la NEP
- 14-23 settembre - Il Partito Comunista Bulgaro sotto la pressione del Comintern attua un tentativo di insurrezione ("Rivolta di settembre") contro i golpisti del 9 giugno
- 19 settembre - Il fondatore della defunta Repubblica dell'Estremo Oriente Aleksandr Krasnoščëkov ora importante fautore della NEP è arrestato dal Rabkrin per corruzione (sarà liberato su amnistia a gennaio 1925) - questo atto rappresenta un palese sfregio a Lenin (del quale Krasnoshchyokov è un protetto), mostrando apertamente la sua sopravvenuta impotenza. "Se Lenin non si fosse ammalato e morto, probabilmente sarebbe stato la prima vittima delle purghe staliniane" (Orlando Figes)
- 23 settembre -  Come stabilito il 24 luglio dal Trattato di Losanna termina l'occupazione internazionale di Costantinopoli (che ora viene rinominata Istanbul) iniziata il 13 novembre 1918; le prime truppe turche entrano in città il 6 ottobre (ma il 13 è confermata Ankara come capitale della Turchia); il 20 ottobre Mustafa Kemal "Atatürk" (il cui partito "Associazione per la difesa dei diritti dell'Anatolia e della Rumelia" il 9 settembre diventa Partito Popolare Repubblicano, partito unico fino al 1946) è eletto presidente della Repubblica turca: il 29 ottobre con la proclamazione ufficiale della Repubblica di Turchia (nonostante di fatto repubblica già dal 23 aprile 1920) termina ufficialmente la guerra d'indipendenza turca.  Il 29 settembre è creato il Mandato francese della Siria e del Libano
- ottobre - L'Italia mussoliniana è il primo paese occidentale a dichiararsi intenzionato a riconoscere l'URSS; Stalin (primo atto che va a denotare il suo effettivo riconoscimento come interlocutore per conto dello Stato sovietico a livello internazionale) chiede di posticipare volendo concedere tale primato alla Gran Bretagna
- ottobre-novembre - Culmine dell'iperinflazione in Germania (iniziata nel giugno 1922, ora 1 dollaro USA arriva ad equivalere a 4,2 miliardi di marchi tedeschi); il 15 novembre una riforma monetaria attenua la svalutazione con l'introduzione del Rentenmark in sostituzione del Papiermark (il 30 aprile 1924 il Rentenmark sarà sostituito dal Reichsmark)
- 3 ottobre - Italia e Jugoslavia si dividono il naviglio mercantile ex austro-ungarico
- 8 ottobre - Trockij invia una lettera ai membri del Comitato centrale e della Commissione centrale di controllo del Partito Comunista, dove addita la "mafia della segreteria" (cioè la rete clientelare tessuta da Stalin grazie al suo potere). Benché Trockij si sia sempre dimostrato di gran lunga il più liberticida (fattore che già lo aveva reso inviso al partito) tra i bolscevichi, ora paradossalmente esprime preoccupazione per la mancanza di libertà nel partito, attirandosi così ulteriore odio nei suoi confronti da parte dell'Apparatčik che si sente messa sotto accusa con "lezioni che sanno d'ipocrisia" (fino a poco tempo prima egli stesso definiva ripetutamente "feticcio democratico" le pretese che ora avanza, ed ora fa suo ciò che nel 1921 ha furentemente avversato riguardo alle linee dell'"Opposizione operaia")
- 10 ottobre - Si tiene a Mosca il I Congresso dei rappresentanti delle organizzazioni contadine del mondo, durante il quale viene istituito il Consiglio internazionale dei contadini ("Internazionale dei contadini") (Krestintern)
- 10 ottobre - In seguito alle elezioni tenutesi il 5, il presidente cinese facente funzioni Gao Lingwei del governo Beiyang è sostituito da Cao Kun (capo della filo-occidentale Cricca di Zhili, vincitore con lo 81% contro il 6,8% dello sfidante Sun Yat-sen) il quale abolisce la Costituzione provvisoria della Repubblica di Cina (creata nel 1912) e la sostituisce con una nuova costituzione (che nel governo di Nanchino verrà mantenuta fino al 1931) fondata sui Tre Principi del Popolo di Sun Yat-sen
- 13 ottobre - Alle isole Soloveckie, nel luogo già occupato dal Monastero di Solovki (abolito), viene inaugurato ufficialmente (di fatto già adibito a tale destinazione dall'autunno 1922, ma finora solo con finalità di provvisorietà) il campo per lavoro forzato SLON, il primo dei famigerati gulag: "Avevano promesso la pace subito ed invece hanno provocato una guerra civile che ha dilaniato il paese per ulteriori anni [...] Non gli è bastato aver affamato e sfruttato il popolo peggio che il più avido dei padroni. Non gli è bastato nemmeno sopprimere le proteste con metodi degni del più brutale ed insensibile dei generali. [...] Così, dopo aver instaurato una dittatura peggiore sotto ogni aspetto a quelle che prima dicevano di combattere e di cui erano per questo stati vittima, dopo aver ammazzato una quantità di persone che uno Zar non sarebbe riuscito in mille anni, aver revocato un pò alla volta ogni diritto inizialmente da loro stessi concesso, aver tolto la terra ai contadini ai quali loro stessi l'avevano assegnata dopo la Rivoluzione, aver tolto la gestione delle fabbriche agli operai ai quali l'avevano prima affidata, hanno anche ripristinato il confino che Kerenskij aveva abolito, hanno ripristinato [coi passaporti interni] la servitù della gleba che in Russia era stata abolita nel 1861, e non ancora sazi, [coi gulag] la schiavitù abolita dagli Zar nel 1723" (Viktor Černov)
- 15 ottobre - Diversi esponenti del bolscevismo emettono un comunicato ("dichiarazione dei 46"), mirato implicitamente a Stalin e ai suoi fedeli, nel quale si associano a Trockij e alle sue critiche dell'8; gli autori chiedono la convocazione straordinaria del Comitato Centrale del partito, che viene convocato il 25 congiuntamente alla Commissione Centrale di Controllo ma boccia la loro mozione. Per venire incontro alle richieste di Trockij il 5 dicembre è stabilita l'elettività delle cariche dirigenziali locali al posto della nomina verticistica o della "cooptazione" (finora tipica prassi dei bolscevichi)
- 21 ottobre - Primo volo di un aereo di fabbricazione sovietica, il velivolo Tupolev ANT-1 progettato da Andrej Nikolaevič Tupolev
- 21 ottobre - In conseguenza dell'invio dell'esercito in Sassonia e Turingia contro i loro governi di sinistra, su iniziativa del delegato del Comintern Otto Wille Kuusinen il KPD organizza in Germania un'insurrezione contro il governo Stresemann; è annullata a livello nazionale all'ultimo momento, ma il 23 si svolge comunque la Rivolta di Amburgo (cui assistono personalmente Radek e l'inviata russa Larisa Michajlovna Rejsner); il suo fallimento, assieme a quello in Bulgaria del 14-23 settembre, convince i dirigenti sovietici che la rivoluzione in Europa non era imminente come pensavano e chiude così il periodo delle rivoluzioni del 1917-1923 -  la Renania (occupata dai francesi) si dichiara Repubblica Renana (fino al 26 novembre 1924), stato fantoccio francese
- 22 ottobre - Tentato colpo di Stato di Leonardopoulos-Gargalidis filo-monarchico in Grecia
- 28 ottobre - Reza Pahlavi diventa Primo ministro della Persia (mantiene per sé anche la carica di ministro della guerra)
- 29 ottobre - Primo censimento demografico dell'URSS
- 30 ottobre - Il Sovnarkom dell'URSS autorizza l'agenzia mista russo-canadese-americana per l'emigrazione (fondata il 9 maggio da un consorzio di compagnie di navigazione sovietiche ed estere) RUSKAPA ad operare (rimarrà attiva fino al 1930 quando l'emigrazione verrà proibita)
- 1º novembre - A Tallinn viene firmato un patto difensivo tra Estonia e Lettonia
- 3 novembre - Vengono aboliti i vecchi uezdy e sostituiti dai rajony nella regione degli Urali
- 5 novembre - A Losanna si apre il processo a Maurice Conradi (assassino di Vorovskij il 10 maggio) - il processo viene preso ad occasione dagli esuli russi per informare il mondo delle atrocità compiute dal regime bolscevico, trasformandosi di fatto in un "processo al bolscevismo", in seguito alle cui terribili testimonianze (riportate da Sergej Mel'gunov nel libro "terrore rosso in Russia" pubblicato l'anno successivo, disponibile in lingua italiana solo dal 2010) ascoltate l'imputato è assolto - a causa di ciò Svizzera e Urss non avranno relazioni diplomatiche fino al 1946
- 6-7 novembre - Dopo uno sciopero generale iniziato il 5, Rivolta di Cracovia in Polonia contro il governo (che il 31 ottobre ha imposto uno stato di emergenza e tribunali militari nel paese)
- 9 novembre - Putsch di Monaco (Putsch della birreria, posticipato dalla data originariamente prevista del 4) con l'obiettivo di rovesciare il governo Stresemann da parte del generale Erich Ludendorf e Adolf Hitler (arrestato e imprigionato, condannato a 5 anni di fortezza il 1º aprile 1924) - il 23 i partiti comunisti e nazisti sono vietati fino al marzo 1924 - il 30 il governo filo-Intesa di Große Koalition di Stresemann cade; viene sostituito da Wilhelm Marx (Partito di Centro Tedesco)
- 12 novembre - Il Commissariato del popolo per gli affari bellici della RSFS russa e quello per gli affari marittimi della RSFS russa (entrambi ricoperti da Trockij) vengono aboliti e le loro funzioni assolte da ora dall'unificato Commissariato del popolo per gli affari bellici e marittimi dell'Urss (Trockij ne rimane a capo)
- 15 novembre - La GPU viene scorporata dall'NKVD ("Commissariato del popolo per gli affari interni" della RSFS russa) e diventa OGPU (GPU dell'Urss) sotto il diretto controllo del Presidente del Consiglio dei commissari del popolo dell'URSS (Lenin), per cui di fatto assume il ruolo di "Commissariato del popolo per gli affari interni" dell'URSS (mancante come tale alla fondazione del governo dell'URSS), che poi assumerà ufficialmente, nel nome, nel 1934
- 18 novembre - Elezioni in Bulgaria, primo è il partito dei golpisti del 9 giugno Alleanza Democratica col 63,8% dei voti mentre l'Unione Nazionale Agraria Bulgara è secondo col 13,2%; il Partito Comunista Bulgaro è quasi scomparso
- 23 novembre - Istituita la Corte Suprema dell'URSS sul modello della Corte Suprema della RSFS Russa; inizialmente a capo viene messo il giurista Stučka, il 28 sostituito da Krylenko - viene di fatto ad assumere per l'URSS i poteri di Commissariato del popolo alla Giustizia (mancante dal governo di Lenin)
- 11 dicembre - Cjurupa prende il posto di Kržižanovskij alla guida del Gosplan (dal 18 novembre 1925 sarà riaffidato a Kržižanovskij)
- 15 dicembre - Trockij è oggetto di un furente attacco da parte di Stalin sulla Pravda (rinfacciandogli il suo rifiuto di accettare alcune cariche lo accusa di "volere tutto o niente" e di bonapartismo), e con l'accusa di frazionismo ne è chiesta l'espulsione dal partito da parte di Zinov'ev e Kamenev (lui nega di aver voluto creare fazioni)
- 16 dicembre - Vittoria di Eleftherios Venizelos alle elezioni legislative in Grecia, che il 15 gennaio 1924 sostituisce Stylianos Gonatas (in carica dal 27 novembre 1922) a capo del governo - il 19 re Giorgio II di Grecia lascia la Grecia per l'esilio a Bucarest
- 19 dicembre - In Ungheria il "Kerenskij ungherese" conte Mihály Károlyi, responsabile della resa del novembre 1918, della passiva condotta di governo successiva, e della cessione del potere al comunista Kun, viene condannato in contumacia per alto tradimento (la condanna sarà annullata nel 1946 dalla Seconda Repubblica ungherese)
- 29 dicembre - Lo scienziato russo anti-comunista Vladimir Koz'mič Zvorykin (esule dal 1919) brevetta negli USA il primo iconoscopio (prodromico al televisore)

## 1924
Stati nel mondo
- gennaio - I Congresso del Kuomintang
- 16-18 gennaio - XIII Conferenza del Partito Comunista Russo (bolscevico), nel corso della quale Trockij è accusato di frazionismo per aver formato con l'economista (autore del tomo La nuova economia) Preobraženskij la corrente "Opposizione di sinistra" opposta alla fazione staliniana e alla NEP - Trockij risponde polemicamente con l'"ammissione" "il partito ha sempre ragione" e si prende una vacanza per decidere il da farsi.
Nel frattempo i sostenitori di Trockij vengono mandati all'estero come diplomatici, mentre il trozkista Antonov-Ovseenko è licenziato dal suo incarico alla direzione politica del Consiglio militare rivoluzionario (che ricopriva dal 1922) e sostituito con Andrej Bubnov, e lo staliniano generale Sergej Gusev (vero nome: Jakov Davidovič Drabkin) del CCC viene messo a capo di una commissione speciale incaricata di indagare sul suo operato
- 17-20 gennaio - VIII Congresso panucraino dei Soviet a Charkiv
- 19-24 gennaio - I basmachi assediano Khiva ma sono sconfitti dai sovietici
- 19-29 gennaio - XI Congresso panrusso dei Soviet
- 21 gennaio - Morte di Lenin - il 24 Pietrogrado cambia nome in Leningrado - il 27 si tengono i funerali (Trockij è assente, in vacanza nel Caucaso) - come risultato del non aver nominato un successore, secondo una logica imponderabile anziché essere sepolto viene imbalsamato e messo in una teca esposta in un Mausoleo sulla Piazza Rossa, a continuare a ricoprire de facto il suo reale ruolo di capo carismatico come primus inter pares del gruppo bolscevico anche post-mortem (e come curiosa conseguenza di ciò la salma sarà nel corso degli anni vittima di diversi tentativi di attentato); nei giorni seguenti viene presentato al Comitato Centrale il Testamento di Lenin (scritto un anno prima), decidendo di non renderlo pubblico per via delle critiche rivolte sia a Stalin sia a Trockij; per evitare ulteriori "disguidi" simili, la Krupskaja viene messa sotto la sorveglianza di Vera Dridzo (figlia dello staliniano Lozovskij).
Esce allo scoperto la "Troika" formata da Zinov'ev (Presidente del Comintern), Stalin (Segretario Generale del Partito Comunista) e Kamenev (Presidente del Politburo).
Secondo alcuni autori l'assenza di azioni sia interne che esterne da parte di anti-bolscevichi all'atto della morte di Lenin è indice di accettazione generale dello status quo
- 24 gennaio - Muore esule presso Belgrado il principale protagonista della Rivoluzione di febbraio Michail Vladimirovič Rodzjanko
- 26 gennaio-2 febbraio - II Congresso dei Soviet dell'Unione Sovietica, nel corso del quale (31 gennaio) è ratificata la Costituzione dell'Unione Sovietica (presentata il 6 luglio 1923) che conferma la creazione dell'URSS e dei suoi organismi, e contrariamente a quella della RSFS russa (emessa nel 1918 ed ora sostituita da questa) permette la creazione di varie Repubbliche Sovietiche e distingue le relative competenze tra Unione e RSS, per cui Stalin fa abolire il suo Commissariato del popolo per le nazionalità della RSFS russa; essa tiene conto delle richieste avanzate dai paesi capitalisti nella Conferenza di Genova dell'aprile-maggio 1922 e dal Regno Unito nell'"Ultimatum Curzon" del 23 maggio 1923 ("il bolscevismo in Russia si è rivelato il più conveniente affare realizzato, oggi nessun uomo d'affari ha interesse a rinunciarvi", John Davison Rockefeller). Viene indetta la chiamata leninista, ossia una campagna di iscrizioni massicce (mentre finora le richieste venivano vagliate accuratamente e molte rigettate) che assicurano a Stalin un notevole aumento di consenso (inizia il 15 febbraio).
Rykov (vice-presidente di Sovnarkom e Consiglio del lavoro e della difesa) viene nominato Presidente sia del Sovnarkom della RSFS russa che di quello dell'Urss (ora la seconda carica dopo quella di Stalin) al posto del defunto Lenin (che deteneva entrambi dalla loro rispettiva creazione) - lo sarà fino al 1930. Kamenev diviene vice-presidente di quello della RSFS Russa al posto di Cjurupa, e presidente del Consiglio del lavoro e della difesa al posto di Lenin. Alla presidenza del VSNČ dell'Urss Rykov viene sostituito da Dzeržinskij. Krylenko è sostituito da Aleksandr Nikolaevič Vinokurov (lo sarà fino al 1938) alla Corte Suprema dell'URSS (della quale Pëtr Anayevič Krašikov viene nominato alla nuova carica di procuratore generale, fino al 1933). Kiselëv è sostituito da Nikolaj Michajlovič Švernik alla guida del Rabkrin per la RSFS russa (fino al 30 novembre 1925, poi sostituito da Nikifor Il'in che lo sarà fino al 1934 quando con la CCC diventa Commissione di controllo sovietica o Commissione popolare per il controllo) - viene presa la decisione di unire gradualmente gli organi di controllo del partito (CCC) e dello stato (Rabkrin), coordinare il loro lavoro nella prima fase, e infine, combinarli in un solo corpo (prende sempre più forma la fusione di Stato e partito, e l'assegnazione della presidenza del Sovnarkom a Rykov anziché a Stalin sancisce la subordinazione di tale ruolo a quello di Segretario del PCUS)

- 27 gennaio - Con il Trattato di Roma (che annulla e sostituisce il precedente trattato di Rapallo) Italia e Jugoslavia si dividono lo Stato libero di Fiume, la cui parte assegnata all'Italia (Circondario di Fiume) unita al Circondario di Volosca-Abbazia diventa Provincia del Carnaro (16 marzo) - la Società delle Nazioni riconosce la suddivisione il 7 aprile, ma il governo della Repubblica di Fiume non riconosce il trattato e continua ad esistere "in esilio"; esso anche garantisce l'appoggio italiano (5 luglio patto di amicizia italo-cecoslovacco - 14 luglio italo-jugoslavo, ai quali ne seguirà uno italo-romeno nel 1926) all'anti-ungherese Piccola intesa (Cecoslovacchia, Jugoslavia, Romania) appoggiata anche dalla Francia (25 gennaio patto di amicizia franco-cecoslovacco, a cui ne seguiranno uno franco-romeno nel 1926 e uno franco-jugoslavo nel 1927)
- febbraio - Regno Unito (dove dal 22 gennaio comandano i laburisti di Mc Donald), Italia, Norvegia (alla cui ambasciata viene relegata la Kollontaj), Austria, Grecia riconoscono l'Unione Sovietica; nei mesi seguenti lo faranno anche Svezia e Danimarca - gli altri stati dell'Europa orientale (Ungheria, Romania, Cecoslovacchia, Bulgaria) rifiuteranno di riconoscerla fino al 1934 - la Jugoslavia fino al 1940. Il 13 in seguito alle proteste diplomatiche giapponesi riguardo ai vari riconoscimenti internazionali dell'Urss in corso, i sovietici rompono i rapporti con il Giappone, ma dal 14 maggio a Pechino iniziano negoziati di riappacificazione con Ioffe
- febbraio - Si forma il Blocco balcanico anti-sovietico e anti-bulgaro tra Grecia, Jugoslavia, e Romania, che completa il sistema di alleanze della Piccola Intesa contro i paesi sconfitti
- febbraio - Inizia una insurrezione anti-sovietica in Cecenia ad opera del Muftī Najmudin Gotsinsky
- 9 febbraio - L'ex RSS del Naxçıvan (il cui territorio è stato già assegnato alla RSS azera il 19 giugno 1923) diventa RSSA del Naxçıvan della RSS azera
- 22 febbraio - Il Commissariato del popolo per gli affari interni (NKVD) della RSFS russa è abolito, le sue funzioni da ora vengono svolte per tutta l'Urss dalla OGPU (che nel 1934 diverrà NKVD dell'Urss)
- 25 febbraio - Viene stabilita la delimitazione nazionale nell'Unione Sovietica (verrà attuata progressivamente nel corso degli anni successivi)
- marzo - URSS e Gran Bretagna si lanciano accuse reciproche riguardo la responsabilità della Rivolta di Khost
- 3 marzo - In Turchia viene abolito il califfato e deposto l'ultimo califfo (lasciando così privi di guida spirituale i musulmani sunniti, provocando per questo grandi proteste nel mondo islamico) ed ex-sultano ottomano Abdülmecid II, che va in esilio a Malta: caduta dell'Impero ottomano
- 7 marzo - In Urss il "rublo d'oro" termina la fase sperimentale e viene diffuso come rublo sovietico, al quale viene ancorato il chervonets (che rimane in corso ma ne cessa la stampa); sostituisce così tutti gli altri precedenti mezzi di transazione (anche locali, come l'effimero rublo transcaucasico) ponendo fine alla loro spaventosa inflazione - iniziano ad essere ritirati i sovznaki esistenti (oramai comunque quasi privi di valore ma ancora molto utilizzati per via della "legge di Gresham"), la cui stampa è cessata il 14 febbraio; il ritiro viene dichiarato completato il 10 maggio, ed il 7 luglio i sovznaki vengono messi ufficialmente fuori corso ponendo così fine al sistema a doppia circolazione che ha caratterizzato il sistema finanziario della NEP finora. Termina così la riforma monetaria sovietica del 1922-1924
- 16 marzo - Si svolgono le prime elezioni nella Rutenia subcarpatica per i suoi deputati al parlamento cecoslovacco, segnando con ciò la ratifica dell'annessione
- 24 marzo -  Dopo la fuga del Re del 16 dicembre 1923, la Grecia diventa repubblica ("Seconda Repubblica ellenica"), approvata poi da un referendum il 13 aprile (70%) - il nuovo primo ministro Alexandros Papanastasiou ha favorito il voto per la Repubblica, mentre l'ex primo ministro Venizelos ha mantenuto una posizione neutrale
- 24 marzo - Il Governatorato di Vitebsk è abolito e Nevel' è trasferita al Governatorato di Pskov; una parte del Vitebsk (da Vitebsk), parte del Smolensk provincia (con la città di Orsa) e Tver', Mogilev, il distretto di Homel' e la provincia di Rogačëv trasferiti alla RSS bielorussa (che raddoppia il suo territorio)
- 28 marzo - Omicidio di Grigorij Malinovskij a Dymovka, assassinato dopo aver inviato un rapporto nel quale aveva accusato di corruzione due funzionari locali del PCUS. Verrà mistificato dalla stampa come "sintomo dei pericoli della crescita del capitalismo nelle campagne"
- 6 aprile - Con la legge Mârzescu in Romania è soppresso il Partito comunista (rimarrà illegale fino al 1944)
- 14 aprile - In Polonia il Marco polacco è sostituito dallo Złoty polacco
- 20 aprile - In Turchia viene emessa la nuova Costituzione che sostituisce quella del 1921
- 22 aprile - Juzivka (oggi Donec'k) viene rinominata Stalino (per via delle acciaierie, non di Stalin) - Bachmut diventa Artemivsk
- 24 aprile - Giunge in Turkestan l'Interhelpo, aggregazione formata da comunisti dell'Europa orientale immigrati in Urss per costruirvi il Comunismo (non ne sopravviverà uno)
- 1º maggio - Primo trattore di fabbricazione sovietica dalle Officine Kirov di Leningrado
- 4 maggio - Si svolgono le Elezioni federali tedesche del maggio 1924, che mostrano un'avanzata della destra
- 4 maggio-27 luglio - Si svolgono i Giochi della VIII Olimpiade a Parigi; Germania e Urss non vi partecipano per scelta politica
- 7 maggio - Jurij Chrisanfovič Lutovinov eminente bolscevico della prima ora, capo del sindacato metalmeccanico e marxista ortodosso si suicida per protesta contro le deludenti politiche della NEP: "il comunismo non ha e non può avere sfumature. O è, o non è"
- 23-31 maggio - Si svolge il XIII Congresso del Partito Comunista Russo (bolscevico), nel quale Stalin, Zinov'ev, e Kamenev denunciano Trockij e la sua fazione come revisionisti; viene stabilita una rielaborazione delle suddivisioni amministrative dell'Urss e letto ai delegati il testamento di Lenin (che però non viene reso pubblico); Bucharin è ammesso nel Politburo - Nogin è sostituito da Kurskij (Persecutore generale dal 26 maggio 1922 ed ex ultimo Commissario del popolo per la giustizia della RSFS russa) a capo della CCC (lo resterà fino al 1927)
- 29 maggio - Il patriarca Tichon lancia un appello in cui raccomanda di includere la Chiesa vivente nei consigli diocesani del clero bianco ortodosso e del gruppo di laici
- 10 giugno - Rivolta in Albania, il regime di Ahmet Zogu viene rovesciato - il 16 è formato il governo democratico del vescovo Fan Stilian Noli, che si rivolge al Regno di Serbi, Croati e Sloveni, ed il 28 instaura relazioni diplomatiche con l'URSS
- 17 giugno-8 luglio - Si tiene a Mosca il V Congresso dell'Internazionale Comunista (primo a cui partecipa anche Stalin): vi si analizza la sconfitta delle azioni rivoluzionarie in Germania e Bulgaria, la repressione contro i comunisti in Italia e Polonia, il governo laburista di MacDonald in Gran Bretagna; l'alleanza frontista coi socialisti del precedente congresso è confermata, ma viene stigmatizzata la socialdemocrazia. Il successivo congresso si terrà nel 1928
  - 8-20 luglio - Si tiene anche il III Congresso dell'Internazionale sindacale rossa
- 30 giugno - Si dimette il primo ministro bavarese von Knilling e viene sostituito da Heinrich Held (BVP)
- 4 luglio - In Romania sono nazionalizzate le proprietà tedesche - lo stato rumeno diventa il principale proprietario dei giacimenti petroliferi (60%)
- 7 luglio - La rimanente RSSA delle Montagne (dalla quale si sono già scissi via via il Daghestan, Karačaj-Circassia, Cabardino-Balcaria, e Cecenia) è sciolta e suddivisa in Oblast' autonoma dell'Ossezia Settentrionale e Oblast' autonoma inguscia della RSFS russa
- 10 luglio - Le unità navali del gruppo cosacco dell'Estremo Oriente del generale Glebov muovendo dal porto coreano di Wŏnsan (ove da ottobre 1922 le truppe hanno rifiutato di disarmarsi e sono rimaste a bordo delle navi) entrano nella foce del fiume Whampoa e il 12 sbarcano occupando la stazione di quarantena del porto di Shanghai, unendosi poi agli altri esuli già giuntivi un anno prima. Nel 1927 diventeranno un reggimento accorpato all'internazionale Corpo dei Volontari di Shanghai, che parteciperà con entusiasmo al massacro di Shanghai dello stesso anno
- 12-18 luglio - Al suo VI congresso, al Komsomol viene aggiunto il termine "leninista" e viene lanciato l'appello del Komsomol alla "chiamata leninista" indetta da Stalin a febbraio
- 14 luglio - Temendo la pianificazione economica sovietica inconciliabile con il sistema di economia di sussistenza del quale vivono molti popoli sarmatici, una comunità nel Kraj di Chabarovsk (Ochotsk, Nel'kan, Ust-Maja) nella quale stanno per entrare i sovietici dopo la sconfitta degli ultimi bianchi avvenuta nel borgo marinaro di Ajan il 17 giugno 1923, per evitare ciò si dichiara indipendente come Repubblica Popolare Tunguska (A. Ammosov), che riuscirà a mantenersi tale fino al 9 maggio 1925
- 16 luglio - Riprende la II Conferenza di Londra sulle riparazioni di guerra, durante la quale il 24 è istituito il Piano Dawes per le riparazioni di guerra tedesche, che prevede la dilazione dei pagamenti fino al 1988 e sostituisce i decreti della Conferenza di Boulogne del 21 giugno 1920 (sarà a sua volta sostituito dal Piano Young nel 1929); la conferenza richiuderà il 16 agosto - inizia la ripresa dell'economia tedesca e lo sgombero francese dalla Ruhr che terminerà il 25 agosto 1925
- 17-21 luglio - A Mosca si svolge il IV congresso del Partito comunista lituano in esilio
- 18 luglio - Fondato il Rotfrontkämpferbund, organizzazione paramilitare associata al Partito Comunista Tedesco
- 19 luglio - Dopo un primo accordo il 31 maggio (nel quale è stata ufficializzata la restituzione alla Cina delle ex concessioni russe di Tianjin e Hankou che di fatto già le occupa dal 15 settembre 1920), e dopo che il 14 è avvenuto il trasferimento del consolato russo a Shanghai ai rappresentanti sovietici, la Cina riconosce l'Urss, la quale rinuncia ad ogni diritto in Manciuria, per cui il 5 ottobre viene anche aperto il Consolato Generale dell'URSS ad Harbin (quello russo bianco fu chiuso a settembre 1920); la ferrovia Orientale Cinese è riconosciuta come impresa commerciale sovietica-cinese la cui zona di esclusione ("Regione Speciale delle Province Orientali" dal febbraio 1921 gestita dalla cricca filo-giapponese di Zhang Zuolin) è esclusa dall'amministrazione centrale e locale cinese, ed il personale bianco è sostituito con quello sovietico (che a sua volta il 22 ottobre 1928 sarà interamente espulso dal territorio cinese causando la guerra sino-sovietica); il 5 settembre viene fondata una società bolscevica di amicizia russo-cinese
- 20 luglio - Esce il primo numero del Sovetskij sport, prima rivista sportiva sovietica
- 31 luglio - In Polonia viene proibito l'uso della lingua ucraina
- agosto - Viene ri-definito il confine tra RSS ucraina e RSFS russa nella regione del Donbass, con la cessione di diversi territori alla RSFS russa (confini odierni), ultimo smembramento dell'ex Oblast' dell'armata del Don
- agosto - Rivolta del corpo dei mercanti di Canton contro le politiche filo-comuniste intraprese dal governo di Sun Yat-sen. Verranno sconfitti dalle truppe di Zhou Enlai il 15 ottobre
- 3-4 agosto - Un gruppo di 150 agenti sovietici assalta la città di Stoŭbcy oltre il confine con la Polonia
- 4 agosto - Il Messico è il primo stato del continente americano a riconoscere l'Urss
- 5 agosto - Sch-EL-1 prima locomotiva diesel in Urss ad opera di Jakov Modestovič Gakkel'
- 16 agosto - Nell'ambito dell'operazione Trust Boris Savinkov (esule dal 1920) attirato in Urss con un tranello è arrestato dalla OGPU e rinchiuso alla Lubjanka - vi morirà il 7 maggio 1925 in circostanze non chiarite
- 19 agosto - Fondata l'Unione dei Nazionalisti Lituani, che il 17 dicembre 1926 (dopo che il 28 settembre 1926 la Lituania ha firmato un patto di non aggressione con l'URSS in funzione anti-polacca) andrà al potere con un colpo di Stato del maggiore Povilas Plechavičius, con Augustinas Voldemaras Primo Ministro al posto di Mykolas Slediavicius e Antanas Smetona presidente della Lituania al posto di Kazis Grinyus - essi instaurano in Lituania un regime autoritario anti-comunista ed anti-polacco
- 20 agosto - Una spedizione sovietica a bordo della nave Krasny Oktyabr giunge all'isola di Wrangel, espellendo i coloni americani (ai quali l'aveva venduta il Canada il 19 agosto 1923 dopo averla occupata dal 16 settembre 1921)
- 28 agosto-5 settembre - Rivolta d'agosto: a causa dell'intensificazione delle repressioni staliniste in Georgia (praticamente considerata suo feudo personale), avviene una ribellione armata e un conseguente terrore rosso (è qui che il futuro spietato capo del NKVD Lavrentij Pavlovič Berija inizia la sua carriera) che causa diverse migliaia di vittime e determina la scomparsa definitiva dell'ultimo barlume di menscevismo rimasto
- 29 agosto - Nell'ambito dell'antisemitismo in Unione Sovietica, viene creato il OZET, organismo atto a far lavorare gli ebrei (la prima cooperativa agricola verrà inaugurata il 17 gennaio 1925)
- 31 agosto - Kirill Vladimirovič Romanov accetta il titolo di Zar di tutte le russie come Capo del Casato dei Romanov e primo in linea di successione; tuttavia egli riconoscerà sempre il governo sovietico come legittimo governo della Russia (per questo è chiamato lo "Zar sovietico"), per cui gli esuli che sostengono il granduca Nicola (rivale di Kirill nella successione al trono) creano l'Unione militare panrussa, della quale Vrangel' è presidente (facendone il più importante di tutti gli esiliati) fino alla morte nel 1928, e poi trasferita al granduca Nicola, con sede a Sremski Karlovci (presso Belgrado, la sede di tutti gli organismi militari e politici russi in esilio, ovvero la "capitale" de facto della Russia bianca); da qui, nel 1944 di fronte all'avanzata sovietica nei Balcani, i cosacchi saranno evacuati in Carnia, da dove nel 1945 gli Alleati li consegneranno ai sovietici
- 8 settembre - Illustrato alla V Assemblea della Società delle Nazioni il progetto Nansen che prevede l'istituzione nella penisola anatolica di una regione autonoma del popolo armeno ove stanziare i 50.000 rifugiati armeni che in quel momento si trovano nell'Armenia sovietica dopo il Genocidio armeno del 1915-16 - una risoluzione viene approvata il 25, ma rimarrà lettera morta fino al 1929 quando il piano sarà abbandonato di fronte alla potenza turca
- 13 settembre - Attorno agli articoli di un ancora sconosciuto Joseph Goebbels (che di recente ha rinnegato il suo socialismo) nella rivista di destra Volkische Freiheit inizia a formarsi un gruppo di giovani (che tra i membri originari dello NSDAP sarà sprezzantemente noto come "gli ebrei antisemiti", i cui maggiori esponenti saranno Adolf Eichmann, Reinhard Heydrich, e Hans Frank) che successivamente entrando nello NSDAP ne diverrà il nucleo vertice futuro delle gerarchie del Terzo Reich
- 15 settembre - Inizia la Seconda guerra Zhili-Fengtian (nella precedente del maggio 1922 la filo-giapponese cricca del Fengtian sconfitta aveva proclamato l'indipendenza della Manciuria), durante la quale in ottobre avviene il Colpo di Pechino contro il filo-occidentale Cao Kun (il filo-giapponese Feng Yuxiang occupa Pechino), e successiva vittoria stavolta (3 novembre) della cricca del Fengtian dalla Manciuria
- 15 settembre - Dopo che dal 25 luglio è esploso il "caso Campbell" (inerente all'incitamento a scioperi), avviene la diffusione della Lettera di Zinov'ev (presidente del Comitato esecutivo dell'Internazionale Comunista), in seguito al cui scandalo suscitato il 4 novembre in Gran Bretagna tornano al governo i conservatori che subito annullano i trattati commerciali stabiliti l'8 agosto tra il precedente governo laburista britannico e quello sovietico - nel 1925 i conservatori rinnegano il riconoscimento dell'URSS del 2 febbraio, e nel 1927 la Gran Bretagna romperà del tutto i rapporti con l'Urss ("affare Arcos"), che saranno ristabiliti nel 1929 dai laburisti al governo
- 15-18 settembre - Rivolta contadina pro-sovietica in Romania, nelle vicinanze di Tatarbunary; in relazione a ciò il 12 ottobre viene fondata in Transnistria la Repubblica Socialista Sovietica Autonoma Moldava come parte autonoma della RSFS ucraina, con capitale Balta, allo scopo di fornire un territorio ai romeni che desiderino vivere sotto il comunismo

L'Asia centrale oggi

- 14-27 ottobre - Viene effettuata una riforma dei territori dell'Asia centrale dallo scioglimento e scissione della Repubblica Socialista Sovietica Autonoma del Turkestan (ed i relativi partiti comunisti sono sciolti e resi sezioni locali di quello della RSFSR): dal distretto di Tashkent della regione del Syr Darya viene creata la Repubblica Socialista Sovietica Uzbeka (capitale: Samarcanda), alla quale viene anche accorpato come '"Oblast' autonoma Kara-chirghiso" il risultato dell'unione della parte meridionale del Semireč'e (Alma-Ata, Biškek, Žarkent, Lepsinsk, Taldıqorğan) alla Regione di Fergana; la parte settentrionale del Semireč'e ("provincia Džetjsujskaja" creata il 22 ottobre 1922) viene assegnata alla RSSA Kirghisa; la parte meridionale fino al Pamir diventa RSSA Tagika della RSS Uzbeka; l'Oblast' karakalpaka (creata il 20 luglio 1920 nella parte settentrionale della Transcaspia) è ceduta alla RSFS russa; il 30 ciò che rimane della RSSA Turkestan (l'"oblast' turkmena", creata il 7 agosto 1921), diventa Repubblica Socialista Sovietica Turkmena; il 16 il Kraj sud-orientale della RSFS russa è rinominato Kraj del Caucaso settentrionale con l'incorporazione ad esso del distretto di Sunža e delle Oblast' risultate dalla progressiva scissione della RSSA delle Montagne
- 30 ottobre - La Francia riconosce l'Urss e decide la restituzione delle navi della "flotta di Vrangel'" (ancorate a Biserta) al governo sovietico, che rifiuta a causa del pessimo stato di conservazione delle stesse, che saranno poi demolite
- novembre - Trockij pubblica "Lezioni di Ottobre", nel quale rammentando il suo dissenso verso Lenin nel 1917, accomuna a tale dissenso anche Zinov'ev e Kamenev (che avevano votato contro l'insurrezione): inizia una polemica nota come "discussione letteraria", nella quale il capo della Gosizdat Skvorcov-Stepanov, sostenitore di Stalin, attraverso la stampa del partito attacca prima Trockij e poi Zinov'ev e Kamenev, mentre Bucharin accusa Trockij di egocentrismo
- 2 novembre - In seguito alla seconda guerra Zhili-Fengtian iniziata il 15 settembre il filo-occidentale presidente cinese Cao Kun viene deposto ad opera del filo-giapponese Feng Yuxiang della cricca del Fengtian dalla Manciuria; dopo una breve presidenza come facente funzioni di Huang Fu, il 23 è sostituito dal capo della Cricca di Anhui Duan Qirui (lo sarà fino al 20 aprile 1926 al quale seguirà nel 1928 Chiang Kai-shek dopo una serie di facenti funzioni) - il 5 l'ex imperatore Pu Yi abbandona la Città Proibita e si rifugia presso i giapponesi
- 7 novembre - Primo camion di produzione sovietica, AMO-F-15 della ZiL
- 8 novembre - In Austria sciopero di cinque giorni dei ferrovieri
- 14 novembre - Ekaterinburg è ribattezzata Sverdlovsk
- 24 novembre -  In seguito alla morte dell'ultimo Bogdo Gegen avvenuta il 20 maggio, il 1º Grande Hural di Stato del Popolo della Mongolia con Navaandorjiin Jadambaa dichiara abolito il khanato e proclama la comunista Repubblica Popolare Mongola con Presidente Peljidiin Genden (ma il vero potere è nelle mani del filo-sovietico Čojbalsan, segretario generale del partito) - Urga viene ribattezzata Ulan Bator in onore del famoso comunista mongolo Damdiny Sùchbaatar morto l'anno prima (probabilmente avvelenato da Čojbalsan, lo "Stalin mongolo")
- 26 novembre - Sciolto lo stato fantoccio francese in Renania, che torna alla Germania
- 27 novembre - 129 comunisti arrestati il 21 gennaio sono condannati in un processo in Estonia
- 1º dicembre - Fallita insurrezione in Estonia da parte del Partito Comunista dell'Estonia istigata dal Comintern - il fallimento dell'iniziativa mette fine definitivamente ad ulteriori tentativi di sollevazioni comuniste in giro per l'Europa per tramite del Comintern, segnando il declino della visione di Trockij della "rivoluzione permanente", che viene per questo ferocemente attaccato da Zinov'ev (che come capo del Comintern è stato l'ideatore e preparatore dell'insurrezione fin da aprile e quindi anche responsabile del suo fallimento), in quanto ispiratore morale originario.
A nome dello staliniano generale Gusev la Pravda pubblica una delle prime critiche pubbliche alla condotta di Trockij (sulla quale egli sta indagando in quanto inquisitore del CCC) come capo dell'Armata Rossa durante la guerra civile
- 7 dicembre - Dopo quelle di maggio si svolgono le Elezioni federali tedesche del dicembre 1924: l'SPD passa dal 20,5 al 26% a scapito del KPD mentre il partito nazista scende dal 6,5 al 3%, per cui il 15 gennaio 1925 si dimette il Cancelliere Marx (Zentrum), sostituito da Hans Luther (indipendente), che il 12 maggio 1926 ricederà il posto a Marx
- 12 dicembre - L'affarista bolscevico Aleksandr L'vovič Parvus muore di morte naturale a Berlino; nel 1917 aveva organizzato il ritorno di Lenin in Russia e fondato nel 1915 la rivista Die Glocke (il cui ultimo numero uscirà il 31 ottobre 1925)
- 17 dicembre - Costantino VI di Costantinopoli eletto Patriarca ecumenico di Costantinopoli (sarà espulso dalla Turchia il 30 gennaio 1925 e si dimetterà dall'incarico il 22 maggio)
- 19 dicembre - La Comune laburista dei tedeschi del Volga viene convertita in Repubblica Socialista Sovietica Autonoma Tedesca del Volga della RSFS russa
- 20 dicembre - Dopo 14 mesi di fortezza (durante i quali ha scritto il Mein kampf), nonostante i 5 anni di condanna Hitler viene liberato
- 24 dicembre - Colpo di Stato in Albania, nella notte di Natale, i sostenitori di Ahmet Zogu (rovesciato da Fanoli in giugno) rovesciano il breve governo democratico del vescovo Fanoli

## 1925
Stati nel mondo
- 2 gennaio - L'Oblast' autonomo Gorno-Badachšan è creato come parte della RSS Uzbeka; ultima roccaforte della rivolta dei Basmachi, fino al 1922 resistette all'annessione al Turkestan sovietico - nel 1929 sarà inglobato nella RSSA Tagika che diverrà una RSS
- 3 gennaio - In un discorso col quale inaugura la dittatura totalitaria in Italia, Mussolini sottostima in sole 160.000 le vittime della Čeka in Russia
- 5 gennaio - Esacerbata dagli attacchi che stanno occorrendo a Trockij, si suicida a Mosca Jevhenija Bogdanovna Boš, la sadica trozkista ucraina che nell'estate del 1918 a capo di una brigata annonaria fece strazio della provincia di Penza
- 6 gennaio - Dopo una serie di duri attacchi sulla Pravda usciti a partire da novembre ("discussione letteraria"), Trockij è costretto a dare le dimissioni da Commissario del popolo degli Affari bellici e marittimi dell'Urss (viene sostituito il 15 dal generale Frunze, sodale di Zinov'ev e quindi della Troika) e da Comandante in capo del Consiglio Militare Rivoluzionario (sostituito da Stalin in persona); in seguito al recente fallimento dell'insurrezione in Estonia, la sua utopica visione della "rivoluzione permanente" viene, stavolta definitivamente,accantonata e sostituita da Stalin con il pragmatico nuovo corso del "socialismo in un solo paese"
- 11-22 gennaio - A Shanghai si tiene il IV Congresso nazionale del Partito Comunista Cinese che elegge il IV Ufficio centrale del Partito Comunista Cinese; viene abolita la carica di Presidente del Partito (introdotta nel 1922) e ripristinata quella di Segretario generale (confermata a Chen Duxiu)
- 15 gennaio - Elezioni presidenziali in Finlandia, è eletto Lauri Kristian Relander della Lega Agraria
- 20 gennaio - In seguito a negoziati avviati il 24 aprile 1923 tra Gotō Shinpei e Ioffe (ambasciatore sovietico in Cina), firmata la convenzione di base sovietico-giapponese (Trattato di Pechino) che segna il riconoscimento giapponese dell'Urss ed il ripristino delle relazioni tra i due paesi; è dichiarato decaduto il Trattato di Portsmouth del 1905; il 15 maggio Sachalin settentrionale viene restituita all'Urss (ma vi mantiene alcune concessioni minerarie, fino al 1944). È determinata dal guastarsi delle relazioni del Giappone con le potenze dell'Intesa e gli Usa
- 20 gennaio - Estromesso Trockij dalle sue cariche governative il 6, al Comitato centrale si apre la lotta intestina alla Troika: Zinov'ev viene accusato del fallimento dell'insurrezione in Estonia. Nel corso della riunione il termine "trotskismo" viene per la prima volta esplicitamente contrapposto a bolscevismo; viene criticata la NEP (ora difesa da Stalin e Bucharin ai quali si contrappone Preobraženskij e la sinistra in genere sia trozkista che sindacalista) e l'assenza di libero dibattito nel partito, lotta alla quale si riunirà in seguito pure Trockij stesso contro lo strapotere accumulato progressivamente da Stalin (appoggiato ora da Bucharin e Rykov) tessendo pazientemente nel corso degli anni una fitta rete clientelare da vera eminenza grigia organizzativa (mentre quella teorica politica-economica fu Bucharin) del governo del leader carismatico Lenin, formando in seguito alla loro sconfitta l'Opposizione Unificata dall'unione della fazione trozkista "Opposizione di sinistra" con quella di Zinov'ev ora nota come "Nuova Opposizione" a cui si sono poi aggiunti Kamenev e Grigorij Sokol'nikov (e per breve tempo la moglie di Lenin, il cui libro scritto in questo frangente, "L'educazione della gioventù nello spirito di Lenin", viene tolto dalla circolazione) - Trockij, Kamenev, e Zinov'ev (dal 23 luglio 1926 destituito da presidente del Comintern a favore di Bucharin) verranno poi espulsi dal Politburo durante la XV Conferenza del Partito Comunista Panunionista (bolscevico) (26 ottobre-3 novembre 1926), quindi dal Comitato Centrale nell'ottobre 1927, poi il 12 novembre Trockij (il 2 la Pravda pubblica per l'ultima volta un suo discorso) e Zinov'ev dallo stesso partito, e a dicembre il XV Congresso del Partito (la cui maggior parte dei delegati a quel punto sono "clienti" che Stalin si è fatto nel corso degli anni) dichiarerà, infine, incompatibile l'appartenenza all'opposizione di sinistra o al trockismo con gli incarichi di partito, espellendone in blocco tutti gli aderenti (tra cui Kamenev, ultimo rimasto), finché dopo lo scontro tra Stalin e Bucharin (altro "ex" peggior liberticida al pari di Trockij, e che come lui diverrà vittima dei suoi stessi concetti, e sempre così come lui inizierà ad ergersi a campione di libertà e democrazia solo dopo esser divenuto rivale di Stalin dopo l'estromissione degli altri con la formazione dell'Opposizione di destra con Rykov e Tomskij) al VI Congresso dell'Internazionale Comunista nel settembre 1928, con la sostituzione delle basi teoriche del diritto marxista ("principio di corrispondenza dei fini") di Evgenij Bronislavovič Pašukanis (direttore dell'Accademia comunista e autore nel 1924 del tomo "La teoria generale del diritto e il marxismo") con quelle del terribile ex-menscevico Andrej Januar'evič Vyšinskij (rettore dell'Università statale di Mosca e professore dell'Università russa di economia Plechanov) si spiana la strada che porterà allo stalinismo

- 21 gennaio -  Dopo il colpo di Stato del 24 dicembre 1924 il Principato d'Albania è abolito (decade così ufficialmente Guglielmo d'Albania filo-tedesco nominalmente sovrano dal 7 marzo 1914 ma de facto esautorato il 3 settembre 1914) e diviene Repubblica albanese, di cui il 31 Ahmed Zogu è nominato presidente; il 2 marzo viene adottata la prima costituzione repubblicana dell'Albania, che conferisce poteri dittatoriali al presidente (e nel 1928 poteri regali) - il 27 novembre 1926 in seguito alla firma del "Patto di amicizia e sicurezza" l'Albania diventerà di fatto un protettorato italiano (mentre fino a quel momento rimane legata al Regno di Serbi, Croati e Sloveni per come intrapreso dal vescovo Fanoli)
- 23 gennaio - L'ex membro dei "centoneri" Nikolaj Ivanovič Nikiforov fonda ad Harbin l'Organizzazione Fascista Panrussa, che nel 1931 con l'invasione giapponese della Manciuria e la fondazione dello stato del Manciukuò diverrà il partito di governo della città
- 1º febbraio - Dopo anni di guerra tra cricche, a Pechino si apre la Conferenza per la ricostruzione e per la riunificazione del paese, incaricata di scrivere una Costituzione - termina con un fallimento a fine anno
- 2 febbraio - A Leningrado viene arrestato l'ultimo presidente del consiglio zarista Nikolaj Dmitrievič Golicyn (sarà condannato a morte e giustiziato il 2 luglio)
- 8 febbraio - Elezioni parlamentari nel Regno di Serbi, Croati e Sloveni: vince il Partito radicale popolare con il 28,8% dei voti
- 13 febbraio - In Turchia scoppia la rivolta dei curdi, etnica, islamica e pro-califfo dello sceicco curdo Said contro il repubblicanismo kemalista e il potere secolare di Ankara. La rivolta è schiacciata dall'esercito turco il 27 aprile
- 17 febbraio - L'Oblast' Karakalpako è ceduto dalla RSFS russa alla RSSA Kirghisa come Oblast' autonoma karakalpaka (nel 1932 diventerà Repubblica Socialista Sovietica Autonoma Karakalpaka e nel 1936 la parte orientale sarà ceduta alla RSS Uzbeka e quella occidentale sciolta nella RSS Kazaka); la Repubblica socialista sovietica di Bukhara confluisce nella RSS Uzbeka e la Repubblica socialista sovietica di Corasmia viene suddivisa tra RSS Uzbeka, RSS Turkmena (entrambe non fanno ancora parte dell'URSS), e Oblast' autonomo Karakalpako della RSSA Kirghisa - il 12 febbraio è fondato il Partito Comunista dell'Uzbekistan; il 26 è creata la RSSA del Circondario dei Komi-Permiacchi della RSFS russa
- 19 febbraio - Entra in vigore la Convenzione internazionale sull'oppio; l'URSS non ne è parte avendo già la Russia regolamentato per conto proprio la questione nel 1915 col Trattato di Kjachta in virtù delle relazioni bilaterali tra Cina e Russia
- 25 febbraio - Hitler riapre lo NSDAP
- 28 febbraio - In Germania muore di peritonite il reggente (dal 1919) Friedrich Ebert
- marzo - A Monaco si svolge il processo ai responsabili della disfatta del novembre 1918 ("criminali di novembre"), tuttavia molti degli imputati sono già stati assassinati su iniziativa personale di privati cittadini o dall'Organizzazione Consul
- marzo - Michail Afanas'evič Bulgakov termina l'opera Cuore di cane, allegoria della NEP e satira tagliente sul bolscevismo; ne verrà subito proibita la pubblicazione
- 5 marzo - Viene costituito il battaglione italiano in Cina ospitato nella caserma Ermanno Carlotto della concessione italiana di Tientsin. Nel 1927 l'ex concessione austroungarica di Tientsin verrà assegnata ai possedimenti italiani in Cina
- 7 marzo - Muore a Parigi il primo presidente del governo provvisorio russo Georgij Evgen'evič L'vov
- 12 marzo - Muore il leader del partito Kuomintang, il primo presidente cinese, Sun Yat-sen - viene sostituito da Wang Jingwei
- 18 marzo - Il nuovo (dal 15 gennaio) Commissario del popolo degli Affari bellici e marittimi dell'Urss Frunze emana la legge sul servizio militare obbligatorio; Frunze (sodale di Zinov'ev, ora venuto in contrasto con Stalin), muore il 31 ottobre durante un'operazione chirurgica (ma molti insinueranno lo zampino di Stalin), venendo sostituito dal fedele staliniano Vorošilov (Stalin si assicura così il controllo dell'Armata Rossa).
Il generale Gusev (staliniano) in qualità di rappresentante del CCC, conduce l'accusa verso il trozkista Karl Radek e dei trozkisti tedeschi Heinrich Brandler e August Thalheimer: vengono tutti espulsi dal Comintern
- 22 marzo - In un misterioso incidente aereo a Tbilisi ("disastro dello Junkers F 13") muoiono alcuni personaggi; Trockij accuserà Stalin della responsabilità
- 4 aprile - Fondate le Schutzstaffel per la protezione di Adolf Hitler
- 7 aprile - Muore Tichon, l'ultimo Patriarca di Mosca: nonostante la nomina del luogotenente Pietro di Kruticy come successore, egli sarà arrestato il 10 dicembre e sostituito d'imperio da Sergio, che il 27 luglio 1927 proclama la fedeltà della Chiesa ortodossa al bolscevismo
- 10 aprile - Caricyn rinominata Stalingrado
- 16 aprile - L'attentato di Sveta Nedelja ad opera dei comunisti bulgari annienta la classe dirigente golpista del paese e provoca una feroce repressione anti-comunista con migliaia di vittime
- 17 aprile - Bucharin, fautore della NEP, esorta i contadini ad "arricchirsi", provocando vive polemiche e scontrandosi in particolare con Preobraženskij
- 17 aprile - A Seul viene creato il Partito Comunista di Corea
- 19 aprile - La RSSA Kirghisa viene scissa in RSSA Kazaka e RSSA Baschira (che, preesistente, vi era stata fusa il 26 agosto 1920 in seguito alla scomparsa dell'Autonomia di Alash il cui territorio ora va a formare la RSSA Kazaka), incorporata alla RSFS russa come RSSA; neo-capitale della RSSA kazaka è Perovsk (oggi chiamata Qyzylorda); la RSSA Kazaka nel 1936 diventerà Repubblica Socialista Sovietica Kazaka; il 21 l'Oblast' autonoma ciuvascia (esistente dal 24 giugno 1920) diventa Repubblica Socialista Sovietica Autonoma Ciuvascia della RSFS russa
- 20 aprile -  Le forze comandate dal primo ministro Rezā Pahlavi occupano Ahvaz e arrestano lo sceicco filo-britannico Ahmad Qajar allo scopo di instaurare la repubblica - il 31 ottobre Il 5º Mejlis annuncia la deposizione della dinastia Qajar, ma invece di instaurare la repubblica il 12 dicembre l'Assemblea consultiva islamica proclama Rezā Pahlavi come Scià sotto il nome di Reza Shah Pahlavi - termina così la rivoluzione costituzionale persiana
- 23 aprile - A Varsavia Beneš e Aleksander Skrzyński concludono un trattato di conciliazione e arbitrato tra Polonia e Cecoslovacchia, patto di mutua assistenza in caso di aggressione straniera, convenzione commerciale. In Polonia è messo al bando il partito comunista
- 26 aprile - Al secondo turno delle prime elezioni presidenziali tedesche Paul von Hindenburg è eletto presidente al posto del defunto reggente (dal 1919) Ebert (morto il 28 febbraio), col 48,3% dei voti contro lo sfidante Wilhelm Marx (Zentrum) - questo cambio rappresenta uno spartiacque nella Repubblica di Weimar, che da remissiva diventa revanscista
- 27-29 aprile - XIV Conferenza del Partito Comunista Russo (bolscevico)
- 3-10 maggio - IX Congresso panucraino dei Soviet
- 7-16 maggio - XII Congresso panrusso dei Soviet e III Congresso dei Soviet dell'Unione Sovietica: viene abolito il divieto di affitto dei terreni di proprietà privata e quello di utilizzo di manodopera dipendente salariata di cui è ammessa la libera contrattazione dei salari; vengono ridotte le tasse. Questo atto rende insanabile la frattura coi trotskisti che rifiuteranno di riconoscere l'Urss come marxista e per questo saranno accusati di deviazionismo dall'ortodossia e mancanza di fedeltà alla linea. Fautore di queste riforme liberiste è Bucharin, in piena continuità con la NEP leninista. Stalin, benché perplesso, non si oppone, mantenendo un'equidistanza tra le posizioni estreme di "destra" e di "sinistra"; Zinov'ev è contrario e denuncia il pericolo dell'eccessiva tolleranza verso i kulaki, ma Kamenev definisce i kulaki "il ramo sul quale siamo seduti". Stalin manterrà in vigore tale sistema fino al 1928 (ma la parte finanziaria non sarà più abbandonata), quando in seguito al progressivo aumentare della distorsione chiamata "crisi della forbice" ed al rafforzamento dei kulaki (già paventati con lungimiranza dalla Kollontai) lo sostituirà collettivizzando il paese e pianificando l'economia col sistema detto "dei piani quinquennali"
  - 13 maggio - La RSS Uzbeka aderisce all'Unione Sovietica, e la sua Oblast' autonoma kara-kirghisa viene rinominata Oblast' autonoma kirghisa dalla quale l'11 febbraio 1926 viene scissa la parte settentrionale che diventa Repubblica Socialista Sovietica Autonoma Kirghisa (essendo la precedentemente omonima Repubblica stata scissa in Kazaka e Baschira il 19 aprile 1925) e trasferita come tale nella RSFS russa (diventerà Repubblica Socialista Sovietica Kirghisa nel 1936); la rimanente parte di esso le verrà scissa e ceduta alla RSFS russa nel 1929 e nel 1936 diventerà Repubblica Socialista Sovietica Tagika (a dicembre 1924 è stato fondato il Partito Comunista del Tagikistan) - anche la RSS Turkmena (della quale nel 1924 è stato fondato il Partito Comunista del Turkmenistan) aderisce all'URSS - Nedirbaj Ajtakov per la RSS Turkmena, Fajzulla Chodžaev per la RSS Uzbeka, e Gazanfar Musabekov per la RSS Transcaucasica (in sostituzione di Narimanov, defunto il 19 marzo) vengono nominati co-presidenti del CEC dell'URSS - il 25 viene istituito il Kraj di Siberia (con il suo centro a Novo-Nikolaevsk, che nel 1926 verrà rinominata Novosibirsk) della RSFS russa al posto delle ex province Altai, Yenisei, Novonikolaev, Omsk, Tomsk, Irkutsk, e regione autonoma di Oirot
- 30 maggio - Nella Concessione internazionale di Shanghai iniziano le proteste xenofobe anti-coloniali del "Movimento del 30 maggio" - il 10 giugno a Mosca avviene una manifestazione in suo sostegno - dopo altri scontri il 19 giugno, il 29 giugno Frederick Edward Smith, I conte di Birkenhead accusa l'URSS di manovrare la rivolta
- giugno - Il fedele staliniano generale Gusev (inquisitore del CCC) è inviato negli Stati Uniti come rappresentante del Comintern al congresso di agosto a Chicago del Partito Comunista degli Stati Uniti d'America per sostenere lo staliniano Segretario Charles Ruthenberg contro William Z. Foster; una volta tornato in URSS a dicembre, Gusev dichiara che "ogni membro del partito ha il dovere di denunciare al CCC chiunque sia coinvolto nell'opposizione organizzata alla leadership del compagno Stalin", mentre Nikolaj Glebov-Avilov lamenta con rabbia l'esistenza di sostenitori dell'opposizione di sinistra "che non osano dichiararsi tali perché non vogliono essere inviati a Murmansk o Turkestan"
- giugno - Il testamento di Lenin viene pubblicato abusivamente all'estero dal trozkista Max Eastman, venendo però ritenuto unanimemente un falso fino al 1956, quando verrà reso pubblico in Urss confermandone così globalmente la veridicità
- 17 giugno - A Ginevra viene firmato il protocollo (Convenzioni di Ginevra) che vieta l'uso bellico dei tossici, asfissianti e di altri gas e mezzi biologici
- 25 giugno - Il colpo di Stato greco del 1925 porta al potere il dittatore Theodoros Pangalos al posto di Andreas Michalakopoulos (primo ministro dal 7 ottobre 1924)
- luglio - Fondata l'Accademia delle scienze dell'URSS
- 1º luglio - Il governo di Canton si autoproclama governo nazionale cinese, di cui il 12 novembre Feng Yuxiang si proclama presidente al posto di Wang Jingwei dando inizio alla guerra civile contro il governo cinese filo-giapponese, nel cui contesto il 1 luglio 1926 l'esercito rivoluzionario nazionale del Kuomintang avvierà la Spedizione del Nord in alleanza (fino aprile 1927) coi comunisti cinesi, sostenuto dall'URSS e dal Comintern contro il governo cinese filo-giapponese
- 10 luglio - Dall'unificazione delle varie agenzie di stampa finora esistite in Urss, viene fondata l'agenzia statale TASS
- 20 luglio - Italia e Jugoslavia firmano la Convenzione di Nettuno, che definisce i confini dalmati
- 31 luglio - Red Friday: scioperi dei minatori britannici costringono gli imprenditori a cancellare la serrata nell'industria carboniera indetta per il 1º agosto, provocando grande entusiasmo in URSS - altri grandi scioperi nel maggio 1926, terminati a novembre con grande disappunto sovietico
- agosto - Stalin si lamenta dell'influenza del sedicente economista Smilga sul Gosplan e lo denuncia come un "ciarlatano". Membro dell'opposizione di sinistra, Smilga nel giugno 1927 sarà il primo esiliato famoso, trasferito a Chabarovsk, in Siberia. La sua partenza è stata l'occasione per l'ultima manifestazione pubblica contro il regime di Stalin, in cui circa un migliaio di persone (tra le quali Trockij, partecipazione per cui sarà in seguito inquisito da Sol'c) si sono radunate al treno per manifestare solidarietà
- 6 agosto - Viene ucciso in circostanze non del tutto chiarite Grigorij Kotovskij, un importante leader militare sovietico, eroe della guerra civile
- 7 agosto - L'Unione Sovietica sopprime il Congresso pan-tunguso della costa di Okhotsk ed il suo governatore Bochkarev
- 21 agosto - Con una fatwa dello sceicco Kaim Ilyasov si infiamma la rivolta in Cecenia iniziata nel 1924, ma a settembre la OGPU arresta e uccide il suo capo Najmudin Gotsinsky e la rivolta termina
- 25 agosto - L'ultimo soldato francese lascia il suolo tedesco dopo l'occupazione della Ruhr; viene sgomberato anche il Lussemburgo (dove stazionavano da novembre 1918)
- 5 settembre - Un accordo commerciale tra Italia ed Ungheria (che sarà suggellato nel 1927 con un trattato di amicizia italo-ungherese) viene a segnare l'inizio del guastarsi dei rapporti tra Italia e alleati dell'Intesa
- 13-18 settembre - Il congresso del SPD approva il Programma di Heidelberg (principali redattori Rudolf Hilferding e Karl Kautsky) che include la realizzazione degli Stati Uniti d'Europa - sostituisce il precedente Programma di Görlitz del 1921
- 25 settembre - Nell'ambito dell'operazione Trust è arrestato dalla OGPU la spia britannica Sidney Reilly; sarà giustiziato segretamente il 5 novembre
- 5-16 ottobre - Il Patto di Locarno ("Patto renano") mette fine al turbolento periodo di assestamento post-bellico, suggellando lo statu quo etno-territoriale ed ideologico raggiunto e che durerà fino al 1939 in quella che alcuni autori interpretano come una mera lunga e labile tregua di un'unica grande guerra mondiale 1914-1945